# Россия
Росси́я, или Росси́йская Федера́ция (сокр. РФ), — государство в Восточной Европе и Северной Азии. Россия — крупнейшее государство в мире, её территория в международно признанных границах составляет 17 098 246 км². Население страны вместе с аннексированным Крымом, переданным из РСФСР в УССР в 1954 году, являющийся после захвата Россией спорной территорией, составляет 146 119 928 человек (2025; 9-е место в мире). Столица — Москва. Государственный язык на всей территории страны — русский, в ряде регионов России также установлены свои государственные и официальные языки. Денежная единица — российский рубль.
Россия — многонациональное государство с широким этнокультурным многообразием. Согласно результатам переписей населения России 2010 года, а также переписи аннексированных Крыма и Севастополя 2014 года, в стране живут представители свыше 190 национальностей, среди которых русские составляют свыше 80 %, а русским языком владеют свыше 99,4 % россиян. Бо́льшая часть населения (около 75 %) в религиозном отношении относит себя к православию, что делает Россию страной с самым многочисленным православным населением в мире.
Россия — федеративная президентско-парламентская республика. С 31 декабря 1999 года (с перерывом в 2008—2012 годах, когда президентом был Дмитрий Медведев) должность президента России занимает Владимир Путин. C 16 января 2020 года в должности председателя правительства находится Михаил Мишустин. За годы правления Путина политический режим России сменился с демократического на авторитарную диктатуру.
Россия граничит с 18 государствами мира (с шестнадцатью — по суше и с двумя — по морю). В состав России по её конституции входят 89 субъектов, 48 из которых — области, 24 — республики, 9 — края, 3 — города федерального значения, 4 — автономные округа и 1 — автономная область. Всего в стране около 157 тысяч населённых пунктов.
Россия — ядерная держава. Одна из ведущих космических держав мира. Россия является постоянным членом Совета Безопасности ООН с правом вето; одна из современных великих держав мира. Также Россия состоит в целом ряде международных организаций: ООН, G20, ЕАЭС, СНГ, ОДКБ, ВТО, ОБСЕ, ШОС, АТЭС, БРИКС, МОК и других.
После распада СССР в конце 1991 года международное сообщество признало Россию продолжателем СССР в международных организациях. В 2014 году Россия захватила и незаконно аннексировала украинский Крым, что вызвало широкое международное осуждение и не было признано международным сообществом. В 2022 году после начала Россией полномасштабной агрессии против Украины Россия аннексировала ряд других оккупированных ей территорий Украины, что также не получило международного признания.
Объём ВВП (номинальный) за 2021 год составил приблизительно 1,8 трлн долларов, что делает Россию 11-й по объёму экономикой в мире (при пересчёте по ППС — 6-й).

## Происхождение названия

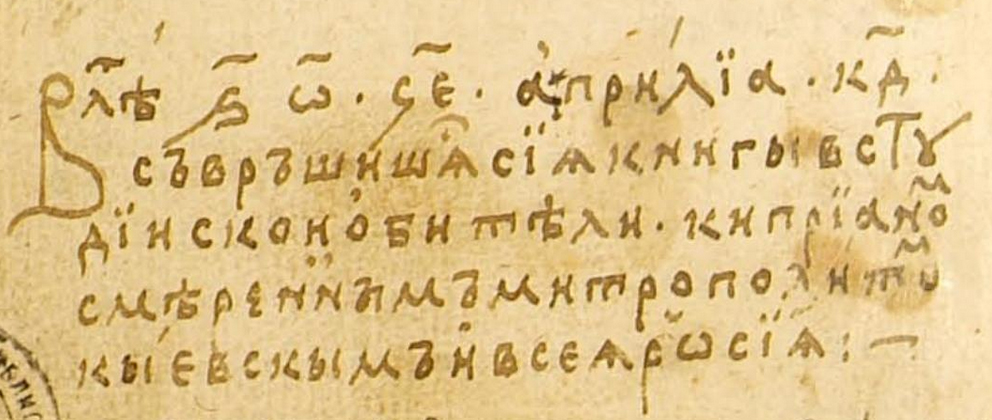
Первое известное написание названия «Россия» кириллицей — надпись на последней странице Лествицы Иоанна Синайского, сделанная митрополитом Киприаном: «В лето 6895 [1387], априлиа 24, съвръшишяся сия книгы в Студийской обители Киприаном смереннымъ митрополитом Кыевскымъ и всея Росия» (РГБ. Ф. 173/1. № 152. Л. 279 об.)

Первое письменное упоминание названия «Росия» на греческом языке (греч. Ρωσία) датировано серединой X века и встречается в сочинениях византийского императора Константина Багрянородного «О церемониях» и «Об управлении империей» для обозначения Руси. В кириллической записи слово «Росия» (Рωсїѧ) было впервые употреблено 24 апреля 1387 года в собственноручной приписке митрополита Киприана к переписанной им «Лествице» Иоанна Синайского, где он именует себя «митрополитом Кыевскым и всея Росия». В XV—XVI веках эллинизированное название «Росия» закрепилось за той частью русских земель, которая была объединена в единое государство под началом Великого княжества Московского: так, Иоанн де Галонифонтибус использует это название в указанном значении в 1404 году, а Иван III назван «российским государем» в грамоте крымского хана в 1474 году.
В 1547 году, после венчания на царство Ивана IV Васильевича, Московское государство стало также именоваться как Российское царство. Современное написание слова — с двумя буквами «с» — появилось с середины XVII века и окончательно закрепилось при Петре I.
По завершении Северной войны, 22 октября (2 ноября) 1721 года Пётр I был провозглашён императором Всероссийским. После этого государство стали официально называть Российской империей.
1 (14) сентября 1917 года, в период между Февральской и Октябрьской революциями, Россия была объявлена республикой, а с 19 июля 1918 года начала официально именоваться Российской Социалистической Федеративной Советской Республикой (РСФСР; в 1936 году слова «Социалистическая» и «Советская» в названии были переставлены местами). С 1922 по 1991 года РСФСР входила в состав СССР, который неформально (особенно за рубежом) часто именовался Россией. В период распада Советского Союза 25 декабря 1991 года РСФСР получила новое название — Российская Федерация.

## Физико-географическая характеристика

### Географическое положение
Территория России в её заявленных границах составляет 17 125 191 км² (первое место по площади среди стран мира), что чуть меньше континента Южная Америка. Расположена полностью в Северном полушарии, бо́льшая часть территории России располагается в Восточном полушарии, лишь восточная часть Чукотского автономного округа располагается в Западном полушарии. Омывается водами Тихого и Северного Ледовитого океанов; а также Балтийским, Чёрным, Азовским морями Атлантического океана; обладая самой протяжённой береговой линией в мире (37 653 км). Россия расположена на севере материка Евразия, занимая почти всю Восточную Европу и весь север Азии, полуэксклав Калининградская область по ряду критериев может быть отнесён к Центральной Европе. Уральские и Кавказские горы (либо Кумо-Манычская впадина) разделяют Россию на европейскую (23 %) и азиатскую (77 %) части; при этом отдельно взятые европейская и азиатская части России являются крупнейшими по территории среди других государств Европы и Азии.
Крайней северной точкой России является мыс Флигели на острове Рудольфа архипелага Земля Франца-Иосифа (81°51’ с. ш.), который относится к Архангельской области; крайняя северная материковая точка — мыс Челюскина на полуострове Таймыр (77°43’ с. ш.), в Красноярском крае. Крайняя восточная точка — остров Ратманова в Беринговом проливе (169°0’ з. д.), является территорией Чукотского автономного округа; крайняя восточная материковая точка — мыс Дежнёва на Чукотке (169°39’ з. д.). Крайняя южная точка России находится на границе Дагестана с Азербайджаном, к юго-западу от горы Базардюзю (41°11’ с. ш.). Крайняя западная точка лежит в Калининградской области, на Балтийской косе Гданьского залива Балтийского моря (19°38’ в. д.). Протяжённость территории России с запада на восток составляет свыше 10 тысяч километров, с севера на юг — превышает 4 тысячи километров.

### Границы
Список государств, с которыми граничит Россия. Частично признанные государства выделены курсивом:
- Сухопутные и частично морские границы: Норвегия, Финляндия, Эстония, Литва, Польша, Украина, Грузия[h], Абхазия[i], Азербайджан, Казахстан, КНДР.
- Исключительно сухопутные границы: Латвия, Беларусь, Китай, Монголия, Южная Осетия[i].
- Только морские границы — только в акватории Тихого океана: Япония, США (с последней страной — по линии перемены дат).

### Геологическое строение

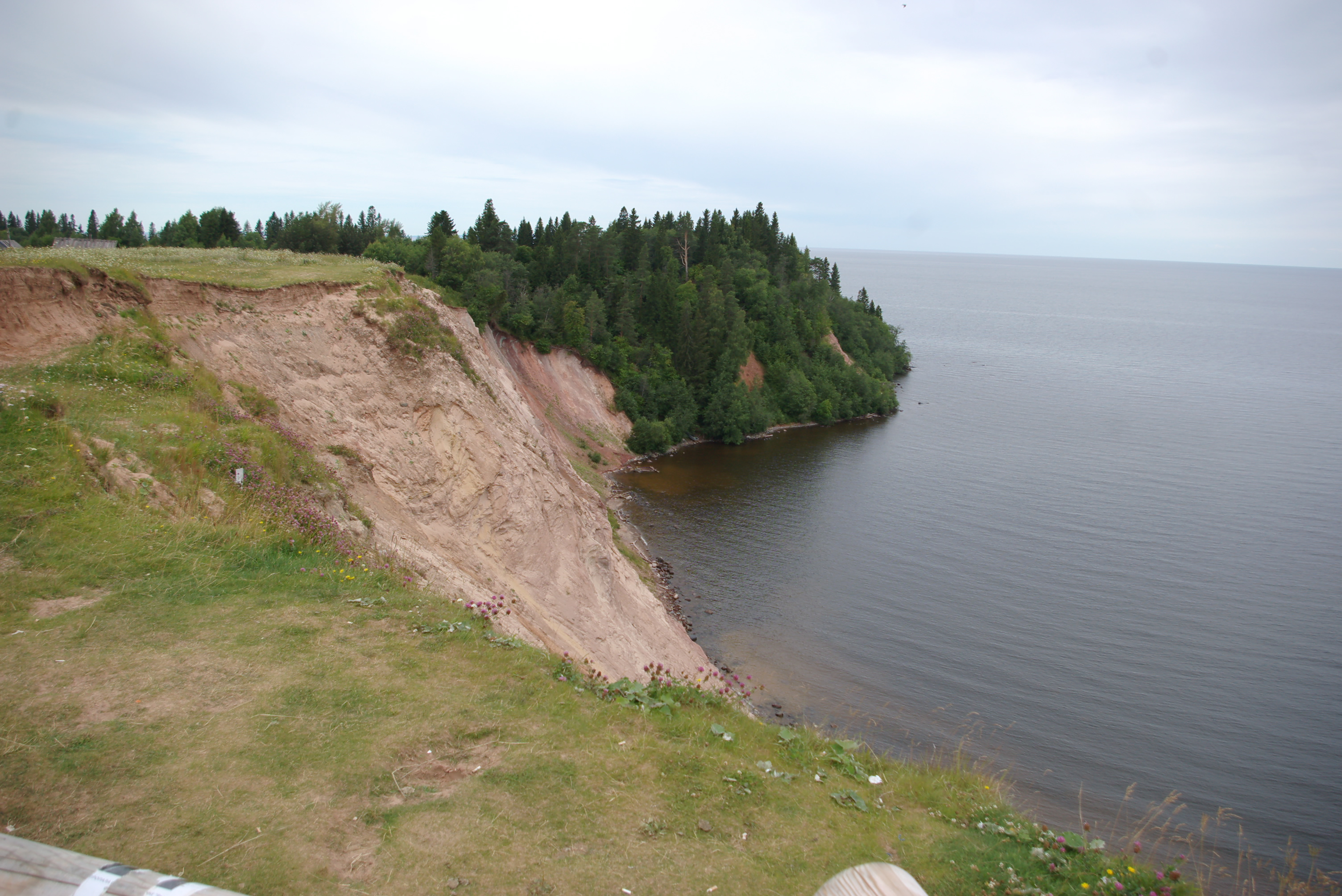
Андома-гора, геологический памятник на побережье Онежского озера, в 30 км от города Вытегры

Европейская часть России расположена на Восточно-Европейской платформе. В её основе залегают магматические и метаморфические породы докембрия. Территория между Уральскими горами и рекой Енисей занята молодой Западно-Сибирской платформой. Восточнее Енисея находится древняя Сибирская платформа, простирающаяся до реки Лены и соответствующая, в основном, Средне-Сибирскому плоскогорью. В краевых частях платформ имеются залежи нефти, природного газа, угля. К складчатым областям России принадлежат Балтийский щит, Урал, Алтай, Урало-Монгольский эпипалеозойский складчатый пояс, северо-западную часть Тихоокеанского складчатого пояса и небольшой отрезок внешней зоны Средиземноморского складчатого пояса. Самые высокие горы Кавказ приурочены к более молодым складчатым областям. В складчатых областях находятся основные запасы металлических руд.
Сибирская платформа имеет эпиархейский возраст. С чехлом Сибирской платформы связаны крупнейшие в России залежи каменного угля, каменных и калийных солей, нефти и газа, с трапповыми интрузиями — медно-никелевые месторождения Норильска, а с кимберлитовой трубкой — алмазы.
В строении Урало-Монгольского эпипалеозойского складчатого пояса, разделяющего 2 древние платформы, выделяются области рифейской, байкальской, салаирской, каледонской и герцинской складчатости. Енисей-Саяно-Байкальская область рифейской и байкальской складчатости обрамляет Сибирскую платформу. Вдоль границы с Восточно-Европейской платформой располагается Предуральский краевой прогиб, заполненный пермскими толщами с месторождениями каменного угля на севере и калийных солей в средней части прогиба (см. Урал).
Тихоокеанский складчатый пояс на территории России представлен крайней северо-западной частью, в пределах которой расположены древние дорифейские массивы, области мезозойской и кайнозойской складчатости и современные тектонически активные зоны. В Верхояно-Чукотской области известны месторождения золота, связанные с юрскими и нижнемеловых гранитными интрузиями, а также олова, вольфрама и ртути. Большие залежи каменного угля заключены в молассах Предверхоянского прогиба и Зырянской впадины.

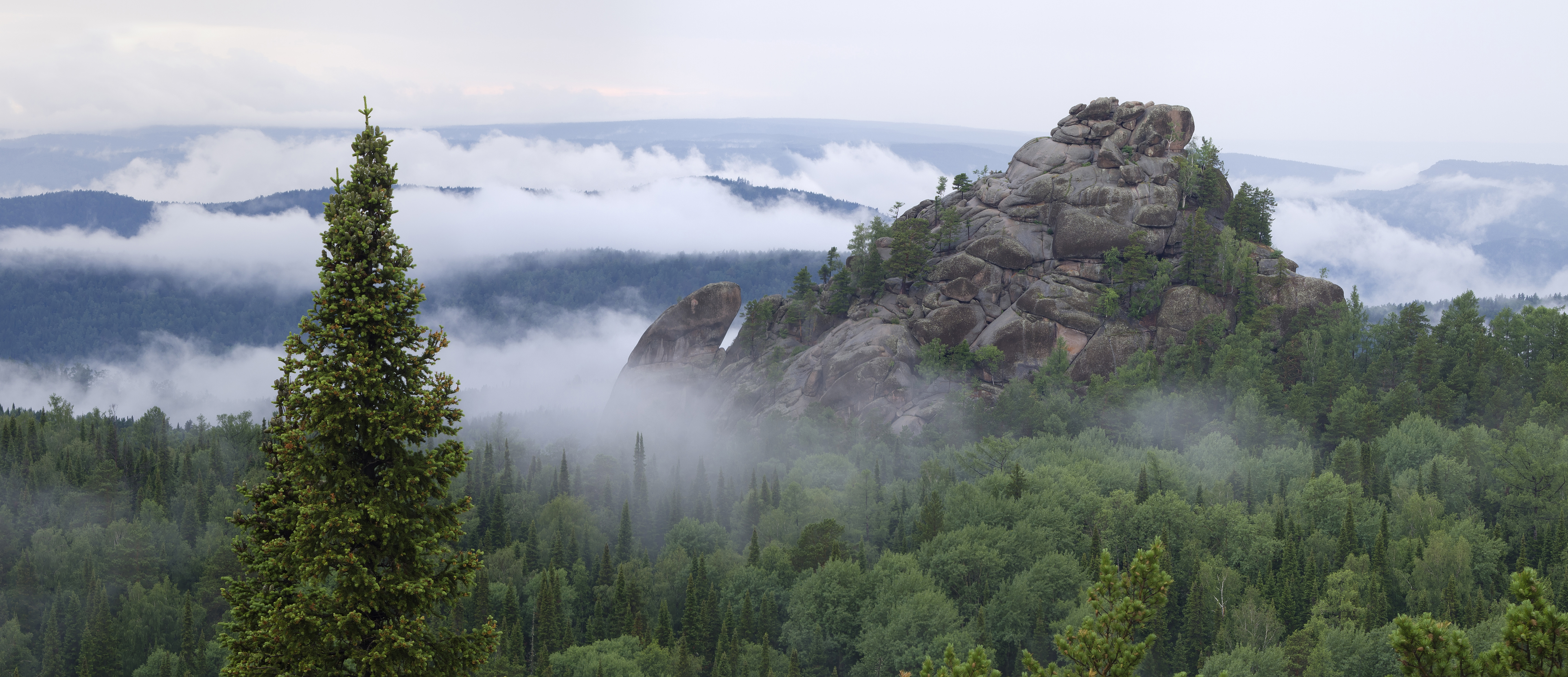
Тайга в Красноярском крае

Западно-Камчатская складчатая система является терригенным геосинклинальным комплексом верхнего мела, который наложился на гранит-гнейсовый и сланцево-базитовый фундамент, а после складчатости оказался перекрытым палеоген-неогеновыми породами. Восточная зона характеризуется наложенным современным вулканизмом (28 действующих вулканов).
Курильская островная дуга, состоящая из Большой и Малой гряд, насчитывает 39 действующих вулканов, и составлена меловыми и четвертичными вулканогенно-осадочными и вулканогенными образованиями. Дуга раздроблена системой молодых поперечных грабенов, а перед её фронтом, как и перед восточной частью Камчатки, располагается глубоководный жёлоб.
Сахалинская кайнозойская складчатая область разделяется на Восточную и Западную зоны, разделённые Центрально-Сахалинским грабеном. С Северо-Сахалинской впадиной связаны месторождения нефти и газа, а с горными породами среднего миоцена на острове связаны залежи каменного угля.

### Рельеф
Более 70 % территории России занято равнинами и низменностями. Западная часть страны находится в пределах обширной Восточно-Европейской равнины, характеризующейся чередованием низменностей (Прикаспийская и др.) и возвышенностей (Валдайская, Среднерусская и т. д.). Меридионально вытянутая горная система Урал разделяет Восточно-Европейскую равнину и Западно-Сибирскую низменность. К востоку от последней находится Среднесибирское плоскогорье с изолированными горными массивами, плавно переходящее в Центрально-Якутскую низменность.
Южная и восточная части страны преимущественно гористые. На крайнем юге Европейской части тянутся северные хребты Большого Кавказа: здесь находится самая высокая вершина России — Эльбрус (5642 м над уровнем моря). На юге Сибири — Алтай, Западный и Восточный Саяны, Становое нагорье и другие горные системы. Северо-восток Сибири и Дальний Восток — регионы преобладания средневысотных горных хребтов, таких как Сихотэ-Алинь, Верхоянский, Черского и т. д. Полуостров Камчатка [здесь находится самый высокий вулкан Евразии — Ключевская Сопка (4688 м над уровнем моря)] и Курильские острова на крайнем востоке — территория вулканов. Здесь их насчитывается более 200, причём около 50 из них — действующие.

### Внутренние воды
Россия — одна из наиболее водообеспеченных стран мира. Страна обладает одними из крупнейших в мире запасами пресной воды. Поверхностные воды занимают 12,4 % территории России, при этом 84 % поверхностных вод сосредоточено к востоку от Урала. В структуре водопользования преобладают производственные нужды.
Самое большое пресноводное озеро Байкал расположено в восточной части страны (около 31 700 км²), оно является самым глубоким озером планеты (1642 м).

#### Крупнейшие реки России
Самые протяжённые по длине реки России с указанием площади бассейна:
| Название        | Длина, км | Площадь бассейна, км² |
| --------------- | --------- | --------------------- |
| Лена            | 4 400     | 2 490 000             |
| Иртыш           | 4 248     | 1 643 000             |
| Обь             | 3 650     | 2 990 000             |
| Волга           | 3 530     | 1 360 000             |
| Енисей          | 3 487     | 2 580 000             |
| Нижняя Тунгуска | 2 989     | 473 000               |
| Амур            | 2 824     | 1 855 000             |
| Вилюй           | 2 650     | 454 000               |
| Ишим            | 2 450     | 177 000               |
| Урал            | 2 428     | 231 000               |

#### Крупнейшие озёра России

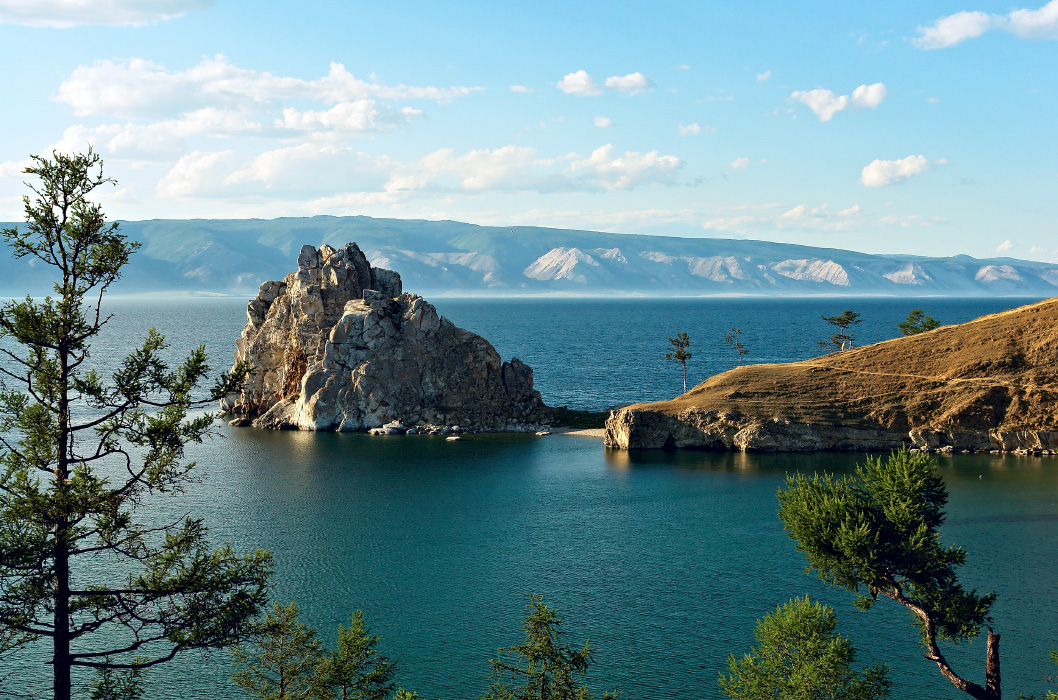
Озеро Байкал

| Название               | Площадь, км² | Глубина, м | Высота над уровнем моря, м |
| ---------------------- | ------------ | ---------- | -------------------------- |
| Каспийское море        | 371 000      | 1025       | −28                        |
| Байкал                 | 31 500       | 1642       | 456                        |
| Телецкое               | 19 500       | 325        | 434                        |
| Ладожское озеро        | 17 703       | 225        | 4                          |
| Онежское озеро         | 9 616        | 124        | 32                         |
| Таймыр                 | 4 560        | 26         | 6                          |
| Ханка                  | 4 190        | 10         | 68                         |
| Чудско-Псковское озеро | 3 555        | 15         | 30                         |
| Чаны                   | 1 990        | 12         | 105                        |
| Белое озеро            | 1 290        | 20         | 113                        |

### Полезные ископаемые
Страна богата различными полезными ископаемыми. Запасы нефти разведаны в том или ином объёме во многих регионах страны, в частности в Тюменской области, на Сахалине, в Башкортостане, а также на шельфе, запасы природного газа — в основном, на территории Ямало-Ненецкого автономного округа.

### Почвы
Почвы России на равнинах располагаются зонально. На островах Северного Ледовитого океана и побережье Таймыра формируются маломощные и примитивные арктические почвы. Южнее расположена тундровая зона, где преобладают кислые тундровые, обычно сильно оглеённые почвы. Для переходной лесотундровой зоны характерны почвы тундровые глеевые, слабоподзолистые или глеево-таёжно-мерзлотные.
Примерно 65 % территории России находится в пределах зоны лесов. В северной её части почвы подзолистые, к востоку от Енисея формируются таёжно-мерзлотные почвы. В подзоне тайги (особенно Западной Сибири) много болот, главным образом верховых (олиготрофных); нередко заболочены и лесные массивы. Южнее тайги на Восточно-Европейской равнине почвы дерново-подзолистые.
Лежащая южнее лесостепная зона имеет серые лесные почвы. А для степной зоны характерны особо плодородные чернозёмы (с мощным гумусным горизонтом, содержащим от 4 до 10 % гумуса) и тёмно-каштановые почвы. Ещё южнее, на территории Прикаспийской низменности, — участки полупустынной зоны со светло-каштановыми и бурыми почвами, встречаются также солончаки.
Более 70 % российской территории — зона рискованного земледелия. В то же время в России находится 9 % всех продуктивных пахотных земель мира и более 50 % мировых чернозёмов.

### Климат
Россия является самой холодной страной в мире: 65 % её территории покрыты вечной мерзлотой; в России самая низкая среднегодовая температура воздуха среди всех стран мира, составляющая −5,5 °С; в России расположены: Северный полюс холода; Санкт-Петербург — самый северный в мире город с населением более одного миллиона человек; Мурманск — крупнейший в мире город, расположенный за Северным полярным кругом; Норильск — крупнейший заполярный город Азии; Сабетта — крупнейшее поселение севернее 70° с. ш.
Положение России в северной части Евразии (территория страны в основном лежит севернее 50° с. ш.) обусловило её размещение в арктическом, субарктическом, умеренном и частично в субтропическом климатических поясах. Преобладающая часть территории расположена в умеренном поясе. Разнообразие климата также зависит от особенностей рельефа и близости или удалённости океана.
Широтная зональность наиболее ярко проявляется на равнинах. Наиболее полный спектр природных зон отличает европейскую часть страны, где с севера на юг последовательно сменяются зона арктических пустынь, тундры, лесотундры, таёжных лесов, смешанных лесов, лесостепей, степей, полупустынь. С продвижением на восток климат становится всё более континентальным, количество природных зон в одном широтном интервале значительно сокращается.
Средние температуры января, по разным регионам, колеблются от +6 до −50 °C, июля от 1 до 25 °C; осадков от 150 до 2000 мм в год. Вечная мерзлота (районы севера европейской части, Сибири и Дальнего Востока) занимает 65 % территории России.
Самая высокая когда-либо зафиксированная температура на территории современной России составила +45,4 °C на метеостанции Утта (Калмыкия), измерена 12 июля 2010 года. Самая низкая температура неофициально была зафиксирована в Оймяконе академиком С. В. Обручевым зимой 1924 года и составила −71,2 °C, хотя сообщалось и о более низких температурах. Максимальная разница температур в целом по стране зафиксирована на уровне 116,6 °C, по этому показателю Россия занимает первое место в мире.
| Показатель              | Янв.  | Фев.  | Март  | Апр.  | Май   | Июнь | Июль | Авг.  | Сен.  | Окт.  | Нояб. | Дек.  |
| ----------------------- | ----- | ----- | ----- | ----- | ----- | ---- | ---- | ----- | ----- | ----- | ----- | ----- |
| Абсолютный максимум, °C | 22,2  | 23,8  | 30,3  | 34,0  | 37,7  | 43,2 | 45,4 | 43,5  | 41,5  | 33,7  | 29,1  | 25,0  |
| Абсолютный минимум, °C  | −71,2 | −64,4 | −60,6 | −46,4 | −28,9 | −9,7 | −9,3 | −17,1 | −25,3 | −47,6 | −58,5 | −62,8 |

### Флора и фауна

#### Зонирование
В России существует несколько поясов, различаемых по теплообеспеченности климата, внутри которых выделяют природные (ландшафтные) зоны. Они состоят из зональных типов ландшафтов. Например в зоне подтайги преобладают подтаёжные типы ландшафтов, но изолированно могут встречаться широколиственнолесные и другие ландшафты.
- Арктический пояс. Зоны и подзоны: арктическая (ледниковая, полярнопустынная).
- Субарктический пояс. Зоны и подзоны: тундра (арктотундра, типичная тундра, южная тундра), лесотундра, лесолуговая.
- Умеренный пояс (бореальные типы ландшафтов). Зоны и подзоны: тайга (северная, средняя, южная), подтайга.
- Умеренный пояс (суббореальные типы ландшафтов). Зоны и подзоны: широколиственные леса, лесостепь, степь (типичная, сухая), полупустыня, пустыня, субсредиземноморская (предсубтропические ландшафты).

Помимо деления на ландшафтные зоны, существует деление на физико-географические сектора, которые различаются атмосферной циркуляцией, континентальностью климата и другими характеристиками. Примерами секторов являются Восточная Европа, Западная Сибирь и т. д.

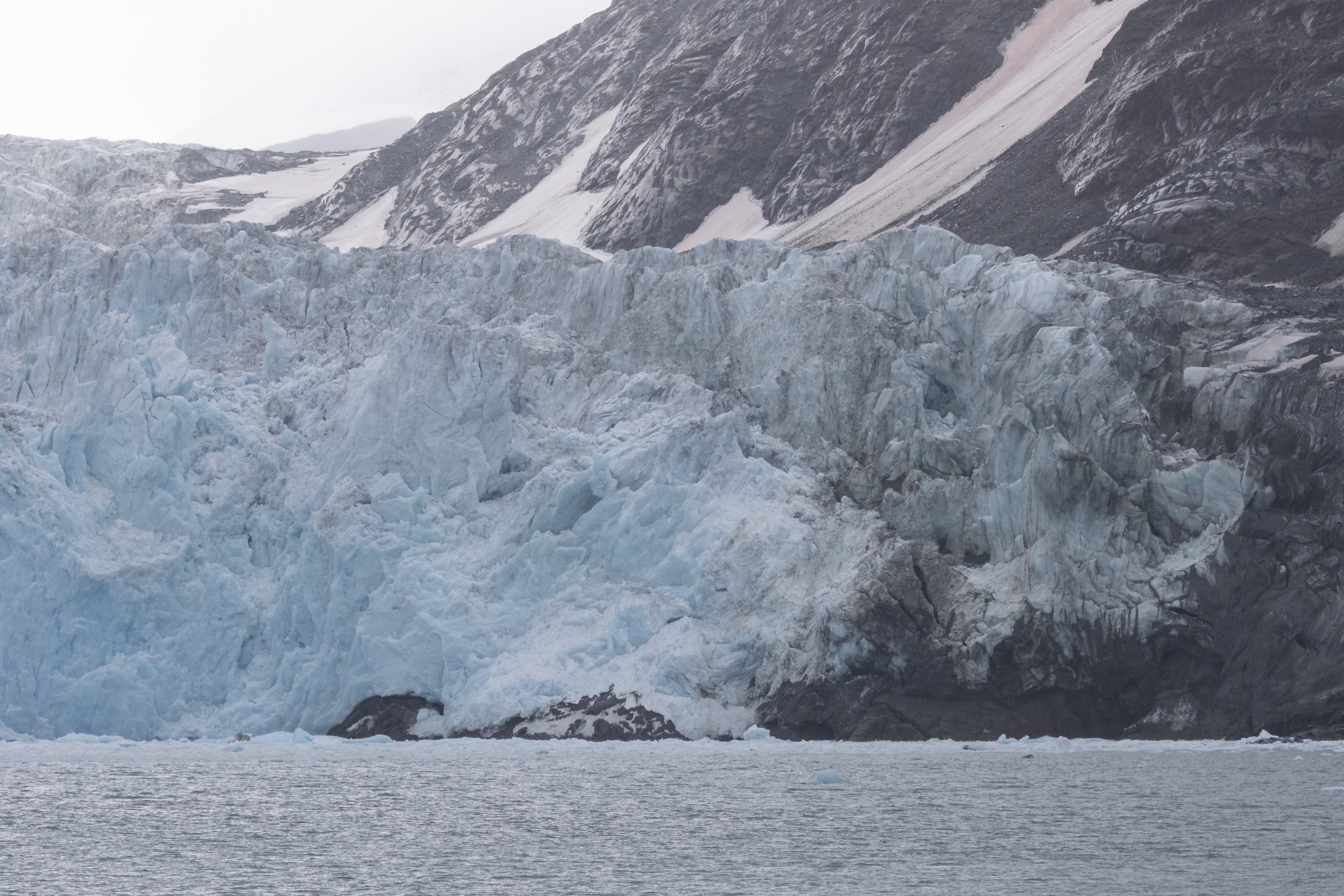
Ледник
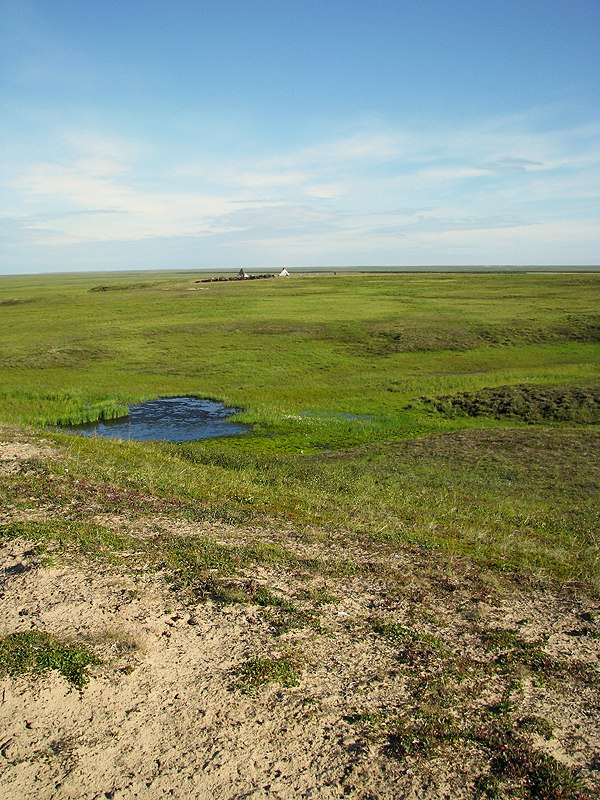
Тундра
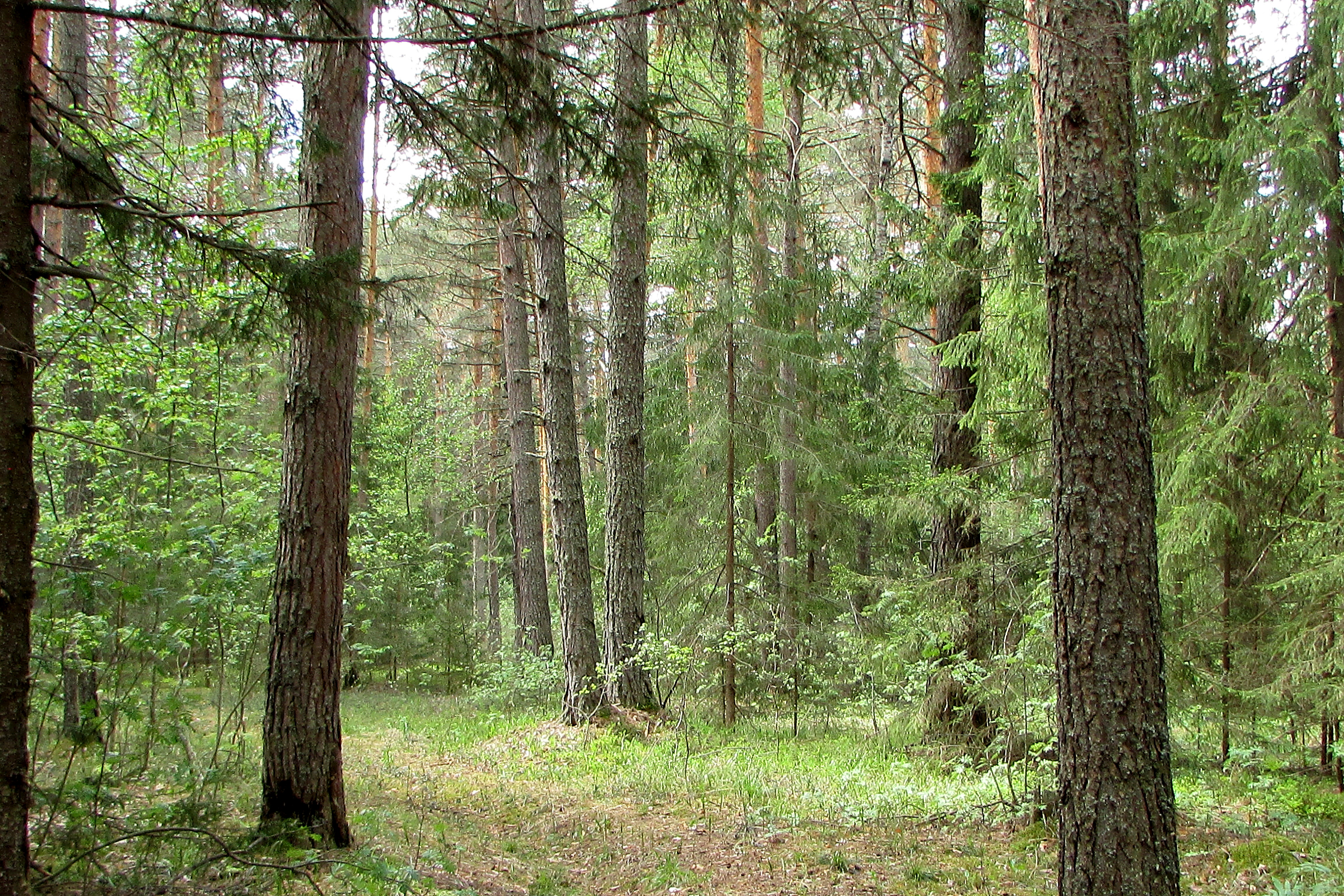
Тайга
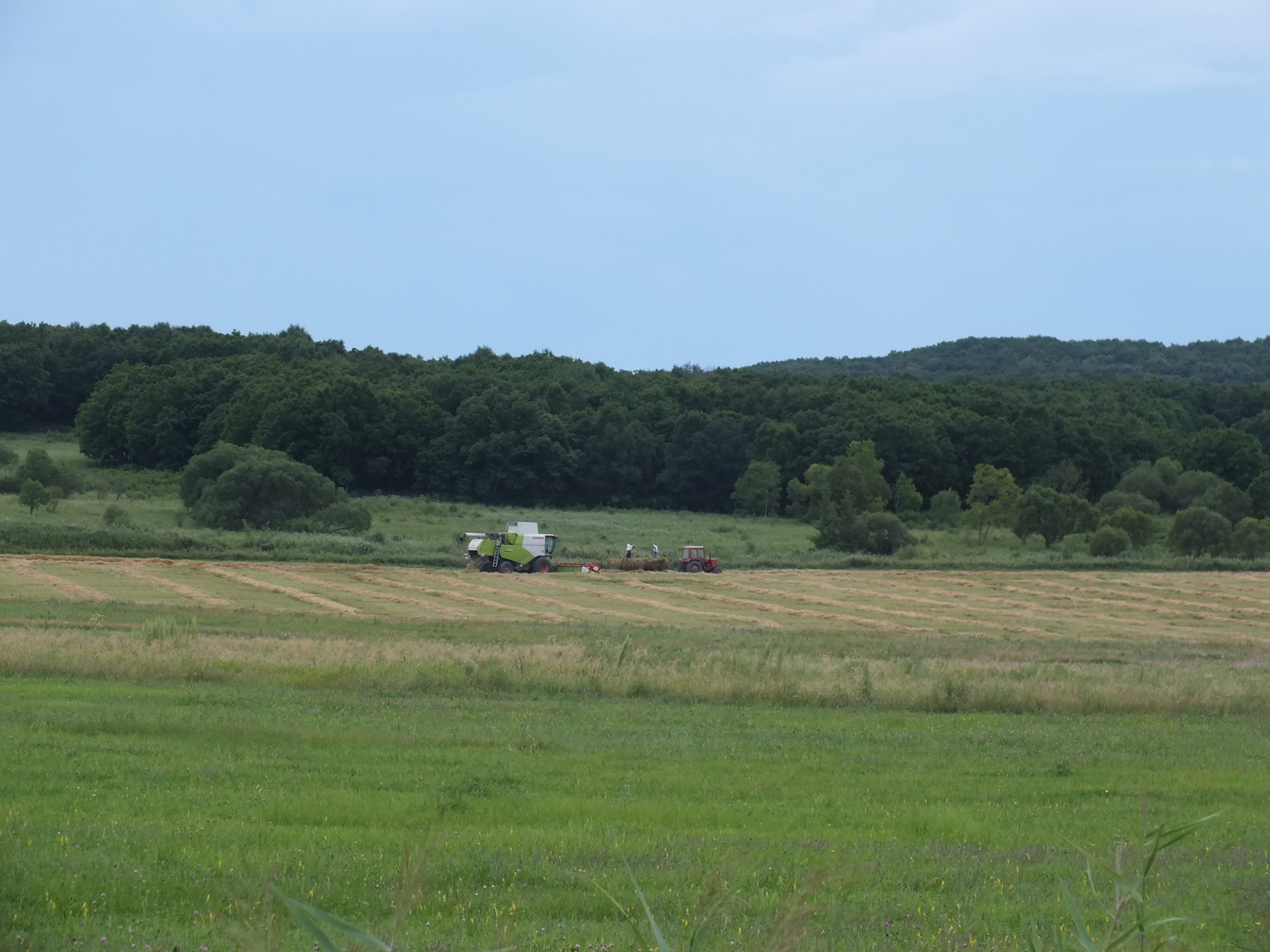
Широколиственный лес
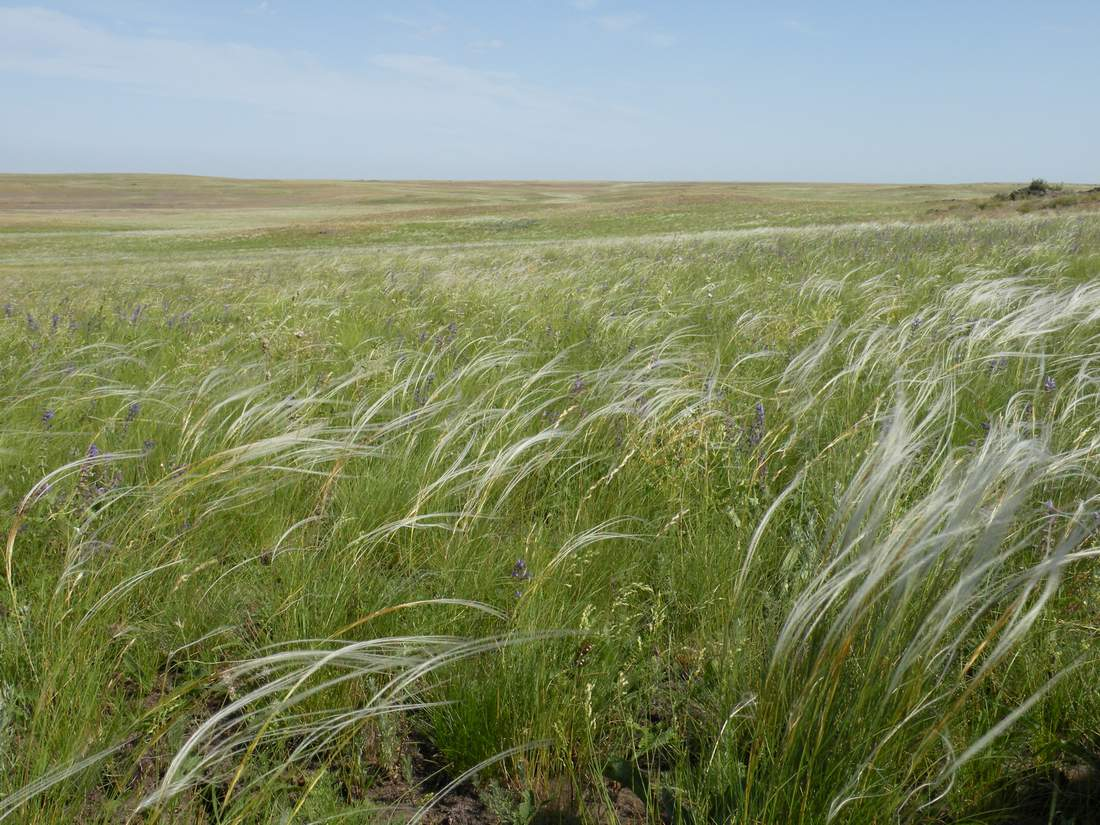
Степь
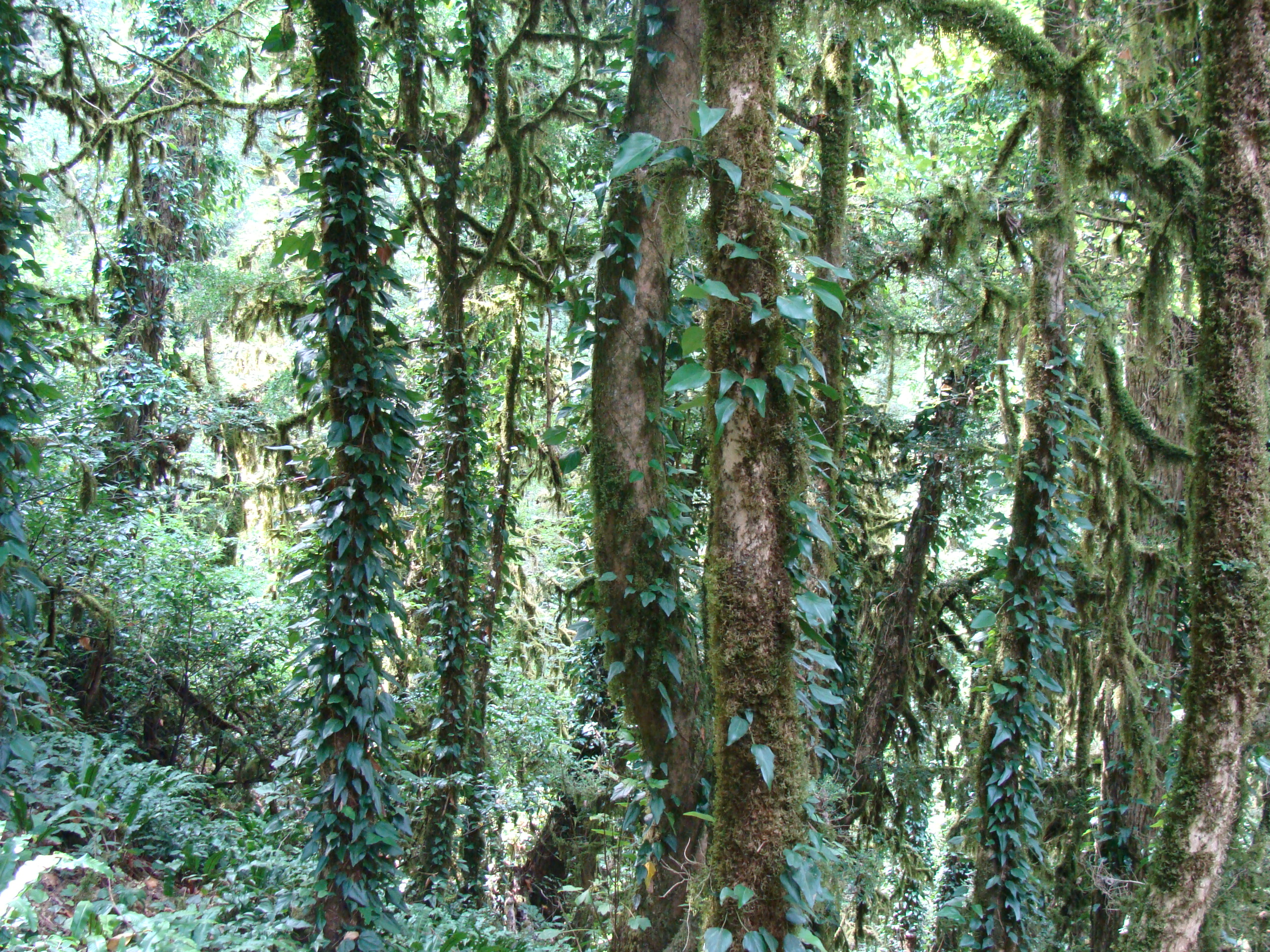
Колхидский лес

Арктическая зона встречается только на арктических островах. Тундры и лесотундры занимают арктическое побережье России, а также часть Камчатки и тихоокеанского побережья Чукотки.
Южная граница тайги проходит через Псков, Ярославль, Екатеринбург, Томск, Читу и Комсомольск-на-Амуре. К подтайге относятся смешанные леса Европейской России и Калининградской области, хвойно-мелколиственные и берёзово-осиновые леса юга Западной Сибири, смешанные леса Северного Приморья (Самарга и Анюй) и хвойно-широколиственные леса юга Сахалинской области.
Зона широколиственных лесов включает юг Брянской области. Широколиственнолесные ландшафты от Калужской области до Башкортостана отнесены к северной подзоне лесостепи. Зона широколиственных лесов занимает также юг Приамурья и большую часть Приморского края. Степи и лесостепи охватывают основную часть Черноземья и Средней Волги, Предкавказье, Южное Предуралье и Зауралье, Южную Сибирь (Омская и Новосибирская области, Алтай, Тува, Южное Забайкалье). Полупустыни и пустыни встречаются на Нижней Волге и в Калмыкии. Субсредиземноморская зона имеется только на побережье Краснодарского края. Фрагменты предсубтропических ландшафтов, но не сама субсредиземноморская зона, присутствуют в Дагестане.
Наиболее чётко природная зональность выражена к западу от Енисея, к востоку от Енисея зональность прослеживается слабее из-за сложного характера рельефа и резко континентального климата. Поскольку значительная часть территории страны занята горами, для многих районов характерна высотная поясность.

#### Растительность
В составе флоры России насчитывается около 24 700 видов растений, из которых около 11 400 видов — сосудистые, 1137 видов — мохообразные, 9000 видов — водоросли, 3000 видов — лишайники и 159 видов — папоротники. Наиболее богаты видами растений Кавказ (6000 видов) и Дальний Восток (4300 видов), беднее всего — арктические острова Сибири (100—150 видов).
Согласно флористическому районированию, растительность России подразделяется на несколько областей.
- Циркумбореальная область. Провинции: арктическая, центральноевропейская (Санкт-Петербург, Калининград), эвксинская (Сочи — Туапсе), кавказская, восточноевропейская, североевропейская, западносибирская, алтае-саянская, среднесибирская, забайкальская, северо-восточносибирская, охотско-камчатская.
- Восточноазиатская область. Провинции: маньчжурская (бассейн Амура и Приморье), сахалино-хоккайдская.
- Средиземноморская область. Провинция: крымско-новороссийская.
- Ирано-туранская область. Провинции: туранская (Нижняя Волга, Калмыкия), джунгаро-тяньшаньская (юг Алтая).

Лесистость территории России составляет 45,4 %, лесом покрыты 796,2 млн гектаров. Обширность территорий и разнообразие природных зон определяют богатый животный и растительный мир. В арктических пустынях Крайнего Севера произрастают мхи, полярные маки, лютики. В тундре к этим видам добавляются карликовая берёза, ива, ольха. Для тайги типичны ель, пихта, кедр, сосна, лиственница. В подлеске растут черника, багульник, жимолость, шиповник, смородина и др. Южнее начинаются хвойно-широколиственные и широколиственные леса из ели, сосны, дуба, липы, ясеня, вяза, клёна, граба, груши, вишни, с подлеском из лещины, жимолости, бересклета, шиповника, смородины, калины, бузины, спиреи. На юге Дальнего Востока добавляются тис, орех, бархат, дзельква, калопанакс, аралия, шелковица, сирень, маакия, рододендрон, магнолия, гортензия, элеутерококк, вейгела, виноград, лимонник, актинидия, древогубец, пуэрария, схизофрагма и др. В лесостепной и степной части распространены байрачные леса и разнотравье из семейств злаков, бобовых, астровых, гвоздичных, гречишных и т. п. На Кавказе помимо упомянутых европейских пород встречаются тис, можжевельник, бук, каштан, орех, лапина, инжир, хурма, облепиха, фисташка, сумах, шелковица, земляничное дерево, самшит, падуб, витекс, рододендрон, чубушник, миндаль, лавровишня, клекачка, ладанник, виноград, плющ, сассапариль, обвойник, ломонос, хмель.
В России расположены 41 национальный парк и 103 заповедника.

#### Животный мир

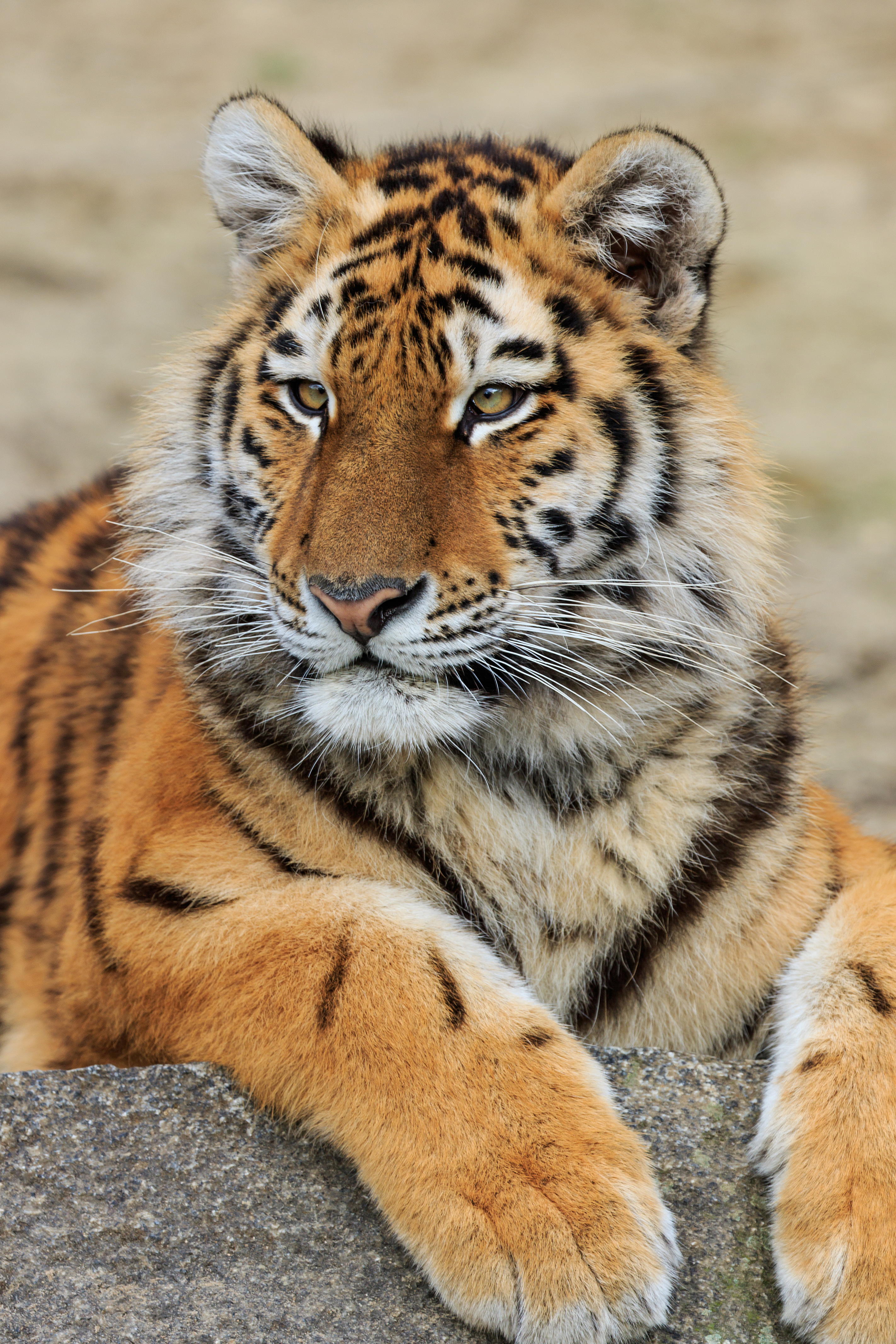
Амурский тигр. Занесён в Красную книгу

В России насчитывается около 320 видов млекопитающих, более 700 видов птиц, более 50 видов рептилий, около 670 видов пресноводных и морских рыб, 100 тыс. видов насекомых и 10 тыс. видов паукообразных. Бо́льшая часть биоразнообразия сосредоточена на юге Европейской России (особенно на Кавказе), юге Дальнего Востока и в горах южной Сибири.
В арктической и тундровой зоне встречаются белый медведь, волк, песец, северный олень, овцебык, снежный баран, заяц-беляк, северная пищуха, лемминги, тюлени, моржи, полярная сова.
В тайге обитают бурый медведь, волк, рысь, росомаха, горностай, соболь, колонок, выдра, лось, кабарга, бобры, заяц-беляк, бурундук, белка, летяга, лесной лемминг, лесная полёвка, серая полёвка, бурозубка, гадюка, гнездятся ястреб-тетеревятник, глухарь, рябчик, тетерев, дятел, кедровка, таёжная мухоловка.
В смешанных и широколиственных лесах также водятся лисица, барсук, ёж, крот, зубр, кабан, благородный олень, косуля, норка, многочисленные виды птиц, ящерицы, ужи, медянка. В Кавказском регионе водятся леопард, гиена, енот-полоскун, перевязка, тур, серна и большое количество рептилий. В лесах Дальнего Востока встречаются гималайский медведь, тигр, лесной кот, харза, пятнистый олень, горал.
Среди животных степей преобладают хомяк, цокора, суслик, сурок, полёвка. Много сайгаков, барсуков, лисиц, крупных степных птиц (дрофа, журавли, стрепет). В пустыне встречаются джейран, шакал, барханный кот, многочисленные грызуны.

## История
Периоды российской государственности:
- Древнерусское государство, Киевская Русь (862 год — XIII) — первое государство восточных славян[70][71].
  - Столица до 864 года — Ладога, до 882 года — Новгород, с 882 года — Киев.
- Русские княжества (середина XII века — начало XVI века).
- Русское государство — конец XV века — 22 октября (2 ноября) 1721 года
(до 16 января 1547 года — Великое княжество Московское, затем — Российское царство).
  - Столица — Москва, с 1714 года[72] — Санкт-Петербург.
- Российская империя — 22 октября (2 ноября) 1721 года — 1 (14) сентября 1917 года.
  - Столица — Санкт-Петербург (до 1728 года), в 1728—1732 годах — Москва, с 1732 года — Санкт-Петербург [18 (31) августа 1914 года переименован в Петроград].

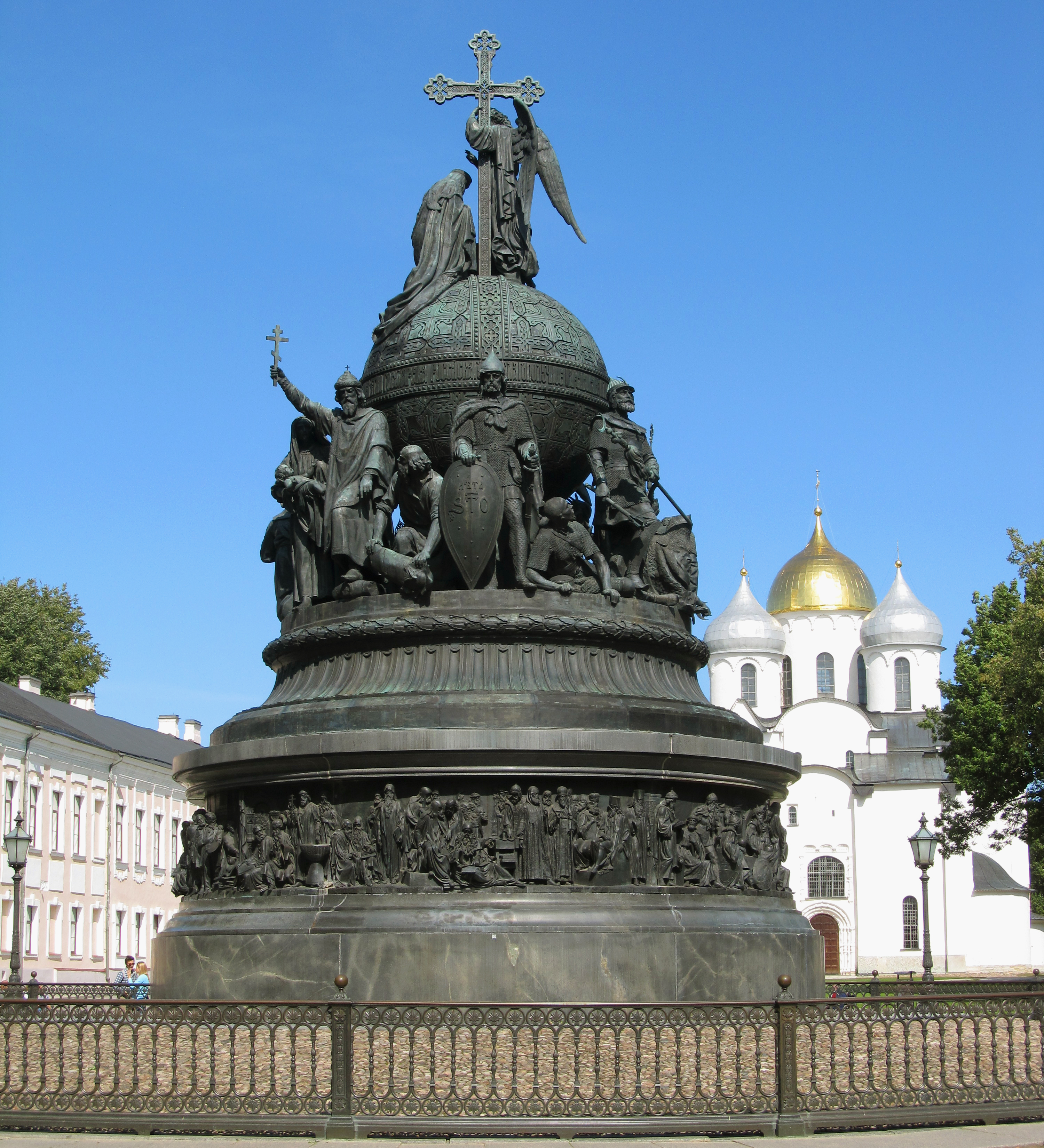
Памятник «Тысячелетие России» в Великом Новгороде

- Российская республика — провозглашена постановлением Временного Правительства от 1 (14) сентября 1917 года до решения вопроса о государственном устройстве Всероссийским учредительным собранием.
  - Столица — Петроград.
- Российское государство — провозглашено актом Уфимского Государственного совещания от 23 сентября 1918 года. Существовало в период Гражданской войны до 5 января 1920 года как объединённое государство на территории, контролируемой Белым движением.
  - Столица — Уфа, Омск (де-факто).
- Российская Советская Федеративная Социалистическая Республика[73] — провозглашена 25 октября (7 ноября) 1917 года постановлением II Всероссийского съезда Советов. В 1917—1918 годах называлась Российской Советской Республикой, в 1918—1936 годах — Российской Социалистической Федеративной Советской Республикой. С 1922 по 1991 год — союзная республика в составе СССР.
  - Столица — Петроград, с 12 марта 1918 года — Москва.
- Союз Советских Социалистических Республик (30 декабря 1922 года — 26 декабря 1991 года).
  - Столица — Москва.
- Российская Федерация — с 25 декабря 1991 года[j].
  - Столица — Москва.

В 1991 году Россия была международно признана правопреемником СССР. По общему согласию государств-участников СНГ было решено рассматривать Россию в качестве государства-продолжателя СССР со всеми вытекающими из этого последствиями, включая переход к России места постоянного члена Совета Безопасности ООН и признание за Россией статуса ядерной державы по смыслу Договора о нераспространении ядерного оружия 1968 года.

### Расселение славян
В V веке с территории северной Польши через восточную Прибалтику на территорию современной России проникли славянские племена — предки более поздних кривичей. С этого времени происходило расселение славян на север — до озера Ильмень — и на восток, до Волго-Окского междуречья. В результате к VI—VIII векам в общих чертах сложились все основные племена восточных славян, известные из «Повести временных лет». В VII—X веках продолжался многократный приток в уже освоенные славянами различные местности Русской равнины многочисленных групп славянских переселенцев из Моравского Подунавья, сыгравший существенную роль в консолидации славянского населения Восточной Европы и завершившийся формированием древнерусской народности. К IX веку славяне начали расселяться на территории современных России, Украины и Беларуси. Славянская колонизация Северо-Восточной Руси продолжалась вплоть до XIV века и состояла из нескольких миграционных волн — от ранней колонизации из земель кривичей и словен до более поздней из Южной Руси.

### Киевская Русь

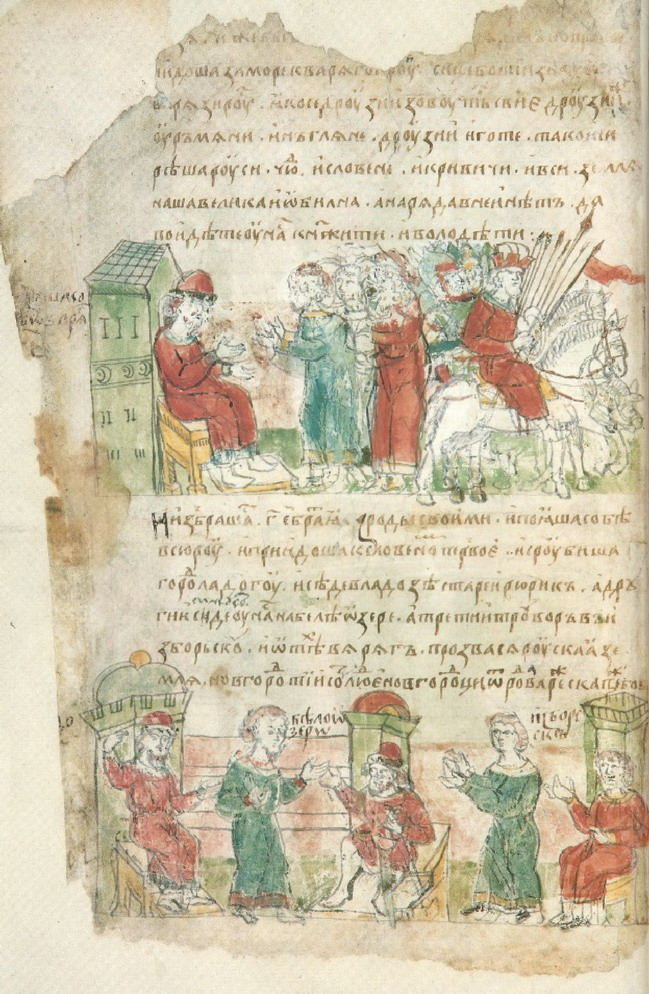
Призвание варягов. Миниатюры из Радзивилловской летописи, конец XV века

Первым восточнославянским государством была Киевская Русь с политическим центром на территории современной Украины. Традиционно, начиная с русской летописи «Повести временных лет» начала XII века и до настоящего времени, возникновение Древнерусского государства относится к 862 году, когда, согласно древнерусским летописям, славянские и финно-угорские племена призвали на княжение варягов во главе с Рюриком в Ладогу или Новгород и другие города. Некоторые историки относят начало Древнерусского государства к другому времени или привязывают к другому событию (например, к 882 году, когда князь Олег захватил Киев, объединив два центра Руси).
Государство Рюрика включало в себя территории южного Приладожья (Старая Ладога, Новгород) и верхней Волги (Белоозеро, Ростов). Основное население составляли славяне (словене и кривичи), финно-угорские племена (весь, меря, чудь), военную аристократию составляли варяги.
В 882 году преемник Рюрика новгородский князь Олег захватил южный центр восточных славян, сделав главный город полян — Киев — своей столицей; затем он совершил поход на Византию.
В историографии объединение северного и южного центров под властью Рюриковичей рассматривается как окончание процесса формирования Древнерусского государства.
Расширение государства на юг привело к столкновению с могущественной Хазарией, центр которой располагался на нижней Волге. Князь Святослав в 965 году нанёс хазарам сокрушительное поражение. В результате военных походов и дипломатических усилий киевских правителей в состав нового государства вошли земли всех восточнославянских, а также некоторых финно-угорских, балтских, тюрко- и ираноязычных племён.
Параллельно шёл процесс славянской колонизации Волго-Окского междуречья. Древняя Русь являлась одним из крупнейших государственных образований Европы, боролась за доминирующее положение в Восточной Европе и Черноморском регионе с Византийской империей.

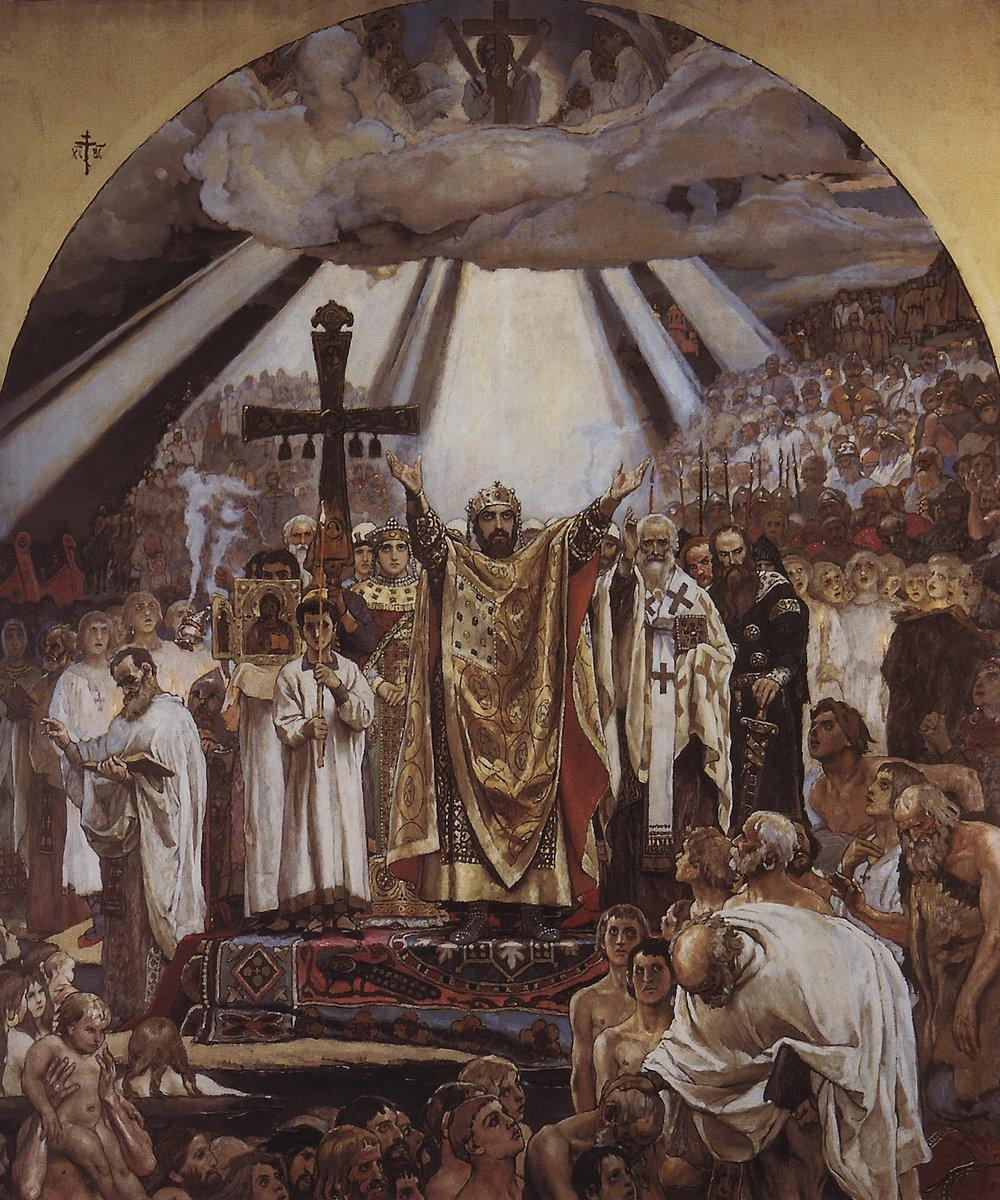
Крещение Руси

При князе Владимире Святославиче в 988 году Русь приняла христианство. Князь Ярослав Мудрый утвердил первый общегосударственный свод законов — Русскую Правду. В 1132 году после смерти киевского князя Мстислава Владимировича начался распад единого государства на ряд самостоятельных: Новгородская земля, Владимиро-Суздальское княжество, Волынское княжество, Черниговское княжество, Рязанское княжество, Полоцкое княжество и другие.

### Раздроблённость русских земель. Монголо-татарское иго

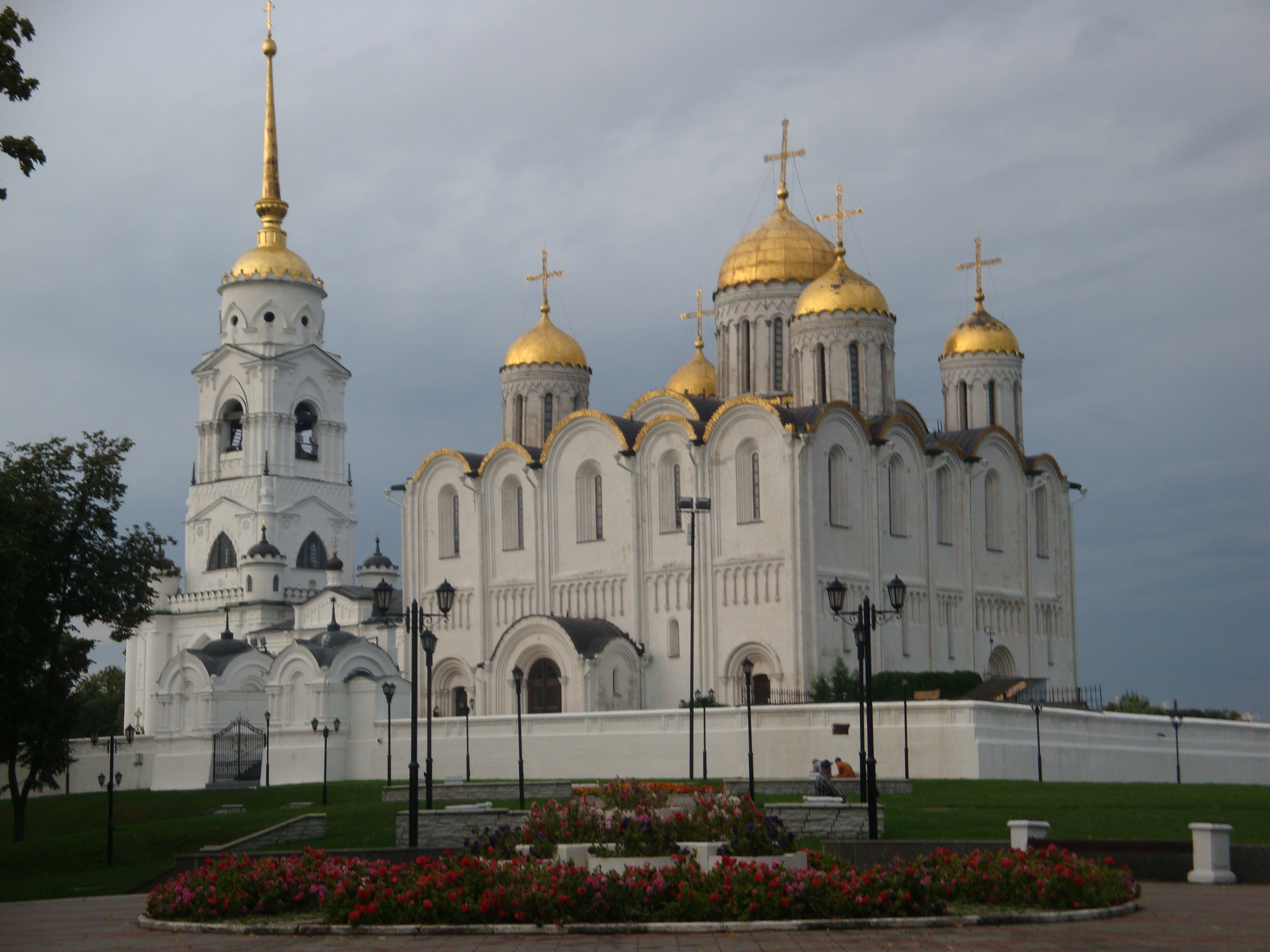
Успенский собор во Владимире, XII век

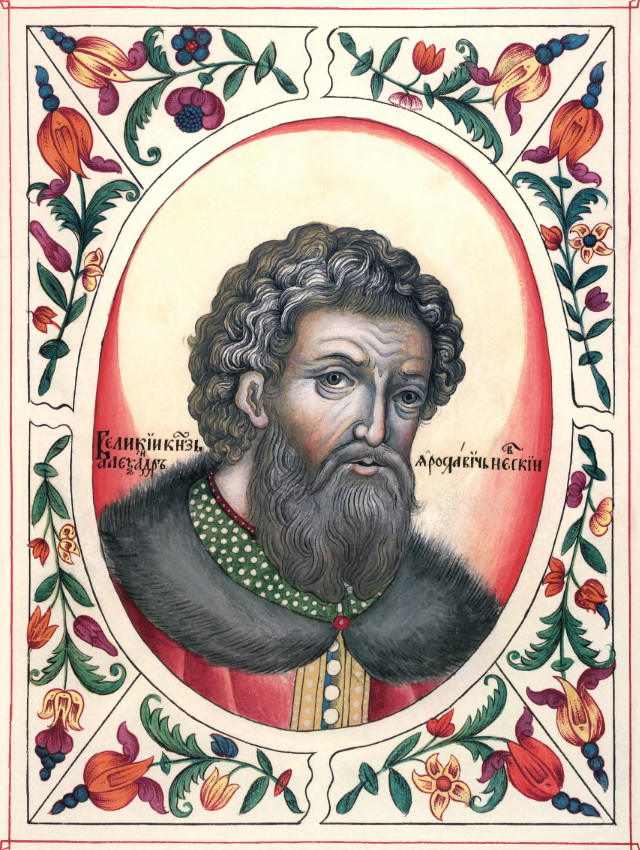
Князь Александр Невский

В Северо-Восточной Руси с середины XII века усиливается Владимиро-Суздальское княжество, его правители вели борьбу за Киев и Новгород, но сами всегда предпочитали оставаться во Владимире, что привело к возвышению этого города в качестве нового общерусского центра. Другими могущественными княжествами были Черниговское, Галицко-Волынское и Смоленское.
В 1237—1240 годах большинство русских земель подверглось разрушительному нашествию Батыя. Владимир, Рязань, Киев, Чернигов, Переяславль, Галич и многие другие древнерусские города были разрушены, южные и юго-восточные окраины утратили значительную часть оседлого населения. Русские княжества стали данниками Золотой Орды, и князья в них стали получать власть над своими землями с санкции ханов Золотой Орды. Этот период вошёл в историю как монголо-татарское иго. Новгородские земли в XIII веке вступили в серию военных конфликтов со шведами и рыцарями-крестоносцами за право доминирования в Восточной Прибалтике. Призванный новгородским вечем князь Александр Невский нанёс поражение шведским отрядам, высадившимся на берегу Невы в 1240 году, а затем в 1242 году в Ледовом побоище победил ливонских рыцарей.
С конца XIII века среди русских земель постепенно формируются новые центры — Московское и Тверское княжества. Московские князья сумели победить в борьбе за владимирское великое княжение, ярлык на которое давали ханы Золотой Орды. Великий князь Владимирский выступал сборщиком дани и верховным правителем в пределах Северо-Восточной Руси и Новгорода. Начиная с правления князя Дмитрия Донского, нанёсшего впоследствии первые серьёзные поражения Золотой Орде, с 1363 года ярлык на владимирское великое княжение вручался только князьям московского дома.

### Объединение Руси. Русское государство

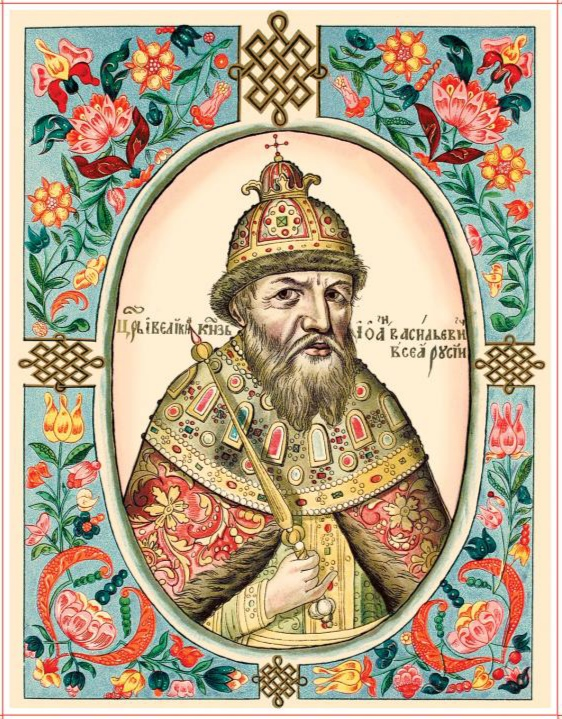
Первый русский царь
Иван IV Грозный

При Иване III Васильевиче Москва стала центром Северо-Восточной Руси, объединившись в единое государство; на великокняжеской печати начал использоваться двуглавый орёл. При Иване III, после серии военных побед, Русь прекратила платить дань Орде — так завершилось ордынское иго. В качестве признания своего суверенитета великий князь Московский стал именоваться государем. В данный период был принят Судебник (свод общерусских законов), построены Московский Кремль и Успенский собор. Военные поражения и междоусобные распри привели к ослаблению Золотой Орды и её распаду в середине XV века на Крымское, Астраханское, Казанское, Сибирское и другие ханства. Великий князь Московский Василий III продолжил объединение русских земель, вёл войны со славяно-балтским государством Великое княжество Литовское и с Казанским ханством; при нём активизировалось каменное строительство в Москве и других городах.
Иван Грозный в 1547 году принял титул царя. При его правлении территория Русского государства увеличилась почти в два раза. Вторая половина правления царя Ивана Грозного была отмечена полосой неудач в Ливонской войне и учреждением опричнины.
В начале XVII века в России началась Смута, закончившаяся созывом всенародного ополчения, разгромом польских интервентов и соборным избранием 21 февраля (3 марта) 1613 года царя Михаила Фёдоровича (первого из династии Романовых).

### Российская империя

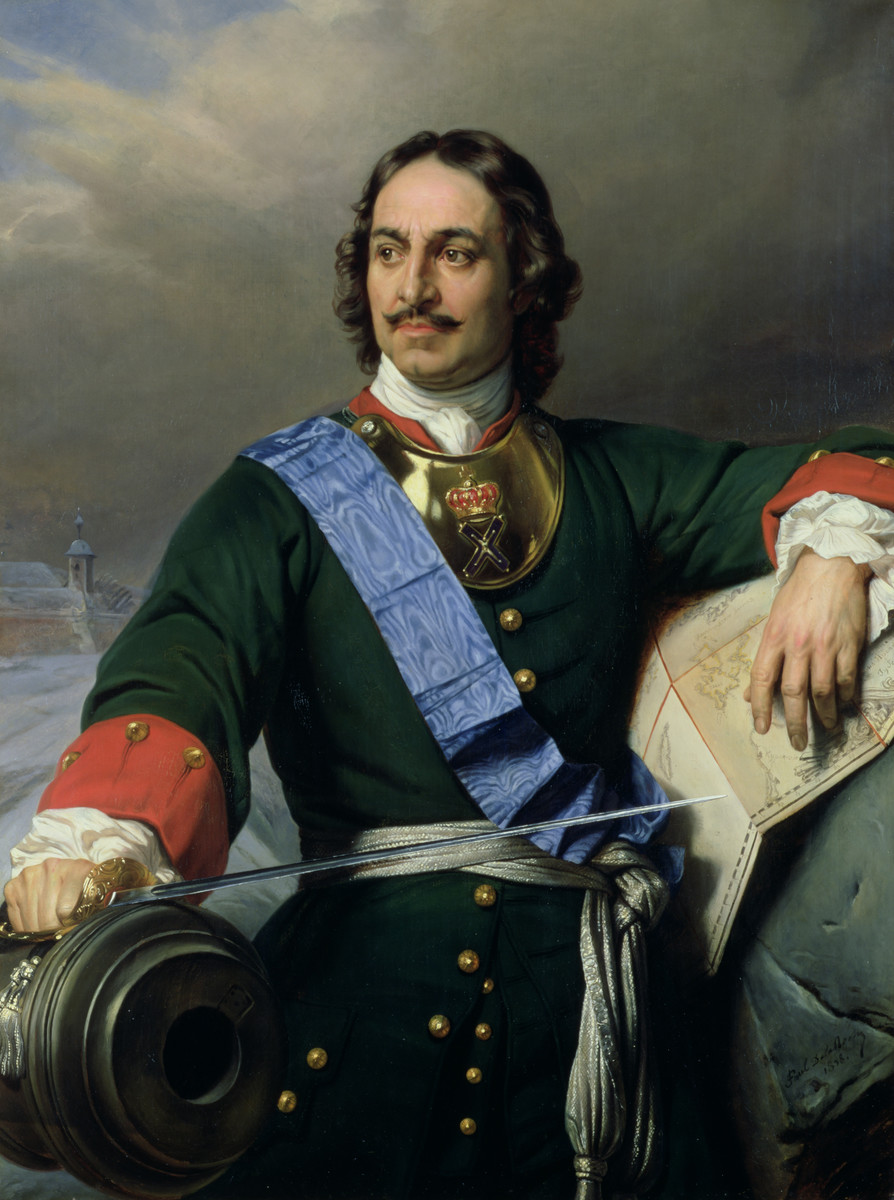
Первый российский император — Пётр I Великий

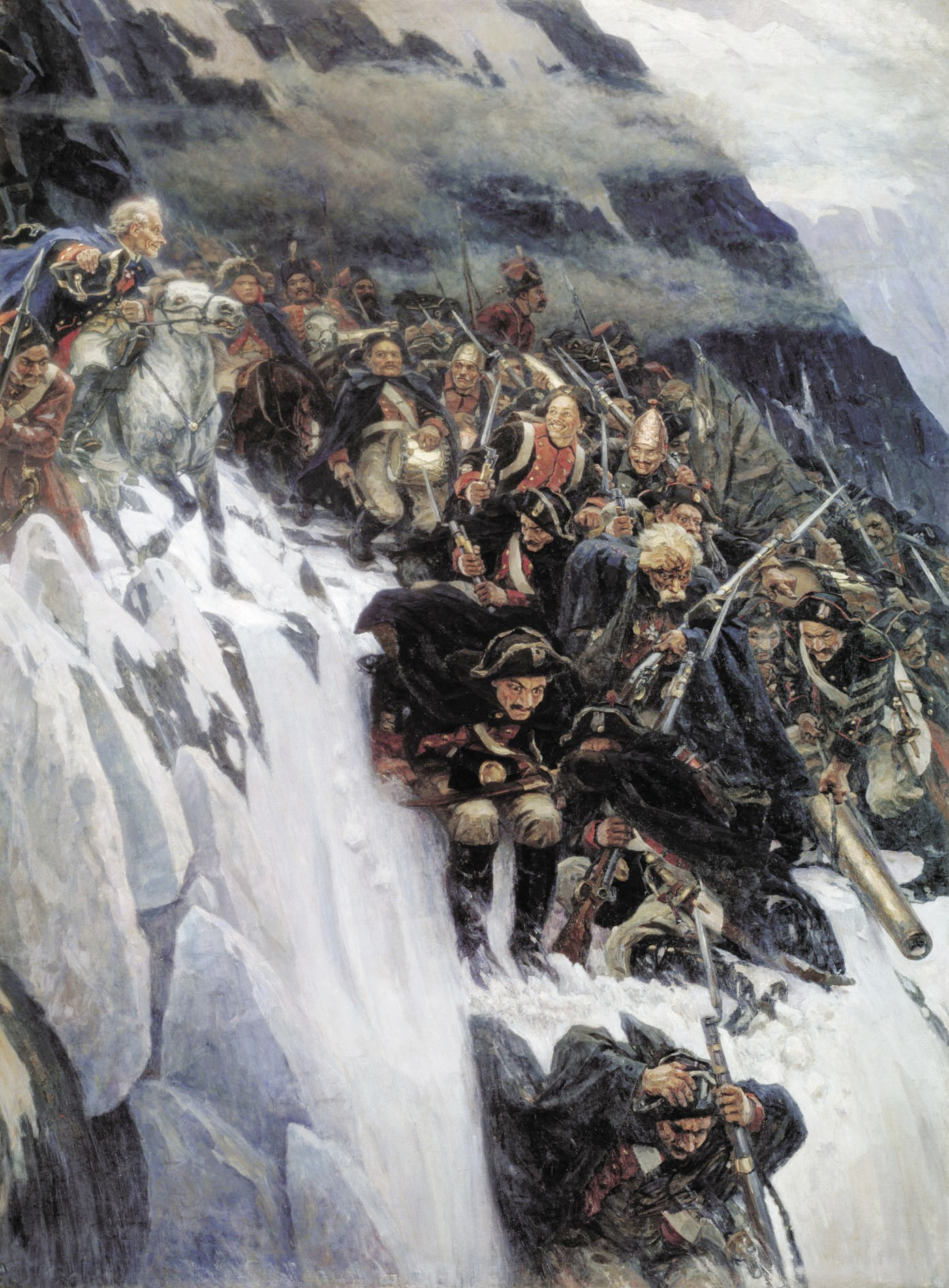
Василий Суриков. «Переход Суворова через Альпы»

Царь Пётр I провёл радикальные реформы во внутренней и внешней политике государства. После победы в Северной войне в 1721 году; итогом которой стало возвращение выхода страны к Балтийскому морю и присоединение Лифляндии, Эстляндии, Ингерманландии и части Карелии с Выборгом; Россия становится империей. Петром I был основан Санкт-Петербург, с 1714 года — новая столица государства.
Последовавшая после смерти Петра I эпоха дворцовых переворотов завершилась в 1762 году с восшествием на престол Екатерины II Великой. В период её правления, известного как период «просвещённого абсолютизма», Россия присоединила значительные территории на западе и юге, были одержаны победы над Османской империей и разделена Речь Посполитая; в результате чего в состав России вошли древнерусские земли, а также Северное Причерноморье и Крым.
В 1812 году в ходе Отечественной войны России с Французской империей была разгромлена армия Наполеона Бонапарта. В 1814 году русские войска вместе с союзниками вошли в Париж.
Первая половина XIX века вошла в историю мировой культуры как золотой век русской литературы и русской классической музыки.
В 1860—1870-е император Александр II проводит «великие реформы», в частности, в 1861 году отменяется крепостное право. С середины XIX века в стране нарастает революционное движение.
В 1904 году начинается Русско-японская война. Следом, в 1905 году происходит Первая русская революция; в России учреждается парламент — Государственная дума. В этот же период в стране начинается широкий разгул терроризма. В 1914 году Россия вступает в Первую мировую войну. В 1917 году в результате Февральской революции император Николай II отрекается от престола, власть переходит к Временному правительству, которое вскоре объявило страну республикой.

### Советский период

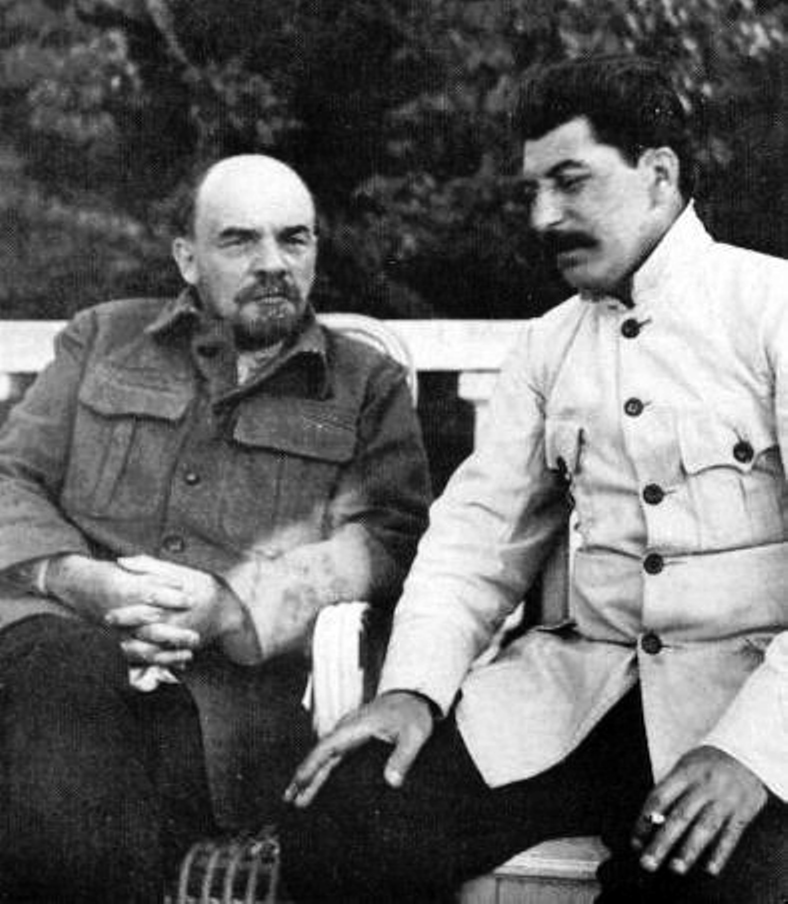
Первые руководители советского государства В. И. Ленин и И. В. Сталин

25 октября (7 ноября) 1917 года произошла Октябрьская революция. Власть в России захватили большевики и их союзники под руководством В. И. Ульянова (Ленина). В январе 1918 года большевики разгоняют Всероссийское учредительное собрание, на выборах которого (по неполным данным) большевики получили лишь 22,5 % голосов (победу на выборах тогда одержали эсеры, получившие около 60 % голосов избирателей).
3 марта 1918 года был заключён Брестский мир, выведший Россию из мировой войны. Большевики признали независимость Финляндии, Польши, Эстонии, Латвии, Литвы и Украины, обязались не претендовать на часть Беларуси.
После революции в России началась Гражданская война между большевиками и их сторонниками, с одной стороны, и антибольшевистскими силами (Белое движение) с другой, а также «третьей силой» (анархисты, басмачи, эсеры и др.). В войне принимали участие и другие государства. Гражданская война закончилась в 1921—22 годах победой большевиков. Красная армия захватила Украину, Белоруссию, Грузию, Азербайджан, Армению.
30 декабря 1922 года РСФСР, УССР, БССР и ЗСФСР образовали Союз Советских Социалистических Республик (СССР).
Большевики инициировали неоднозначные общественные реформы, резко ограничивающие в правах уцелевших в Гражданской войне представителей нелояльных к большевикам социальных групп: дворянства, священнослужителей, купечества, зажиточных крестьян, представителей старой политической, военной и научной элиты, а также, с другой стороны, позволившие сократить уровень социального неравенства и упразднить доступ одних лишь привилегированных сословий к качественному образованию, медицине, жилью и высшим государственным постам.
После смерти Ленина обострилась внутрипартийная борьба, в результате которой высшая власть оказалась сосредоточена в руках И. В. Сталина, чьё правление имело тоталитарный характер и ознаменовалось значительным усилением репрессий. Сталин взял курс на форсированную индустриализацию и сплошную коллективизацию сельского хозяйства для осуществления перехода в кратчайшие сроки от традиционного аграрного общества к индустриальному путём всемерной мобилизации внутренних ресурсов, сверхцентрализации экономической жизни и формирования в СССР целостной административно-командной системы.
Если довоенный объём промышленного производства Российской империи в 1913 году составлял 50 % от немецкого и французского, 20 % английского и по разным оценкам 10—15 % американского, то к 1941 году было построено 9 тыс. заводов, к концу второй пятилетки, через 14 лет после окончания Гражданской войны, СССР вышел по объёму промышленного производства на второе место в мире, уступая лишь США, достигнув 10 % всего мирового промышленного производства.
В 1937—1938 годах в СССР прошла кампания масштабных политических репрессий, проводившаяся внесудебными органами в отношении различных социальных слоёв и групп населения (бывшие дворяне, священники, офицеры императорской армии, участники Белого движения, чиновники времён Российской империи, раскулаченные крестьяне и др.) и известная как «Большой террор». В этот период также осуществлялись массовые чистки в партии, в Красной армии и органах госбезопасности, среди руководителей промышленных предприятий и научных учреждений. Одновременно были развёрнуты репрессии по национальному признаку.
В 1939 году СССР заключил пакт о ненападении с нацистской Германией с секретным дополнительным протоколом о разделении зон влияния в Восточной Европе к нему, в результате чего в 1939—1940 годах присоединил восточную часть Польши, Прибалтику, Бессарабию, Северную Буковину, часть Карелии, отодвинув государственную границу на запад.
22 июня 1941 года внезапным нападением нацистской Германии и её сателлитов на СССР началась Великая Отечественная война. Германская армия, хотя и уступала советской по количеству боевой техники, но в отличие от Красной армии, вступила в войну полностью мобилизованной с развёрнутым тыловым обеспечением и смогла достичь решающего преимущества на направлениях своих главных ударов.

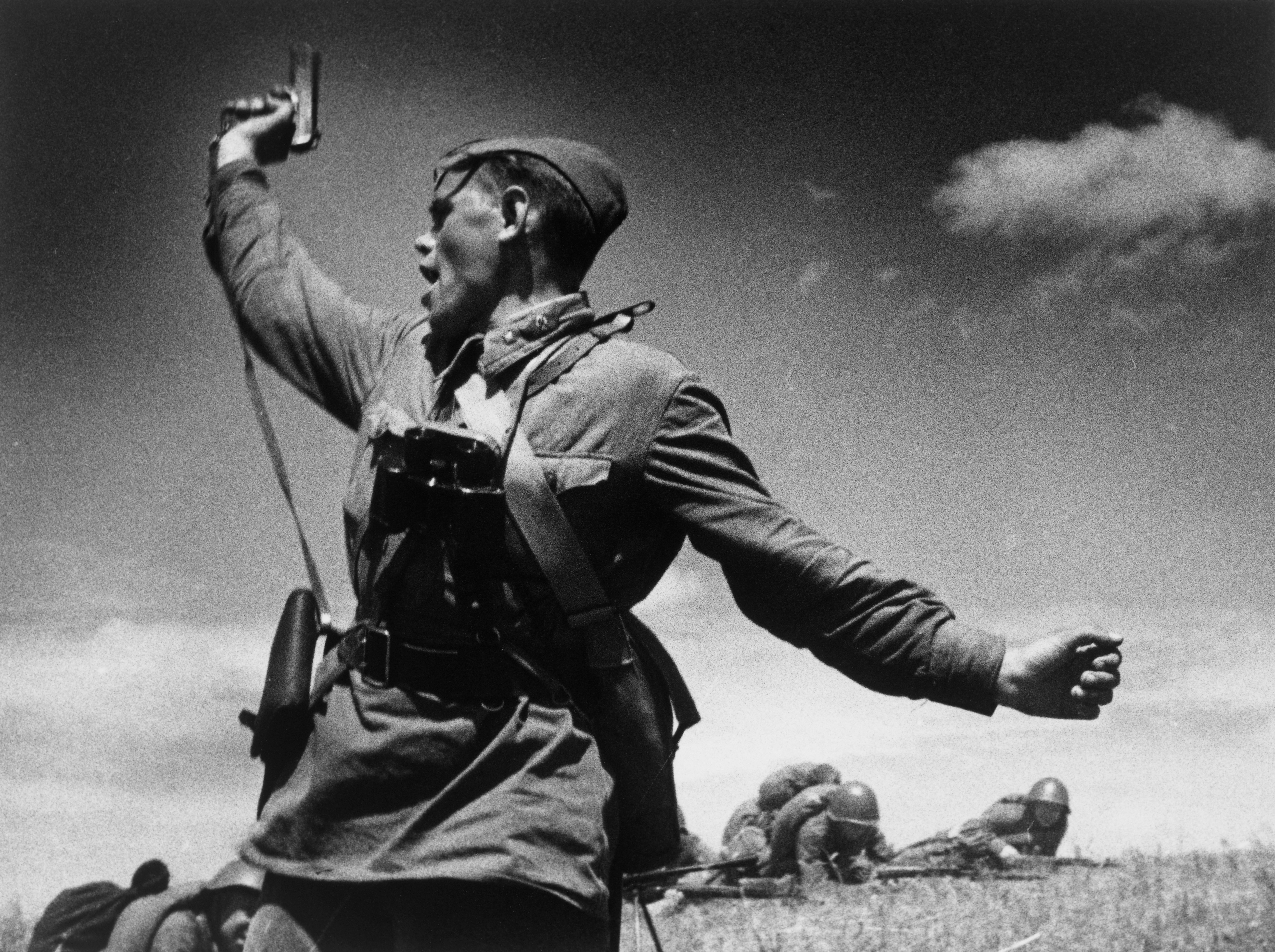
Советский командир поднимает в атаку солдат

К осени 1941 года германским войскам удалось продвинуться достаточно далеко вглубь территории СССР. В ходе наступления на московском направлении вермахт сосредоточил перед столицей СССР основную часть всех своих сил, и на северо-западном направлении вышел к пригородам Москвы. Однако сопротивление советских войск резко усилилось, тогда как немецкие войска исчерпали свои наступательные возможности, после этого началось советское контрнаступление. В ходе битвы за Москву план молниеносного захвата СССР был окончательно сорван, германская армия впервые во Второй мировой войне потерпела стратегическое поражение, война приняла затяжной характер.
Сразу же после начала войны поддержку СССР выразили многие страны мира, была создана антигитлеровская коалиция. Союзниками Советского Союза в войне против Германии стали Великобритания (в состоянии войны с Германией с 3 сентября 1939 года) и США, оказывавшие СССР военно-техническую помощь.

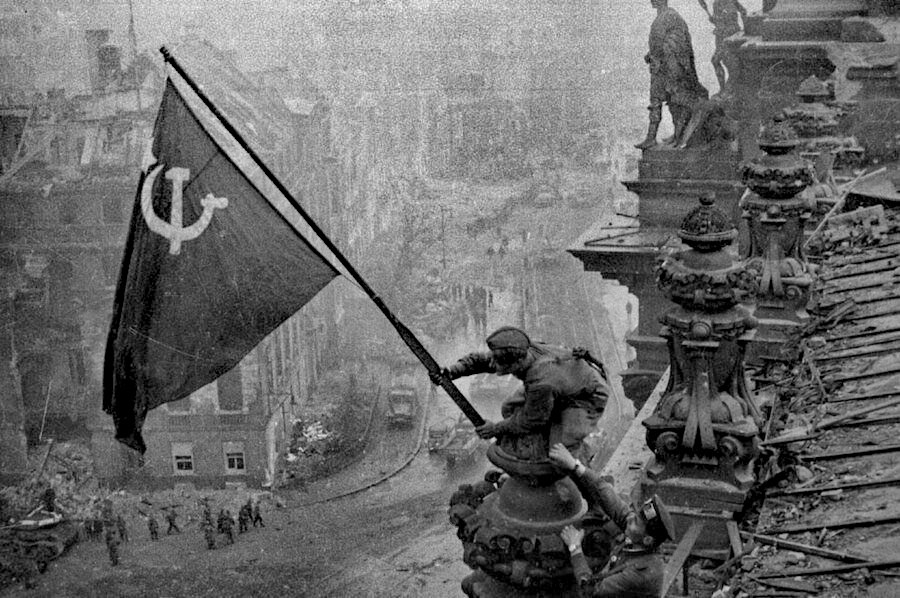
Знамя Победы над рейхстагом

В ходе переломных битв под Сталинградом и Курском советские войска перешли в стратегическое наступление. В ходе кампании 1944—45 годов разгромили немецкую армию, освободили территорию СССР, а также Польшу, Румынию, Венгрию, Болгарию, Чехословакию, Югославию, часть Австрии, внеся решающий вклад в победу над нацизмом. Потери немецких войск на советско-германском фронте составили около 75 % всех безвозвратных боевых потерь Германии, вермахт и его союзники лишились 80 % всех боеспособных частей, были разгромлены 607 дивизий. 9 мая 1945 года руководство нацистской Германии подписало Акт о безоговорочной капитуляции.
По результатам Второй мировой войны Советский Союз наряду с США стал сверхдержавой, одной из стран-учредителей ООН, членом Совета безопасности ООН с правом вето; в государствах Восточной Европы были установлены просоветские коммунистические режимы. Были созданы СЭВ и Организация Варшавского договора, противостоявшие ЕЭС и НАТО.
Глобальное противостояние капиталистической и социалистической систем в борьбе за мировое влияние получило название «холодной войны». Усилия США и СССР направлялись, прежде всего, на доминирование в политической сфере. Хотя два государства не вступали официально в непосредственное военное столкновение, но вели гонку вооружений, и их соперничество за влияние приводило к вспышкам локальных вооружённых конфликтов в различных странах третьего мира, протекавших обычно как опосредованные войны между двумя сверхдержавами.
С приходом к власти Н. С. Хрущёва связана «оттепель» в общественно-политической жизни страны и развенчание культа личности Сталина. Тем не менее, СССР с точки зрения западных политологов, продолжал оставаться тоталитарным государством (см. права человека в СССР). В период управления страной Н. С. Хрущёва было достигнуто мировое лидерство СССР в ядерной и космической сфере: СССР впервые в мире осуществил запуск первого искусственного спутника Земли, первого человека в космос, первых в мире аппаратов для исследования Луны и Венеры, впервые в мире реализован выход человека в открытый космос.
В 1964 году фактическим главой Советского Союза стал Л. И. Брежнев, чей период руководства (1964—1982) известен как «период застоя». Ценой значительных усилий СССР смог достичь к середине 1970-х годов военно-стратегического паритета с США, что послужило одной из основ разрядки международной напряжённости. В связи с ростом мировых цен на нефть и открытием нефтяных месторождений Западной Сибири развитие в СССР попало в зависимость от доходов от добычи нефти, что привело к отмене необходимых реформ экономики. СССР значительно отставал от западных стран по уровню развития лёгкой промышленности, экономическое положение характеризовалось увеличивающимися очередями за дефицитными товарами. Взамен развивалась тяжёлая промышленность, преимущественно военно-промышленный комплекс, что не приводило к повышению уровня жизни населения.

#### Перестройка и гласность
В 1985 году к власти в СССР пришёл М. С. Горбачёв с программой ускорения социально-экономического развития, которая в 1987 году переросла в более масштабные реформы, называемые «перестройкой», направленные на демократизацию сложившегося в СССР общественно-политического и экономического строя и ослабление идеологического контроля над обществом. Они привели к утрате руководящей роли КПСС, масштабным переменам в идеологии и распаду СССР. В 1989—1991 годах в СССР произошёл тяжёлый экономический кризис, после чего в независимой России был осуществлён переход от социалистической модели экономики к рыночной. В 1988 году начался «парад суверенитетов» союзных республик, приведший в 1991 году к ликвидации СССР и независимости бывших союзных республик. В 1989 году были распущены Организация Варшавского договора и СЭВ. В декабре 1989 года на Мальтийском саммите Михаил Горбачёв и Джордж Буш официально объявили об окончании «холодной войны».

#### Распад СССР
12 июня 1990 года Первый Съезд народных депутатов РСФСР объявил о суверенитете РСФСР. 12 июня — государственный праздник России — День России, изначально — День Независимости России.
19—21 августа 1991 года в Москве произошёл «Августовский путч», вызвавший противостояние властей СССР и РСФСР, что привело к массовым демонстрациям у Белого дома в поддержку президента РСФСР Б. Н. Ельцина. Попытку госпереворота организовали деятели партии, КГБ и военные, пытавшиеся предотвратить распад СССР. Непродуманный и плохо выполненный заговор положил конец КПСС и только ускорил развал государства. 8 декабря 1991 года были подписаны Беловежские соглашения о прекращении существования СССР и создании СНГ.
26 декабря 1991 года Совет Республик Верховного Совета СССР принял декларацию, в которой констатировал трансформацию СССР в СНГ и необходимость выполнения международных соглашений СССР новыми независимыми государствами. Российская Федерация была признана государством-правопреемником СССР в международно-правовых отношениях и заняла его место в Совете Безопасности ООН.

### Российская Федерация

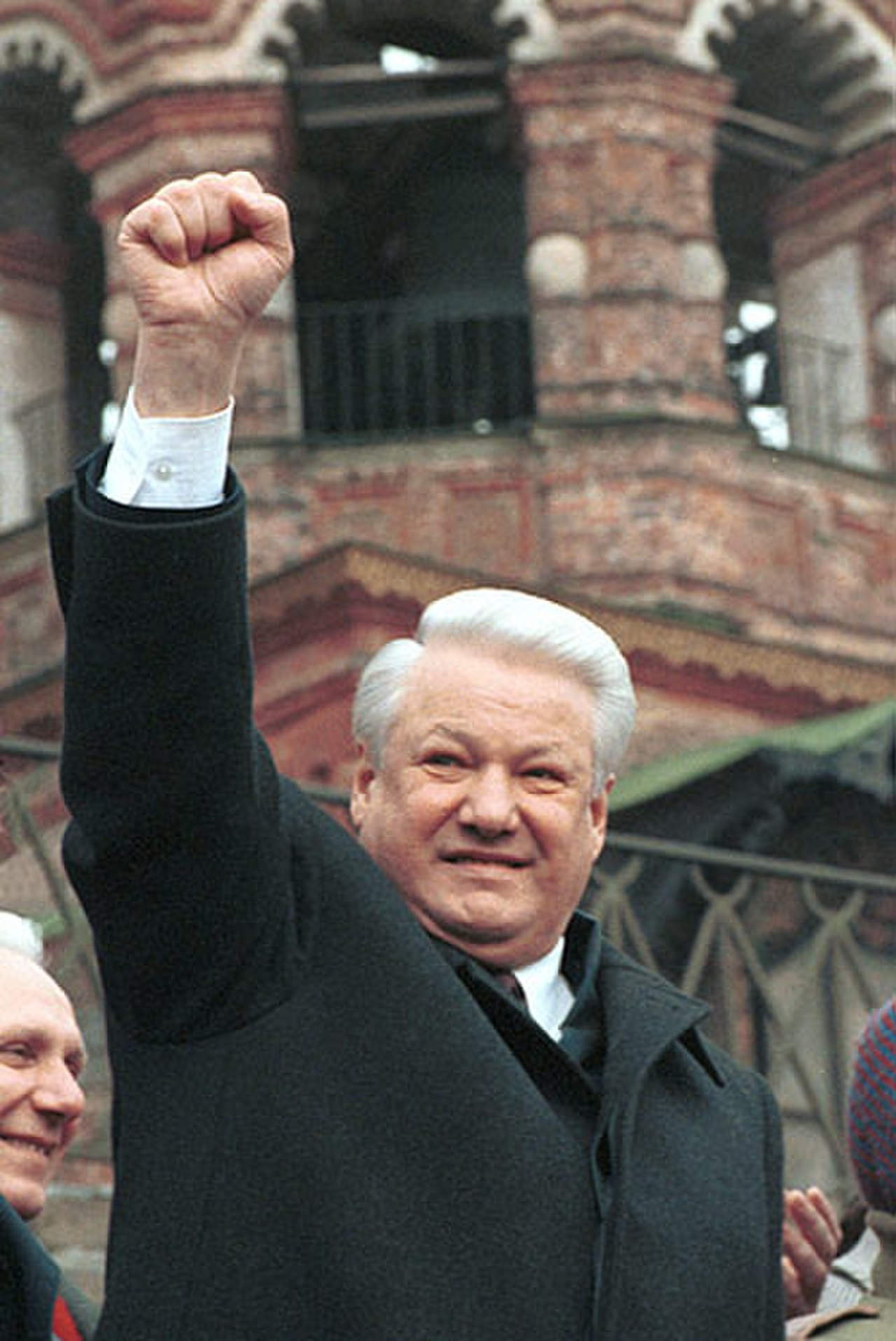
Борис Ельцин — первый президент России

С декабря 1991 года Россия (Российская Федерация) стала полностью независимым и суверенным государством.
В январе 1992 года в России начались радикальные экономические реформы. Правительством Ельцина — Гайдара были проведены либерализация розничных цен и внешней торговли, реорганизация налоговой системы и другие преобразования, радикально изменившие экономическую ситуацию в стране. Результат реформ знаменовал собой переход России к рыночной экономике. Российская модель рыночной экономики вызвала неоднозначные оценки в среде российских и зарубежных исследователей, в том числе нобелевских лауреатов по экономике. 2 января 1992 года было отменено государственное регулирование цен, объявлена свобода торговли. Период «дикого» капитализма и первоначального накопления капитала, связанный с отказом от централизованной плановой экономики и катастрофической девальвацией социальных обязательств государства, — характеризовался ликвидацией дефицита потребительских товаров, но вместе с тем взрывным ростом цен (гиперинфляция), обесцениванием сбережений населения, массовым обнищанием, резким ростом преступности, бартеризацией и криминализацией экономики, массовой безработицей, невыплатами зарплат, пенсий и социальных пособий, радикальным увеличением социального неравенства, кризисом социальной сферы, катастрофическим падением рождаемости, резким увеличением смертности и значительным сокращением продолжительности жизни населения. Экономические реформы 1990-х годов также привели к резкому спаду экономики страны: выпуск промышленной продукции сократился на 60 %, а в лёгкой и пищевой промышленности производство упало на 70 %, составив 30 % от дореформенного уровня.
3—4 октября 1993 года в Москве произошёл силовой разгон Съезда народных депутатов и Верховного Совета, повлёкший за собой человеческие жертвы. 9 октября 1993 года президент прекращает полномочия советов народных депутатов всех уровней, а в декабре вступает в действие новая Конституция России, окончательно закрепившая смену общественно-политического строя на её территории.
В 1994 году на территории Чеченской Республики вспыхнула первая война между федеральным центром и чеченскими сепаратистами. Итогами этого конфликта стали вывод российских войск, массовые разрушения и жертвы, де-факто независимость Чечни до боевых действий в Дагестане и второй войны и волна террора, прокатившаяся по России.
Президентские выборы 1996 года были единственными в российской истории, когда для определения победителя понадобился второй тур выборов, в результате которого Б. Н. Ельцин, в начале предвыборной гонки значительно отстававший от своего оппонента, опередил лидера КПРФ Г. А. Зюганова, при этом на выборах отмечались значительные нарушения.
В первой половине 1990-х годов большое количество предприятий было приватизировано путём ваучерной приватизации, а также через залоговые аукционы. Тем не менее, этого не было достаточно, чтобы покрыть огромный внешний государственный долг. 17 августа 1998 года правительство России объявило о дефолте.
31 декабря 1999 года Борис Ельцин объявил об отставке с поста президента, назначив исполняющим обязанности президента председателя правительства России Владимира Путина.
В марте 2000 года Путин выиграл выборы и стал вторым президентом России и на текущий момент остаётся самой значимой политической фигурой России. За время своего правления Путин, согласно ББС, усилил контроль за органами власти, за прессой, с акцентом в последнее время на национализм и агрессивность к Западу.
В 2000-е годы в России Правительством Михаила Касьянова был проведён ряд социально-экономических реформ: налоговая, земельная, пенсионная, банковская, монетизация льгот и другие. В 2000—2008 годах в России наблюдался рост российской экономики, инвестиций, доходов населения, чему способствовали проведённые реформы, политическая стабильность, а также повышение цен на товары российского экспорта (особенно минерально-сырьевой группы). Введение в 2007 году материнского капитала как формы стимулирования рождаемости и поддержки многодетных семей сыграло значительную роль в стабилизации демографической сферы в России, переходу к расширенному воспроизводству населения. Наблюдалось укрепление вертикали исполнительной власти в стране и формирование правящей партии — «Единой России», возникшей в результате слияния политических блоков. Эта партия по итогам выборов 2003, 2007, 2011, 2016 годов занимала большинство мест в Государственной думе и поддерживала ключевые решения президента и правительства.
Создание в 2000 году системы федеральных округов, а также реформа Совета Федерации, ещё более укрепили властную вертикаль, повысив уровень управляемости российской административной системы.
В 2000 году была закончена активная фаза войны в Чечне, которая осталась в составе России. В 2009 году на территории Чечни был официально отменён режим контртеррористической операции.
В 2008 году президентом России стал Дмитрий Медведев, а Путин занял пост премьер-министра.
8 августа 2008 года началась война в Грузии, после которого Россия официально признала Абхазию и Южную Осетию в качестве независимых государств.

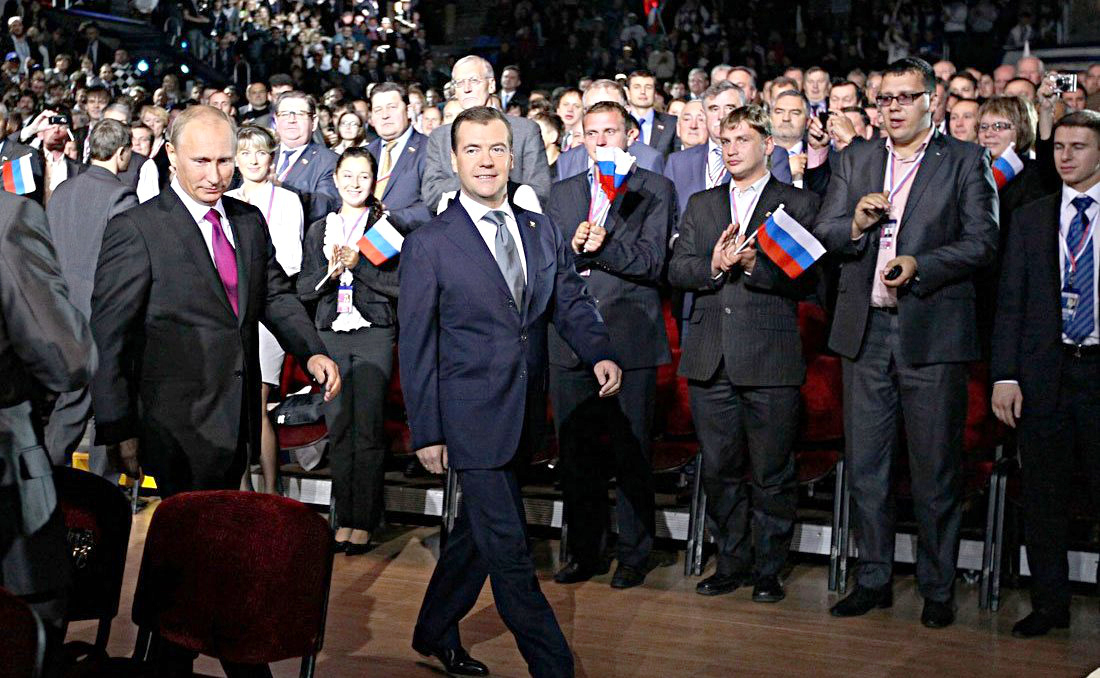
Медведев и Путин на съезде «Единой России», 24 сентября 2011 года

4 декабря 2011 года состоялись выборы в Государственную думу VI созыва, по результатам которых правящая партия «Единая Россия» сохранила парламентское большинство, но потеряла конституционное. На выборах президента России 4 марта 2012 года Путин победил в первом туре. 7 мая вступил в должность. 8 мая Государственная дума дала согласие Путину на назначение Медведева председателем Правительства.
После выборов в Государственную думу начались массовые политические выступления граждан России. Они происходили также во время кампании по выборам президента России и после состоявшихся 4 марта 2012 года президентских выборов, на которых Путин официально победил в первом туре. Участники акций протеста заявляли, что выборы сопровождались нарушениями законодательства и массовыми фальсификациями. Выступления также имели антипутинскую направленность.

#### С 2014 — война с Украиной
В 2014 году Путин не принял произошедший в Украине Евромайдан. В феврале — марте 2014 года Россия, под предлогом «защиты» русскоязычного населения, начала с Украиной войну, захватив и аннексировав украинский Крым. Историки оценили эти действия Путина как попытку воссоздать российскую квази-империю времён Холодной войны по образу бывшего СССР. В составе России были образованы новые субъекты: Республика Крым и город федерального значения Севастополь. Аннексия Крыма поспособствовала началу войны в Донбассе, в которой Россия поддерживала самопровозглашённые ДНР и ЛНР. Амбицией РФ было вернуть утраченные после распада СССР территории. В действительности, поддерживая пророссийские образования на востоке Украины, Россия пыталась дестабилизировать Украину и сделать восток Украины частью путинской «Новороссии». Украина и большинство стран-членов ООН не признали аннексию Крыма Россией. Западные страны ввели санкции против России в связи с аннексией Крыма и войной в Донбассе; в ответ Россия также применила санкционную политику в отношении этих стран.
30 сентября 2015 года началась военная операция России против террористических группировок и оппозиции в Сирии.
В 2018 году Путин переизбрался на четвёртый срок, набрав, по официальным данным, 76,7 % голосов в первом туре. В августе того же года он утвердил законопроект о постепенном повышении пенсионного возраста на 5 лет. Правительственное решение повысить пенсионный возраст стало беспрецедентным за почти 90 лет советской и постсоветской истории; как декларировалось, оно было вызвано снижением рождаемости и увеличением ожидаемой продолжительности жизни. Пенсионная реформа вызвала массовые протесты в стране, которые однако не смогли изменить ситуацию. Рейтинги одобрения президента и правительства снизились до уровня, наблюдавшегося до аннексии украинского Крыма в 2014 году.
В 2020 году были приняты поправки к Конституции, которые позволили Путину выдвигаться на пост главы государства ещё два раза и в случае победы на следующих выборах — в 2024-м и 2030-м — руководить страной до 2036 года.
21 февраля 2022 года Россия признала независимость ДНР и ЛНР, а 24 февраля своим полномасштабным вторжением на Украину, которую официально именует «специальной военной операцией», эскалировала российско-украинскую войну до самой масштабной войны в Европе со времён Второй мировой. Война привела к сотням тысяч военных потерь с обеих сторон и десяткам тысяч убитых и раненых мирных жителей Украины. Российское вторжение привело к введению новых международных санкций.
После неудачи наступления на Киев и вывода российских войск из Житомирской, Киевской, Черниговской и Сумской областей в апреле 2022 года российские официальные лица и подконтрольные СМИ переформулировали цель вторжения на Украину, сфокусировавшись на «защите людей в Донбассе от геноцида». При этом, по мнению экспертов, реальной причиной вторжения был нерациональный империализм, а целью — русификация и уничтожение Украины как независимого государства с последующим включением её территории в состав РФ, что должно было восстановить славу России как империи.
В сентябре 2022 года, после начала успешного украинского контрнаступления в Харьковской области, Россия начала мобилизацию и провела фиктивные референдумы на занятых территориях, заявила об аннексии Херсонской, Запорожской, Донецкой и Луганской областей Украины, оккупированных лишь частично. 9 ноября министр обороны Сергей Шойгу приказал российским войскам отступить с правобережья Херсонской области. Двумя днями позже, 11 ноября, украинские войска освободили Херсон — единственный захваченный Россией в период вторжения областной центр Украины.
25 декабря 2022 года Путин открыто признал, что цель России — «в объединении русского народа».
После попытки подчинения Министерству обороны РФ ЧВК «Вагнер», сыгравшей ключевую роль в боях за Бахмут, 23 и 24 июня 2023 года произошёл неудавшийся мятеж ЧВК «Вагнер» под предводительством Евгения Пригожина.
С 15 по 17 марта 2024 года прошли восьмые президентские выборы, на них Путин был переизбран на новый срок: по официальным данным он набрал рекордные 87,3 % голосов в первом туре.
В августе 2024 года Вооружённые силы Украины впервые совершили ответный переход международно признанной границы между двумя странами, на территорию Курской области.

## Государственное устройство
Россия — федеративная президентско-парламентская республика.
Согласно «Economist Intelligence Unit», в 2018 году Россия была классифицирована по индексу демократии как авторитарный режим, заняв 24-е место из 29 стран Восточной Европы.

### Государственная символика
Флаг России представляет собой прямоугольное полотнище из трёх равновеликих горизонтальных полос: верхней — белого, средней — синего и нижней — красного цвета. Отношение ширины флага к его длине составляет 2:3.
Герб России представляет собой четырёхугольный, с закруглёнными нижними углами, заострённый в оконечности красный геральдический щит с золотым двуглавым орлом, поднявшим вверх распущенные крылья. Орёл увенчан двумя малыми коронами и — над ними — одной большой короной, соединёнными лентой. В правой лапе орла — скипетр, в левой — держава. На груди орла, в красном щите, — серебряный всадник в синем плаще на серебряном коне, поражающий серебряным копьём чёрного, опрокинутого навзничь и попранного конём дракона.

Флаг
Герб

### Основы государственного строя
Согласно Конституции, являющейся основным законом государства, Россия — демократическое федеративное правовое государство с республиканской формой правления.
Современная Конституция России, принятая в 1993 году, действует с рядом поправок, основные из которых были приняты в 2008 и 2020 годах. Данные поправки получили значительный международный резонанс.

### Федеративное устройство

«Российская Федерация состоит из
республик,
краёв,
областей,
городов федерального значения,
автономной области,
автономных округов — равноправных субъектов Российской Федерации»
— пункт 1 статьи 5 Конституции РФ
Аннексированные территории имеют полосатую штриховку

Россия — государство с федеративным устройством. В состав России по её конституции входят 89 субъектов, 48 из которых — области, 24 — республики, 9 — края, 3 — города федерального значения, 4 — автономные округа и 1 — автономная область.
Система органов государственной власти субъектов федерации определяется общими принципами, устанавливаемыми федерацией. В каждом регионе имеется законодательный (представительный) орган (законодательное собрание, дума) и исполнительный орган (правительство). Во всех субъектах существует должность высшего должностного лица (глава, губернатор), которые избираются на срок не более 5 лет и не могут замещать указанную должность более двух сроков подряд.
Россия также делится на 8 федеральных округов, в каждом из которых работает полномочный представитель президента России.
Субъекты федерации имеют своё административно-территориальное устройство. Как правило, основными административно-территориальными единицами в составе субъекта федерации являются районы и города областного (республиканского, краевого, окружного) значения.

### Президент

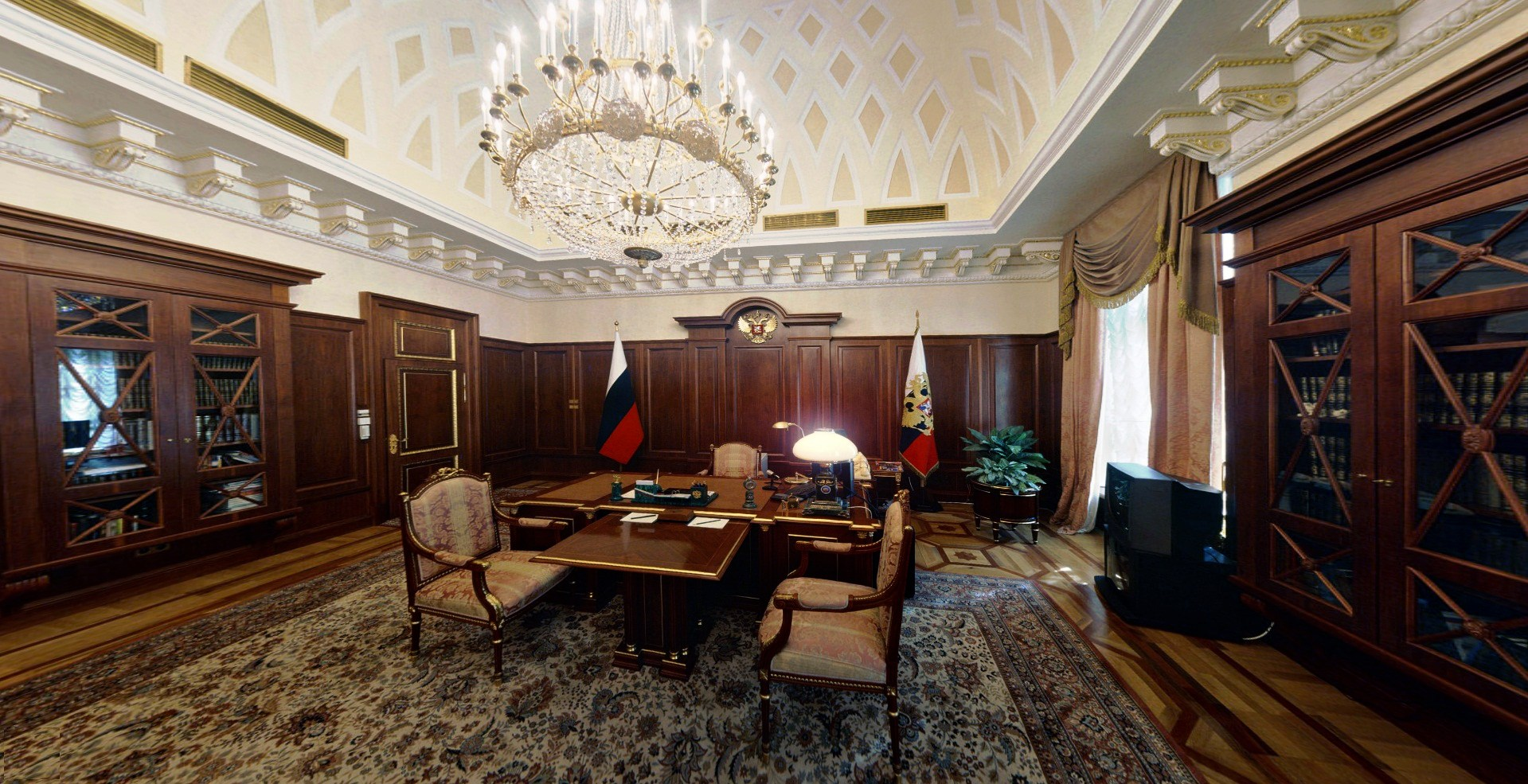
Рабочий кабинет президента в Сенатском дворце Московского Кремля (фото 2003 года)

Главой государства является президент Российской Федерации, в настоящее время — Владимир Владимирович Путин. В исполнении обязанностей главы государства президенту оказывает содействие председатель Правительства Российской Федерации, в настоящее время им является Михаил Владимирович Мишустин. Председатель Правительства России занимает пост президента в случае смерти или отставки последнего.
Президент избирается сроком на шесть лет тайным голосованием на всеобщих прямых выборах, один и тот же человек не может занимать президентский пост более двух сроков. Конституционные нормы, предусматривающие шестилетний срок полномочий президента, введены в 2008 году, ранее глава государства избирался раз в четыре года.
Президент обладает рядом важнейших полномочий: руководит внешней политикой страны, является Верховным главнокомандующим Вооружёнными силами, назначает с согласия Государственной думы председателя Правительства, принимает решение об отставке правительства. По предложению председателя Правительства назначает на должности заместителей председателя Правительства и федеральных министров, а также освобождает их от должности. Президент возглавляет Совет безопасности, назначает и освобождает от должности командование Вооружёнными силами. Обладает правом предлагать на рассмотрение Государственной думы кандидатуры на должность председателя Центрального банка (не входящего в состав правительства). В случае агрессии или непосредственной угрозы агрессии президент имеет право объявить военное положение на всей территории страны или на отдельных территориях, но при этом обязан незамедлительно известить о своём решении Федеральное собрание. Обладает правом издания указов, обязательных для исполнения на всей территории России (указы не должны противоречить федеральным законам). Обладает также рядом других полномочий.
Президент может быть отрешён от должности Советом Федерации при условии выдвижения Государственной думой обвинения в государственной измене или совершения иного тяжкого преступления и наличия положительных заключений Верховного и Конституционного судов.

### Законодательная власть
Согласно Конституции, законодательную власть осуществляет Федеральное собрание — парламент, состоящий из двух палат: Совета Федерации и Государственной думы, в научной литературе данные палаты называются верхней и нижней соответственно. В Совет Федерации входят по два представителя от каждого субъекта федерации и представители, назначаемые президентом, число которых составляет не более 30 (из них не более семи могут быть назначены пожизненно). Также в Совет Федерации могут входить бывшие президенты России. В 1993 году члены Совета Федерации были избраны населением, в 1995 году их место заняли непосредственно губернаторы (президенты) и спикеры региональных законодательных собраний, а с 2000 года — назначаемые и избираемые представители соответственно исполнительного и законодательного органов власти субъектов федерации. Государственная дума состоит из 450 депутатов: 225 депутатов избираются по одномандатным избирательным округам (один округ — один депутат), а другие 225 депутатов — по федеральному избирательному округу пропорционально числу голосов избирателей, поданных за федеральные списки кандидатов.

### Исполнительная власть
Высший исполнительный орган государственной власти — Правительство Российской Федерации. Подотчётно президенту Российской Федерации и подконтрольно Государственной думе. В правительство входят председатель, заместители председателя Правительства (курируют по несколько министерств и ведомств), федеральные министры (возглавляют министерства, либо курируют различные государственные программы, либо выполняют особые поручения) и главы ведомств, не имеющие министерской должности, но официально приравниваемые к министрам по статусу. Количественный состав и структура правительства не регламентированы законодательно и определяются президентом.

### Судебная власть
Суды в России эффективно разрешают каждодневные вопросы и уголовные преступления. Однако в делах, связанных с правительством или олигархами, правящие круги или люди при власти получают нужный им результат.
Согласно статьи в БРЭ 2004 года, судебную власть осуществляют исключительно суды: Конституционный суд, суды общей юрисдикции во главе с Верховным судом и арбитражные суды, также возглавляемые Верховным судом. До 2022 года в некоторых субъектах Российской Федерации существовали конституционные (уставные) суды. В судебную систему субъектов федерации входят также мировые судьи. Контроль за соблюдением прав и свобод человека в деятельности государственных органов и должностных лиц призван осуществлять уполномоченный по правам человека в Российской Федерации (омбудсмен). Данный институт впервые в российской практике введён Конституцией Российской Федерации 1993 года (пунктом «е» ч. 1 ст. 103), которая устанавливает, что уполномоченный по правам человека назначается Государственной думой и действует в соответствии с федеральным конституционным законом. Уполномоченный по правам человека при осуществлении своей деятельности независим и неподотчётен каким-либо государственным органам и должностным лицам.

### Политические партии
На 6 июля 2020 года зарегистрированы 44 партии, из них в Государственной думе представлены только шесть:
- Партия «Единая Россия», основана в 2001 году в результате объединения политических движений «Единство» и «Отечество — Вся Россия». Стоит на позициях либерального консерватизма.
Численность партии — 2 млн человек (2012 год). На выборах в Госдуму 2016 года получила 343 места, сохранив положение доминирующей партии. Председатель партии — Д. А. Медведев.
- Коммунистическая партия Российской Федерации (КПРФ), основана в 1993 году как восстановленная Компартия РСФСР. Позиционирует себя прямой наследницей КПСС.
Численность партии — 156 тыс. человек (2012 год). На выборах 2016 года получила 42 места. Председатель ЦК партии — Г. А. Зюганов.
- ЛДПР (Либерально-демократическая партия России), основана в 1992 году. Придерживается идей национализма, патриотизма и теории смешанной экономики.
Численность партии — 247 тыс. человек (2016 год). На выборах 2016 года получила 39 мест. Председатель партии — Л. Э. Слуцкий.
- Партия «Справедливая Россия» («эсеры»), основана в 2006 году. Входит в Социалистический интернационал. Стоит на позициях социал-демократии.
Численность партии — 160 тыс. человек (2016 год). На выборах 2016 года получила 23 места. Председатель партии — С. М. Миронов.
- Партия «Родина», основана в 2004 году. Придерживается идеологии левого национализма.
Численность партии — 135 тыс. человек (2004 год). На выборах 2016 года получила одно место. Председатель партии — А. А. Журавлёв.
- Партия «Гражданская платформа», основана в 2012 году. Придерживается идеологии консерватизма и экономического либерализма.
Численность партии — 26 тыс. человек (2014 год). На выборах 2016 года получила одно место. Председатель Федерального политического комитета партии — Р. Г. Шайхутдинов.

### Внешняя политика

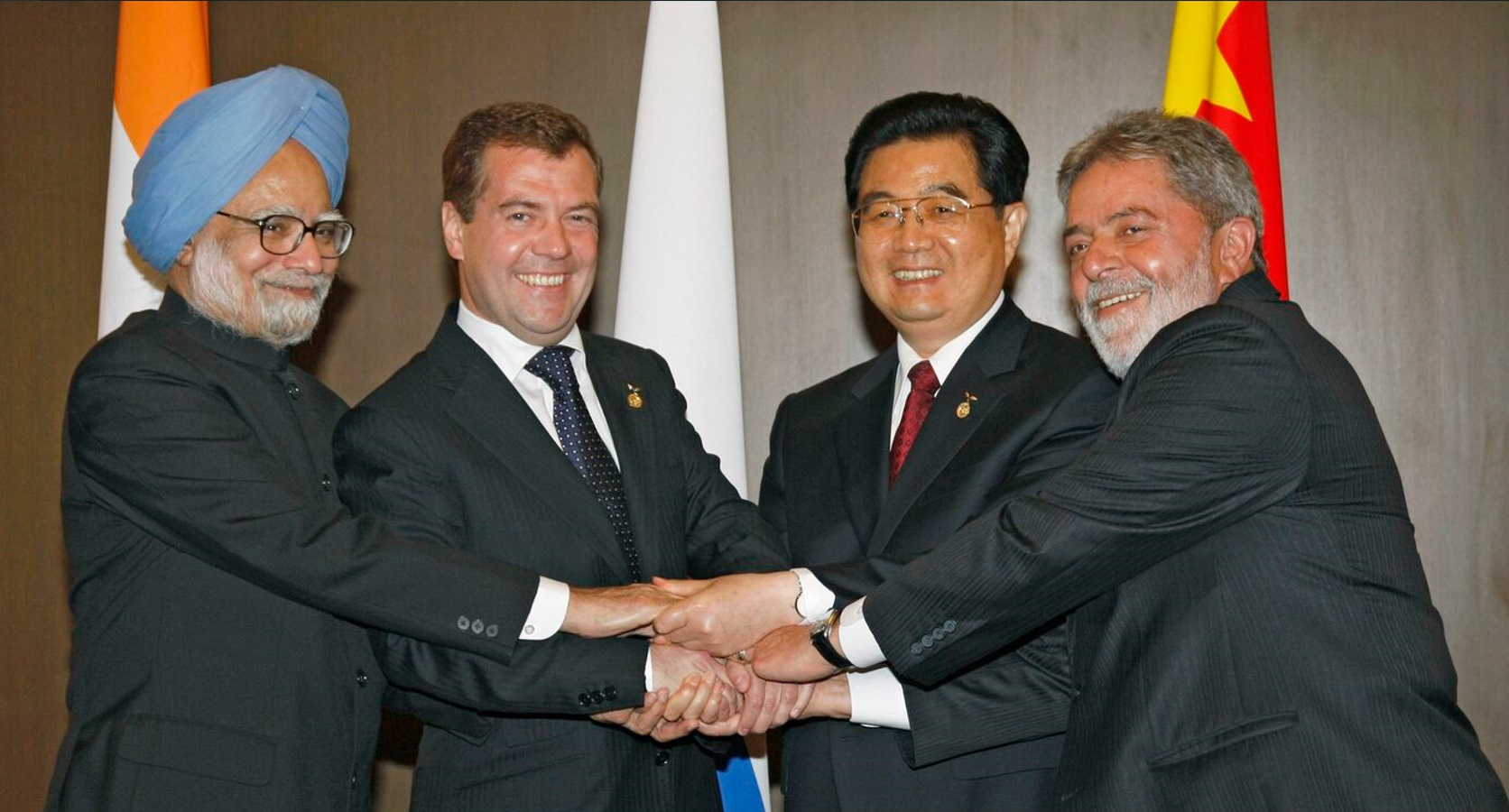
Лидеры БРИК в 2008 году — Манмохан Сингх, Дмитрий Медведев, Ху Цзиньтао и Луис Инасиу Лула да Силва

В международных отношениях Россия выступает в качестве государства-продолжателя СССР, однако данный статус оспаривается отдельными государствами и остаётся предметом дискуссии в научных кругах.
Традиционно относится к числу так называемых великих держав. Россия — один из ключевых участников международного общения, является одним из пяти постоянных членов Совета Безопасности ООН и одним из представителей «Большой двадцатки» (G20); за Россией предполагается особая ответственность за поддержание международного мира и безопасности. С 1996 по 2022 страна была членом Совета Европы, а в 1997—2014 годах входила также в «Большую восьмёрку» (G8) — неформальное объединение экономически развитых государств. Является членом значительного числа других международных организаций, особое место среди которых занимают те, что были созданы на пространстве бывшего СССР в основном при ведущей роли самой России: СНГ, ОДКБ, ШОС. Россия вместе с Беларусью составляют Союзное государство.
В 2022 году частью международного сообщества[кем?] Россия была признана террористическим государством.
В 2014 году совместно с Беларусью и Казахстаном стала одной из стран-учредителей Евразийского экономического союза (ЕАЭС) — международного интеграционного экономического объединения (союза), созданного на базе Таможенного союза ЕврАзЭС. ЕАЭС функционирует с 1 января 2015 года.
Внешняя политика России определяется президентом страны и осуществляется Министерством иностранных дел России. Россия поддерживает дипломатические отношения со 188 государствами — членами ООН, двумя частично признанными и тремя наблюдателями при ООН; имеет дипломатические представительства в 144 странах. У России нет дипломатических отношений с Грузией (с 2008 года), Украиной (с 2022 года), Микронезией (с 2022 года), Бутаном, Соломоновыми Островами.
С российским заграничным паспортом можно въехать без визы в 76[уточнить] государств мира, в 32 государствах можно получить визу автоматически по прибытии. В остальные государства, в том числе в страны Евросоюза, США, Канаду, Великобританию, Китай, Японию и другие страны въездную визу необходимо получать заблаговременно. Визовый режим с государствами мира Россия устанавливает на основе взаимности.

### Вооружённые силы

#### История и роль в жизни страны

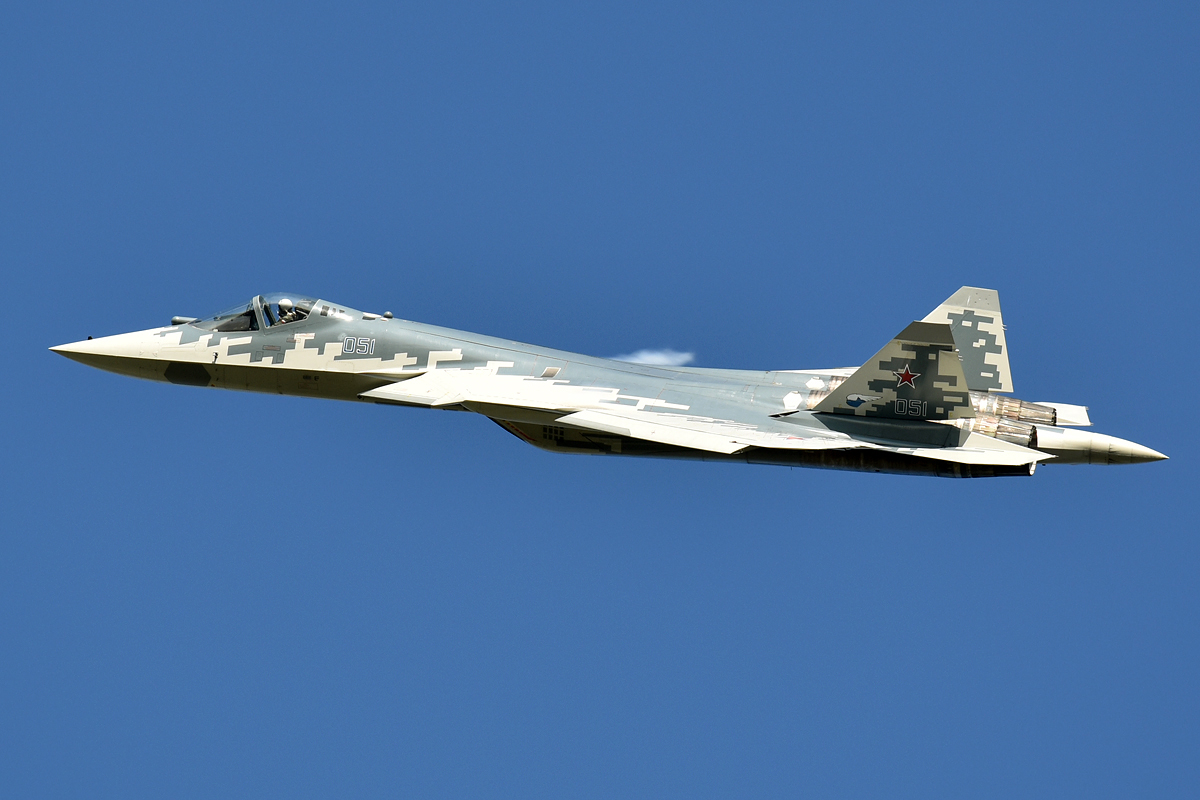
Российский истребитель пятого поколения Су-57

Вооружённые силы Российской Федерации (ВС РФ) — государственная военная организация, составляющая основу обороны Российской Федерации. В соответствии с федеральным законом № 61-ФЗ от 31 мая 1996 года «Об обороне», Вооружённые силы предназначены для отражения агрессии, направленной против Российской Федерации, для вооружённой защиты целостности и неприкосновенности территории Российской Федерации, а также для выполнения задач в соответствии с федеральными законами и международными договорами Российской Федерации.

#### Структура, численность, оснащение и финансирование
Верховным главнокомандующим Вооружённых сил является президент Российской Федерации. На 5 марта 2010 года в вооружённых силах России состоял 1 млн человек (5-е место в мире).
Российские вооружённые силы подразделяются на три вида войск: сухопутные войска, воздушно-космические силы, военно-морской флот, а также два самостоятельных рода войск: ракетные войска стратегического назначения и воздушно-десантные войска. Кроме того, в них входят части материально-технического обеспечения (МТО) и войска, воинские формирования и органы, в которых предусмотрена военная служба, не входящие в виды и самостоятельные рода войск Вооружённых сил:
- Федеральная служба войск национальной гвардии Российской Федерации;
- войска гражданской обороны МЧС России;
- Служба внешней разведки Российской Федерации;
- органы ФСБ России (в том числе пограничная служба ФСБ);
- органы ФСО России (в том числе служба специальной связи и информации).

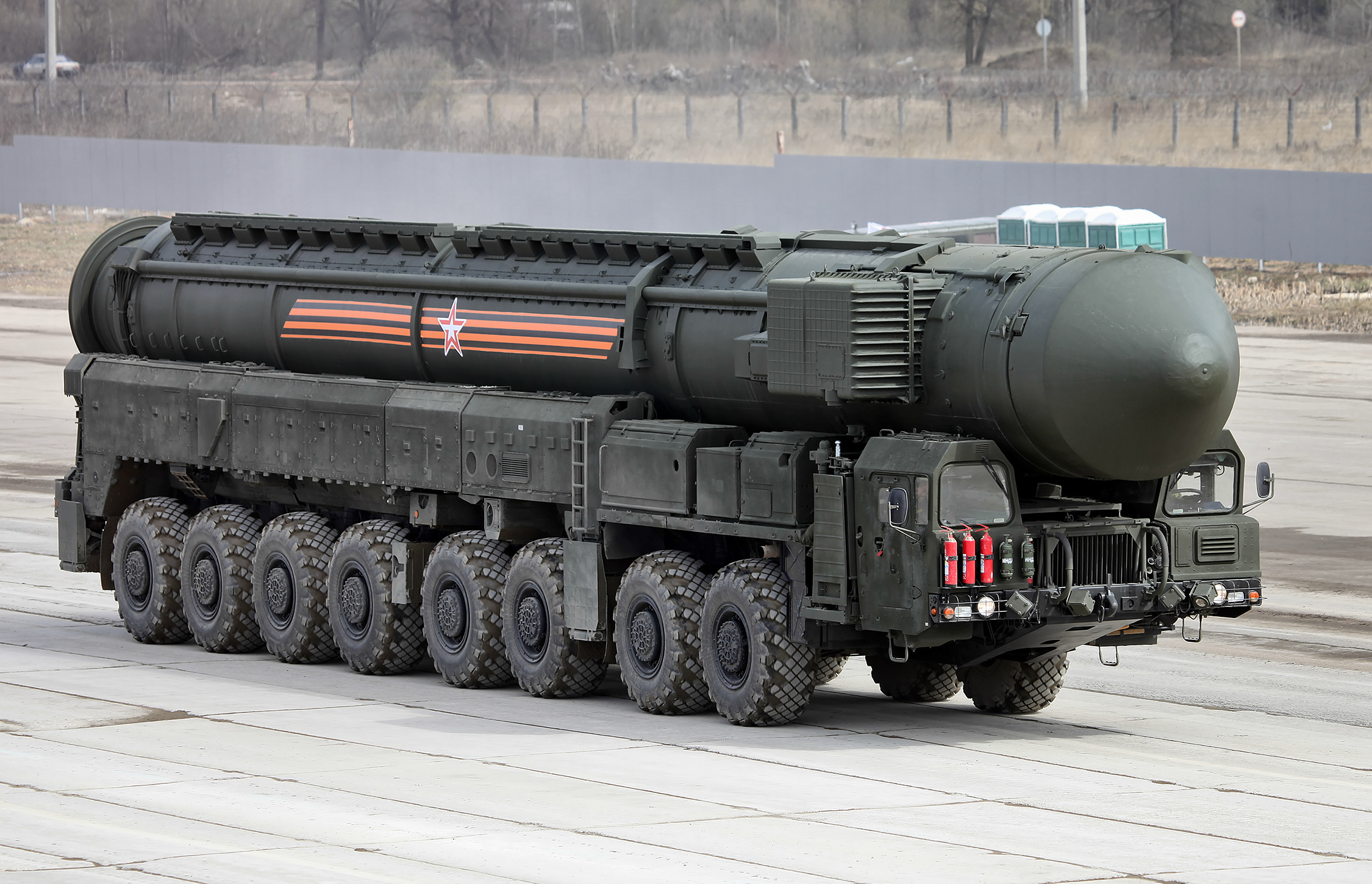
Стратегический ядерный ракетный комплекс РС-24 «Ярс»

Комплектование вооружённых сил осуществляется смешанным способом: путём призыва граждан на военную службу по экстерриториальному принципу и путём добровольного поступления граждан Российской Федерации и иностранных граждан на военную службу.
Призыв граждан на военную службу осуществляется на основании федерального закона № 53-ФЗ от 28 марта 1998 года «О воинской обязанности и военной службе». Призыву подлежат граждане мужского пола в возрасте от 18 до 27 лет. Срок службы с 1 января 2008 года — 12 месяцев.
На военную службу по контракту в 1992—2022 годах принимались граждане Российской Федерации в возрасте от 18 до 40 лет и иностранные граждане в возрасте от 18 до 30 лет. Срок контракта — три, пять или десять лет. В 2022 году в России изменили возрастной предел для первого контракта на военную службу, он установлен в значении от 18 до 50 лет для всех людей.

#### Ядерное оружие
Ядерные силы РФ имеют сухопутную, морскую и авиационную составляющие и являются главным гарантом неприменения против России военной силы другими государствами. Согласно военной доктрине Российская Федерация оставляет за собой право применения ядерного оружия в ответ на агрессию с применением оружия массового поражения, а также на агрессию с использованием обычных вооружений, в случае, когда под угрозу поставлено само существование государства.
С 2017 года количество ядерных боеголовок, которыми обладает Россия, держится в диапазоне от 1400 до 1600 единиц (согласно стандартам СНВ-III). По этому показателю Россия находится примерно наравне с США, обе страны значительно превосходят в этом другие государства — занимающий третье место в мире по количеству ядерных боеголовок Китай имеет около 500 единиц.

### Права и свободы человека
Согласно докладу Human Rights Watch за 2019 год, в ситуации с правами человека в России наблюдается негативная динамика. За редким исключением, реакция государства на нарастающий гражданский активизм носила репрессивный характер и сводилась к запретам, ужесточению законодательства и политически мотивированным административным и уголовным преследованиям. В России часто встречаются пытки и другие виды недозволенного обращения, в особенности в местах заключения. Также широко распространено домашнее насилие, при недостаточной поддержке для пострадавших.
По данным на 2017 год, Россия занимает 2-е место среди стран — членов Совета Европы по числу жалоб, рассматриваемых Европейским судом по правам человека (ЕСПЧ), и лидирует по количеству признанных ЕСПЧ нарушений Европейской конвенции о правах человека. На Россию приходится 60 % всех решений ЕСПЧ о нарушении права на жизнь, половина решений о пытках, бесчеловечном обращении либо неэффективном расследовании жалоб на них и половина решений об отсутствии «эффективных средств правовой защиты», необоснованном задержании, аресте.
В опубликованном в 2022 году докладе Бюро ОБСЕ по демократическим институтам и правам человека указывается, что проводившиеся в течение последнего десятилетия законодательные реформы в России существенно изменили условия деятельности гражданского общества: отрезали его от зарубежных и международных партнёров, подавили независимые инициативы и выражение критики в адрес властей, вынудили СМИ замолчать, а также усилили давление на политическую оппозицию. Репрессивность этих мер постепенно возрастала начиная с 2012 года, после протестных акций 2011—2012 года, и достигла пика в 2022 году, после российского вторжения на Украину. Это вынуждает неправительственные организации, борцов с коррупцией, журналистов и других представителей СМИ, правозащитников, юристов и исследователей ограничить или прекратить свою деятельность или покинуть страну.

### Свобода слова и цензура в СМИ

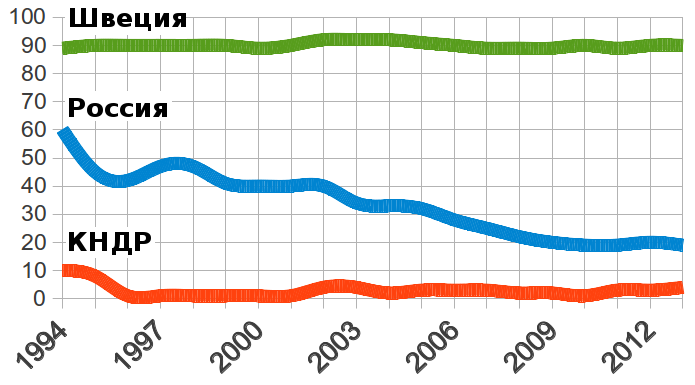
Динамика уровня свободы прессы в России (Freedom House). Для сравнения показаны данные по КНДР и Швеции

Начиная с 1989 года американская неправительственная организация Freedom House ежегодно из трёх возможных вариантов («свободное», «частично свободное» и «несвободное») присуждало России статус «частично свободной» страны. В 2004 году Россия была причислена к категории «несвободных стран» (всего «несвободных» на тот момент было 49 стран).
В 2005 году Россия была объявлена «несвободной страной», заняв 158-е место из 194. По мнению организации, «российские власти используют юридическое и экономическое давление, а также угрозы физической расправы, чтобы предотвратить появление в СМИ критической информации по особо острым темам, таким как, например, конфликт в Чечне». Согласно их докладу, опубликованному в 2006 году о положении СМИ в России, правительственный контроль над телеканалами в 2005 году ужесточился, а угроза насилия является наибольшей опасностью для свободных журналистов. В 2009 году Россия опустилась на 174-е место в рейтинге из 195 стран.
На 2008 год «рейтинг свободы» в России, согласно Freedom House, составил 5,5. Наилучшее значение в этом рейтинге составляет 1,0 (например, Канада); наихудшее — 7,0 (например, КНДР). Согласно этому рейтингу, Россия по-прежнему относится к категории «несвободных стран». По мнению Общественной палаты Российской Федерации и МИД России, доклады организации Freedom House являются предвзятыми и необъективными, а сама организация является инструментом политики США.
На 2017—2019 годы по общему уровню свободы Россия набирает 20 баллов из 100, оставаясь «несвободной» (рейтинг Freedom House).
По данным организации «Репортёры без границ», в 2008 году Россия заняла 141-е место из 173 в рейтинге свободы прессы.
В 2011 году тележурналист Владимир Познер, работающий на Первом канале государственного телевидения России, заявил о существовании на российском телевидении «стоп-листов» — списков людей, которых нельзя приглашать для участия в телепередачах. В частности, с 2010 года доступ на федеральные телеканалы из-за строгой цензуры был закрыт для Бориса Немцова, Гарри Каспарова, Михаила Касьянова, Эдуарда Лимонова, Алексея Навального и других оппозиционеров. По свидетельству Познера, в мае 2015 года, несмотря на то, что Немцов находился на пике популярности и представлял несомненный интерес для телезрителей, пригласить политика на телеэфир в свою авторскую программу на «Первом канале» он в силу строгих запретов не мог, хотя очень хотел и много раз пытался это сделать.
Телевидение в наибольшей степени подвергается политической цензуре, полагает кинокритик Ирина Петровская. «Критика и неугодные материалы» своевременно не освещаются, например массовые протесты 4 декабря 2011 года стали освещать лишь через неделю. На российском телевидении отсутствует политическая сатира (что является важным признаком демократии), так как власть не приемлет её в свой адрес на телеэкранах. Это же послужило причиной разгрома старого НТВ, после того, как на телеканале показали куклу Путина в образе «гофмановского крошки Цахеса».

## Экономика

### Общее состояние, основные показатели
За 1999—2008 годы рост валового внутреннего продукта (ВВП) составил 93,8 %, промышленности — 79,1 %, сельского хозяйства — 39,7 %. В результате в 2008 году ВВП страны составил 107 % от уровня 1989 года, промышленное производство — 85 % (в 1990 году промышленное производство по сравнению с 1989 годом составило 99,9 %, в 1991—2004 годах сократилось ещё на 30 %, в 2005—2007 выросло на 21,3 %), сельскохозяйственное производство — 83,6 %.
Рост ВВП России за 2010—2011 годы составил 8,7 %. По итогам 2011 года, инвестиции в России достигли рекордного за предшествующие 20 лет уровня в 370 млрд долларов за год. Таким образом, каждый день в экономику России инвестировалось более 1 миллиарда долларов. Всего за 20 лет, начиная с 1991 года, в российскую экономику было инвестировано свыше 2,5 трлн долларов.
Россия относится к группе стран с очень высоким уровнем развития человеческого потенциала, является членом ВТО и ЕАЭС. Согласно данным компании Expert Market за 2016 год, в рейтинге стран по уровню производительности труда Россия находилась на 32-м месте в мире, опережая все страны СНГ.

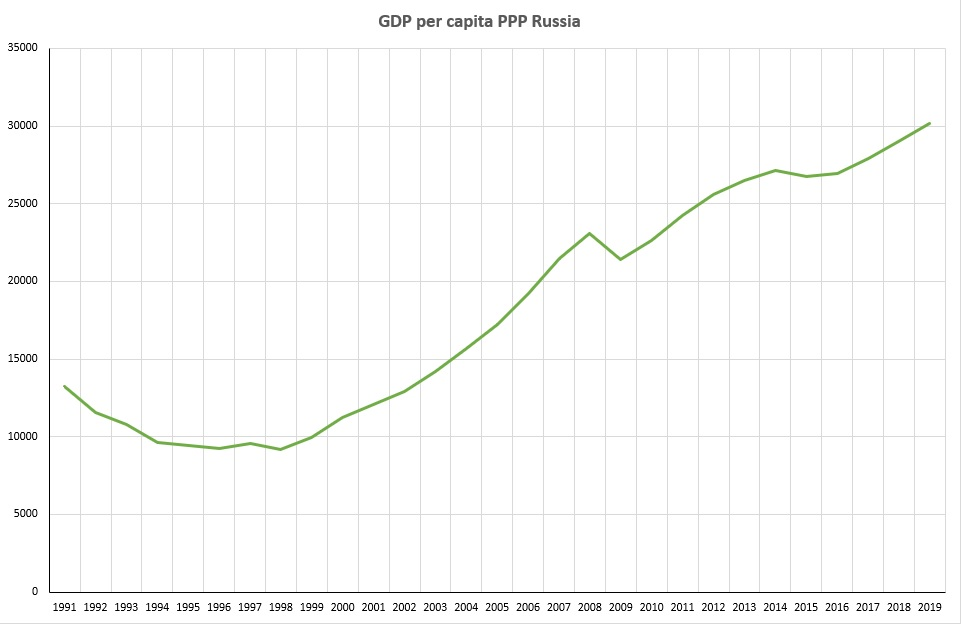
Динамика ВВП по ППС на душу населения с 1991 года

В 2019 году экономика России занимала 6-е место среди стран мира и 2-е среди стран Европы (после Германии) по объёму ВВП по паритету покупательной способности (ППС), который составил тогда 4,35 трлн долларов США по данным МВФ. Номинальный ВВП России за 2019 год составил 1,7 трлн долларов по данным ВБ и ООН — по этому показателю Россия занимала 11-е место в мире. По ВВП по ППС на душу населения Россия на 2019 год занимала 50-е место, опережая все страны СНГ (2019, МВФ). По номинальному ВВП на душу населения Россия на 2019 год занимала 61-е место (2019, МВФ). Вклад страны в мировую экономику достиг 3,1 % в 2019 году.
Отраслевая структура ВВП России (по данным за 2020 год):
- обрабатывающие производства — 14,8 %;
- торговля оптовая и розничная; ремонт автотранспортных средств и мотоциклов — 13,1 %;
- деятельность по операциям с недвижимым имуществом — 10,5 %;
- добыча полезных ископаемых — 9,8 %;
- государственное управление и обеспечение военной безопасности; социальное обеспечение — 8,3 %;
- транспортировка и хранение — 6,5 %;
- строительство — 5,7 %;
- деятельность финансовая и страховая — 4,9 %;
- деятельность профессиональная, научная и техническая — 4,5 %;
- сельское, лесное хозяйство, охота, рыболовство и рыбоводство — 4,1 %;
- деятельность в области здравоохранения и социальных услуг — 3,9 %;
- образование — 3,4 %;
- деятельность в области информации и связи — 2,8 %;
- обеспечение электрической энергией, газом и паром; кондиционирование воздуха — 2,6 %;
- деятельность административная и сопутствующие дополнительные услуги — 2,0 %;
- деятельность в области культуры, спорта, организации досуга и развлечений — 0,9 %;
- деятельность гостиниц и предприятий общественного питания — 0,7 %;
- предоставление прочих видов услуг — 0,6 %;
- водоснабжение; водоотведение, организация сбора и утилизации отходов, деятельность по ликвидации загрязнений — 0,5 %;
- деятельность домашних хозяйств как работодателей; недифференцированная деятельность частных домашних хозяйств по производству товаров и оказанию услуг для собственного потребления — 0,4 %;

В 2021 году рост экономики России составил 4,6 %. Федеральный бюджет в 2021 году исполнен с профицитом 514,8 млрд рублей, или 0,4 % ВВП. По данным МВФ, российский ВВП на душу населения по ППС в 2021 году составил 30 431 долл. США.
Денежная единица — российский рубль, его усреднённый курс за 2021 год — 73,66 рубля за 1 доллар США. Разменная единица — копейка, одна сотая рубля. Денежную эмиссию осуществляет центральный банк страны — Банк России.
Уровень безработицы — 4,3 % (данные за декабрь 2021 года), уровень занятости населения — 59,8 % (данные за ноябрь 2021 года). Номинальная средняя зарплата работника в России по итогам 2021 года составила 57 244 рубля в месяц.
Крупнейшим работодателем России является компания «Российские железные дороги», имевшая в 2017 году около 900 тыс. работников. Крупнейшим работодателем среди немонопольных компаний является Ростех, имеющий 450 тыс. сотрудников (2020). Крупнейшим работодателем среди частных компаний является X5 Group — 340 тыс. сотрудников (2020).

### Экономическое районирование
Россия делится на 12 крупных экономических районов: Северо-Западный, Северный, Центральный, Волго-Вятский, Центрально-Чернозёмный, Поволжский, Северо-Кавказский, Уральский, Западно-Сибирский, Восточно-Сибирский, Дальневосточный и Калининградский (аннексированный Крым в состав ни одного экономического района не включён).
Основная добыча нефти и газа ведётся в Западной и Восточной Сибири; гидроэлектростанции, цветная металлургия и лесная промышленность — в Восточной Сибири. Дальний Восток выделяется добычей золота и алмазов, ловлей рыбы и добычей морепродуктов. В Северном районе к основным отраслям относятся добыча угля, нефти, газа, апатитов, никеля и других металлов, а также заготовка леса и ловля рыбы. Северо-Западный, Центральный, Волго-Вятский, Уральский и Поволжский районы выделяются развитым машиностроением, химической, лёгкой, пищевой промышленностью, энергетикой и сферой услуг. Центрально-Чернозёмный район и Северный Кавказ имеют развитое сельское хозяйство и пищевую промышленность. Калининградская область имеет развитую сферу услуг, рыболовство и туризм.

### Промышленность
На 2014 год доля промышленного производства в структуре ВВП составляла 36,3 %. Число занятых в промышленности — 27,8 % трудоспособного населения.
Объём валовой добавленной стоимости (ВДС) в обрабатывающей промышленности России в 2007 году составил 196 млрд долларов США, по этому показателю Россия находится на 9-м месте в мире. К 2011 году ВДС выросла до 252 млрд долларов. Доля обрабатывающих производств в российском промышленном производстве — 66 % (по данным за 2007 год).
В 2000-х годах в российской обрабатывающей промышленности происходил устойчивый рост, прерывавшийся только на период мирового экономического кризиса 2008—2009 годов. C 1999 по 2011 год индекс обрабатывающих производств в России увеличился на 82 %, в том числе пищевая промышленность — на 80 %, производство машин и оборудования — на 74 %, производство электрооборудования, электронного и оптического оборудования — на 231 %, производство транспортных средств и оборудования — на 29 %, металлургия — на 67 %, химическая промышленность — на 62 %. Благодаря темпам роста, опережающим среднемировые, России удалось повысить свою долю в мировой добавленной стоимости обрабатывающей промышленности с 0,9 % в 2002 году до 2,1 % в 2010 году. В последние годы по объёму ВДС в обрабатывающей промышленности Россия обошла такие страны, как Испания, Канада, Мексика, Индонезия (эти страны опережали Россию по состоянию на 2002 год).
Структура обрабатывающей промышленности России по объёму выпуска (данные за 2009 год):
- пищевая промышленность — 19,3 %;
- машиностроение — 19,1 %;
- производство кокса и нефтепродуктов — 18,5 %;
- металлургия — 16,7 %;
- химическое производство, производство резиновых и пластмассовых изделий — 10,0 %;
- обработка древесины и производство изделий из дерева, целлюлозно-бумажное производство; издательская и полиграфическая деятельность — 5,0 %;
- производство прочих неметаллических минеральных продуктов — 4,8 %;
- лёгкая промышленность — 1,3 %.

Среди всех отраслей промышленности России наиболее сильными, по отношению к 1991 году, являются производство электрооборудования, электронного и оптического оборудования, химическое производство, обрабатывающие производства и прочие производства, добыча топливно-энергетических полезных ископаемых; целлюлозно-бумажное производство (лесные ресурсы России — крупнейшие в мире); издательская и полиграфическая деятельность; металлургическое производство и производство готовых металлических изделий; оборонная промышленность; производство и распределение электроэнергии, газа и воды (по данным до 2006 года).

### Сельское хозяйство

Динамика индекса объёма продукции сельского хозяйства в России в 1989—2015 годах, в процентах от уровня 1989 года, в сопоставимых ценах

Объём производства продукции сельского хозяйства всех сельхозпроизводителей в ноябре 2015 года в действующих ценах составил 471,2 млрд рублей, в январе — ноябре 2015 года — 4740,5 млрд рублей.
Объём валовой добавленной стоимости в сельском хозяйстве, охоте и лесном хозяйстве России — 1,53 трлн руб. (2009 год). По данным Росстата, в 2007 году общий валовой продукт сельского хозяйства России составил 2099,6 млрд руб., из которых на растениеводство (земледелие) приходилось 1174,9 млрд руб. (55,96 %), а на животноводство — 924,7 млрд руб. (44,04 %). По категориям производителей больше всего продукции дали личные подсобные хозяйства (48,75 % или на сумму 1023,6 млрд руб.); на втором месте — сельскохозяйственные организации, давшие 43,76 % или 918,7 млрд руб.; меньше всего произвели фермерские хозяйства — 7,49 % или на сумму 157,3 млрд руб.
В России находится 10 % всех пахотных земель мира. Свыше 4/5 пашни в России приходится на Центральное Поволжье, Северный Кавказ, Урал и Западную Сибирь. Основные сельскохозяйственные культуры: зерновые, сахарная свёкла, подсолнечник, картофель, лён.
Россия является мировым лидером в экспорте зерна. Круг потребителей российской пшеницы увеличился до 84 стран Европы, Азии, Африки и Южной Америки.
В России развито мясо-молочное и мясо-шёрстное животноводство. В 2000—2008 годах в России наблюдался постоянный рост ежегодных объёмов производства мяса. В 2008 году его было произведено 2,9 млн тонн, что в 2,6 раза больше показателя 1999 года. С 2002 по 2008 год производство курятины в России утроилось, достигнув 2 млн тонн в год.
В 2006 и 2016 годах проходили сельскохозяйственные переписи.

### Сфера услуг
Сфера услуг традиционно занимала незначительное место в российской экономике (включая советский период), однако с 1990-х годов началось её интенсивное развитие. К 2015 году доля сферы услуг в ВВП составила 59,7 %, она обеспечивала занятость более половины (63 %) трудоспособного населения.

#### Банковский сектор
Кредитно-финансовая система России, пережив тяжёлые потрясения в ходе кризиса 1998—1999 годов, в целом стабилизировалась в первой половине 2000-х годов. В 2005 году Центральным банком Российской Федерации была развёрнута долгосрочная программа, направленная на минимизацию численности действующих в стране частных банковских учреждений, в том числе за счёт слияния наиболее мелких из них и поглощения мелких более крупными.
Чистые активы 500 крупнейших российских банков на 1 июля 2010 года составили 28,4 трлн рублей (0,91 трлн долларов США).
Международные резервы России составляли на 1 мая 2017 года 401 млрд долларов (7-е место в мире). Государственный внешний долг России на 1 марта 2015 года составлял 54 млрд долларов. Это равняется лишь 3 % от объёма ВВП страны, что является одним из самых низких показателей в мире.
Предпринимаются попытки ослабить зависимость валютного курса рубля от международных цен на нефть.
По данным Росстата, по состоянию на конец 2011 года общий объём накопленных иностранных инвестиций в российской экономике составлял 347 млрд долларов. По данным «Всемирной книги фактов ЦРУ», по состоянию на 31 декабря 2014 года объём накопленных в России иностранных инвестиций равнялся 606 млрд долларов (16-е место в мире).

#### Туризм

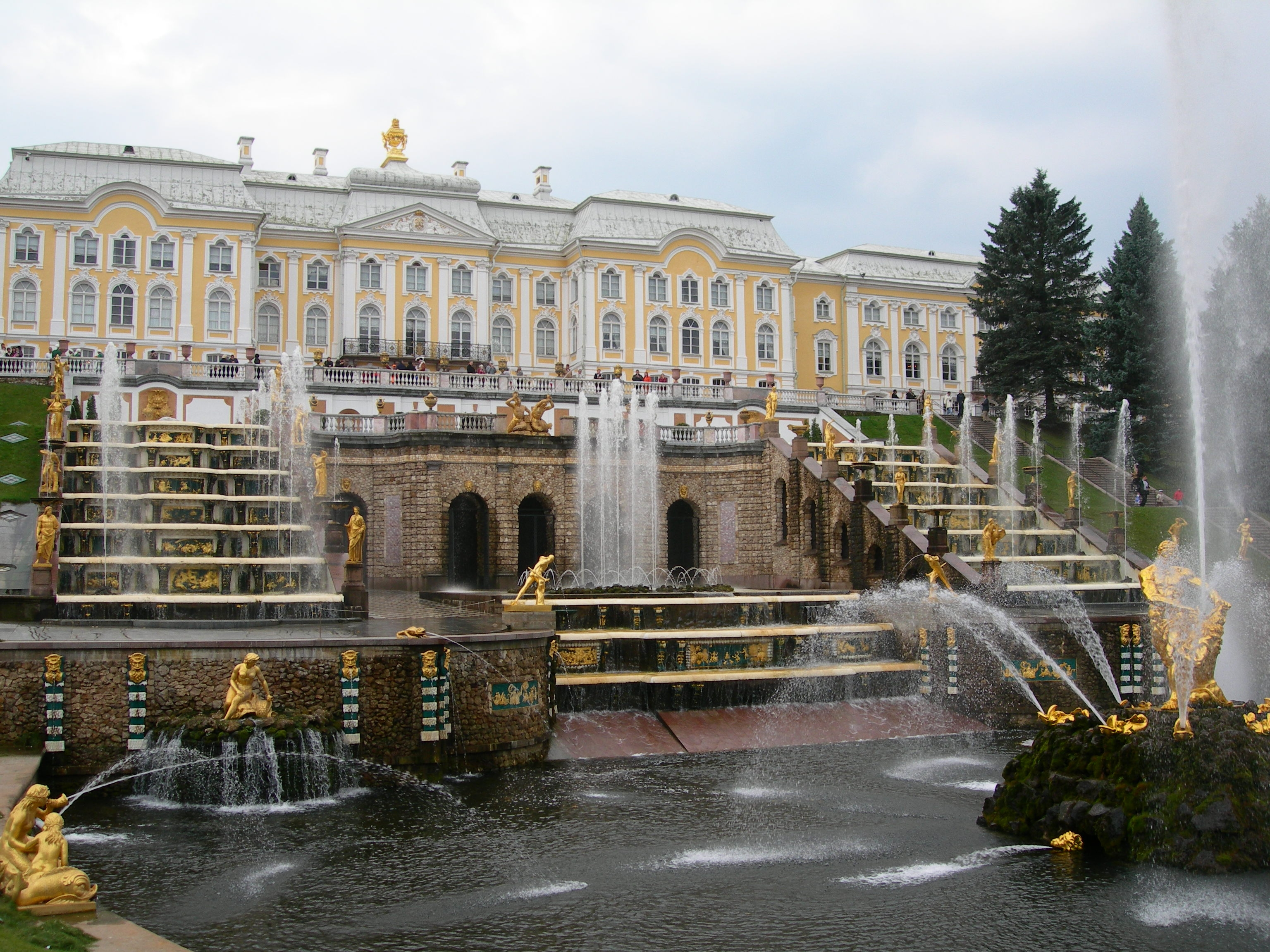
Дворцово-парковый ансамбль Петергоф — популярное туристическое место в Санкт-Петербурге

Внутренний туризм в 2017 году составил 55 миллионов поездок. Среди 10 регионов-лидеров: Московская область, Москва, Приморский край, Санкт-Петербург, Республика Татарстан, Краснодарский и Алтайский края, Калининградская, Волгоградская и Калужская области.
В 2017 году численность потребителей санаторно-курортных услуг в России снизилась на 9,5 % до 5,59 млн человек. При этом из-за сокращения реальных доходов населения в 2014—2015 годах и удорожания зарубежных путёвок наблюдается повышение интереса потребителей к услугам российских санаториев на территории Краснодарского, Ставропольского и Алтайского краёв.
В 2018 году, как заявила на Российском инвестиционном форуме в Сочи вице-премьер правительства России Ольга Голодец, по России путешествовали 60 млн человек, что на 15 % больше по сравнению с 2017-м.
По данным пограничной службы ФСБ России за первый квартал 2019 года, большинство въехавших в Россию иностранцев — выходцы из стран постсоветского пространства. Жители Украины приезжали в Россию чаще других иностранцев (1,7 миллиона человек, минус 10,4 % к показателям первого квартала прошлого года). 870 тысяч человек приехали из Казахстана (рост 2,5 %), 635 тысяч граждан — из Узбекистана (рост 15 %), 689 тысяч — из Таджикистана (рост 24,3 %). Китай с показателем 342 тысяч граждан замыкает пятёрку стран с наибольшим числом въехавших в Россию граждан.
Согласно данным 2019 года, основной поток иностранных туристов формируется за счёт следующих стран: Китай, Южная Корея, Израиль, Германия, Франция, Италия, Таиланд, Турция, США и Япония.

### Электроэнергетика

Динамика производства электроэнергии в России в 1992—2008 годах, в млрд кВт·ч

Электроэнергией обеспечено около 99 % населения страны. Национальные потребности в электричестве удовлетворяются почти полностью за счёт собственных мощностей, небольшая часть производимой электроэнергии идёт на экспорт.
По объёму выработки электроэнергии Россия занимает 3-е место в мире. Бо́льшая часть электроэнергии — 67,8 % — вырабатывается на тепловых электростанциях, в том числе 44,9 % с использованием угля, 26,5 % — нефти и 15,8 % — природного газа. 20,35 % производства приходится на долю гидроэлектростанций, 11,8 % — на долю атомных станций. Около 0,03 % вырабатываемой электроэнергии даёт солнечная энергетика и менее 0,01 % приходится на ветровые электростанции.
|                      | 2008      | 2009    | 2010      | 2011      | 2012      | 2021      |
| -------------------- | --------- | ------- | --------- | --------- | --------- | --------- |
| Российская Федерация | 1 022 746 | 977 122 | 1 020 633 | 1 041 122 | 1 063 320 | 1 107 100 |

### Внешняя торговля и зарубежные инвестиции
Объём внешней торговли в 2016 году составил 424,4 млрд долларов США при положительном сальдо в размере 94,2 млрд долларов. Объём экспорта — 259,3 млрд долл., импорта — 165,1 млрд долл. (соответственно 19-е и 24-е место в мире).
Основными статьями экспорта являются нефть и нефтепродукты, природный газ, металлы, древесина и продукты из дерева, химикаты и широкий спектр гражданской и военной промышленной продукции. Импортируются, главным образом, техника, транспортные средства, фармацевтическая продукция, пластмассы, металлические полуфабрикаты, мясо, фрукты и орехи, оптические и медицинские инструменты, железо, сталь.
Основными потребителями российского экспорта являются, по состоянию на 2015 год, Нидерланды (11,9 % от общего объёма), Китай (8,3 %), Германия (7,4 %), Италия (6,5 %), Турция (5,6 %). Бо́льшая часть импорта поступает из Китая (19,2 %), Германии (11,2 %), США (6,4 %), Беларуси (4,8 %), Италии (4,6 %).
Объём прямых иностранных инвестиций в российской экономике на 2016 год составлял около 348 млрд долл. (20-е место в мире). Российскими инвесторами за рубежом размещено около 359,3 млрд долл. (19-е место в мире).
Согласно исследованию Всемирного банка за 2015 год, в рейтинге лёгкости ведения бизнеса Россия занимает 62-е место, в то время как в 2014 году она занимала 92-е место.

### Экономические проблемы
Существует мнение, что экономика России имеет сильную зависимость от цен на энергоресурсы. Некоторые эксперты полагают, что Россия больна «голландской болезнью», то есть сильнейшей зависимостью экономики от экспорта одного-двух видов сырья. Существует даже мнение о том, что огромные запасы природных ресурсов мешают модернизировать производство, что превращается в т. н. «проклятие ресурсов». Однако, в 2003 году журнал «Эксперт» писал, что слишком сильная связь российского экономического роста с нефтяными ценами является заблуждением. Журнал привёл подсчёты МВФ, согласно которым вклад нефтяных цен — это не более 40 % российского роста, остальные 60 % — результат роста внутреннего рынка. По оценке Минэкономразвития, вклад нефтяных цен в рост ВВП России в 2007 году составил 1,4 % из 8,1 %.

## Транспорт и связь
Транспортная система России характеризуется недостаточно развитой для огромной страны транспортной сетью, хотя она и является одной из наиболее обширных в мире, включающей в себя свыше 124 тыс. км железных дорог, 1 млн км автомобильных дорог, 230 тыс. км магистральных трубопроводов, 100 тыс. км речных судоходных путей. Огромные пространства и изменчивый климат предопределили первостепенное значение для России всепогодных видов наземного транспорта — железнодорожного и трубопроводного. На них приходится основной объём грузовых перевозок. Водный транспорт играет в России значительно меньшую роль из-за короткого навигационного периода.
В 2010 году грузооборот транспорта составил 4,75 трлн тонно-км, из которых на железнодорожный транспорт пришлось 42 %, трубопроводный — 50 %, автомобильный — 4,1 %, морской — 2,1 %, внутренний водный — 1,1 %, воздушный — 0,1 %. Пассажирооборот транспорта общего пользования в 2010 году составил 484 млрд пассажиро-километров, из них на воздушный транспорт пришлось 30 %, автобусный — 29 %, железнодорожный — 29 %, метрополитен — 9 %. Устойчивой тенденцией последних лет является повышение доли воздушного транспорта в пассажирообороте (рост по сравнению с 2000 годом почти в 3 раза) и снижение доли железнодорожного транспорта.
Россия обладает развитой телекоммуникационной сетью, включающей стационарную и мобильную связь, сеть интернет-провайдеров. В рейтинге развития информационно-коммуникационных технологий, составленном Международным союзом электросвязи, Россия находится на 38-м месте в мире, опережая все страны СНГ. По уровню развития электронного правительства Россия находится на 27-м месте в мире.

### Железнодорожный транспорт

Наиболее важные железнодорожные линии России

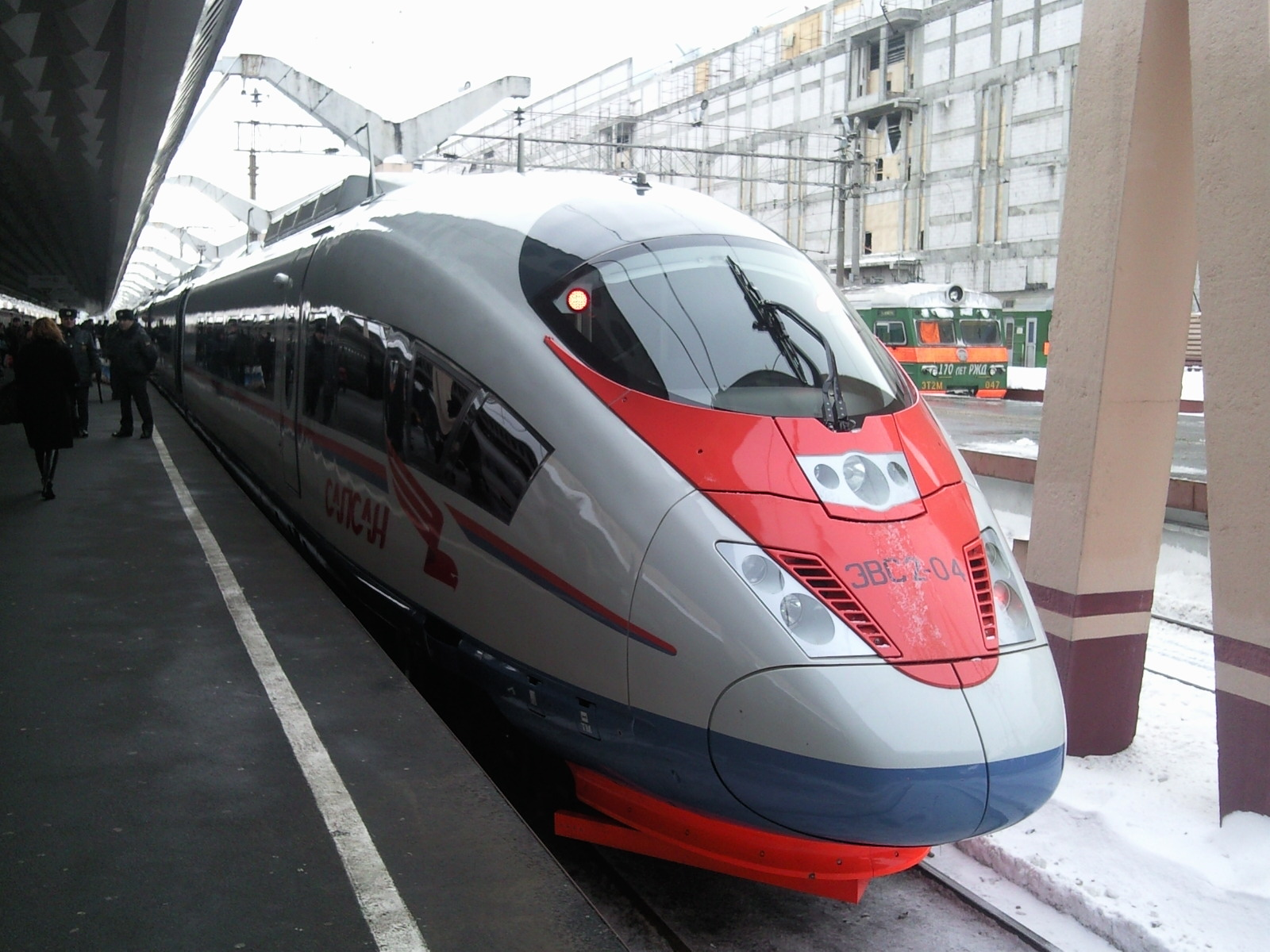
Электропоезд «Сапсан» на Московском вокзале в Санкт-Петербурге

Железнодорожный транспорт в России начал активно развиваться в середине XIX века. Первая крупная железнодорожная магистраль Санкт-Петербург — Москва вступила в строй в 1851 году. Самой длинной железной дорогой России и мира является Транссибирская магистраль.
По состоянию на 2012 год, железные дороги имелись в 78 из 83 регионов России. Общая протяжённость эксплуатационной длины железнодорожных путей составляла 124 тыс. км, в том числе 86 тыс. км путей общего пользования (электрифицировано 43 тыс. км) и 38 тыс. км путей необщего пользования (на территории предприятий и в местах разработки полезных ископаемых). Средняя плотность железных дорог составляет 7,3 км на 1000 км² территории. Россия занимает 2-е место по общей протяжённости железнодорожных путей, уступая только США (194,7 тыс. км), и 1-е место — по протяжённости электрифицированных дорог.
В России в качестве основного стандарта ширины железнодорожной колеи принята ширина 1520 мм (на острове Сахалин в силу исторических причин ширина колеи составляет 1067 мм). Стандартная длина рельсов — 12,5 и 25 метров, также имеются бесстыковые пути. В европейской части страны железнодорожная сеть имеет радиальный вид и относительно высокую плотность, железные дороги сходятся к Москве. В азиатской части железнодорожная сеть имеет широтное простирание и небольшую плотность.
На железных дорогах насчитывается около 20 тысяч локомотивов, 1000 тыс. грузовых и 70 тыс. пассажирских вагонов. В 2007 году объём перевозок грузов по железным дорогам общего пользования составил 1,34 млрд тонн, по остальным железным дорогам — 3,68 млрд тонн, грузооборот железных дорог общего пользования составил 2090 млрд тонно-км, железных дорог не общего пользования — 33,8 млрд тонно-км, объём перевозок пассажиров (без метрополитена и трамвая) — 1282 млн человек, пассажирооборот составил 175 млрд пассажиро-км.
Управление железными дорогами осуществляет Федеральное агентство железнодорожного транспорта России. Хозяйственные функции на подавляющем большинстве железных дорог принадлежат ОАО «Российские железные дороги», которое является одной из крупнейших транспортных компаний в мире. Принадлежащая ОАО «РЖД» железнодорожная сеть разделена между шестнадцатью её филиалами.
В крупнейших городах также налажено трамвайное и троллейбусное сообщение. Эксплуатационная длина трамвайных линий составляет 2,6 тыс. км, троллейбусных — 4,9 тыс. км. Одной из самых протяжённых трамвайных сетей в мире располагает Санкт-Петербург (500 км). В семи крупнейших городах — Москве, Санкт-Петербурге, Нижнем Новгороде, Самаре, Екатеринбурге, Новосибирске и Казани — имеется метрополитен. Из них Московский метрополитен является мировым лидером по таким показателям, как, например, частота движения поездов и точности соблюдения расписания: интервалы между ними на некоторых линиях являются самыми короткими, а скорость строительства — одна из самых высоких в мире. В то же время, однако, качество эксплуатации метрополитена подвергается сомнению.

### Морской транспорт
Морской транспорт выступает одним из главных видов транспорта страны для передвижения на большие расстояния. Большинство морских портов России замерзающие, за исключением всех портов Чёрного моря, части портов Японского моря и порта Мурманск Баренцева моря. В 2021 году основными товарами, перевозимыми морским транспортом, были нефть и нефтепродукты (28,4 %), каменный уголь и кокс (3,4 %), лесные грузы (1,9 %), минеральные удобрения (0,2 %), зерно (10,4 %), руды (1,5 %) и металлолом (0,7 %). В том же году морских транспортом было перевезено 4,5 миллиона пассажиров.

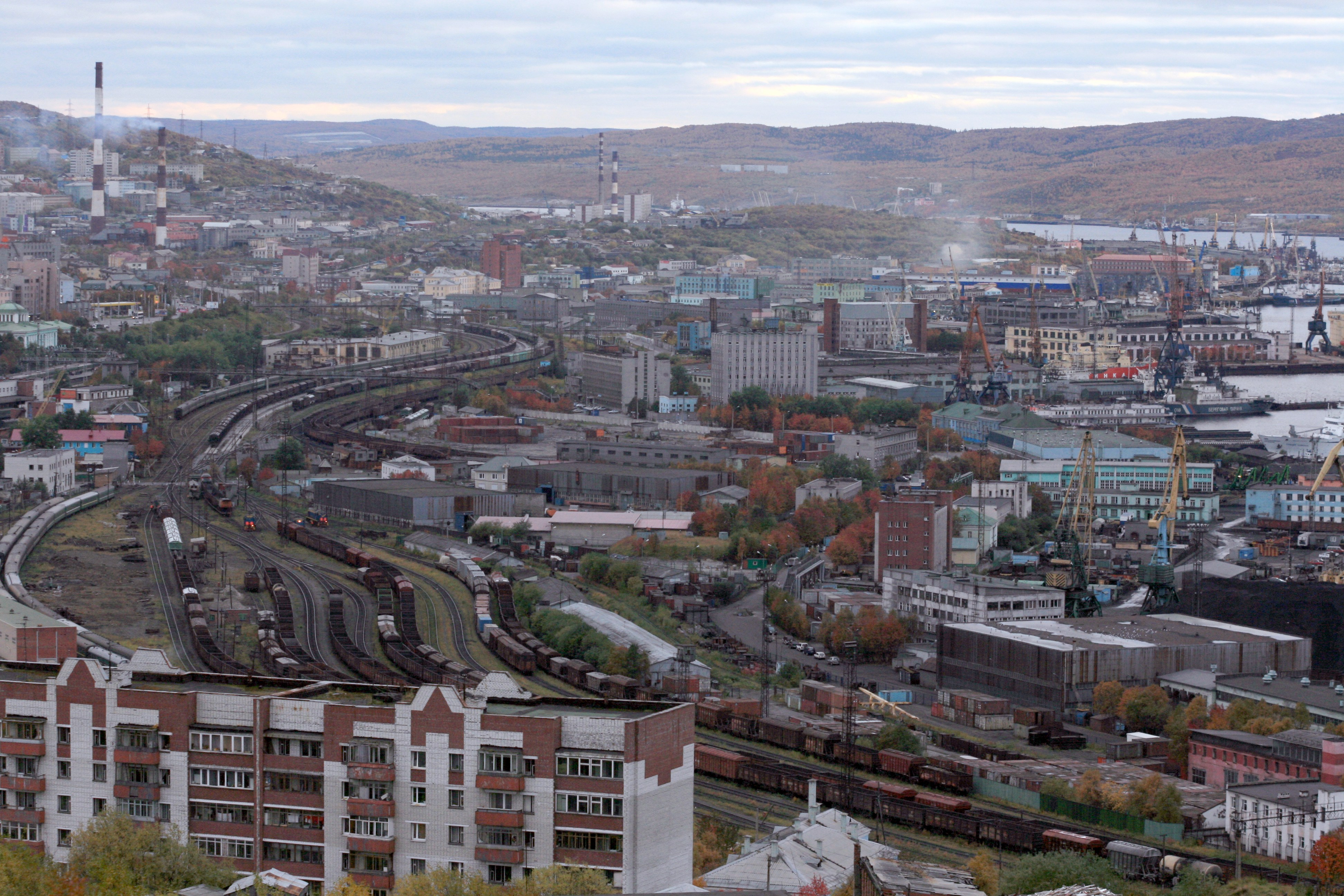
Порт и железнодорожный узел Мурманска

### Речной транспорт

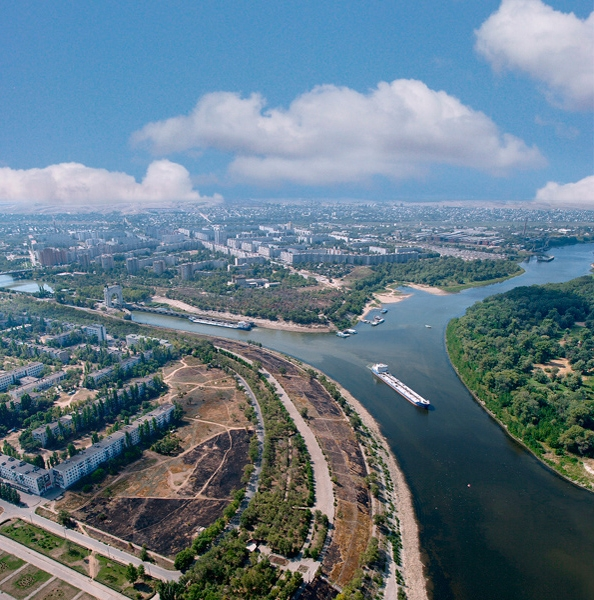
Волго-Донской канал в черте Волгограда

Речной транспорт играет большую роль в хозяйстве России. Длина внутренних водных судоходных путей составляет 200 тыс. км. Удельный вес речного транспорта в общем грузообороте составляет 3,9 %. В 2006 году его грузооборот составил 58 млрд тонно-км, пассажирооборот — 0,6 млрд пассажиро-км, было зарегистрировано 6,5 тыс. грузовых и 600 пассажирских и грузо-пассажирских речных судов.
Основным в России является Волго-Камский речной бассейн, на который приходится 40 % грузооборота речного флота. Благодаря Волго-Балтийскому, Беломорско-Балтийскому и Волго-Донскому каналам Волга стала стержнем единой водной системы европейской части России, а Москва — «портом пяти морей». К другим важным судоходным рекам европейской России относятся Северная Двина, Сухона, Онега, Свирь, Нева. В азиатской части России важнейшими судоходными реками являются Обь, Енисей, Лена, Амур.

### Автомобильный транспорт

Схема основных федеральных дорог России

К 2010 году протяжённость автомобильных дорог в России превысила 1 млн км, в том числе протяжённость дорог с твёрдым покрытием — 786 тыс. км. Длина дорог федерального значения составляет 50 тыс. км. В 2008 году автомобильным транспортом было перевезено 6,9 млрд тонн грузов, грузооборот транспорта составил 216 млрд тонно-км. С 2000 по 2008 год объём перевозки грузов на автомобильном транспорте увеличился на 17 %, грузооборот — на 41 %.
По общей протяжённости автомобильных дорог Россия превосходит все европейские страны, кроме Франции, и занимает 7-е место в мире. По отношению к численности населения плотность автомобильных дорог с твёрдым покрытием в России составляет около 5,3 км на 1 тыс. жителей. Остаётся проблема нехватки автомобильных дорог и мостов, особенно в восточных и северных регионах страны.
В России происходит активный рост автомобилизации населения. Если в 2000 году число легковых автомобилей составляло 20 млн единиц, то к 2010 году их число выросло до 34 млн. Общее количество официально зарегистрированных в стране автомобилей на 2010 год достигло 40 млн единиц, из них грузовых — 5,4 млн. Уровень автомобилизации в России составил в 2009 году 270 автомобилей на 1000 жителей.
Число дорожно-транспортных происшествий (ДТП) составляет в год около 200 тыс., в которых погибают около 27 тыс. человек, ущерб от ДТП достигает почти 2,5 % ВВП. Число погибших на 100 тыс. автомобилей является одним из самых низких в странах СНГ и в последние годы сокращается: с 2004 по 2011 год число погибших в ДТП снизилось на 19 % при росте автомобильного парка за тот же период на 35 %.

### Воздушный транспорт

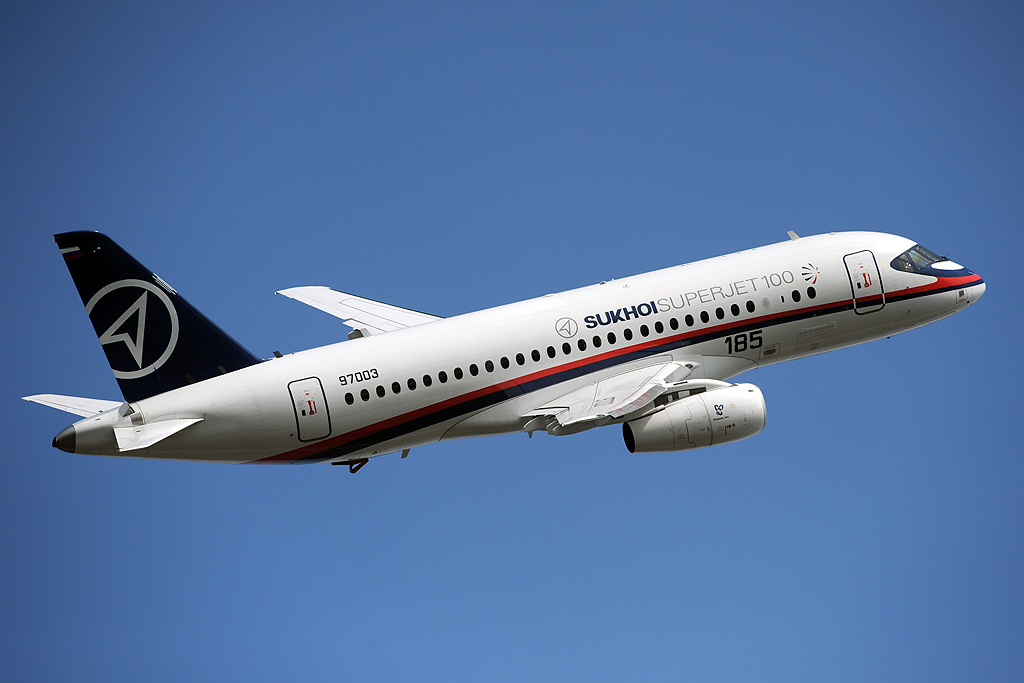
Sukhoi Superjet 100 — российский ближнемагистральный пассажирский самолёт

Гражданское авиасообщение было налажено в первой четверти XX века: первый аэродром (на Ходынском поле в Москве) был открыт в 1910 году. По состоянию на 2013 год в стране имеется 1218 аэропортов (5-е место в мире), а также 49 вертодромов. При этом 594 аэропорта имеют асфальтированные либо бетонированные взлётно-посадочные полосы и 624 — грунтовые.
Действуют 46 авиакомпаний различных форм собственности. По состоянию на начало 2012 года в составе действующего парка российских авиакомпаний было 605 магистральных и 340 региональных пассажирских самолётов, 32 самолёта класса бизнес-джет, а также 127 грузовых самолётов.
В 2011 году объём перевозок грузов авиатранспортом составил 8339 млн тонн, грузооборот транспорта составил 4916 млрд тонно-км. За 2011 год было перевезено свыше 64 млн пассажиров, пассажирооборот транспорта составил 166,7 млрд пассажиро-км.
Ниже в таблицах перечислены крупнейшие аэропорты России с пассажирооборотом более 1,5 млн человек за 2016 год (в тыс. пассажиров):
| Аэропорт         | Город            | ИКАО | ИАТА | тыс. пасс. |
| ---------------- | ---------------- | ---- | ---- | ---------- |
| Шереметьево      | Москва           | UUEE | SVO  | 33 656     |
| Домодедово       | Москва           | UUDD | DME  | 28 500     |
| Внуково          | Москва           | UUWW | VKO  | 13 947     |
| Пулково          | Санкт-Петербург  | ULLI | LED  | 13 265     |
| Сочи             | Сочи             | URSS | AER  | 5249       |
| Симферополь      | Симферополь      | URFF | SIP  | 5202       |
| Кольцово         | Екатеринбург     | USSS | SVX  | 4207       |
| Толмачёво        | Новосибирск      | UNNT | OVB  | 3932       |
| Пашковский       | Краснодар        | URKK | KRR  | 2993       |
| Уфа              | Уфа              | UWUU | UFA  | 2295       |
| Ростов-на-Дону   | Ростов-на-Дону   | URRR | ROV  | 2093       |
| Курумоч          | Самара           | UWWW | KUF  | 2083       |
| Казань           | Казань           | UWKD | KZN  | 1913       |
| Кневичи          | Владивосток      | UHWW | VVO  | 1829       |
| Красноярск       | Красноярск       | UNKL | KJA  | 1796       |
| Хабаровск-Новый  | Хабаровск        | UHHH | KHV  | 1795       |
| Минеральные Воды | Минеральные Воды | URMM | MRV  | 1722       |
| Иркутск          | Иркутск          | UIII | IKT  | 1653       |
| Храброво         | Калининград      | UMKK | KGD  | 1571       |
| Рощино           | Тюмень           | USTR | TJM  | 1518       |

### Связь
По степени обеспечения населения средствами связи Россия находится в высшей группе среднеразвитых стран, однако в 2000-е годы для этого сектора была характерна высокая позитивная динамика, в частности в области телефонной связи. Уровень проникновения сотовой связи увеличился с 5 % в 2001 году до почти всеобщего охвата в настоящее время. Телефонный код страны — +7.
Весьма быстро расширяется и доступ населения к сети Интернет: если в 2000 году им располагало не более 1 % населения, то в 2007 году этот показатель составил 8,9 %, а в 2009 году уже 16,1 %. В настоящее время Россия является крупнейшей в Европе страной по числу интернет-пользователей. Не реже одного раза в неделю компьютером пользуется 58 % населения страны, примерно такая же часть населения использует интернет. Хотя данные показатели несколько ниже, чем в Евросоюзе, но данный разрыв быстро сокращается. Широкополосный доступ в Интернет имеет более 40 % населения России (в 2010 году его имели 35 %, в 2009 году — 25 %). При этом средняя скорость широкополосного соединения в России значительно превосходит среднемировые показатели. В России действует программа обеспечения безопасности функционирования Интернета на территории России в случаях различных критических ситуаций.
Рунет — русскоязычная часть Интернета. Более узкое определение: Рунет — это часть Всемирной паутины, принадлежащая национальным российским доменам .ru и .рф. Количество интернет-хостов: 5 млн в зоне .ru, 682 тыс. в зоне .рф (2021). Количество интернет-пользователей: 72 млн (2021).
В середине 2009 года Фонд «Общественное мнение» (ФОМ) обнародовал данные нового исследования и сообщил, что «полугодовая аудитория Интернета среди населения в возрасте 18 лет и старше составляет 33 %, или 37,5 млн человек».
Справочник ЦРУ по странам мира указывает, что в России количество интернет-хостов в 2010 году составило 10,3 млн, а количество интернет-пользователей по состоянию на 2009 год перешагнуло отметку в 40 млн, что ставит Россию по этому показателю на десятую позицию в мире.
По оценкам ФОМ месячная аудитория интернета среди пользователей старше 18 лет по состоянию на конец 2009 — начало 2010 года:

Количество российских IP-адресов по годам

| Федеральные округа и города федерального значения | Количество пользователей, млн | Проникновение, % |
| ------------------------------------------------- | ----------------------------- | ---------------- |
| Центральный федеральный округ (без Москвы)        | 7,4                           | 33               |
| Москва                                            | 5,8                           | 64               |
| Южный и Северо-Кавказский федеральные округа      | 5,5                           | 30               |
| Северо-Западный федеральный округ                 | 5,7                           | 51               |
| Дальневосточный федеральный округ                 | 1,7                           | 33               |
| Сибирский федеральный округ                       | 5                             | 30               |
| Уральский федеральный округ                       | 3,7                           | 38               |
| Приволжский федеральный округ                     | 8,6                           | 35               |

## Демография и социальная сфера

### Гражданская нация
По мнению ряда исследователей, в России сложилась историческая и социально-политическая общность, политическая, или гражданская нация, которая консолидировалась на основе исторической российской государственности. Эта общность получила названия россия́не, российский народ.
Ряд экспертов, политиков и общественных деятелей отрицают понимание жителей России как социально-политической и историко-культурной целостности в форме гражданской нации. Однако опросы населения показывают, что российская идентичность («мы — россияне») стоит на первом месте в числе других форм коллективной идентичности.
Россияне обладают комплексным этническим и религиозным составом. Включают более 190 этнических общностей, из них свыше 80 % составляют русские (данные переписи населения 2010 года). 99,7 % россиян владеют русским языком. Около 70 % россиян считают себя православными. В России также распространены ислам, буддизм, иудаизм и другие религии.
Форма россияне, образованная от названия России — греко-византийского названия Руси, впервые встречается у Максима Грека в 1524 году.

### Численность населения, расселение

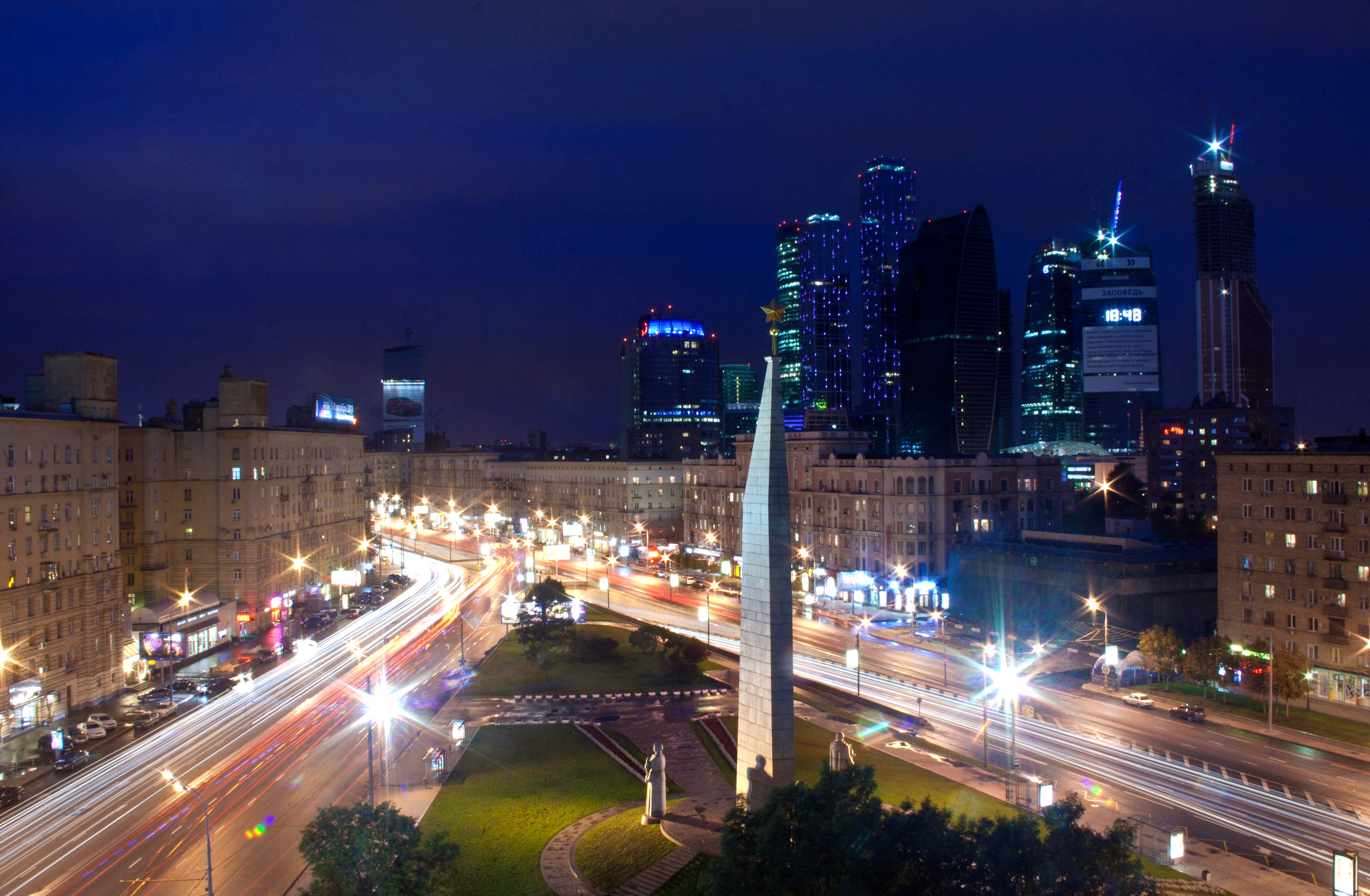
Москва — столица и крупнейший город России с населением свыше 13 миллионов чел.

По итогам общенациональной переписи, проведённой в октябре 2010 года, население России составило 142 905 200 человек. На 1 января 2025 года по оценке Росстата в России было 146 119 928 постоянных жителей. Россия, таким образом, является наиболее населённой страной Европы и занимает девятое место в мире по количеству жителей.
Плотность населения — 8,53 чел./км² (2025). Население распределено крайне неравномерно: 69,22 % россиян проживают в европейской части России, составляющей 20,82 % территории.  Среди субъектов федерации наибольшая плотность населения зарегистрирована в Москве — 5183,24 чел./км², наименьшая — в Чукотском автономном округе — 0,07 чел./км² (2025).
Существует большой разрыв между географическим центром страны, центром обжитых земель и центром расселения: если географический центр страны находится в Эвенкии, а центр обжитых земель между Новосибирском и Омском, то центр тяжести населения от реки Белой в Башкортостане в последние годы отступает на юго-запад.
Городское население — 
75,27 %, сельское — 25,32 % (2025). По состоянию на 1 января 2023 года 170 городов имели население численностью более 100 тысяч человек (из них 16 — свыше одного миллиона, а 36 — сверх полумиллиона).
| 1897         | 1926         | 1928         | 1937         | 1939         | 1940         | 1941         | 1946         | 1947         |
| ------------ | ------------ | ------------ | ------------ | ------------ | ------------ | ------------ | ------------ | ------------ |
| 67 473 000   | ↗100 891 244 | ↗103 185 200 | ↗104 932 000 | ↗108 377 000 | ↗110 098 000 | ↗110 988 000 | ↘97 547 000  | ↗98 509 000  |
| 1948         | 1949         | 1950         | 1951         | 1952         | 1953         | 1954         | 1955         | 1956         |
| ↗99 159 000  | ↗100 252 000 | ↗102 067 000 | ↗102 945 000 | ↗104 587 000 | ↗106 715 000 | ↗108 430 000 | ↗110 537 000 | ↗112 266 000 |
| 1957         | 1958         | 1959         | 1960         | 1961         | 1962         | 1963         | 1964         | 1965         |
| ↗114 017 000 | ↗115 665 000 | ↗117 534 315 | ↗119 045 800 | ↗120 765 599 | ↗122 406 795 | ↗123 848 406 | ↗125 179 206 | ↗126 309 100 |
| 1966         | 1967         | 1968         | 1969         | 1970         | 1971         | 1972         | 1973         | 1974         |
| ↗127 189 098 | ↗128 026 196 | ↗128 695 994 | ↗129 378 809 | ↗130 079 210 | ↗130 563 363 | ↗131 304 497 | ↗132 069 024 | ↗132 799 355 |
| 1975         | 1976         | 1977         | 1978         | 1979         | 1980         | 1981         | 1982         | 1983         |
| ↗133 633 900 | ↗134 549 101 | ↗135 503 754 | ↗136 455 076 | ↗137 550 949 | ↗138 126 600 | ↗138 839 197 | ↗139 603 792 | ↗140 529 786 |
| 1984         | 1985         | 1986         | 1987         | 1988         | 1989         | 1990         | 1991         | 1992         |
| ↗141 582 615 | ↗142 539 000 | ↗143 527 861 | ↗144 783 723 | ↗145 988 334 | ↗147 400 537 | ↗147 665 081 | ↗148 273 746 | ↗148 514 692 |
| 1993         | 1994         | 1995         | 1996         | 1997         | 1998         | 1999         | 2000         | 2001         |
| ↗148 561 694 | ↘148 355 867 | ↗148 459 937 | ↘148 291 638 | ↘148 028 613 | ↘147 802 133 | ↘147 539 426 | ↘146 890 128 | ↘146 303 611 |
| 2002         | 2003         | 2004         | 2005         | 2006         | 2007         | 2008         | 2009         | 2010         |
| ↘145 166 731 | ↘144 963 650 | ↘144 168 205 | ↘143 474 219 | ↘142 753 551 | ↘142 220 968 | ↘142 008 838 | ↘141 903 979 | ↗142 856 536 |
| 2011         | 2012         | 2013         | 2014         | 2015         | 2016         | 2017         | 2018         | 2019         |
| ↗142 865 433 | ↗143 056 383 | ↗143 347 059 | ↗143 666 931 | ↗146 267 288 | ↗146 544 710 | ↗146 804 372 | ↗146 880 432 | ↘146 780 720 |
| 2020         | 2021         | 2022         | 2023         | 2024         | 2025         |              |              |              |
| ↘146 748 590 | ↗147 182 123 | ↘146 980 061 | ↘146 447 424 | ↘146 150 789 | ↘146 119 928 |              |              |              |

#### Города с численностью населения более 1 млн человек
| №  | Город           | Население, чел. |
| -- | --------------- | --------------- |
| 1  | Москва          | ↗13 274 285     |
| 2  | Санкт-Петербург | ↗5 652 922      |
| 3  | Новосибирск     | ↗1 637 266      |
| 4  | Екатеринбург    | ↗1 548 187      |
| 5  | Казань          | ↗1 329 825      |
| 6  | Красноярск      | ↗1 211 756      |
| 7  | Нижний Новгород | ↘1 198 245      |
| 8  | Челябинск       | ↘1 176 770      |
| 9  | Уфа             | ↗1 166 098      |
| 10 | Краснодар       | ↗1 154 885      |
| 11 | Самара          | ↘1 154 223      |
| 12 | Ростов-на-Дону  | ↗1 143 123      |
| 13 | Омск            | ↘1 101 367      |
| 14 | Воронеж         | ↘1 041 722      |
| 15 | Пермь           | ↗1 027 518      |
| 16 | Волгоград       | ↘1 012 219      |

#### Города с численностью населения более 600 000 по данным переписи 2020—2021
- — от 10 000 000 чел.
- — от 2 000 000 до 6 000 000 чел.
- — от 1 000 000 до 2 000 000 чел.
- — от 600 000 до 1 000 000 чел.

### Темпы роста, социальная, возрастная и половая структура
Почти весь постсоветский период для России было характерно снижение численности населения. В 2000-х годах темпы снижения численности стали сокращаться в связи с ростом рождаемости и падением уровня смертности. С 2009 года численность населения стала расти. В 2018 и 2019 годах в России происходила убыль населения, смертность превышала рождаемость.
В 2020 году ожидается сокращение численности населения на 352,5 тыс. человек, а за период до 2024 года население России может сократиться в общей сложности на 1,2 млн человек, выход на положительные темпы прироста предполагается только в 2030 году.
С 2022 года в России начался резкий рост избыточной смертности среди молодых мужчин в связи с полномасштабным вторжением в Украину. Резко выросло соотношение между мужской и женской смертностями. Избыточная смертность составила 24 тыс. за 2022 год и 40,5 тыс. за 2023 год, всего 64 тыс. избыточных смертей за два года войны с Украиной. Это значение, рассчитанное по данным Росстата, подтверждает оценки потерь на основе данных Реестра наследственных дел, где общие потери с начала полномасштабной войны до конца 2023 года составили около 75 тыс. погибших. Разница может объясняться тем, что «Росстат может не учитывать часть „военных“ смертей, записывая их в статистику „новых регионов“, и исключая из показателей по России в международно признанных границах».
| Год               | Рождаемость | Смертность | Прирост     |
| ----------------- | ----------- | ---------- | ----------- |
| 1995              | 1 363 806   | 2 203 811  | − 840 005   |
| 1999              | 1 214 689   | 2 144 316  | − 929 627   |
| 2000              | 1 266 800   | 2 225 332  | − 958 532   |
| 2001              | 1 311 604   | 2 254 856  | − 943 252   |
| 2002              | 1 396 967   | 2 332 272  | − 935 305   |
| 2003              | 1 477 301   | 2 365 826  | − 888 525   |
| 2004              | 1 502 477   | 2 295 402  | − 792 925   |
| 2005              | 1 457 376   | 2 303 935  | − 846 559   |
| 2006              | 1 479 637   | 2 166 703  | − 687 066   |
| 2007              | 1 610 122   | 2 080 445  | − 470 323   |
| 2008              | 1 713 947   | 2 075 954  | − 362 007   |
| 2009              | 1 761 687   | 2 010 543  | − 248 856   |
| 2010              | 1 788 948   | 2 028 516  | − 239 568   |
| 2011              | 1 796 629   | 1 925 720  | − 129 091   |
| 2012              | 1 902 084   | 1 906 335  | − 4251      |
| 2013              | 1 895 822   | 1 871 809  | + 24 013    |
| 2014              | 1 942 683   | 1 912 347  | + 30 336    |
| 2015              | 1 940 579   | 1 908 541  | + 32 038    |
| 2016              | 1 888 729   | 1 891 015  | − 2286      |
| 2017              | 1 690 307   | 1 826 125  | − 135 818   |
| 2018              | 1 604 344   | 1 828 910  | − 224 566   |
| 2019              | 1 481 074   | 1 798 307  | − 317 233   |
| 2020              | 1 436 514   | 2 138 586  | − 702 072   |
| 2021              | 1 398 253   | 2 441 594  | − 1 043 341 |
| 2022              | 1 304 087   | 1 898 644  | − 594 557   |
| Источник: Росстат |             |            |             |

Возрастная структура населения: средний возраст жителя России составляет 39 лет.
Показатель соотношения полов — 0,86 мужчины на 1 женщину. Изменения этого показателя в различных возрастных группах в целом соответствует общемировой тенденции: 1,06 при рождении, 1,06 для лиц младше 15 лет, 0,91 — от 15 до 64 лет и 0,43 — старше 65 лет.
Возрастная структура:
- 0—14 лет: 15,1 % (мужчины — 11,9 млн; женщины — 10,4 млн)
- 15—64 лет: 72,0 % (мужчины — 48,9 млн; женщины — 53,3 млн)
- 65 лет и больше: 12,9 % (мужчины — 5,7 млн; женщины — 12,6 млн) (2010)[346]

Средний возраст:
- общий: 38,7 лет
- мужчины: 35,5 лет
- женщины: 41,9 лет (2011)[251]

Социальная структура: большинство граждан — наёмные работники, имеющие средний уровень дохода, социальная группа, располагающая низкими и очень низкими доходами составляет около 30 % от общего числа населения, наблюдается некоторый рост числа обеспеченных граждан, возможности вертикальной социальной мобильности (социальный лифт) имеют представители средних социальных групп, при этом высшая социальная группа остаётся достаточно закрытой. Россия находится в русле общемировой тенденции увеличения концентрации общественного дохода в рамках высшей социальной группы(см. Капитал в XXI веке).
С января по май 2017 года в России родились 679,2 тысяч детей, показали данные Росстата, то есть количество рождённых упало почти на 11 %.

### Национальный состав
| Национальность | Доля (2002) | Доля (2010) |
| --- | ----------- | ----------- |
| Русские | 80,64 %     | 80,90 %     |
| Татары | 3,87 %      | 3,87 %      |
| Украинцы | 2,05 %      | 1,41 %      |
| Башкиры | 1,16 %      | 1,15 %      |
| Чуваши | 1,14 %      | 1,05 %      |
| Чеченцы | 0,95 %      | 1,04 %      |
| Армяне | 0,79 %      | 0,86 %      |
| Аварцы | 0,57 %      | 0,66 %      |
| Мордва | 0,59 %      | 0,54 %      |
| Казахи | 0,46 %      | 0,47 %      |
| Азербайджанцы | 0,43 %      | 0,44 %      |
| Даргинцы | 0,35 %      | 0,43 %      |
| Удмурты | 0,44 %      | 0,40 %      |
| Марийцы | 0,42 %      | 0,40 %      |
| Осетины | 0,36 %      | 0,39 %      |
| Белорусы | 0,56 %      | 0,38 %      |
| Кабардинцы | 0,36 %      | 0,38 %      |
| Кумыки | 0,29 %      | 0,37 %      |
| Якуты | 0,31 %      | 0,35 %      |
| Лезгины | 0,29 %      | 0,35 %      |
| Буряты | 0,31 %      | 0,34 %      |
| Ингуши | 0,29 %      | 0,32 %      |
| другие | 3,40 %      | 3,51 %      |
| не указали национальную принадлежность и лица, по которым сведения получены из административных источников, млн чел. | 1,46        | 5,63        |

Процент русских по регионам РФ в 2010 году.
>80%
70—79%
50—69%
20—49%
<20%

Согласно данным Всероссийской переписи населения 2010 года, в России проживают представители более 200 национальностей и этнических групп. Важность этого факта отображена в преамбуле к Конституции России. Свыше 80 % населения России составляют русские. При этом русские расселены по территории страны неравномерно: в некоторых регионах, таких как Чечня, они составляют менее 2 % населения.
По итогам переписи населения 2020 года проживали следующие национальности (национальности менее 0,4 % и другое, см. в сноске к строке «Другие»):
| Национальность | Численность, чел. | Доля     |
| -------------- | ----------------- | -------- |
| Русские        | 105 579 179       | 71,73 %  |
| Татары         | 4 713 669         | 3,20 %   |
| Чеченцы        | 1 674 854         | 1,14 %   |
| Башкиры        | 1 571 879         | 1,07 %   |
| Чуваши         | 1 067 139         | 0,73 %   |
| Аварцы         | 1 012 074         | 0,69 %   |
| Армяне         | 946 172           | 0,64 %   |
| Украинцы       | 884 007           | 0,60 %   |
| Даргинцы       | 626 601           | 0,43 %   |
| Казахи         | 591 970           | 0,40 %   |
| Другие         | 28 514 579        | 19,37 %  |
| Итого          | 147 182 123       | 100,00 % |

### Языки

Страны, где русский язык имеет государственный или официальный статус.
Страны, где русским языком владеет значительная часть населения.

Народы России говорят более чем на 100 языках и диалектах, принадлежащих к индоевропейской, алтайской и уральской языковым семьям, кавказской и палеоазиатской языковым группам. Наиболее распространёнными языками являются русский, татарский, чеченский, башкирский, украинский и чувашский языки.
Самый распространённый язык в России — русский. Он является родным примерно для 130 млн граждан России (92 % населения России). При этом русский язык в соответствии со статьёй 68 Конституции Российской Федерации — государственный язык России.
Русский язык — язык мирового значения, один из шести официальных и рабочих языков ООН, ЮНЕСКО и других международных организаций.
Число носителей ещё восьми языков в России превышает один миллион человек. Республики в её составе вправе устанавливать свои государственные языки и, как правило, пользуются этим правом: так, например, в Карачаево-Черкесской Республике, помимо русского, статус государственного имеют абазинский, карачаевский, ногайский и черкесский языки.
В 2009 году ЮНЕСКО признала 136 языков на территории России находящимися под угрозой исчезновения.
Все государственные языки субъектов федерации должны иметь письменность на графической основе кириллицы.
Из иностранных языков наиболее известен английский, а также в меньшей степени — немецкий, французский и испанский. С 2021 года возрастает популярность китайского и японского языков.

### Религиозный состав

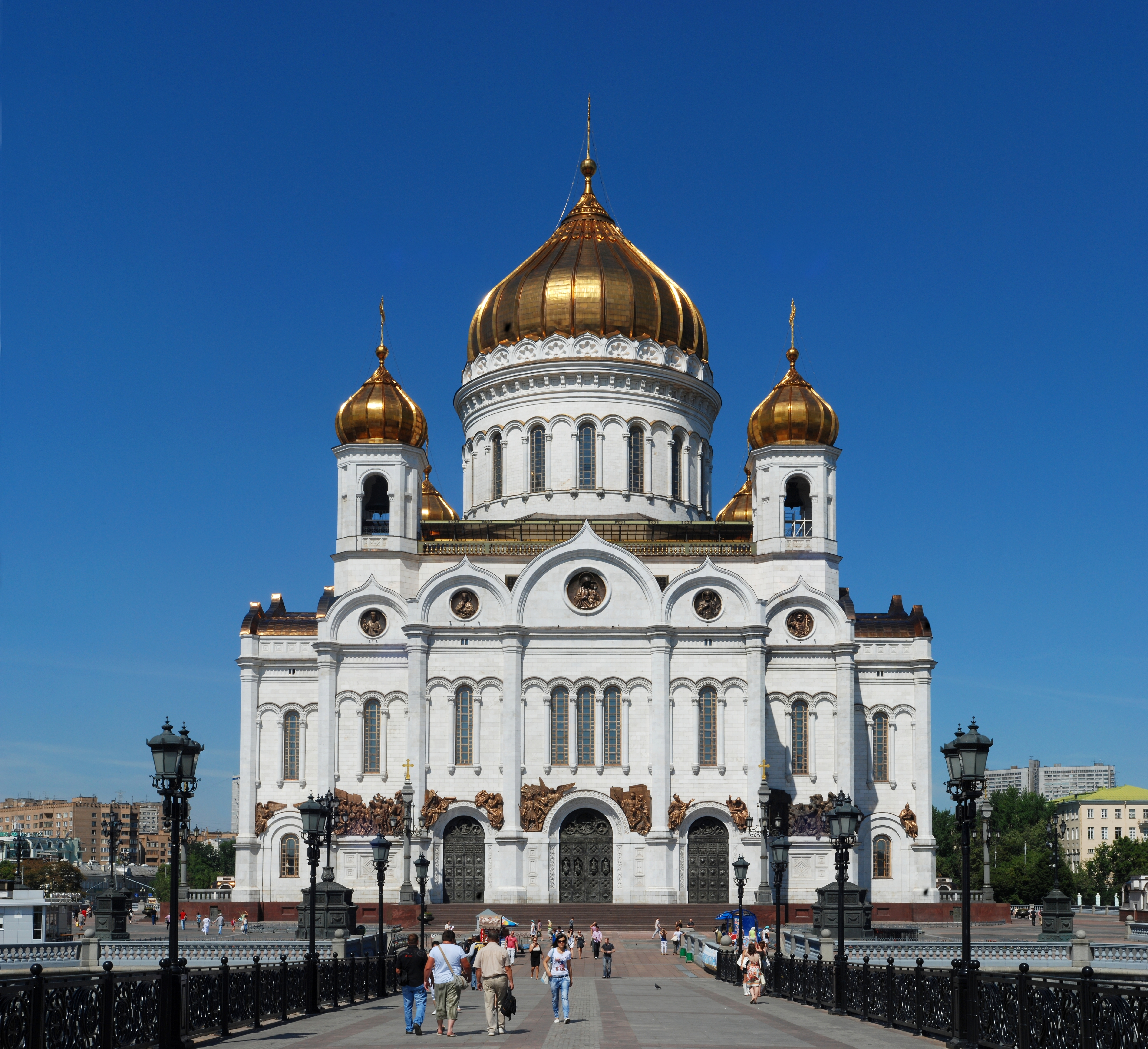
Храм Христа Спасителя в Москве

Де-юре Россия является светским государством. Конституция гарантирует «свободу совести, свободу вероисповедания, включая право исповедовать индивидуально или совместно с другими любую религию или не исповедовать никакой, свободно выбирать, иметь и распространять религиозные и иные убеждения и действовать в соответствии с ними».
Статья 148 Уголовный кодекс Российской Федерации предусматривает уголовную ответственность за «незаконное воспрепятствование деятельности религиозных организаций или совершению религиозных обрядов». Федеральный закон от 11 июля 2001 года «О политических партиях» запрещает создание таковых, среди прочего, «по признакам религиозной принадлежности».
В России живут христиане (главным образом православные), мусульмане, буддисты, иудеи, а также представители иных религиозных конфессий.

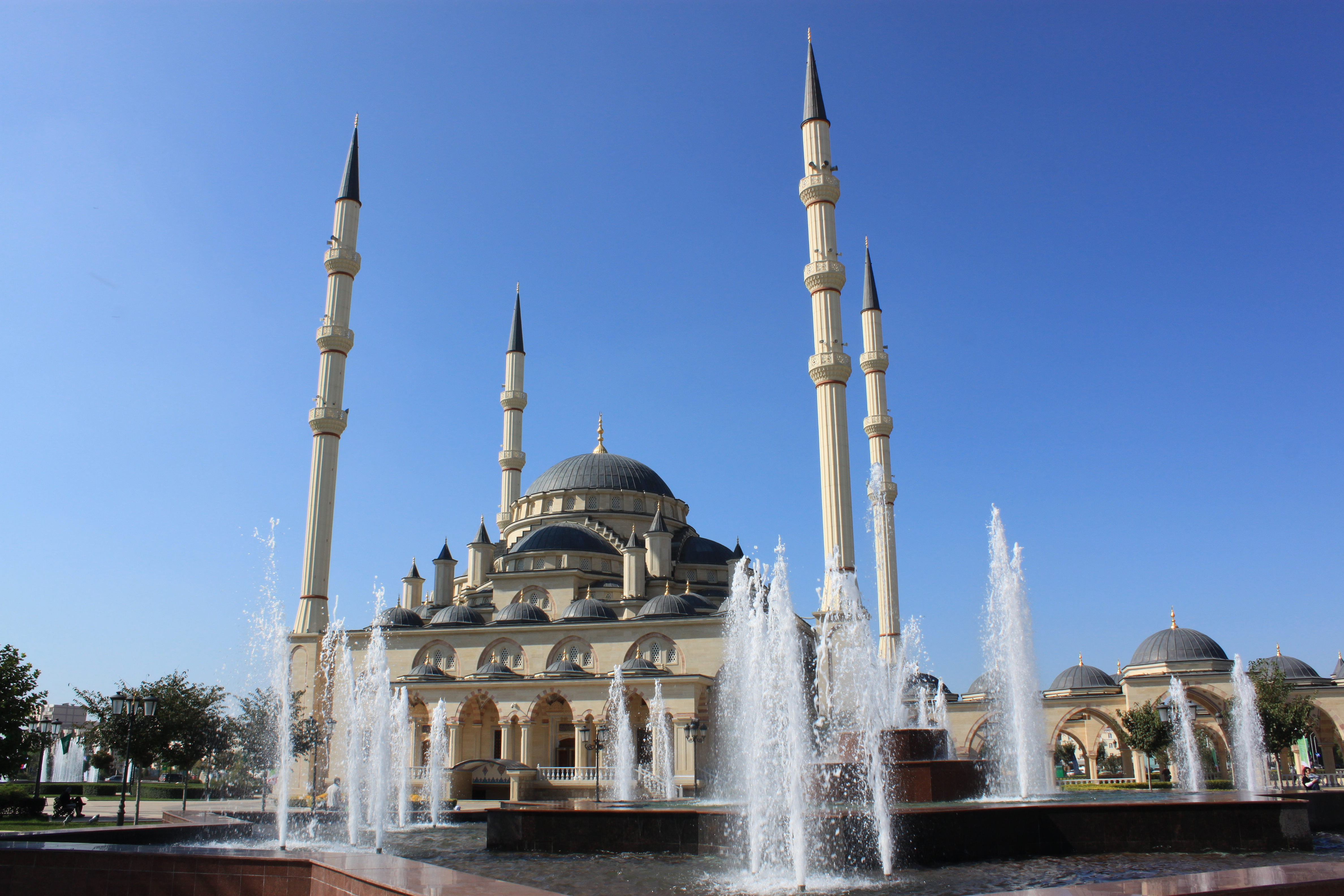
Мечеть Сердце Чечни в Грозном

Официальная статистика о доле жителей России, исповедующих различные религии, отсутствует (в последний раз вопрос о вероисповедании ставился переписью населения 1937 года); однако, по оценке ВЦИОМ в августе — сентябре 2007 года, половина граждан России считала себя верующими, в их числе 10 % регулярно посещают церковь, соблюдают все обряды и ритуалы, и 43 % в церковь ходят только по праздникам и всех обрядов и ритуалов не соблюдают. Треть респондентов (31 %) допускает существование Бога, но мало интересуется церковной жизнью. Убеждённые атеисты составляют лишь 6 % опрошенных. Кроме того, 8 % опрошенных не задумывались на тему отношения к религии.
Согласно опросу ВЦИОМ, проведённому в январе 2010 года, доля граждан России, считающих себя православными, увеличилась за 2009 год с 70 до 75 %.

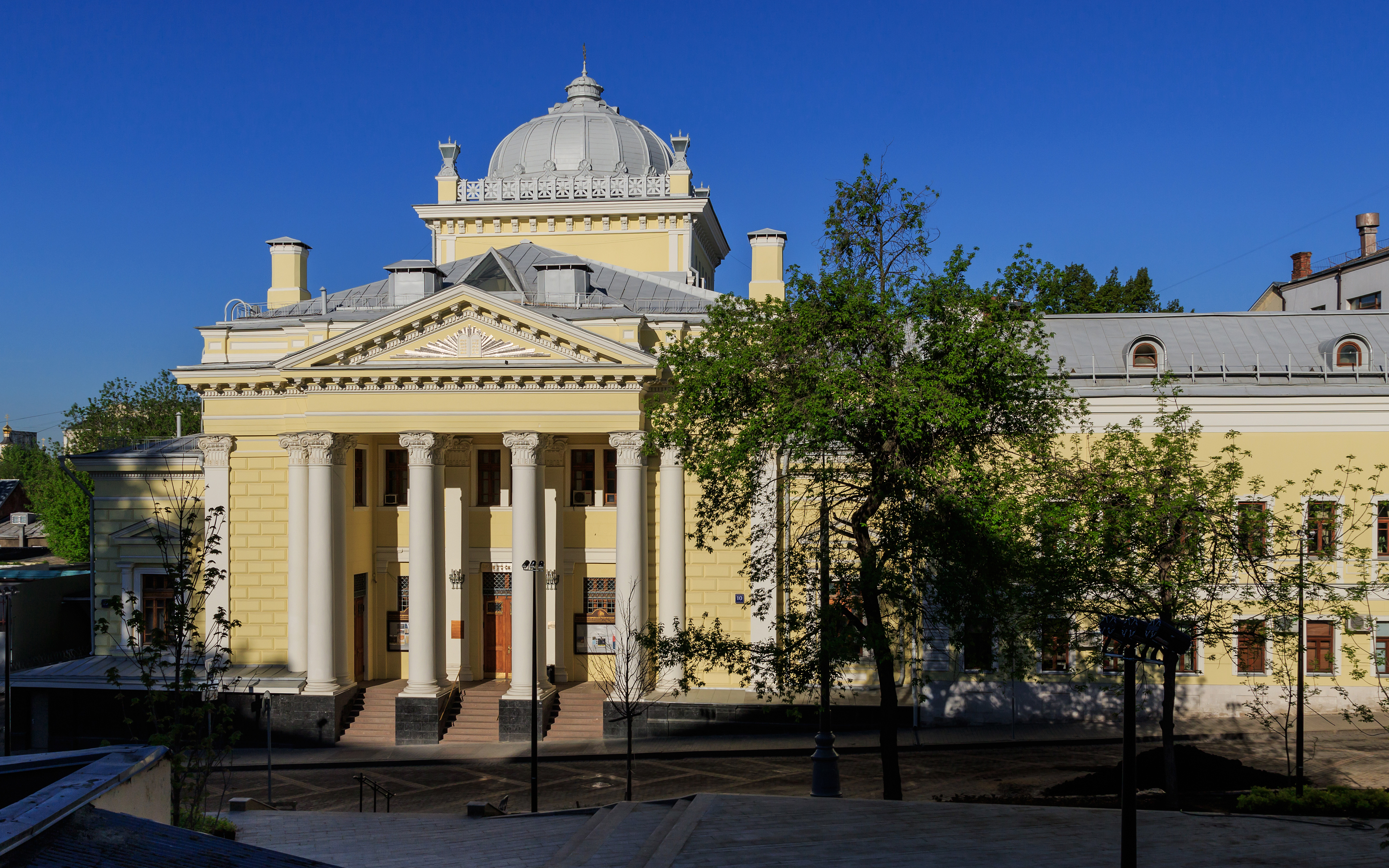
Московская хоральная синагога

Несколько ранее, по опросам 2007—2008 годов, к приверженцам православия относили себя 66—67 % опрошенных, 5—6 % назвали себя мусульманами. К какому-либо другому вероисповеданию себя относили не более 1—2 % респондентов.
Также, согласно опросу ВЦИОМ, проведённому 25—26 августа 2007 года, более половины граждан России (55 %) считают, что будущий президент России из всех религиозных организаций должен отдавать предпочтение Русской православной церкви. При этом 45 % полагают, что ему не обязательно самому быть религиозным человеком, но нужно демонстрировать почтительное отношение к Русской церкви, помогать ей и посещать праздничные богослужения.
С конца 1990-х годов ведётся общественная дискуссия о допустимости введения в программы государственных школ «Основ православной культуры». Предмет введён с 1 апреля 2010 года в 19 регионах в экспериментальном режиме.

### Здравоохранение
Охрана здоровья граждан в России — совокупность мер политического, экономического, правового, социального, культурного, научного, медицинского, санитарно-гигиенического и противоэпидемического характера, направленных на сохранение и укрепление физического и психического здоровья каждого человека, поддержание его долголетней активной жизни, предоставление ему медицинской помощи в случае утраты здоровья.
В конце 2007 года имелось около 6,8 тыс. больничных учреждений, 1522 тыс. больничных коек (107,2 на 10 тыс. человек населения). В 2017 году количество больничных коек сократилось до 1,2 миллиона. С 2000 по 2015 год количество больниц в России сократилось в два раза — с 10,7 до 5,4 тысячи. По данным национальной Лиги защиты пациентов, в России ежегодно умирает около 50 тыс. человек в результате оказания им некачественной медицинской помощи; согласно данным Фонда обязательного медицинского страхования (ФОМС), на медицинские ошибки приходится около 10 % всех оказанных медицинских услуг или 800 тыс. в год.
Количество частных клиник в России не превышает 5—10 % от их общего количества. В России 707 тыс. врачей различных специальностей (на конец 2007 года); по данным Минздрава России (2016), в России 543,6 тысяч врачей различных специальностей.
В 2016 году расходы на здравоохранение в России составляли около 3,6 % ВВП, что ниже среднего значения по странам ЕС (7,2 %) и ОЭСР (6,5 %), а по БРИКС превышают расходы в Китае (3,1 % ВВП) и Индии (1,4 % ВВП). Несмотря на сокращение коечного фонда, число больничных коек из расчёта на 1000 человек в России в 1,6 раза выше, чем в среднем по ЕС. В 2011—2017 годах произошло снижение младенческой смертности на 36 %. В 2011—2017 годах в рамках национального проекта «Здоровье» построено около 300 поликлиник, 1800 фельдшерских пунктов, около 600 специализированных пунктов для оказания помощи при инфаркте и инсульте.
Согласно отчёту 2014 года от консалтинговой компании Bloomberg, Россия по критериям качества и эффективности здравоохранения занимала последнее 51-е место, в то время как в 2013 году она не соответствовала критериям рейтинга; в отчёте за 2015 год национальная система здравоохранения поднялась в рейтинге на 1—2 позиции, заняв 49—50-е место.
В период 2010—2014 годов произошло значительное снижение уровня младенческой смертности; младенческая смертность в России стала ниже, чем во многих европейских странах, что свидетельствует о прогрессе российской системы здравоохранения в данной области.
По данным экспертов (проф. Н. Корчажкина), в России из года в год снижается количество санаторно-курортных учреждений и количество человек, получивших санаторно-курортное лечение, что свидетельствует о низкой доступности санаторного лечения для населения. Из-за запрета заместительной терапии для наркозависимых и отсутствия сексуального воспитания в России продолжается эпидемия ВИЧ. Россия является лидером по темпам распространения ВИЧ в Европе.
По продолжительности жизни населения Россия занимает 110-е место (2015 год) — 105-е место (2017 год), что коррелирует с невысокими общими расходами на здравоохранение в России. Однако за последние 12 лет средняя продолжительность жизни в России увеличилась примерно на шесть лет, достигнув показателей Советского Союза 1989 года, и составив в 2016 году 71,87 года.
Согласно данным медицинского журнала The Lancet на 2016 год, Россия располагается на 119-м месте среди стран мира в рейтинге здоровья населения. По утверждению главы Центра стратегических разработок А. Л. Кудрина, Россия находится среди аутсайдеров по уровню здоровья мужского населения. Согласно исследованию международной аналитической компании The Economist Intelligence Unit (2016 год), российская модель здравоохранения по критерию эффективности и направленности на результат находится в конце рейтинга — на уровне Нигерии, Бразилии и ЮАР, что связано с сокращением реального финансирования российского здравоохранения и влияет на уровень качества жизни, по которому Россия в данном рейтинге занимает 72-е место из 80. Согласно докладу ООН, оценивающему «уровень счастья» в стране на основе суммы комплексных показателей уровня безопасности, здоровья, образования, удовлетворённости жизнью, — Россия в 2017 году находилась на 49-м месте в мире, обходя все республики бывшего СССР, за исключением стран Прибалтики; в 2018 году Россия переместилась на 59-е место.

### Социальные проблемы

#### Бедность
По данным Росстата, по состоянию на конец I квартала 2016 года в России насчитывалось 23 млн человек с доходами ниже прожиточного минимума, что составляет примерно 15,4 % от всего населения страны.
Ежегодные опросы исследовательского холдинга «Ромир» показывают, что для условно «нормальной жизни» средней российской семье из трёх человек, в которой двое работают, необходимо иметь ежемесячный доход от 70 до 80 тыс. руб., или от 23 до 27 тыс. руб. в месяц на каждого члена семьи. Как следует из данных Росстата, в 2015 году доходы ниже 15 тыс. руб. в месяц получали 29,4 % населения, или около 43 млн граждан — это примерно вдвое больше официального показателя бедности.
Вице-премьер правительства России Ольга Голодец заявила, что реальный уровень бедности в России гораздо выше официального уровня, который рассчитывается на основе статистических данных. Также Голодец заметила, что в России фиксируется уникальное явление — работающие бедные.
В рейтинге по уровню комфорта для пенсионеров Россия занимает 40-е место из 43-х. Разрыв между наиболее богатыми слоями — верхними 10 % населения — и самыми бедными 10 % составлял в 2013 году 16 раз, за двадцать лет расслоение увеличилось в четыре раза.

#### Преступность
По данным МВД России, в январе — сентябре 2020 года зарегистрировано 1540,2 тыс. преступлений, что на 1,2 % больше, чем за аналогичный период 2019 года. В результате преступных посягательств погибло 17,5 тыс. человек, здоровью 27,1 тыс. человек причинён тяжкий вред. На сельскую местность приходится 39,3 % погибших (6,9 тыс. чел.); на города и посёлки городского типа — 67,6 % лиц, здоровью которых причинён тяжкий вред (18,3 тыс. чел.).

График числа совершённых преступлений, выявленных лиц, совершивших преступления и судимых в России в 1961—2013 годах

Для сравнения, за 2011 год органами внутренних дел рассмотрено 24,6 млн заявлений, сообщений и иной информации о происшествиях. Почти по каждому двенадцатому сообщению (8,1 %) принято решение о возбуждении уголовного дела. В результате преступных посягательств погибло 40,1 тыс. человек (4,5 %), здоровью 49,4 тыс. человек причинён тяжкий вред (2,8 %). На сельскую местность приходится 41,0 % погибших (16,4 тыс. чел.); на города и посёлки, не являющиеся центрами субъектов федераций, — 35,8 %; лиц, здоровью которых причинён тяжкий вред — 17,7 тыс. чел.
По данным Росстата, в 2010 году в России зарегистрировано 1800 преступлений в расчёте на 100 тыс. чел, в пересчёте на всё население 2,63 млн преступлений. В 2011 году было зарегистрировано 16,4 тыс. убийств, что на 12 % меньше, чем в 2010 году.

#### Безработица
Уровень занятости населения России является довольно высоким ещё с советских времён, когда рождаемость снизилась, а число женщин, вовлечённых в экономику, резко возросло.
После кризиса на рынке труда в ходе «шоковой терапии» 1990-х годов, возобновившийся рост экономики позволил снизить уровень безработицы и увеличить занятость населения. По состоянию на март 2013 года численность экономически активного населения в России составляла 75,2 млн человек (это порядка 53 % от общей численности населения страны). В том числе 71,0 млн человек были заняты в экономике и 4,3 млн человек (5,7 %) не были трудоустроены, но активно искали работу. При этом различные регионы России сильно различаются по уровню занятости, безработицы и по уровню привлечения иностранной рабочей силы. В 2013 году в России по данным МОТ насчитывалось 4,137 млн безработных.
Несмотря на то что женщины в России активно заняты в экономике, в России до сих пор многие работодатели практикуют явную дискриминацию по полу и возрасту. Другой проблемой занятости в России, несмотря на низкий уровень безработицы, является довольно широкое распространение занятости в неформальном секторе экономики, сильно увеличившемся после «перестройки». У этого феномена есть свои плюсы и минусы.
Согласно опросу ВЦИОМ, безработица является одной из волнующих население социальных проблем России.

#### Коррупция
| Место | 137/198 | 138/198 | 135/198 | 131/198 | 119/198 | 136/198 | 127/198 | 133/198 | 143/182 | 154/178   | 146/180   | 147/180 | 143/179 |  |  |  |  |  |  |  |  |  |
| Баллы | 28/100  | 28/100  | 29/100  | 29/100  | 29/100  | 27/100  | 28/100  | 28/100  | 2.4/9.5 | 2.1/9.3   | 2.2/9.4   | 2.1/9.3 | 2.3/9.4 |  |  |  |  |  |  |  |  |  |
|       | 2006    | 2005    | 2004    | 2003    | 2002    | 2001    | 2000    | 1999    | 1998    | 1997      | 1996      | 1995    |         |  |  |  |  |  |  |  |  |  |
| Место | 121/163 | 126/158 | 90/145  | 86/133  | 71/102  | 79/91   | 82/90   | 82/99   | 76/85   | 49/52     | 47/54     | —       |         |  |  |  |  |  |  |  |  |  |
| Баллы | 2.5/9.6 | 2.4/9.7 | 2.8/9.7 | 2.7/9.7 | 2.7/9.7 | 2.3/9.9 | 2.1/10  | 2.4/10  | 2.4/10  | 2.27/9.94 | 2.58/9.43 | —       |         |  |  |  |  |  |  |  |  |  |

По уровню коррупции международная организация Transparency International отдала России меньше 3 баллов (2011—1996), что по оценке этой организации является очень плохим показателем. Однако, согласно исследованию британской аудиторской компании Ernst & Young, проведённому весной 2012 года, за 2011 год коррупционные риски в России значительно снизились и по многим параметрам стали ниже среднемирового уровня. В исследовании Ernst & Young приняли участие свыше 1500 топ-менеджеров крупнейших компаний из 43 стран мира. Так, если в 2011 году 39 % опрошенных в России менеджеров заявляли о необходимости давать взятки наличными для защиты бизнеса или достижения корпоративных выгод, то в 2012 году таких стало 16 %.
В конце 2011 года международная консалтинговая компания PricewaterhouseCoopers (PWC) и организация Transparency International опубликовали доклады, согласно которым масштабы коррупции в России сокращаются. В докладе PWC отмечено, что «широкий общественный резонанс, который вызывает эта тема, и меры, принимаемые российским правительством в правовом поле, а также работа внутри компаний по укреплению систем обеспечения комплаенса и формированию у сотрудников культуры этичного поведения, — всё это приносит свои плоды».
В последние годы положение России в индексе восприятия коррупции остаётся стабильным. С 2015 по 2017 год она набирала по 29 баллов, в 2018 году потеряла один балл, а в 2019 году показатель остался неизменным. Более значительные изменения наблюдались в положении России в рейтинге: в 2015 — 119-е, в 2016 — 131-е, в 2017 — 135-е, в 2018 — 138-е. Эти колебания связаны не только с переменами в рейтинге других стран и со включением или исключением некоторых стран из индекса, но и с тем, что системное противодействие коррупции подменялось точечными уголовными делами, существующие антикоррупционные инструменты не развивались, а Конвенция о гражданско-правовой ответственности за коррупцию по-прежнему не ратифицирована Россией.
Глава банка ВТБ 24 Михаил Задорнов заявил, что, по его мнению, уровень коррупции в России в настоящее время выше, чем в 1990-х годах. По оценкам международной организации сертифицированных бухгалтеров ACCA, Россия находится в пятёрке стран с наиболее высоким уровнем теневой экономики. По поводу борьбы с коррупцией Генеральная прокуратура России отчиталась об увольнении в 2018 году 1303 чиновников в связи с коррупционными расследованиями.
«В отсутствие политической воли к реальным изменениям, противодействие коррупции обречено оставаться карго культом. Точечные меры, принимаемые органами власти, которые отвечают за противодействие коррупции, а также локальные поправки к законодательству не способны кардинально изменить ситуацию в нашей стране — для этого необходимо выстраивать инклюзивную систему согласования интересов общественных акторов, которая не позволит власти принимать необдуманные решения в интересах узкой группы лиц», — считает Антон Поминов, директор Центра «Трансперенси Интернешнл — Р».

## Образование

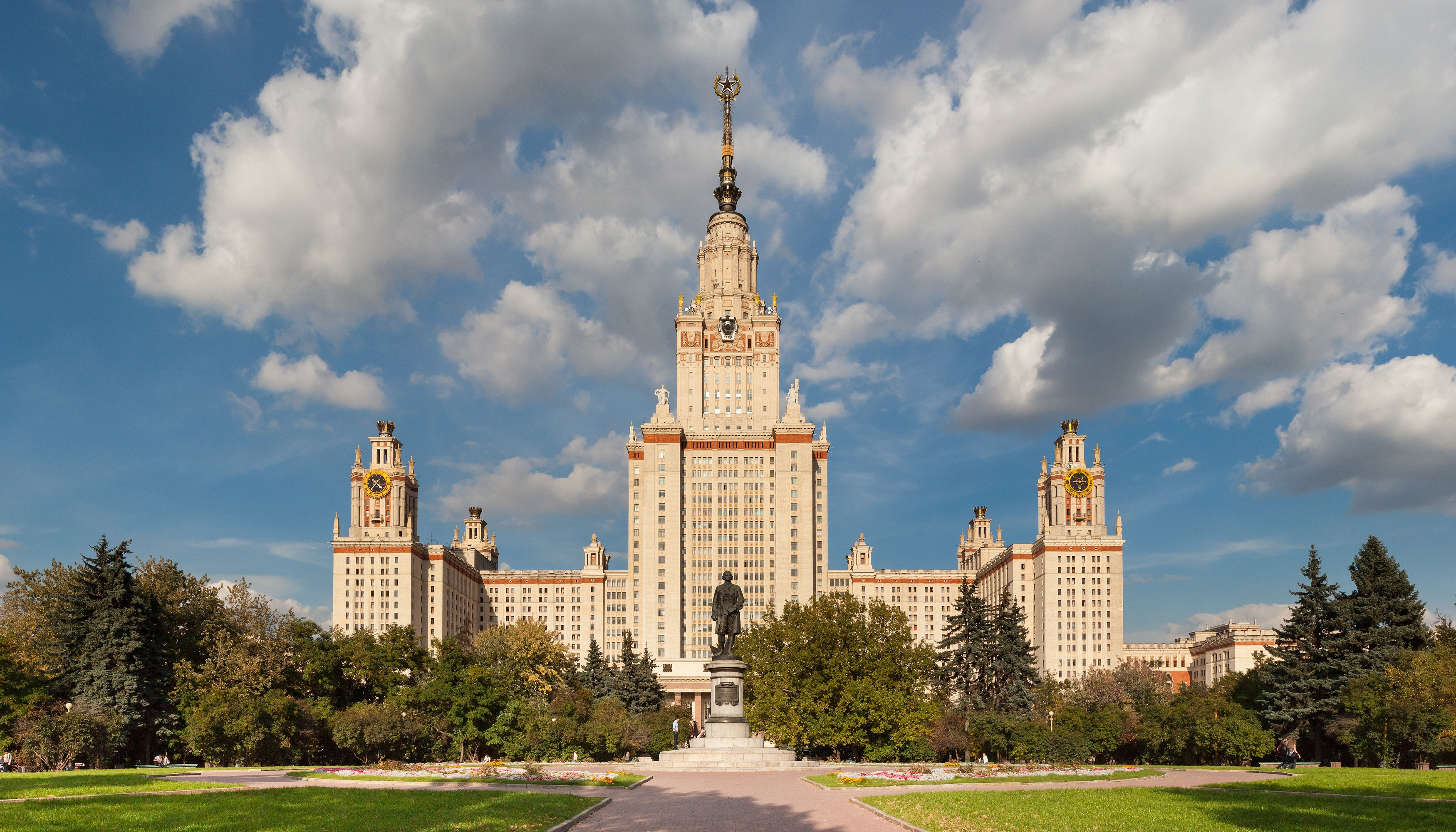
Главное здание МГУ

Получение основного общего образования согласно Конституции России является обязательным. Родители или лица, их заменяющие, обязаны обеспечить получение детьми основного общего образования.
Всего в России обучаются 31,5 млн человек (2016 год). Уровень грамотности взрослого населения (2015 год) — 99,8 %.
Система образования в современной России включает дошкольное, общее и профессиональное образование. Общее образование имеет уровни: начальное общее, основное общее и среднее (полное) общее образование, а также включает специальное (коррекционное) и дополнительное образование детей. Профессиональное образование также делится на уровни: среднее профессиональное и высшее профессиональное образование, кроме этого, оно включает послевузовское и дополнительное профессиональное образование.
Основными типами образовательных учреждений в России являются:
- дошкольное образование (до 6—7 лет): ясли, детский сад;
- начальное общее образование (6—11 лет, 1—4 классы): школа, лицей, гимназия, школа-интернат;
- основное общее образование (12—16 лет, 5—9 классы): школа, лицей, гимназия, училище, школа-интернат;
- среднее общее образование (16—18 лет, 10—11 классы): школа, лицей, гимназия, училище, школа-интернат;
- среднее профессиональное образование (после 9-го класса): профессиональное училище, профессиональный лицей, техникум, колледж;
- высшее и послевузовское профессиональное образование: институт, академия, университет.

В России в 2005/06 учебном году функционировало 60,5 тыс. общеобразовательных учреждений: начальных, основных и полных средних школ, школ-интернатов, гимназий, лицеев и др. (46 794, по данным 2015 года). В них обучается свыше 15,6 млн учащихся (2018). При этом около 2 тыс. учебных заведений, в которых обучается 0,3 млн человек, являются специальными, то есть предназначены для детей с ограниченными возможностями здоровья и развития. Около 3,5 тыс. учебных заведений являются учреждениями начального профессионального образования, в которых обучается свыше 1,5 млн человек. Около 300 таких учебных заведений созданы при исправительно-трудовых учреждениях Министерства юстиции. В связи с демографическим спадом численность учащихся в последние годы уменьшается.
В стране около 7 млн студентов (в том числе 3,5 млн на дневных отделениях) и 1068 вузов, в том числе 413 негосударственных (2005 год). Кроме того, имеется 2,9 тыс. учреждений среднего профессионального образования (в том числе 217 негосударственных), в которых обучается около 2,5 млн человек. Учреждения профессионального образования в соответствии с законодательством должны проходить периодическую аттестацию, лицензирование и государственную аккредитацию. Учебные заведения, не имеющие государственной аккредитации, не имеют права выдавать документы об образовании (дипломы, свидетельства) государственного образца, а не имеющие лицензии — вообще не вправе вести образовательную деятельность. Понятие «аттестации» относится не к учреждениям, а к образовательным программам, а также к выпускникам вузов и средних учебных заведений.
В 2008 году произошёл массовый перевод высшего образования на двухуровневую систему бакалавриат—магистратура (см. Болонский процесс). Одноуровневая система (с получением квалификации «специалист») сохранилась преимущественного для образования в области медицины, для нужд обороны и безопасности и в некоторых иных случаях.
По данным ООН Россия занимает первое место в мире по количеству граждан, получающих инженерное образование.
С 2010 по 2017 год в России увеличилось количество бесплатных (бюджетных) мест в высших учебных заведениях (2010 год — 43,43 %; 2017 год — 49,91 %), но в то же время значительно увеличилась стоимость платного обучения, что идёт вразрез с общемировой тенденцией снижения платы в высших учебных заведениях и, по мнению некоторых исследователей, снижает общую доступность высшего образования в России.
В рейтинге национальных систем высшего образования (2017 год), по версии международной сети университетов Universitas 21, Россия заняла 33-е место. Согласно рейтингу стран мира по уровню образования (Education index) (2018 год) — комбинированный показатель Программы развития Организации Объединённых Наций (ПРООН), рассчитываемый как индекс грамотности взрослого населения и индекс совокупной доли учащихся, получающих образование, Россия заняла 32-е место в мире. Согласно рейтингу эффективности национальных систем образования (Global Index of Cognitive Skills and Educational Attainment; 2016 год) — рейтинг, измеряющий достижения стран мира в сфере образования по версии британской компании Pearson Education, — Россия заняла 34-е место.

## Наука

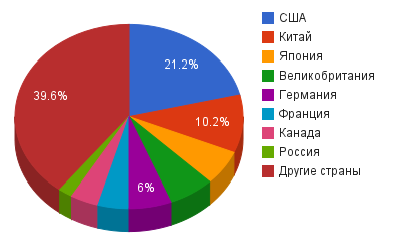
Общая научная продукция по странам мира. Доля России составляет 2 %

Наука как социальный институт возникла в России при Петре I, когда в Сибирь и Северную Америку им было отправлено несколько экспедиций, в том числе Витуса Беринга и Василия Татищева, первого русского историографа. В 1725 году была открыта Петербургская академия наук (ныне Российская академия наук, главный организационный центр фундаментальной науки в Российской Федерации). При ней был открыт университет, на основе которого позже открылся Петербургский университет. Большой вклад в развитие русской науки сделал академик Михаил Ломоносов. В 1755 году на основе проекта М. В. Ломоносова и под покровительством И. И. Шувалова был основан Московский университет.
В XVII—XIX веках основаны университеты в Дерпте, Вильне, Казани и Харькове. К концу XIX века состав университетов пополнился Варшавским, Киевским, Одесским и Томским.
В 1869 году учёный Д. И. Менделеев открыл один из основополагающих законов природы — периодический закон химических элементов. В 1904 году И. П. Павлов был удостоен Нобелевской премии за работы в области физиологии пищеварения, в 1908 году — И. И. Мечников — за исследования механизмов иммунитета. В 1909 году был основан университет в Саратове.
Учёные из России стали основателями следующих новых научных направлений: физическая химия (М. В. Ломоносов, Д. И. Менделеев), органическая химия (один из основателей — А. М. Бутлеров), неевклидова геометрия (Н. И. Лобачевский, Б. Риман), металлография (Д. К. Чернов, П. П. Аносов, Г. Сорби), криобиология (П. И. Бахметьев), биогеохимия (В. И. Вернадский), геохимия (В. И. Вернадский совместно с Ф. Кларк, А. Е. Ферсман, В. Гольдшмидт, А. П. Виноградов), геронтология (И. И. Мечников), гелиобиология (А. Л. Чижевский), нефтехимия (один из основателей — Н. Д. Зелинский), теоретическая космонавтика (К. Э. Циолковский, А. А. Штернфельд), аэродинамика (Н. Е. Жуковский), военно-полевая хирургия (Н. И. Пирогов), психофизиология (И. М. Сеченов), рефлексология (И. М. Сеченов, И. П. Павлов, В. М. Бехтерев), крестьяноведение (один из основателей — А. В. Чаянов), тектология (А. А. Богданов), реаниматология (В. А. Неговский, С. С. Брюхоненко), одним из основателей социологии является П. А. Сорокин, почвоведение (В. В. Докучаев), одним из основателей трансплантологии является В. П. Демихов.
В советский период наука наибольших успехов достигла в области естественных наук, где идеологический контроль со стороны руководства страны был минимальным. По мнению некоторых экспертов (проф. Н. Я. Азаров), в СССР существовал «культ науки». За работы, выполненные в это время, Нобелевские премии получили физики: И. Е. Тамм, И. М. Франк, П. А. Черенков, Л. Д. Ландау, Н. Г. Басов, А. М. Прохоров, П. Л. Капица, а также химик Н. Н. Семёнов и математик Л. В. Канторович (получил в 1975 году премию по экономике). Математики С. П. Новиков (1970) и Г. А. Маргулис (1978) были награждены самой престижной наградой для математиков — Филдсовской премией. Благодаря созданным научным школам под руководством И. В. Курчатова, С. П. Королёва и других учёных в СССР было создано ядерное оружие и космонавтика. В то же время развитие биологии сдерживалось начатой в середине 1930-х годов Т. Д. Лысенко кампанией против генетики, существенно пострадал и ряд других научных дисциплин (см. Идеологический контроль в советской науке).
В советское время количество научных учреждений значительно выросло. Кроме академического и вузовского, в науке возникли также отраслевой и заводской сектора. Последние в ходе постсоветских реформ были в значительной степени переведены на самофинансирование.
В конце XX века российская наука пережила тяжёлый кризис. Точкой отсчёта начала процессов преобразования научных учреждений и нарастания кризиса в науке считают 1987 год, когда было принято постановление ЦК КПСС и Совета Министров СССР «О переводе научных организаций на полный хозяйственный расчёт и самофинансирование», прикладные исследования и разработки признавались товаром, был осуществлён переход к оплате научно-технической продукции по договорным ценам, впервые началось сокращение численности научных работников. Не происходит достаточного для развития промышленности обновления исследований, оборудования и кадрового потенциала. Углубляется процесс «консервации отсталости» технологической основы отраслей экономики. Из-за резкого сокращения финансирования науки страну покинули десятки тысяч учёных, которые теперь работают за рубежом (см. Утечка мозгов).
Несмотря на кризис 1990-х годов, в некоторых областях науки российские учёные занимали высокие позиции на международном уровне, в частности, четыре российских физика удостоены Нобелевской премии: Жорес Алфёров — в 2000 году, Алексей Абрикосов и Виталий Гинзбург — в 2003 году, а Константин Новосёлов — в 2010 году. Математики В. Г. Дринфельд (1990), Е. И. Зельманов (1994), М. Л. Концевич (1998), В. А. Воеводский (2002), Г. Я. Перельман (2006), А. Ю. Окуньков (2006), С. К. Смирнов (2010) награждены Филдсовской премией. Математики М. С. Пинскер (1978), А. С. Холево (2016) награждены премией Шеннона, самой престижной наградой в области теории информации. Математики М. Л. Громов (2002), Я. Г. Синай (2014), Г. А. Маргулис (2020) награждены Абелевской премией по математике, аналогом Нобелевской премии. Премию Пуанкаре — высшую награду в сфере математической физики — получили М. Л. Концевич (1997), Я. Г. Синай (2009), А. М. Бородин (2015). На начало XXI века в России работало несколько сотен тысяч научных работников, бо́льшая часть (порядка полумиллиона) — кандидаты и доктора наук.
В России насчитывается около 4 тысяч организаций, занимающихся научными исследованиями и разработками. Около 70 % этих организаций принадлежат государству.
Проведённая правительством Д. А. Медведева реформа Российской академии наук вызвала значительную критику учёных, поскольку к 2019 году Министерство образования и науки планировало уволить около 8 тыс. учёных, что связано с сокращением доли госпрограммы «Развитие науки и технологий» в общих расходах бюджета с 0,98 % в 2015 году до 0,87 % в 2019 году.
В России работают тысячи учёных с большим объёмом международного цитирования (десятки и сотни ссылок на их работы).
В сфере математики и программирования Россия сохранила свой научный потенциал и занимает лидирующие позиции в мире; на олимпиадах по математике и программированию российские участники занимают первые места. В 1994—2011 годах число ежегодных патентных заявок на изобретения в России увеличилось с 25 745 до 41 414. В 2011 году в России было подано примерно в 4 раза больше патентных заявок, чем в остальных странах СНГ вместе взятых.

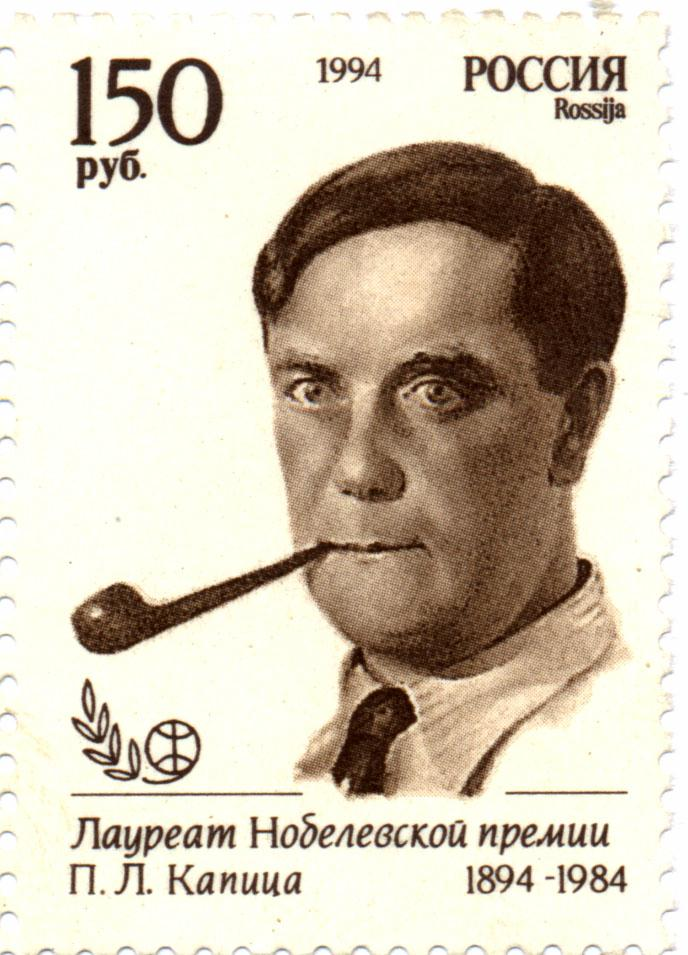
Пётр Капица
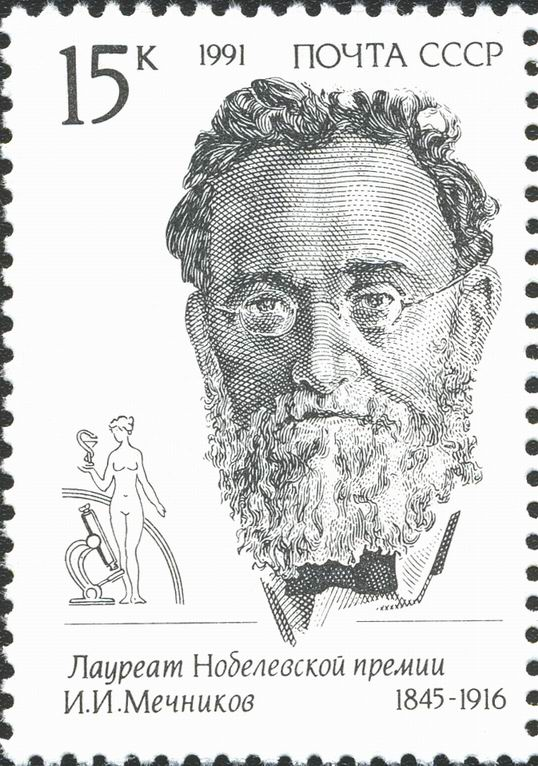
Илья Мечников
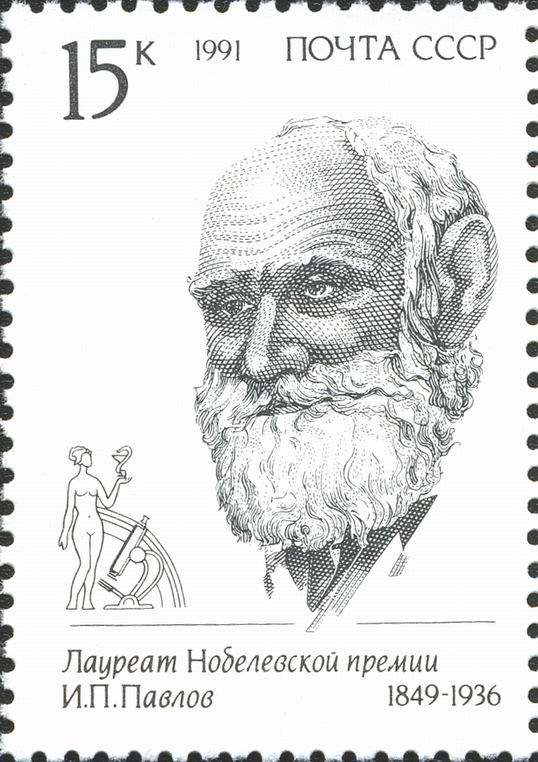
Иван Павлов
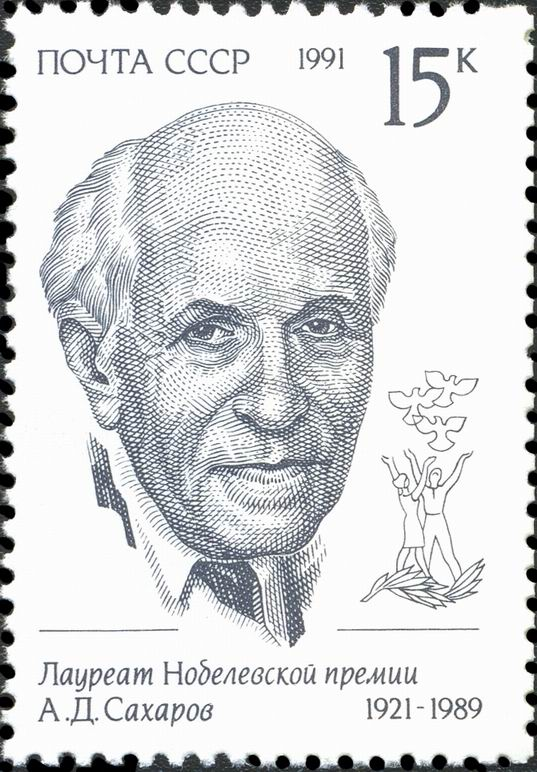
Андрей Сахаров
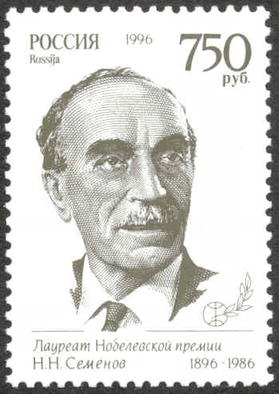
Николай Семёнов
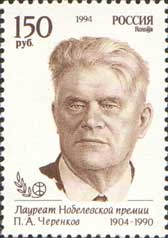
Павел Черенков

### Исследование космоса

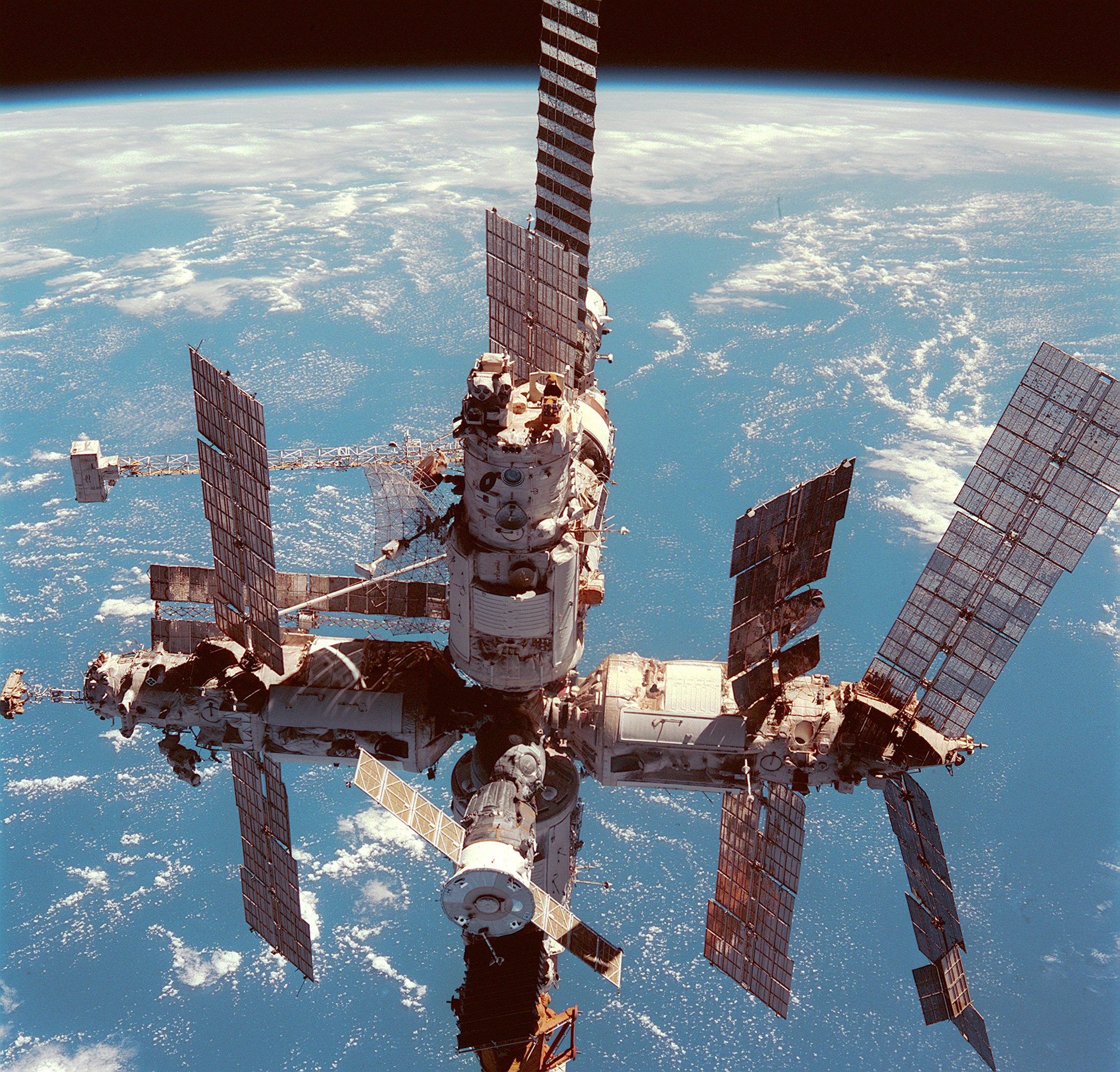
Российская орбитальная станция «Мир»

Российские достижения в области космических исследований восходят к Константину Циолковскому, отцу теоретической космонавтики. Его работы вдохновляли ведущих советских ракетостроителей, таких как С. П. Королёв, В. П. Глушко и других, которые способствовали успеху советской космической программы на ранних этапах космической гонки.
В 1957 году был запущен первый в мире искусственный спутник Земли — Спутник-1; в 1961 году первый в мире полёт человека в космос был успешно осуществлён Юрием Гагариным. В число достижений советской и российской космонавтики входят также полёт первой в мире женщины-космонавта Валентины Терешковой (1963 год) и первый в мире выход в открытый космос космонавта Алексея Леонова (1965 год). Луна-9 была первым космическим аппаратом, который приземлился на Луну, Венера-7 первой приземлилась на другой планете (на Венере), Марс-3 первый совершил мягкую посадку на Марсе. Кроме этого, первыми в мире были планетоход Луноход-1, орбитальные станции серии «Салют» и многомодульная орбитальная станция «Мир».
После распада Советского Союза некоторые финансируемые правительством программы по освоению космического пространства, в том числе программа «космического челнока» «Буран», были закрыты, в то время как участие российской ракетно-космической отрасли в коммерческой деятельности и в международном сотрудничестве активизировались. После того как в 2011 году закончилась американская программа космических полётов «Спейс шаттл», ракета «Союз» стала единственным средством доставки космонавтов и грузов на Международную космическую станцию.
В рамках Российской лунной программы на 2022 год планируется запуск космического аппарата к Луне. Роскосмос ведёт разработку космического корабля «Орёл», который планируется вывести на лунную орбиту с экипажем на борту в 2029 году. В феврале 2019 года было объявлено, что Россия планирует свою первую миссию с экипажем для высадки на Луну в 2031 году.

## Культура и искусство
Россия, с учётом многонационального характера её населения, отличается высокой степенью этнокультурного многообразия и способностью к межкультурному диалогу. Многонациональная культура России служит неотъемлемой частью мировой культуры.

### Литература

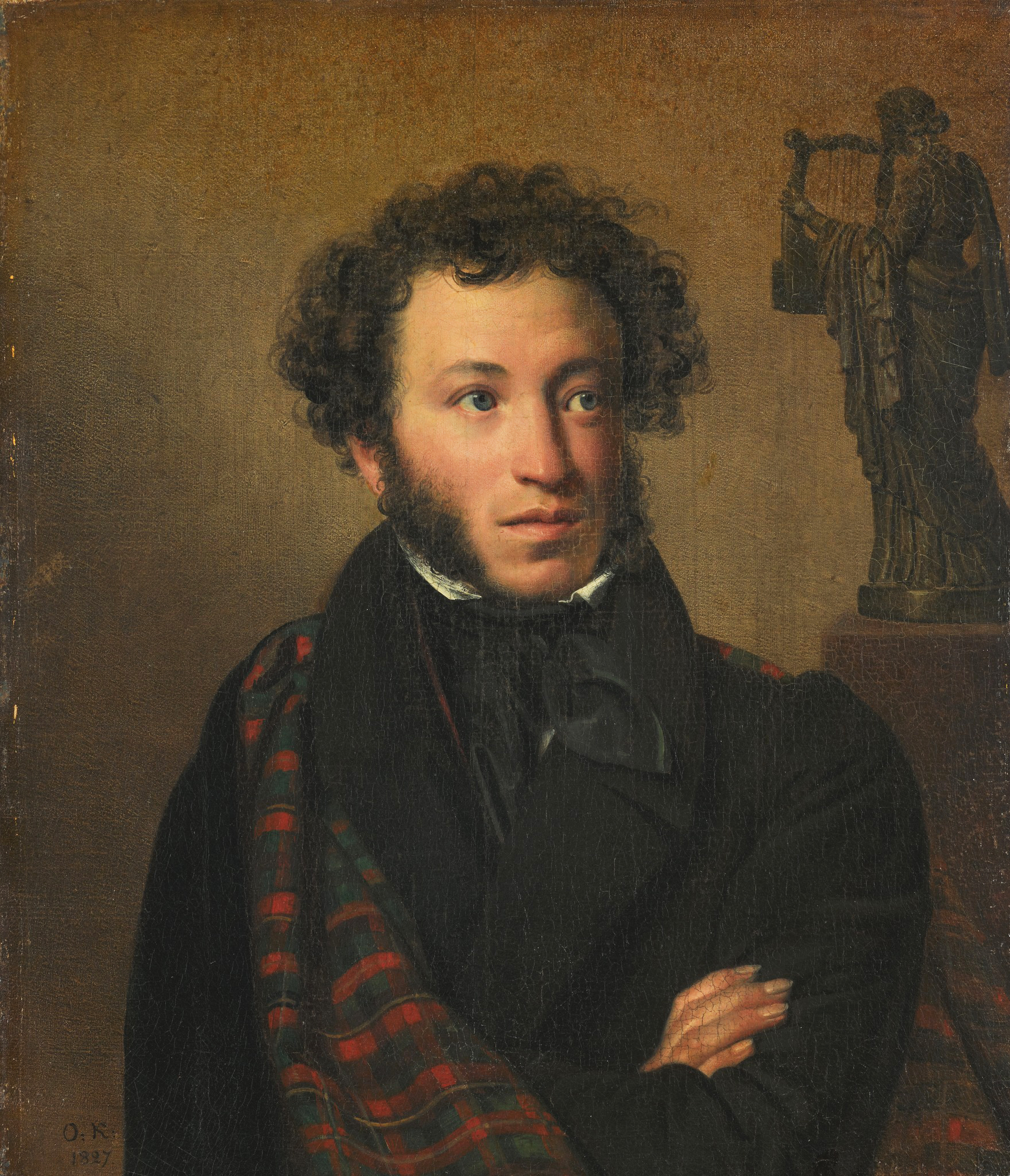
Александр Пушкин
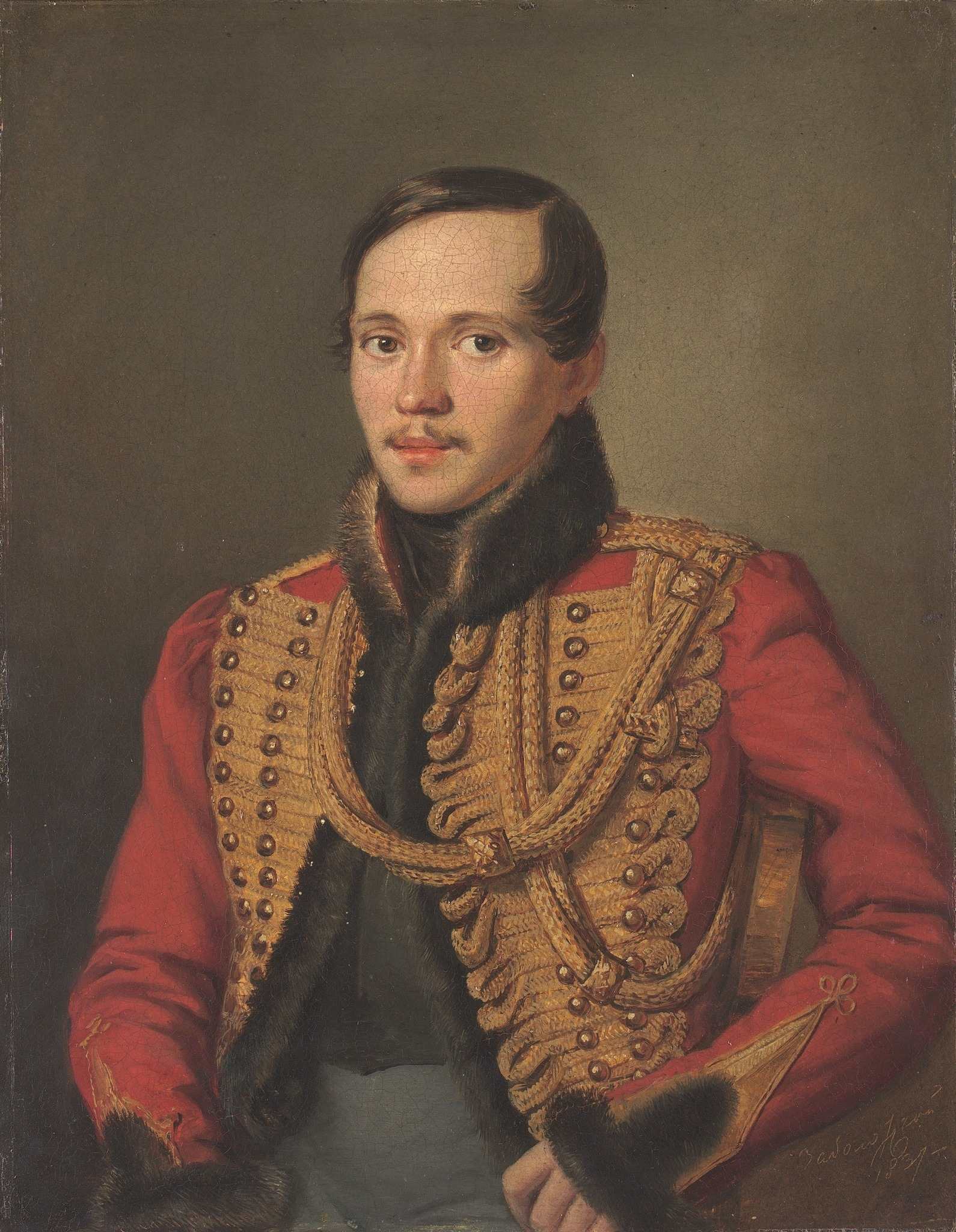
Михаил Лермонтов
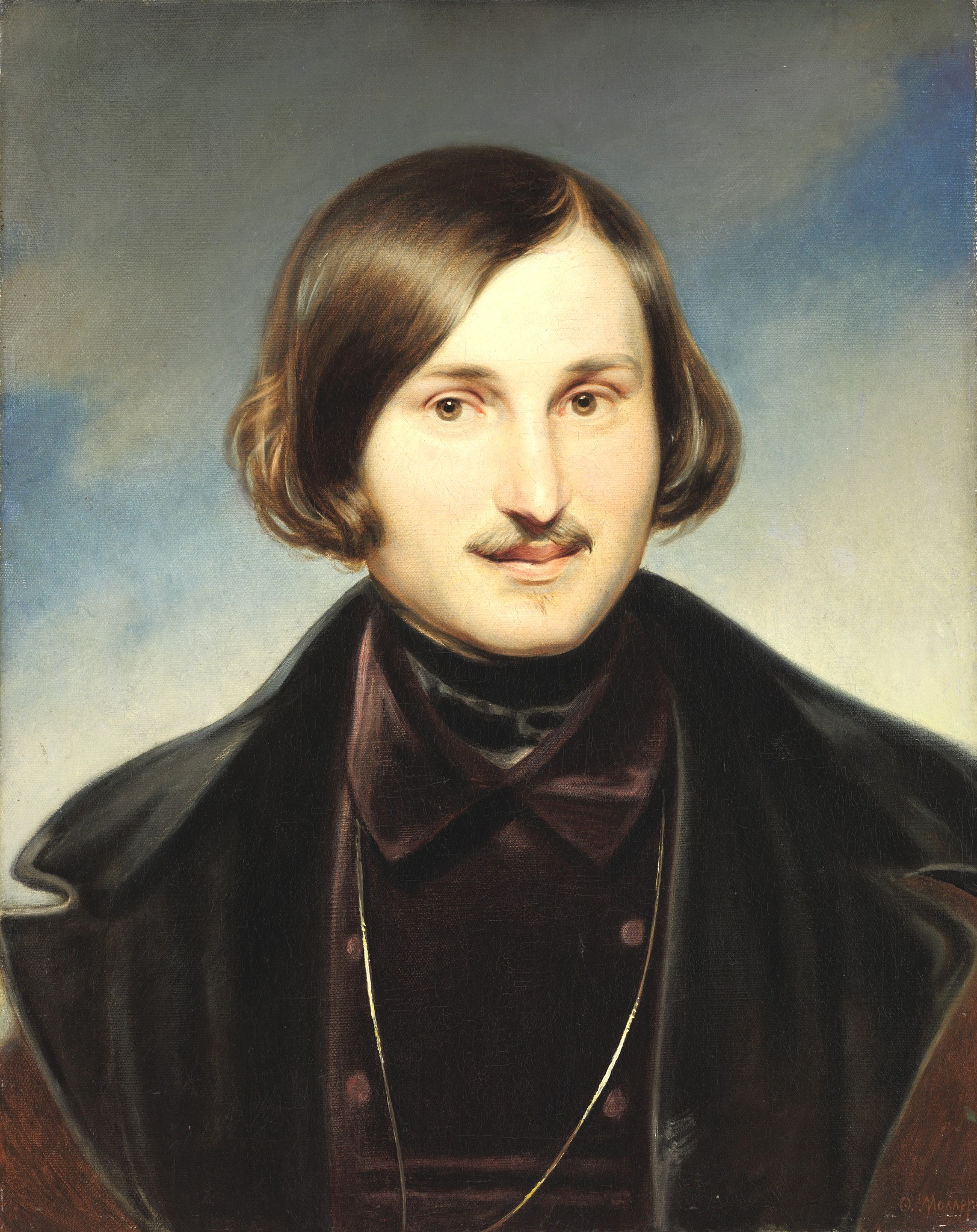
Николай Гоголь
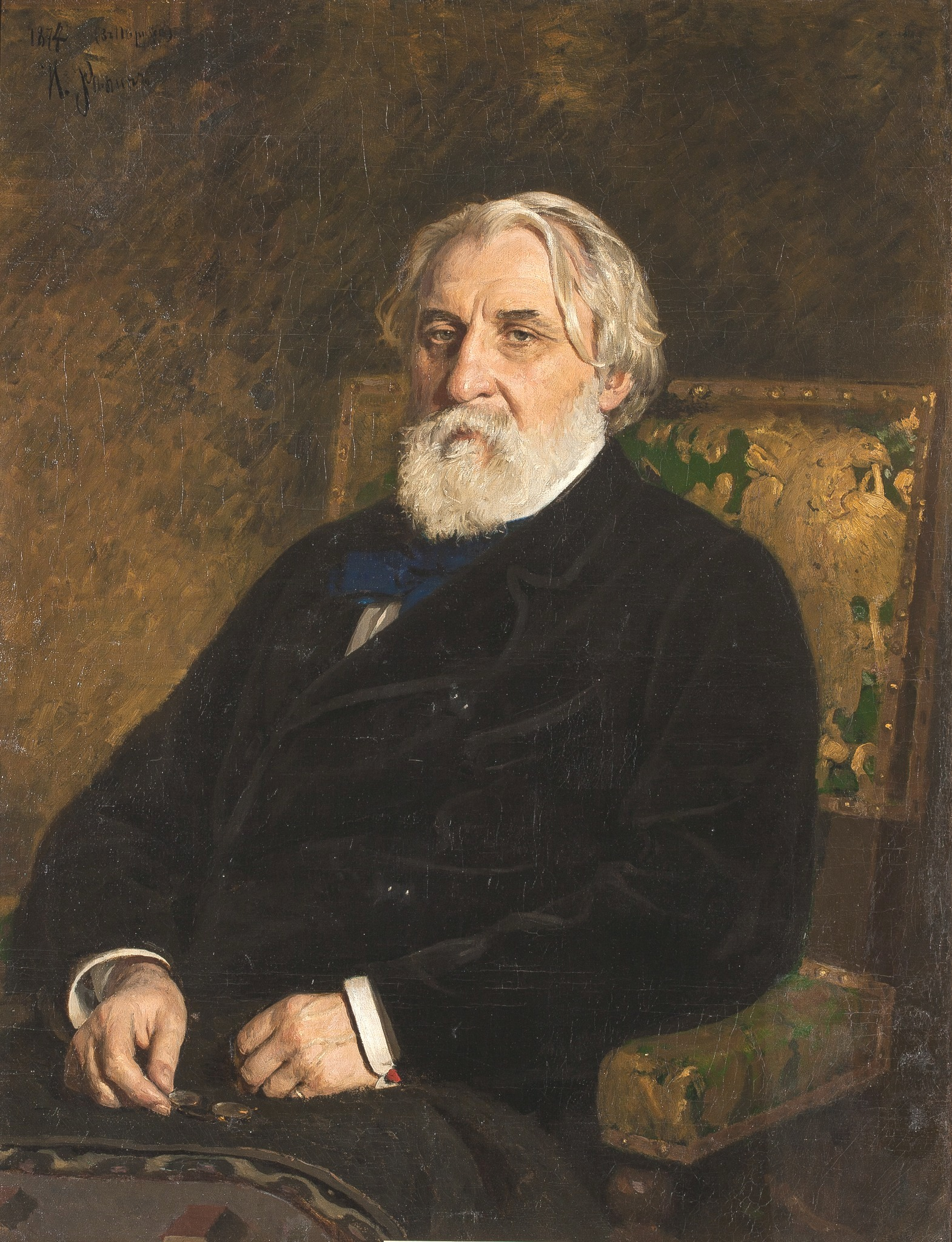
Иван Тургенев
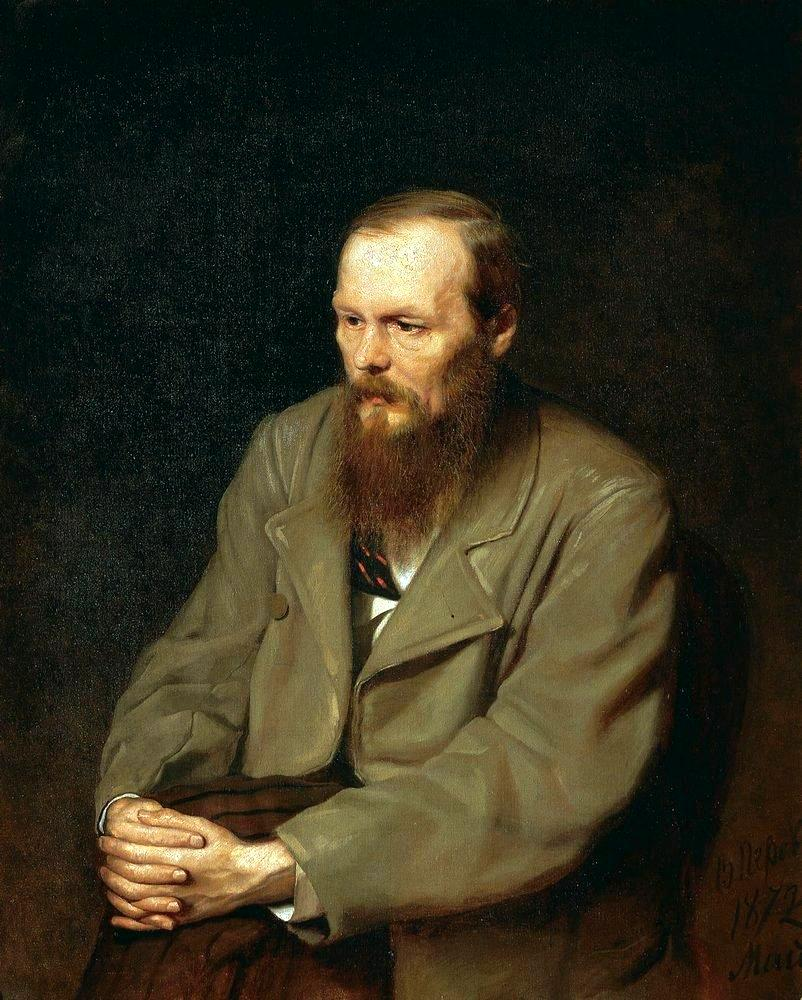
Фёдор Достоевский
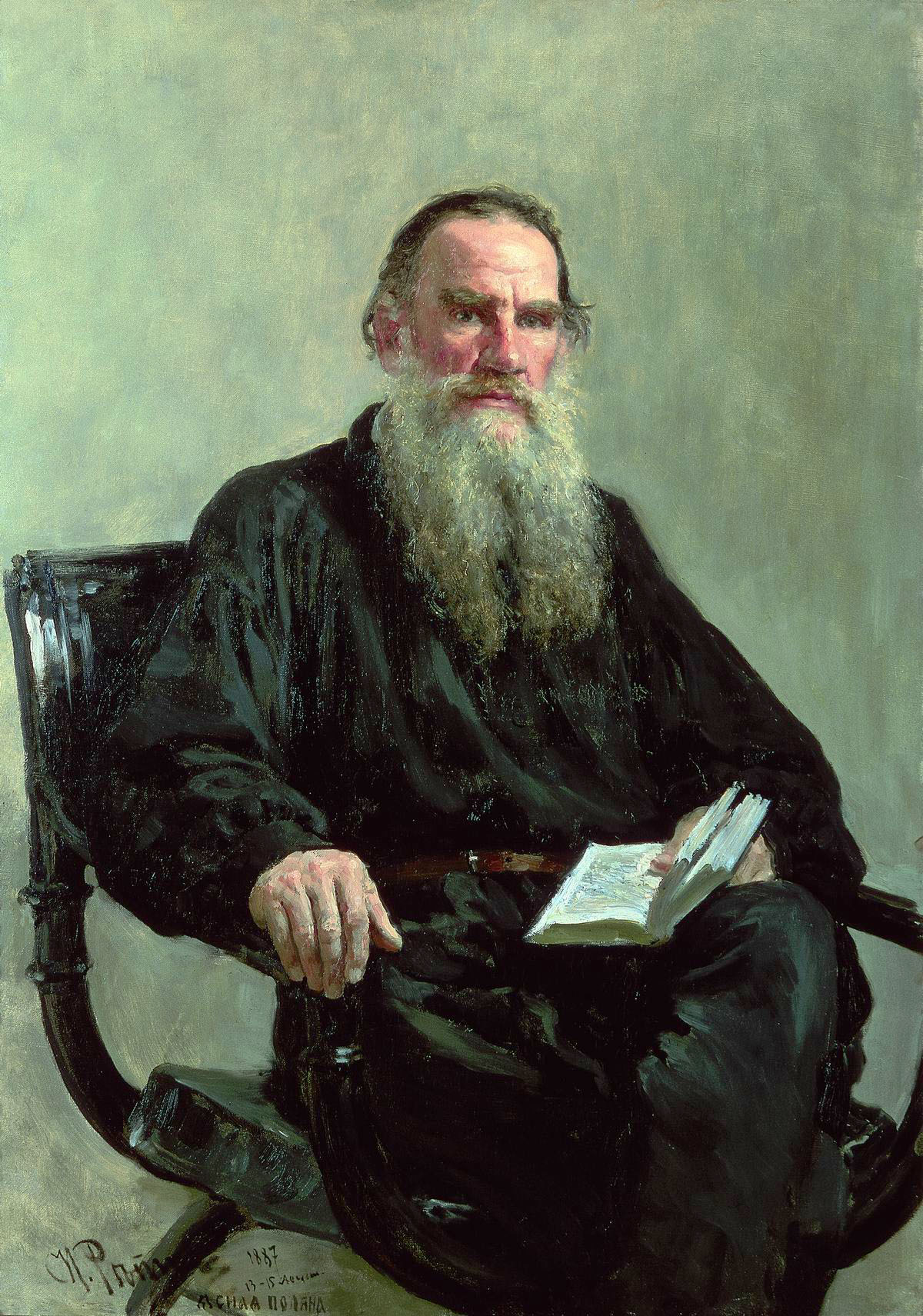
Лев Толстой
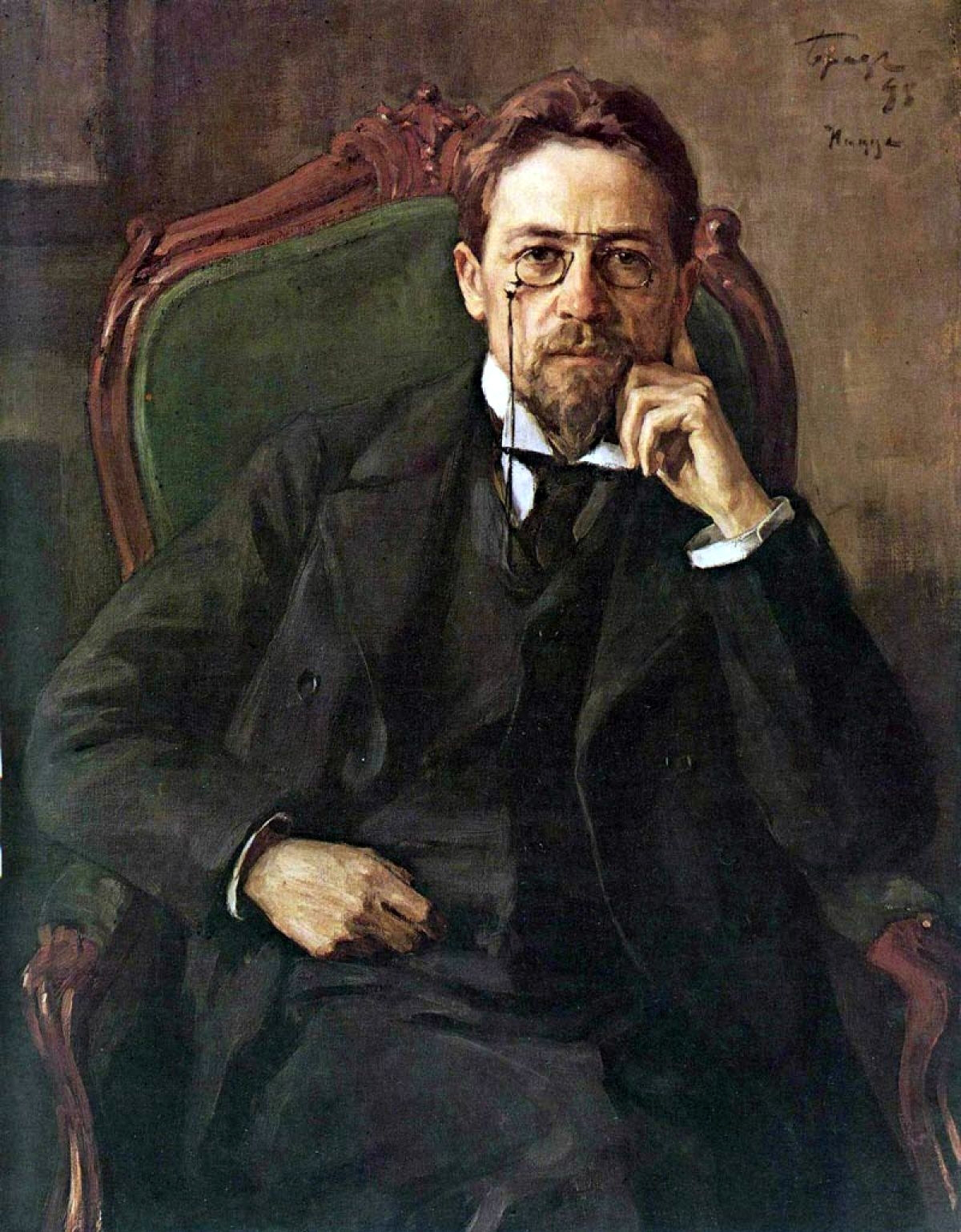
Антон Чехов

### Философия

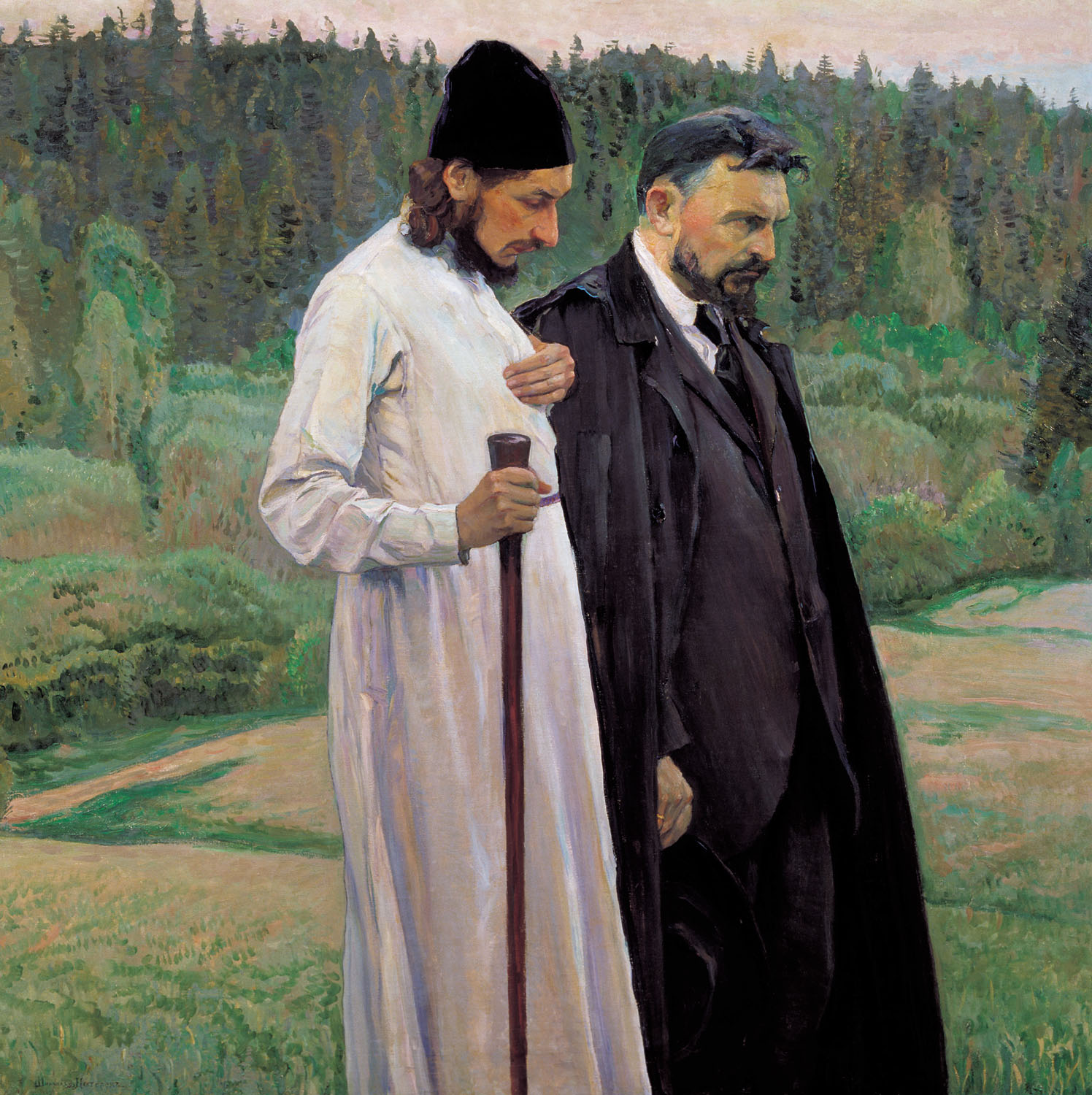
М. В. Нестеров. «Философы» (П. А. Флоренский и С. Н. Булгаков). 1917

По мнению Николая Лосского, характерными чертами русской философии являются: космизм, софиология, соборность, метафизичность, религиозность, интуитивизм, позитивизм, реалистичность (онтологизм).
Некоторые исследователи отмечают эсхатологические мотивы в философии России.
Среди наиболее известных российских философов, принадлежавших к различным философским направлениям и внёсших значительный вклад в сокровищницу российской и мировой культуры: А. Н. Радищев, П. Я. Чаадаев, А. С. Хомяков, П. В. Киреевский, Н. Г. Чернышевский, Ф. М. Достоевский, Л. Н. Толстой, Н. Ф. Фёдоров, Г. В. Плеханов, М. А. Бакунин, П. А. Кропоткин, В. С. Соловьёв, В. В. Розанов, К. Э. Циолковский, Д. Л. Андреев, В. И. Вернадский, Н. О. Лосский, В. И. Ленин, С. Н. Булгаков, Н. К. Рерих, Н. А. Бердяев, А. А. Богданов, Н. Я. Данилевский, П. А. Флоренский, Ф. А. Степун, И. А. Ильин, С. Л. Франк, П. А. Сорокин, Е. П. Блаватская, А. Ф. Лосев, С. А. Яновская, В. В. Зеньковский, А. А. Зиновьев, Э. В. Ильенков, А. Л. Чижевский, Г. И. Гурджиев, С. Н. Трубецкой, Л. И. Шестов, Г. Г. Шпет, М. М. Бахтин, С. С. Аверинцев, А. М. Пятигорский.

### Изобразительное искусство
Одна из древнейших форм русской живописи — иконопись. Она унаследовала традиции византийских мастеров, но в то же время русские иконы имеют свой собственный стиль. Для них характерен не столько реализм, сколько символизм; символизм русской иконописи оказал влияние на многих художников, в частности, влияние русской иконы на своё творчество подчёркивал Анри Матисс. Центральной темой в русской иконописи стала тема всепрощения. На русских иконах присутствуют не только Бог и святые, но и простые смертные. В русской иконописи написание идёт от центра, центральной фигуры, вокруг которой симметрично располагаются фигуры второго плана, кроме того, применяется особая цветовая гамма и, в отличие от византийской традиции, не используется пурпурный цвет — цвет императора. Алипий Печерский, Григорий Иконописец, Андрей Рублёв, Даниил Чёрный, Дионисий, Гурий Никитин, Симон Ушаков, Фёдор Зубов и другие подняли уровень русской иконописи на мировой уровень.
Первые реалистические портреты появляются в России в XVII веке. Середина — конец XVIII века в России отмечена работой таких крупных живописцев, как Д. Г. Левицкий и В. Л. Боровиковский. Русская живопись с этого времени следовала общемировым тенденциям. Выдающиеся русские художники XIX века: Ф. А. Бруни, С. Ф. Щедрин, О. А. Кипренский, К. П. Брюллов, А. А. Иванов, И. К. Айвазовский, А. И. Куинджи, В. А. Тропинин, А. Г. Венецианов, П. А. Федотов. В живописи этого времени преобладает академическое направление. Вторая половина XIX века — расцвет реалистической живописи (А. К. Саврасов, В. Д. Поленов). Передвижники развивают в живописи направление критического реализма, их работы часто наполнены социальной тематикой. Наиболее известный художник критического реализма Илья Репин. К концу XIX века в России развиваются тенденции, родственные французскому импрессионизму. Не порывая с реалистическим направлением, художники становятся более свободными и виртуозными в своих приёмах, что наиболее ярко воплотилось в работах Валентина Серова. Василий Верещагин один из наиболее известных русских художников-баталистов, лично участвовавший в среднеазиатских походах русской армии.
В начале XX века художники России вели активный поиск новых выразительных форм, появляется множество новых художественных направлений, например, символизм (М. А. Врубель, М. В. Добужинский), декоративные направления, соответствующие модерну, авангардное искусство (В. В. Кандинский, К. С. Малевич). В середине и конце XX века приобрели широкую известность художники И. Э. Грабарь, А. А. Рылов, М. Шагал, Н. П. Крымов, И. И. Бродский, Б. В. Иогансон, С. В. Герасимов, М. А. Фейгин, З. Е. Серебрякова, В. Ф. Стожаров, Ю. А. Васнецов, Е. Е. Моисеенко, П. П. Кончаловский, Д. Д. Жилинский, В. М. Орешников, Г. Г. Ряжский, Т. Н. Яблонская, К. Ф. Юон, В. В. Мешков, А. А. Пластов, Н. М. Ромадин, П. П. Оссовский, С. А. Чуйков, А. А. Дейнека, М. С. Сарьян, Ф. П. Решетников, А. А. Мыльников, Н. И. Нестерова, Б. Я. Ряузов, О. П. Филатчев, О. Г. Верейский, Э. Г. Браговский, К. А. Васильев, М. М. Шемякин, Э. К. Окас, Я. Д. Ромас, В. С. Алфеевский.

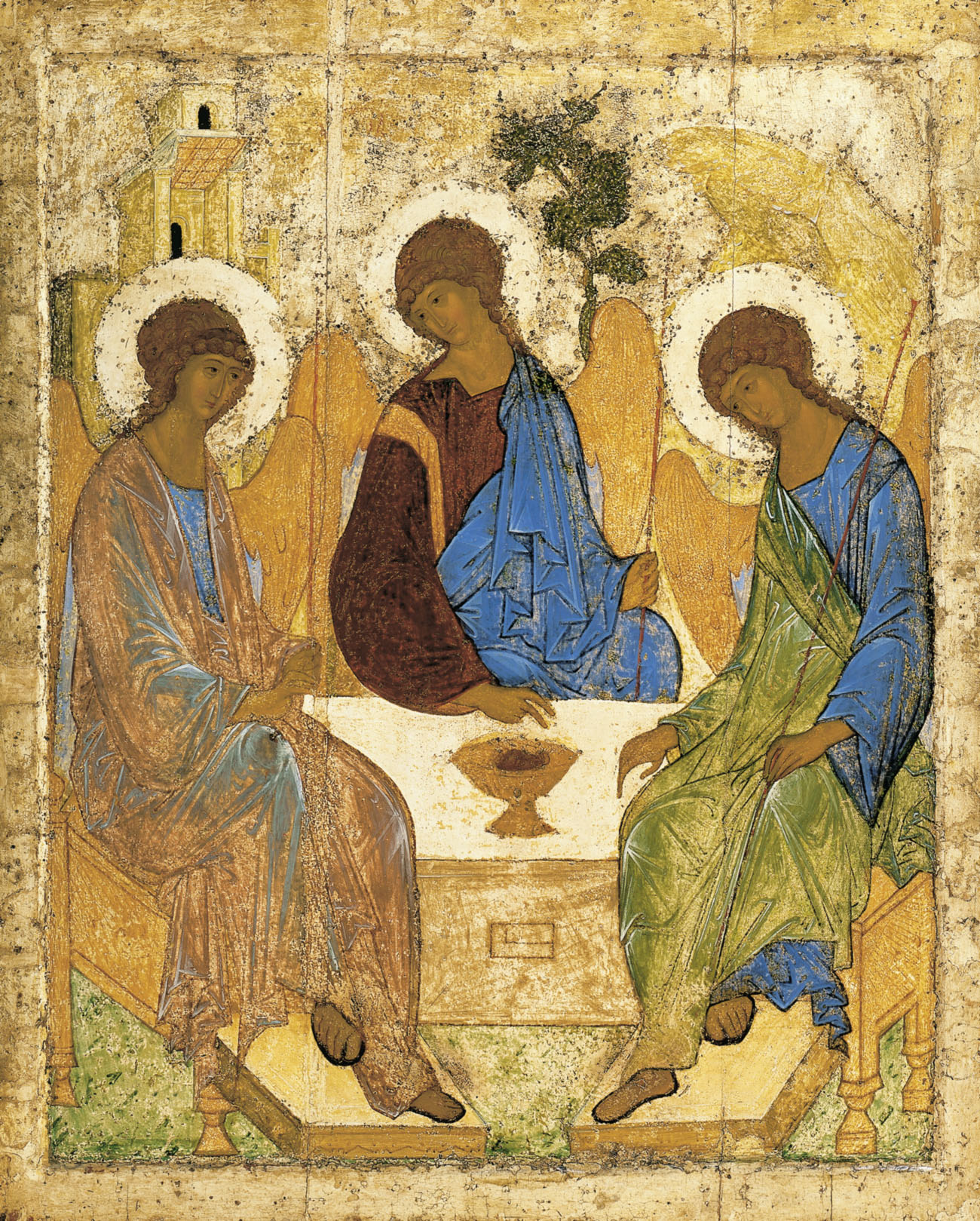
Андрей Рублёв. «Троица»
А. А. Иванов. «Явление Христа народу»
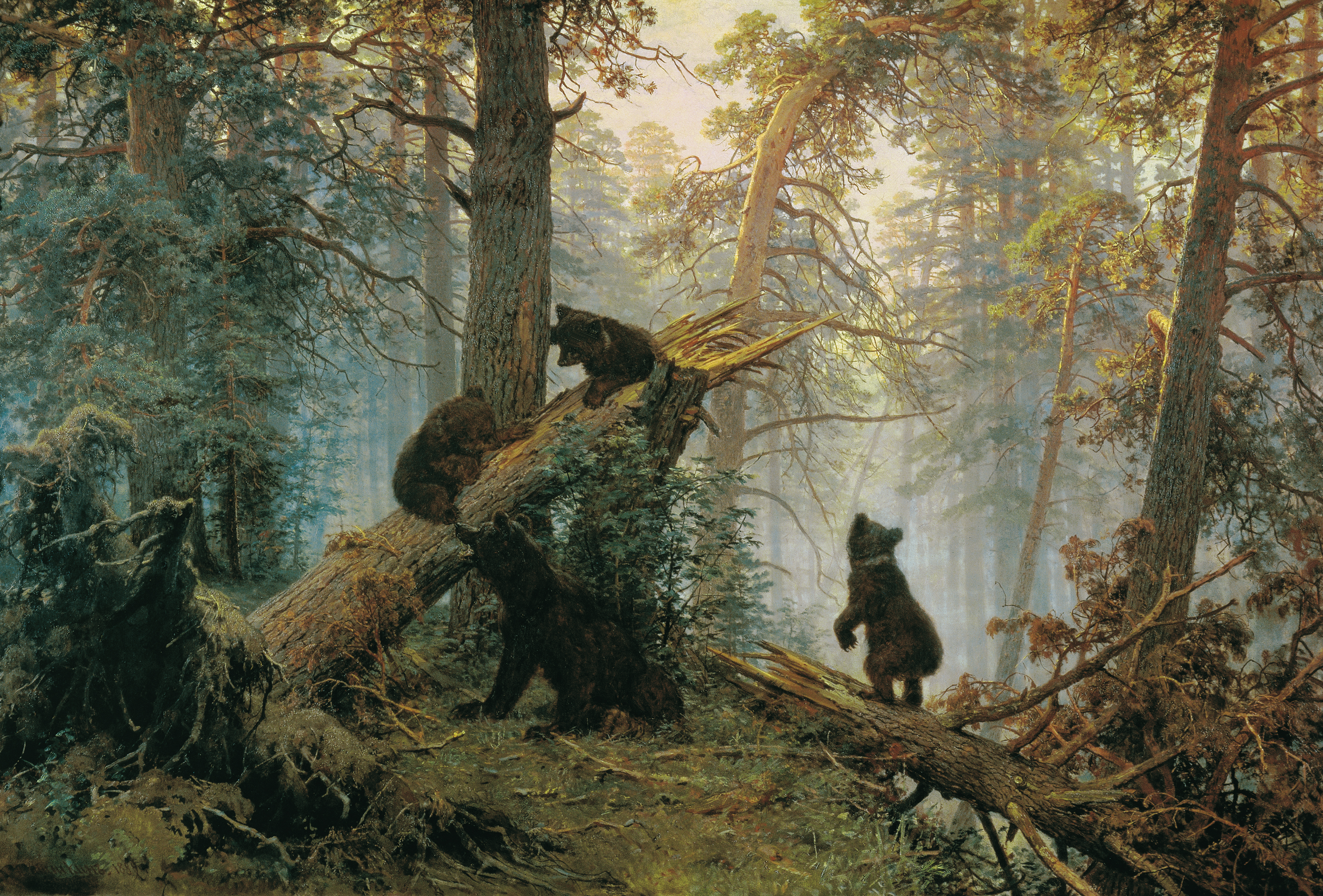
И. И. Шишкин, К. А. Савицкий. «Утро в сосновом лесу»
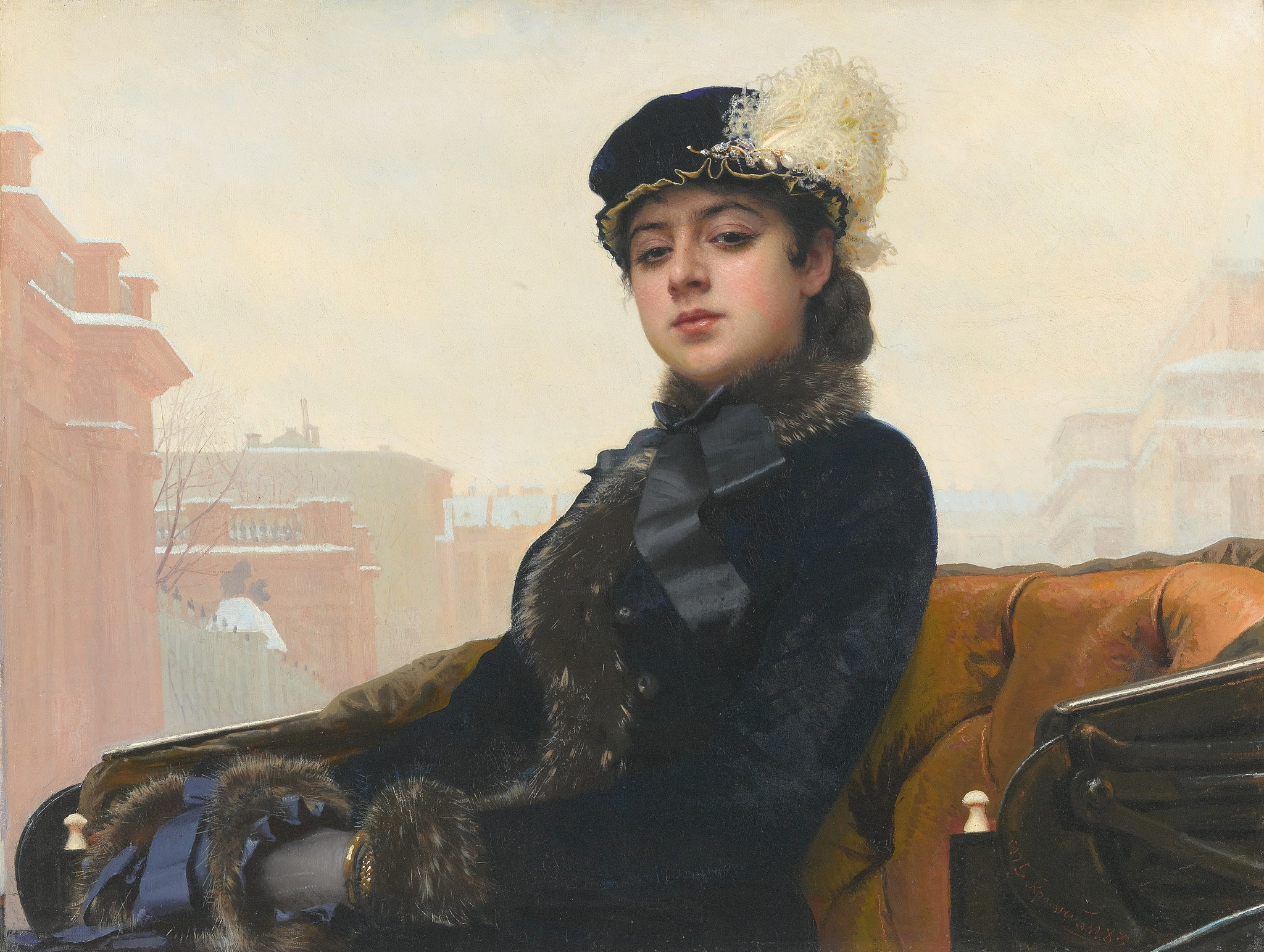
И. Н. Крамской. «Неизвестная»
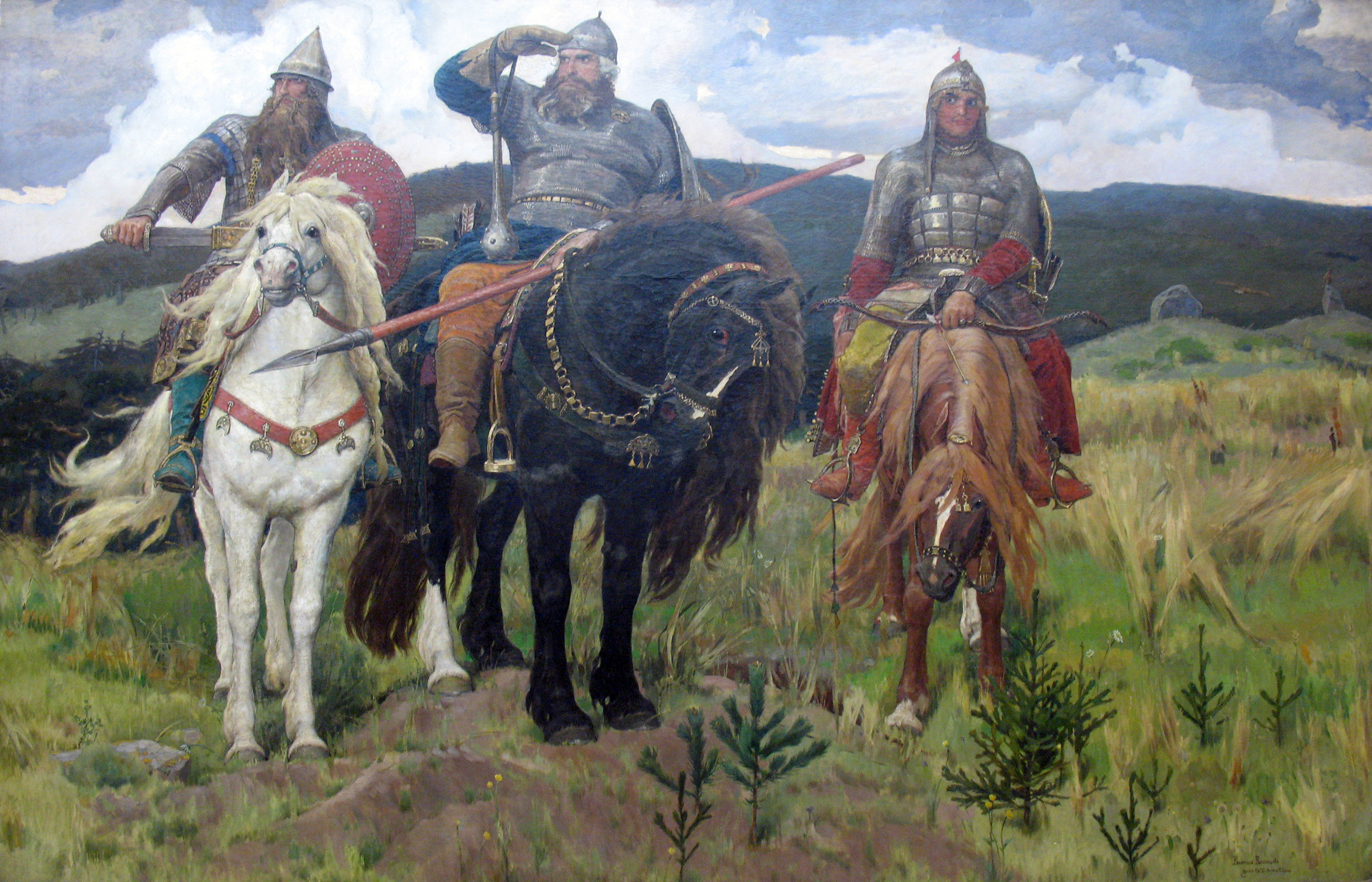
В. М. Васнецов «Богатыри»
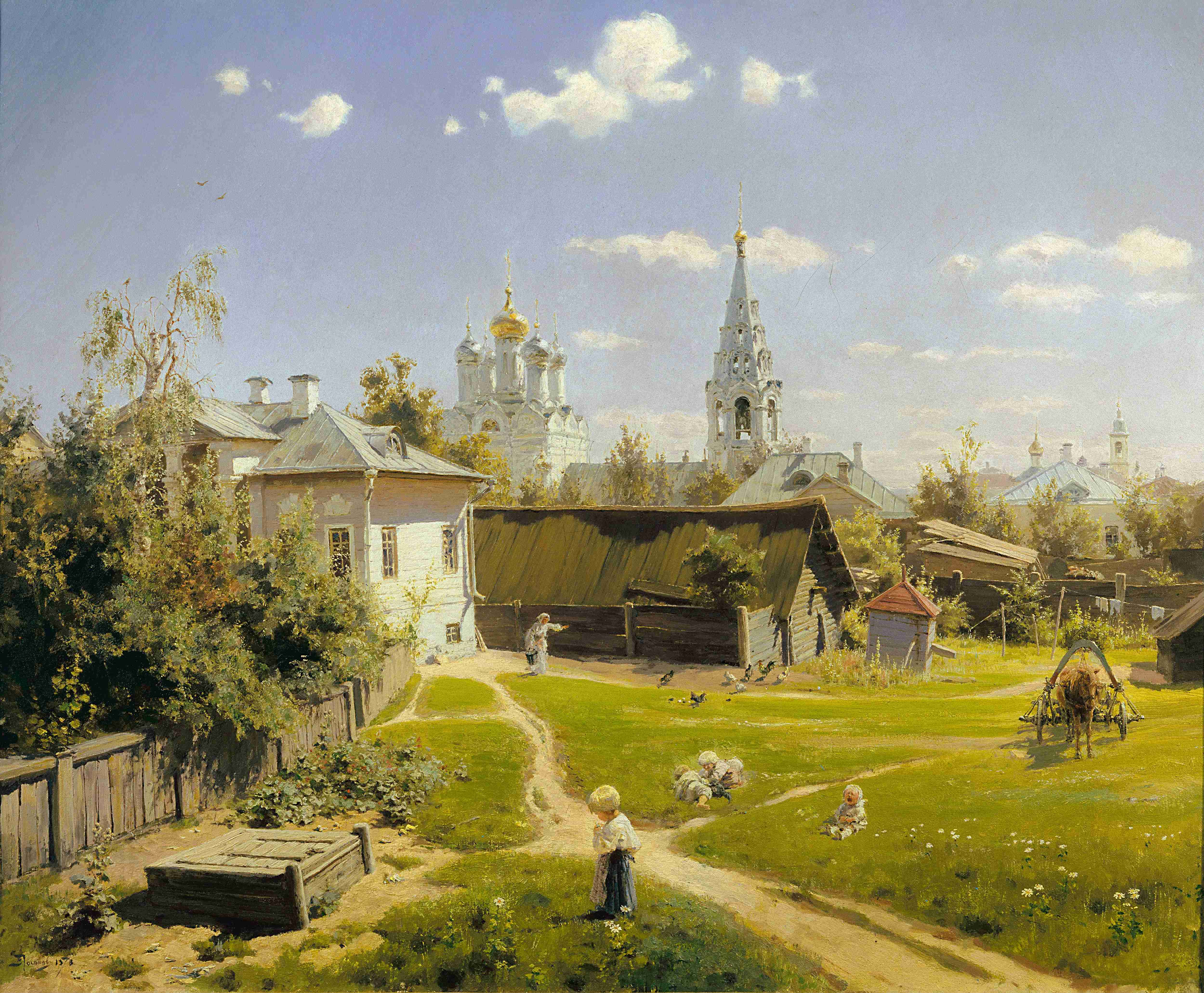
В. Д. Поленов. «Московский дворик»
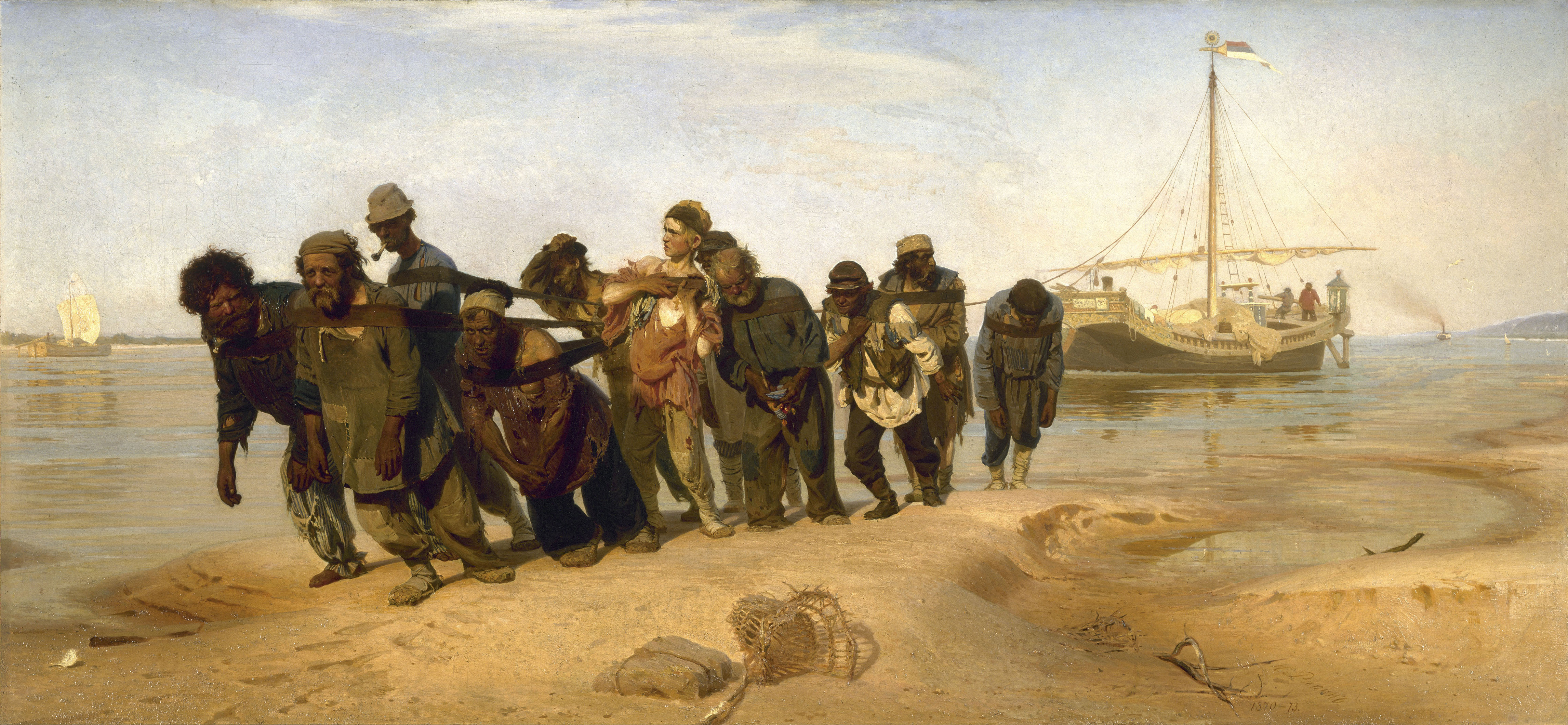
И. Е. Репин. «Бурлаки на Волге»
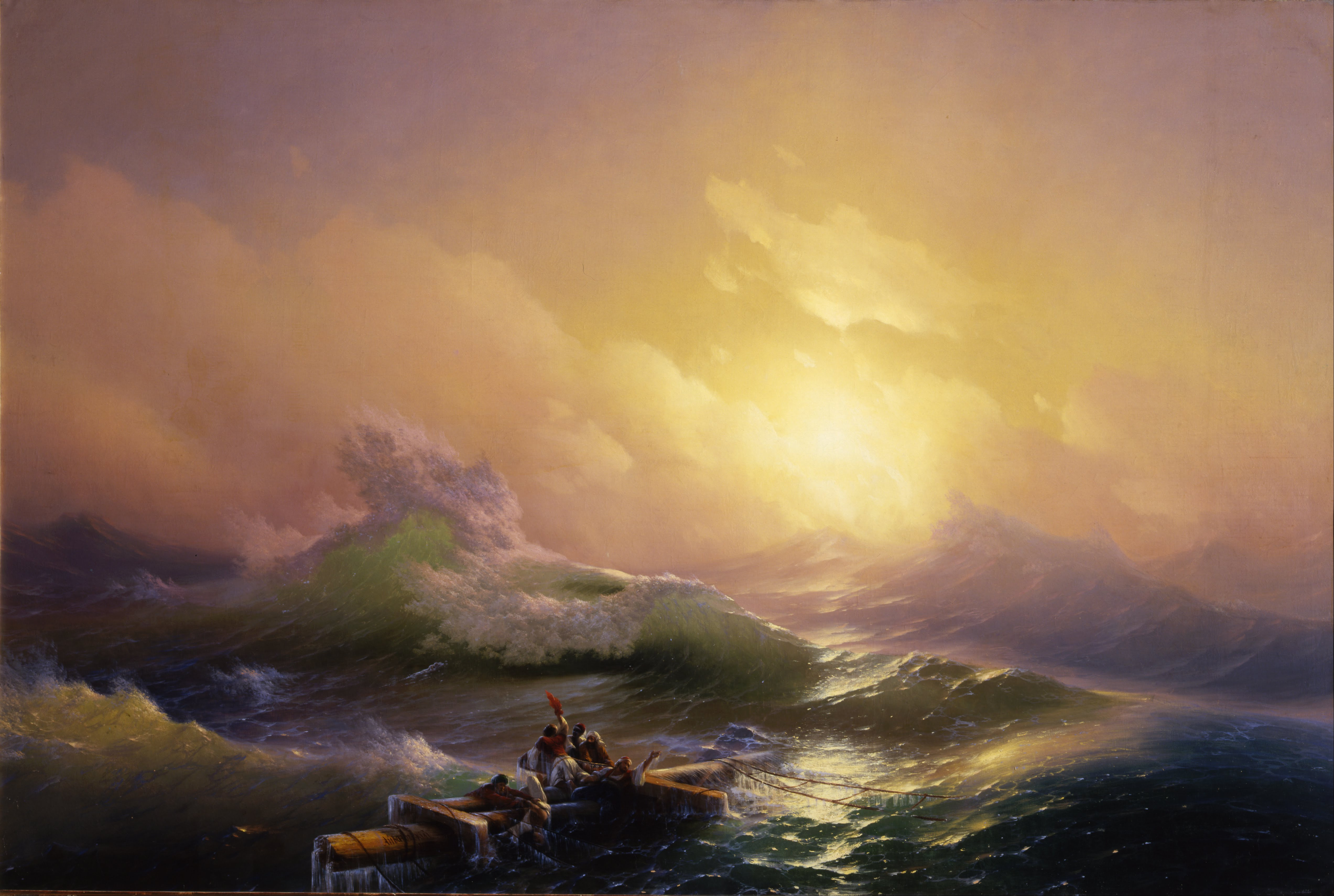
И. К. Айвазовский. «Девятый вал»
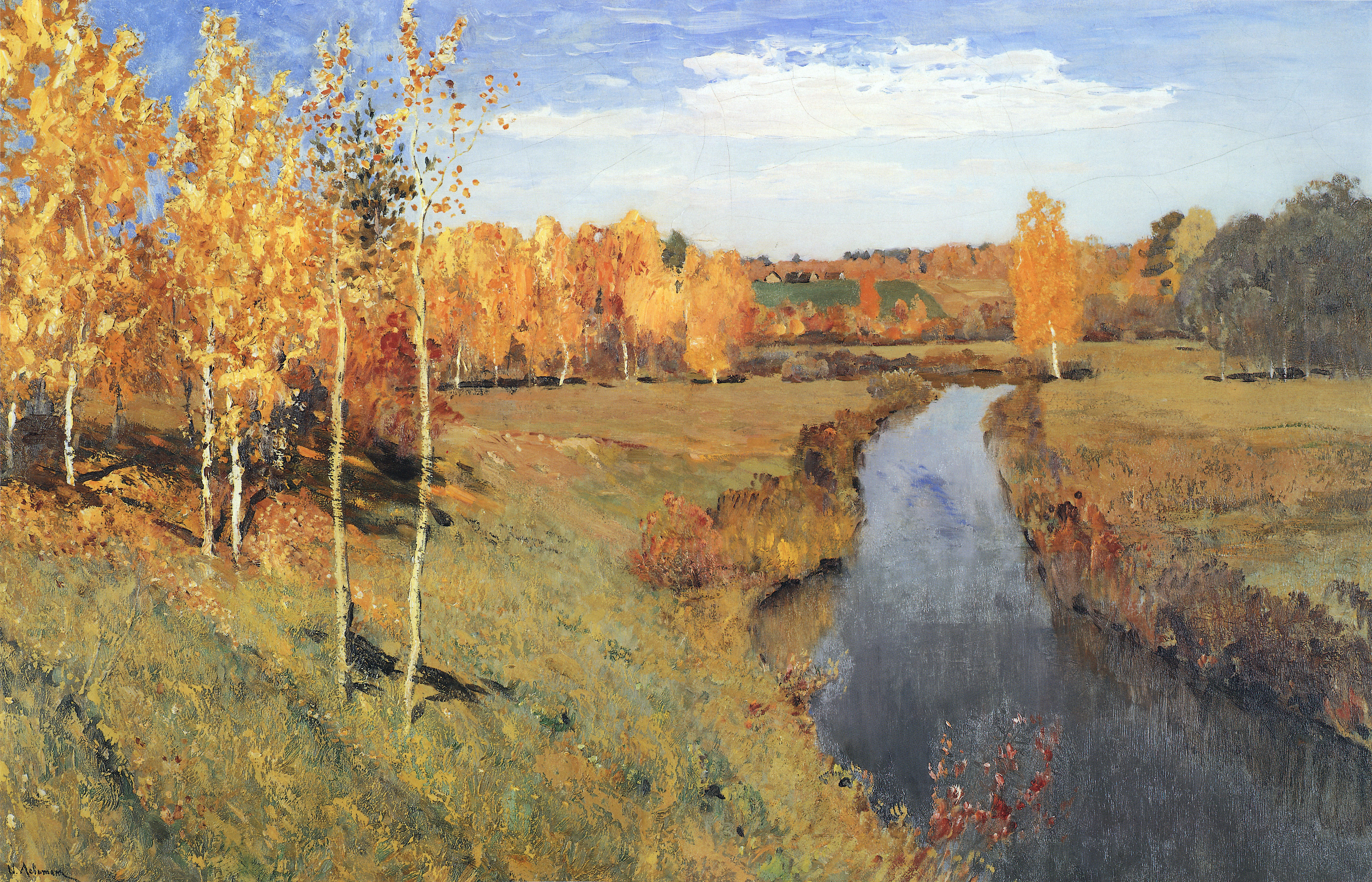
И. И. Левитан. «Золотая осень»
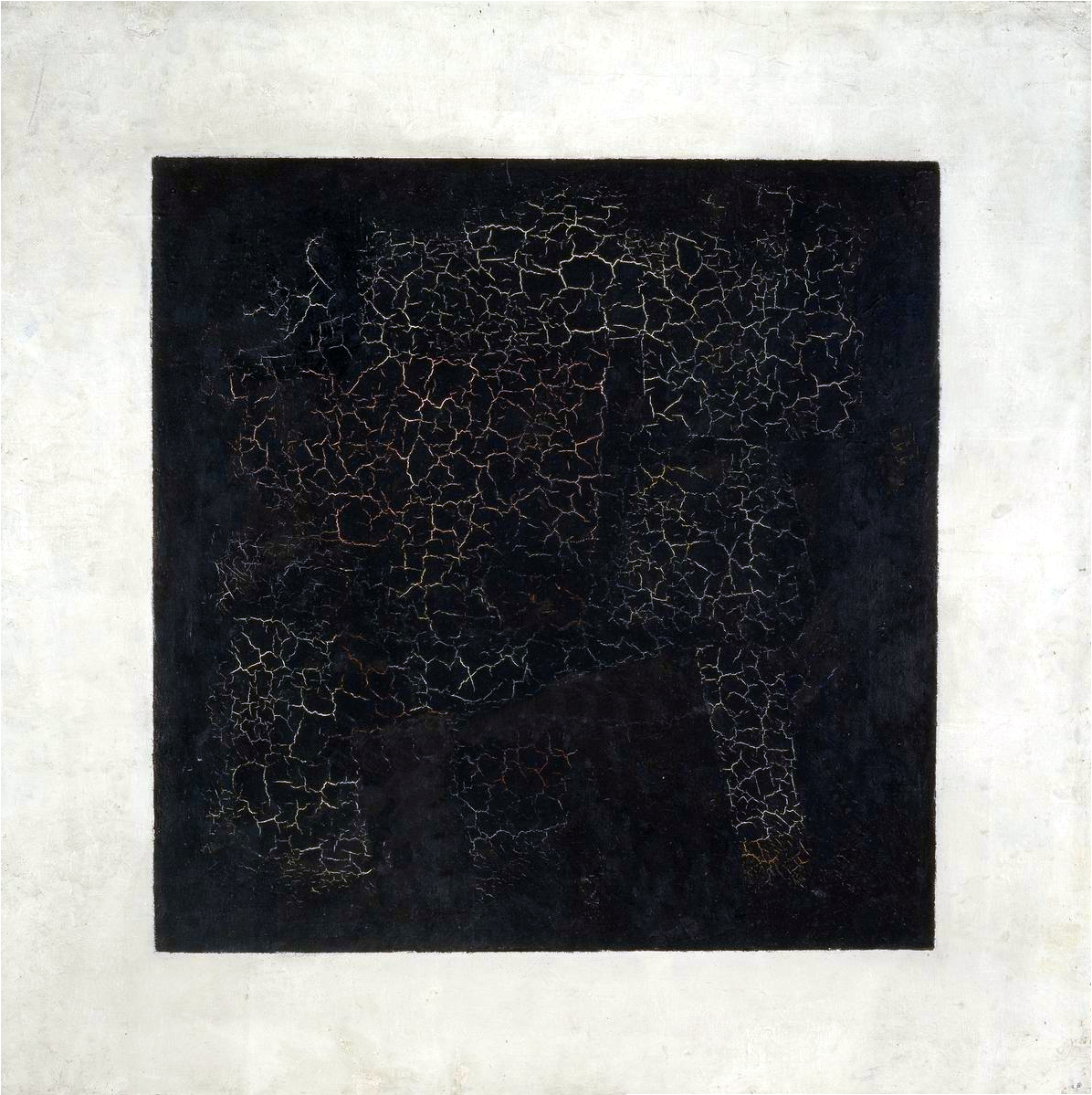
К. С. Малевич. «Чёрный квадрат»
А. А. Дейнека. «Оборона Севастополя»

### Архитектура
Древнерусская архитектура с одной стороны следовала за традицией, которая была установлена ещё в Византии, но, с другой, развивала линию самобытного русского деревянного зодчества. От Византии русские храмы унаследовали расположенные по оси запад — восток притвор или трапезную, наос и алтарь. Характерные же самобытные черты русских храмов: луковичные главы и многоглавость. Ярким примером русского оборонительного зодчества являются кремли. Традиционное средневековое жилище русских крестьян представляло собой срубную бревенчатую избу с двух- или четырёхскатной кровлей. Состоятельные горожане выстраивали хоромы.
В дальнейшем русская архитектура оказалась под большим влиянием западноевропейской архитектуры стилей барокко и классицизм, примером чему служит, например, застройка Санкт-Петербурга и его окрестностей. С середины XIX века художники и архитекторы Российской империи обратили взоры на древнерусское зодчество, создав русский и неорусский стили.
Яркой страницей в истории архитектуры СССР стали авангардные проекты городов-садов, домов-коммун, жилкомбинатов, соцгородов в духе конструктивизма и рационализма. В начале 1930-х годов со сменой политической конъюнктуры архитектура авангарда оказалась под запретом, а вместе с ней и объявленные «левацкими загибами» проекты жилых домов и комплексов с обобществлённым бытом, начался период сталинской архитектуры. Переход к массовому типовому строительству при Н. С. Хрущёве породил так называемые «хрущёвки».
Исторический центр Санкт-Петербурга, комплекс церквей в Кижах, Московский Кремль и Красная площадь, исторические памятники Новгорода, крепость Нарын-кала в Дербенте включены в список Всемирного наследия ЮНЕСКО. Славист и историк русской архитектуры У. К. Брумфилд выделил русское деревянное зодчество и конструктивизм как наиболее значимые достижения русской архитектуры. Кроме того, в России сохранились древние постройки народов Кавказа (осетинская, рутульская архитектура); свой самобытный облик имеет татарская архитектура.

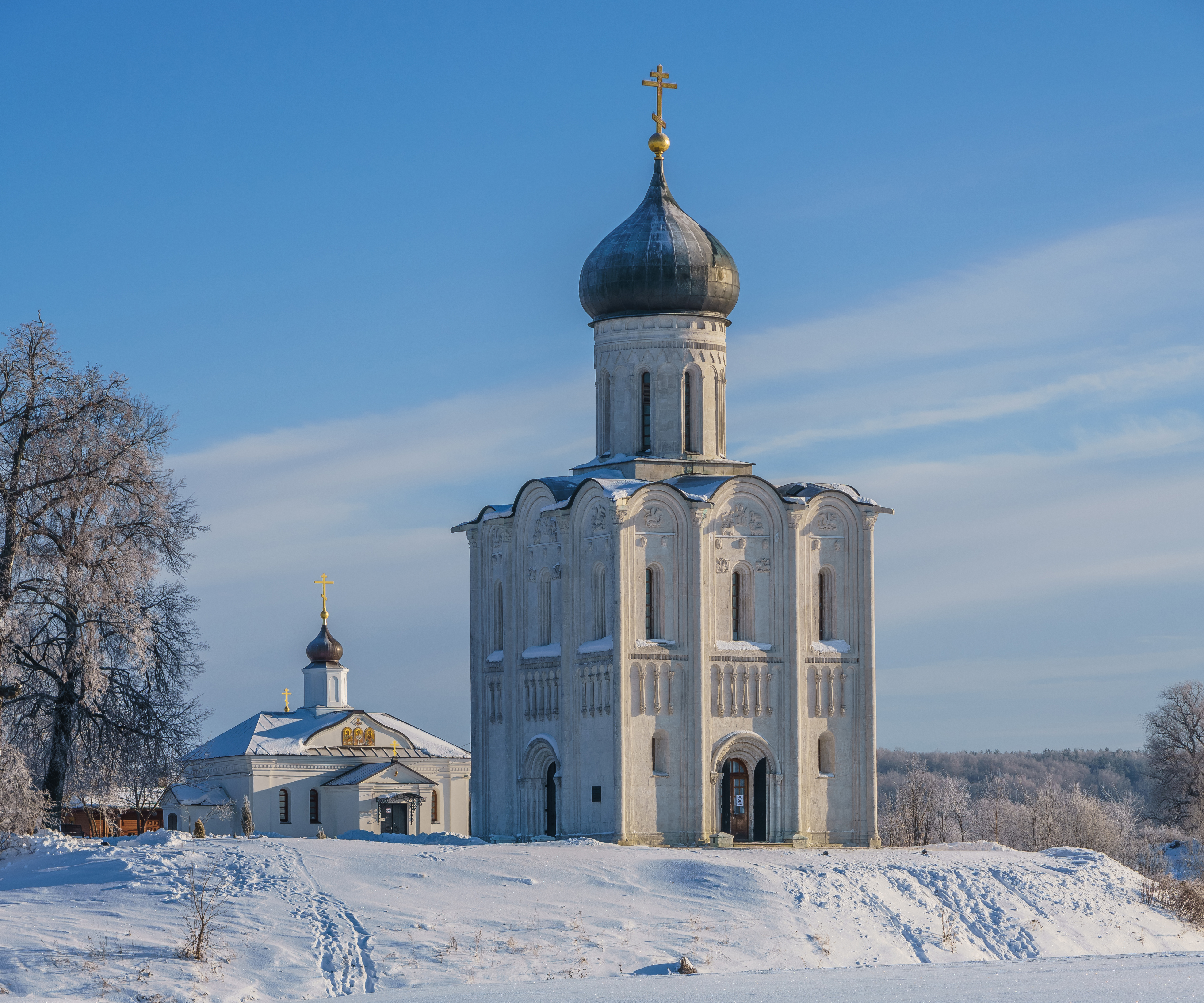
Храм Покрова на Нерли
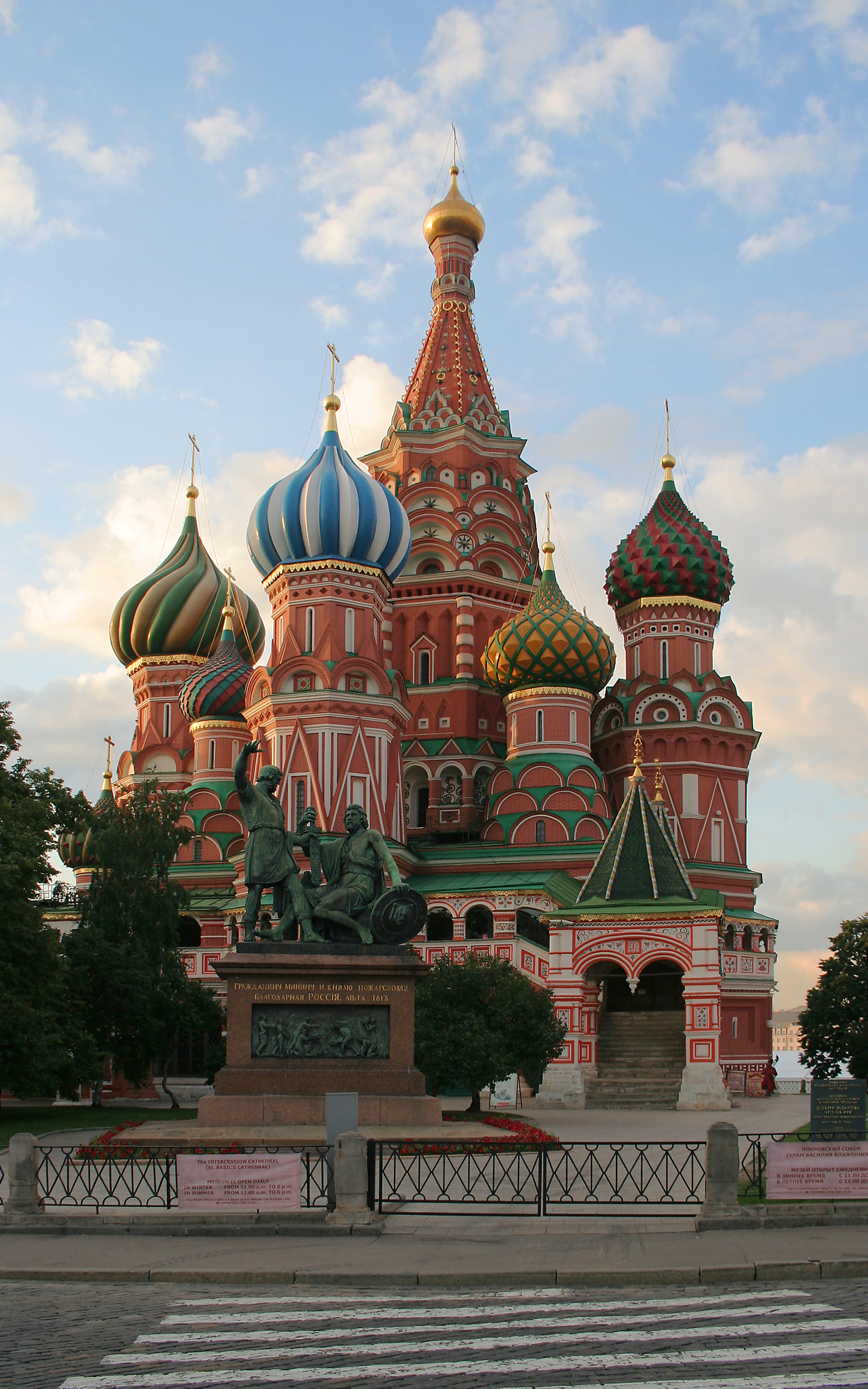
Храм Василия Блаженного
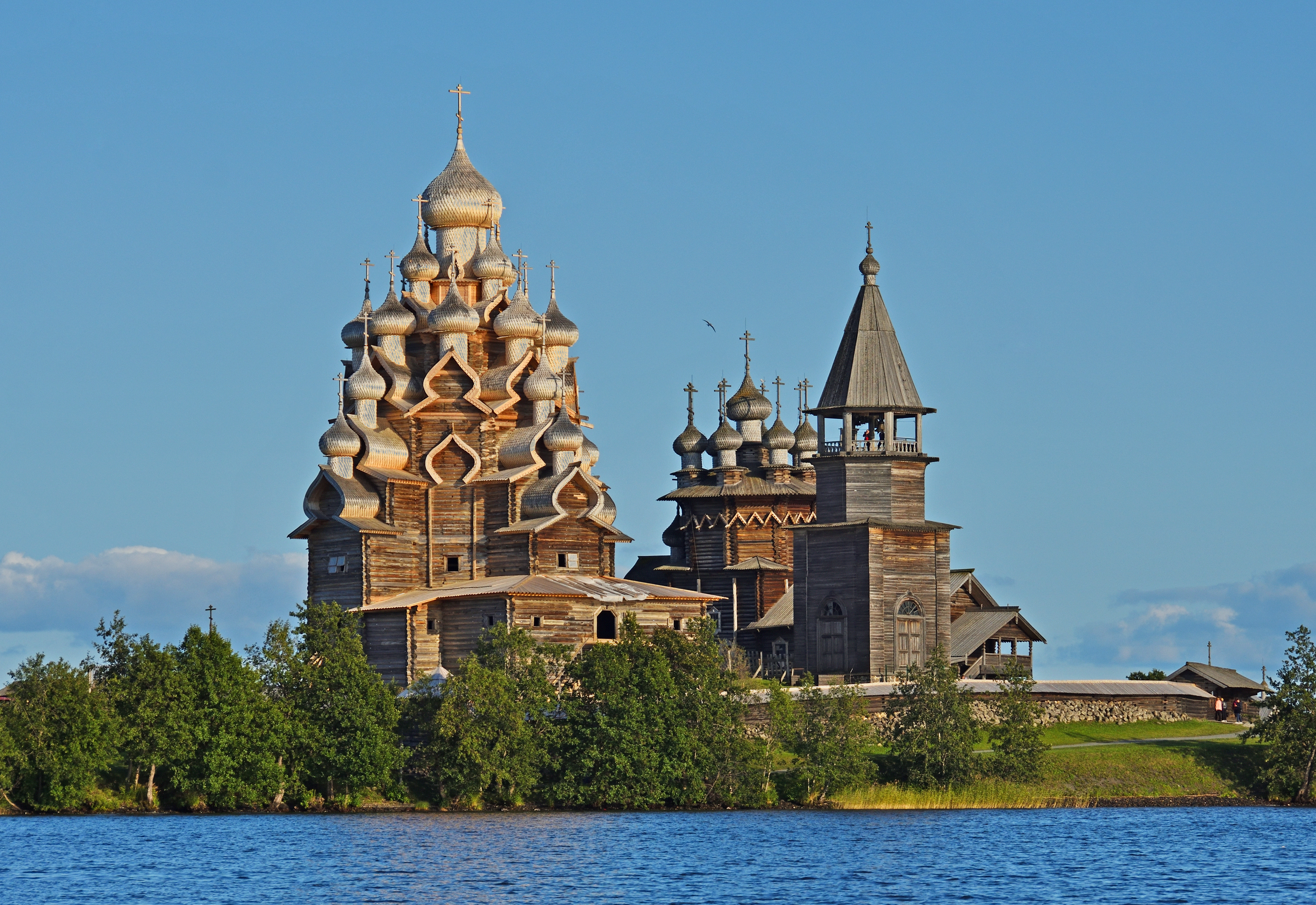
Кижский погост
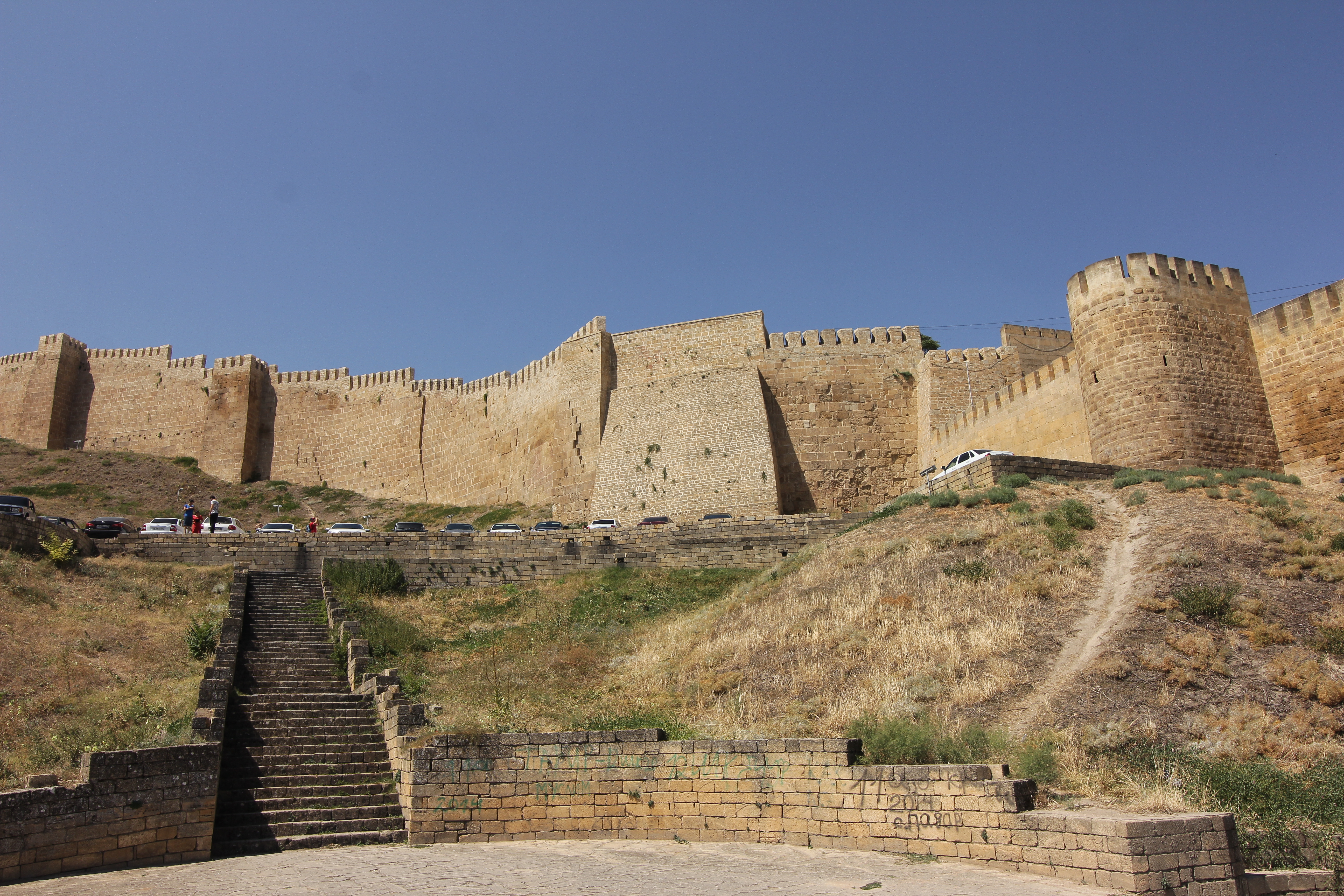
Крепость Нарын-кала
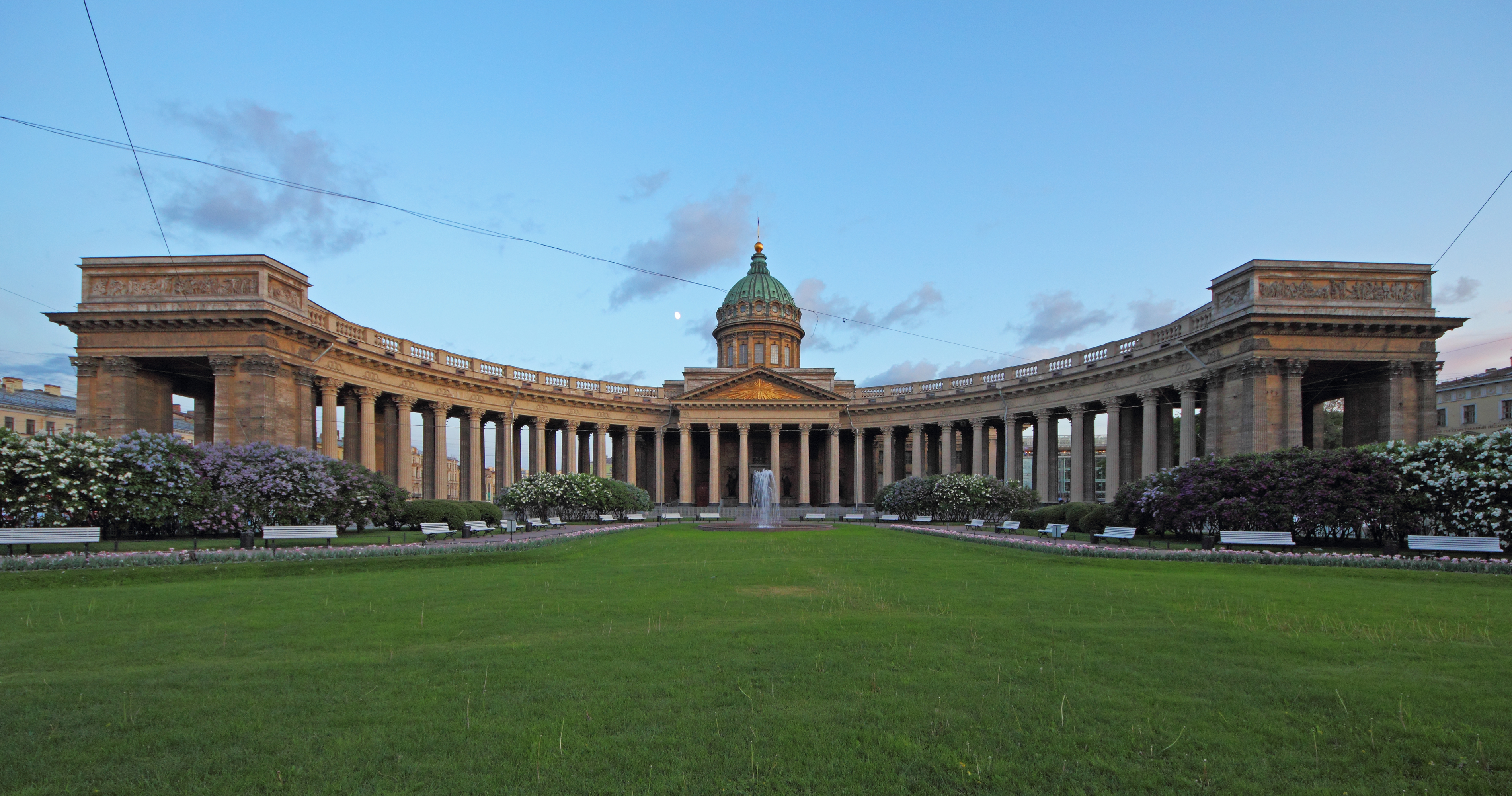
Казанский собор
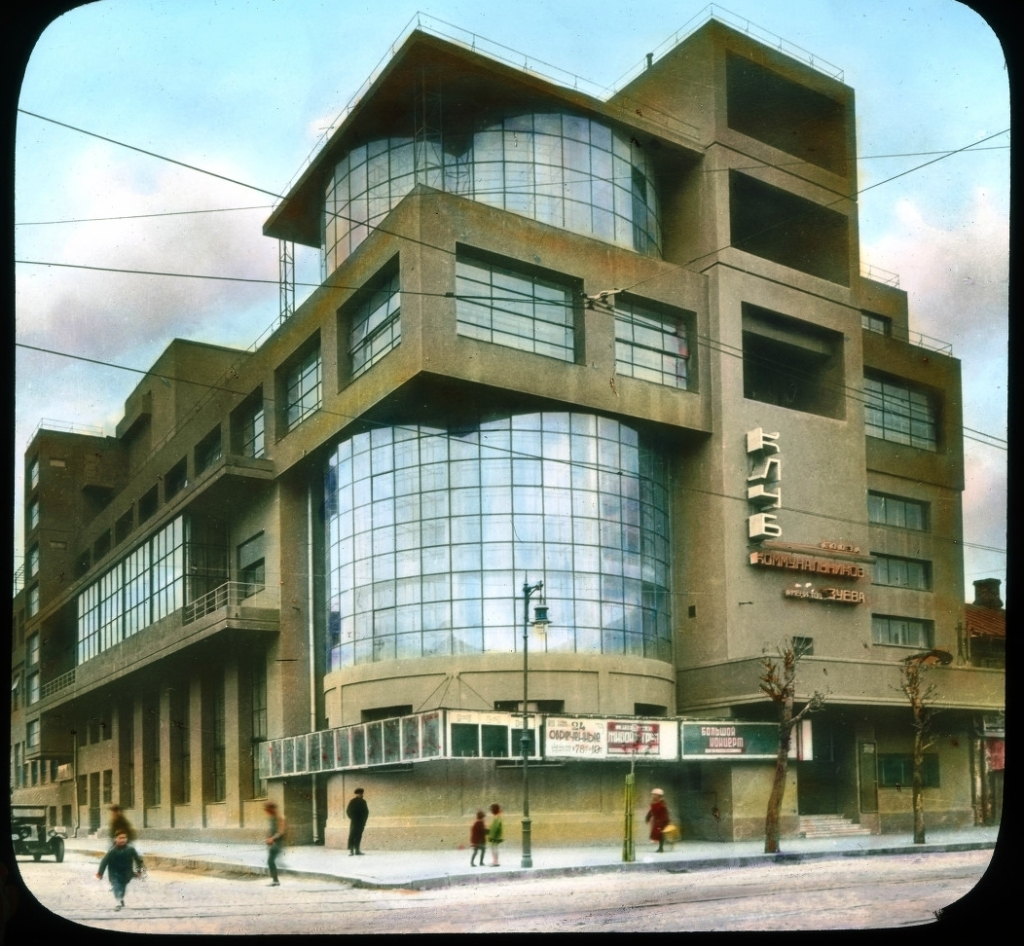
Дом культуры имени Зуева

### Музыка
Музыкальная культура России является одной из важнейших составных частей мировой культуры и включает в себя богатое музыкальное наследие всех народов России. Это понятие объединяет творчество русских и советских композиторов XVI—XX веков, русский музыкальный фольклор, русский романс, популярную музыку советского и постсоветского периода, русский рок, творчество бардов.
- Знаменное пение. Наиболее известные композиторы: Василий Рогов, Фёдор Крестьянин (Христианин) и Иван Нос.
- Русская народная музыка. Наиболее известные исполнители: Надежда Плевицкая, Лидия Русланова, Фёдор Шаляпин, Ольга Воронец, Людмила Зыкина, Евгения Смольянинова и другие.
- Русская симфоническая музыка. Россия является родиной многих композиторов, ставших признанными во всём мире классиками жанра симфонической музыки. Среди них А. А. Алябьев, М. И. Глинка, А. П. Бородин, П. П. Булахов, М. П. Мусоргский, П. И. Чайковский, Н. А. Римский-Корсаков, А. К. Глазунов, А. Н. Скрябин, С. В. Рахманинов, С. С. Прокофьев, И. Ф. Стравинский, Д. Д. Шостакович, Н. Я. Мясковский, Г. В. Свиридов, А. И. Хачатурян, Э. В. Денисов, С. А. Губайдулина, Р. К. Щедрин, А. Г. Шнитке и многие другие. Также, неоценимый вклад в развитие музыкальной культуры России внесли такие музыканты, как Д. Ф. Ойстрах, М. Л. Ростропович, Ю. А. Башмет, В. А. Гергиев, Е. В. Образцова, Д. А. Хворостовский, С. П. Ролдугин и другие.
- Русский романс. Наиболее известные композиторы: А. А. Алябьев, А. Е. Варламов, А. Л. Гурилёв, М. И. Глинка, А. С. Даргомыжский, А. П. Бородин, М. П. Мусоргский, П. И. Чайковский, Н. А. Римский-Корсаков, С. В. Рахманинов. В советское время: Г. В. Свиридов, Ю. А. Шапорин, Д. Д. Шостакович, С. С. Прокофьев и другие.
- Российская поп-музыка. Наиболее известные исполнители: Иосиф Кобзон, Муслим Магомаев, Эдуард Хиль, Эдита Пьеха, Олег Анофриев, Юрий Антонов, Лев Лещенко, София Ротару, Алла Пугачёва, Валерий Леонтьев, Филипп Киркоров, Дима Билан и другие.
- Авторская песня. Жанр авторский песни возник в СССР в середине XX века. Выразительными средствами и отличительными качествами этого жанра являются смысловая и качественная нагрузка на поэтический текст, напевность, естественность, мелодичность и гармоническая функциональность музыкального материала; настроение доверительного общения; камерность исполнения; идеалистическая и романтическая направленность. Наиболее известные исполнители: Владимир Высоцкий, Александр Галич, Булат Окуджава, Александр Городницкий, Юрий Визбор, Юлий Ким, Александр Дольский, Татьяна и Сергей Никитины, Алексей Иващенко и Георгий Васильев («Иваси»), Олег Митяев и другие.
- Русский рок — собирательное обозначение русскоязычной рок-музыки, создаваемой и исполняемой (вначале в СССР, далее в СНГ и иных странах) русскоязычными авторами и исполнителями, музыкантами и музыкальными группами. Изначально русский рок формировался под большим влиянием западной рок-музыки, а также русской авторской песни, исполняемой обычно под акустическую гитару. Наиболее известные группы: «Машина времени», «Воскресение», «Аквариум», Nautilus Pompilius, «Кино», «Алиса», «Агата Кристи», «Ария», «Кипелов», «Чиж & Co», «ДДТ», «Звуки Му», «Гражданская оборона», «Король и Шут», «НАИВ», «Би-2».
- Русский рэп — русскоязычная песня, которая записана в стиле рэп. Первые исполнители этого жанра появились в Советском Союзе во второй половине 1980-х годов. Наиболее известные из них: Bad Balance, Богдан Титомир и «Мальчишник». Самые известные исполнители современного русского рэпа: Моргенштерн, Тимати, Егор Крид, Oxxxymiron, Мот, Баста, Макс Корж, Джиган, Слава КПСС и другие.
- «Блатная песня». Российский (и советский) музыкальный жанр, поэтизирующий быт и нравы уголовной среды, изначально рассчитанный на аудиторию из лиц, близких к преступному миру. Со временем в жанре «блатной песни» стали писаться произведения, которые выходят за рамки криминальной тематики, однако сохраняют её характерные особенности (мелодия, жаргон, повествование, мировоззрение). C 1990-х годов «блатную песню» в российской музыкальной индустрии продвигают под наименованием «шансон» (имеется музыкальная премия «Шансон года»).

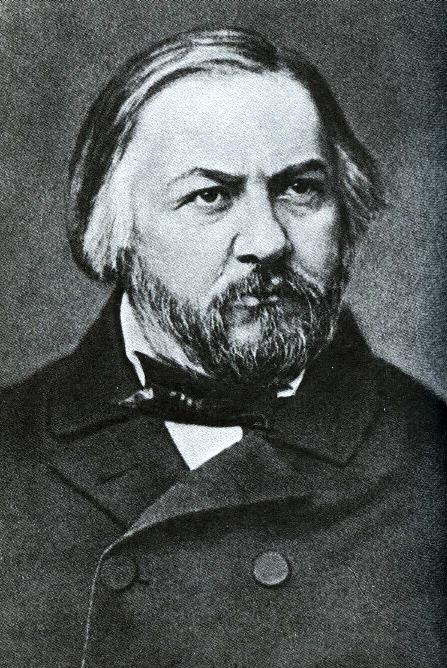
Михаил Глинка
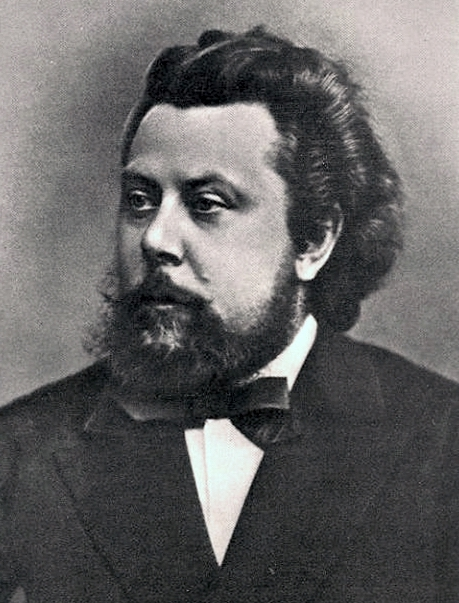
Модест Мусоргский
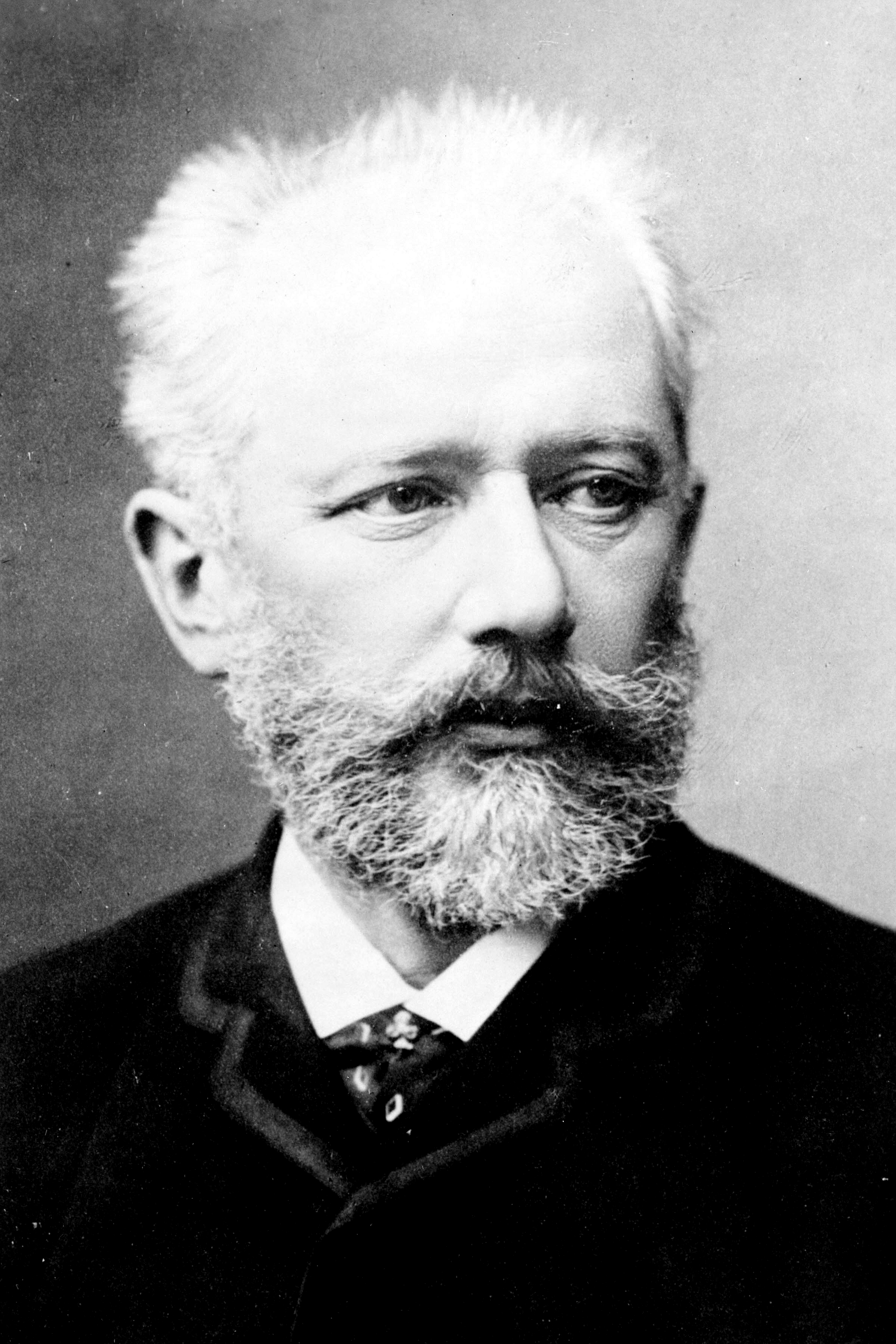
Пётр Чайковский
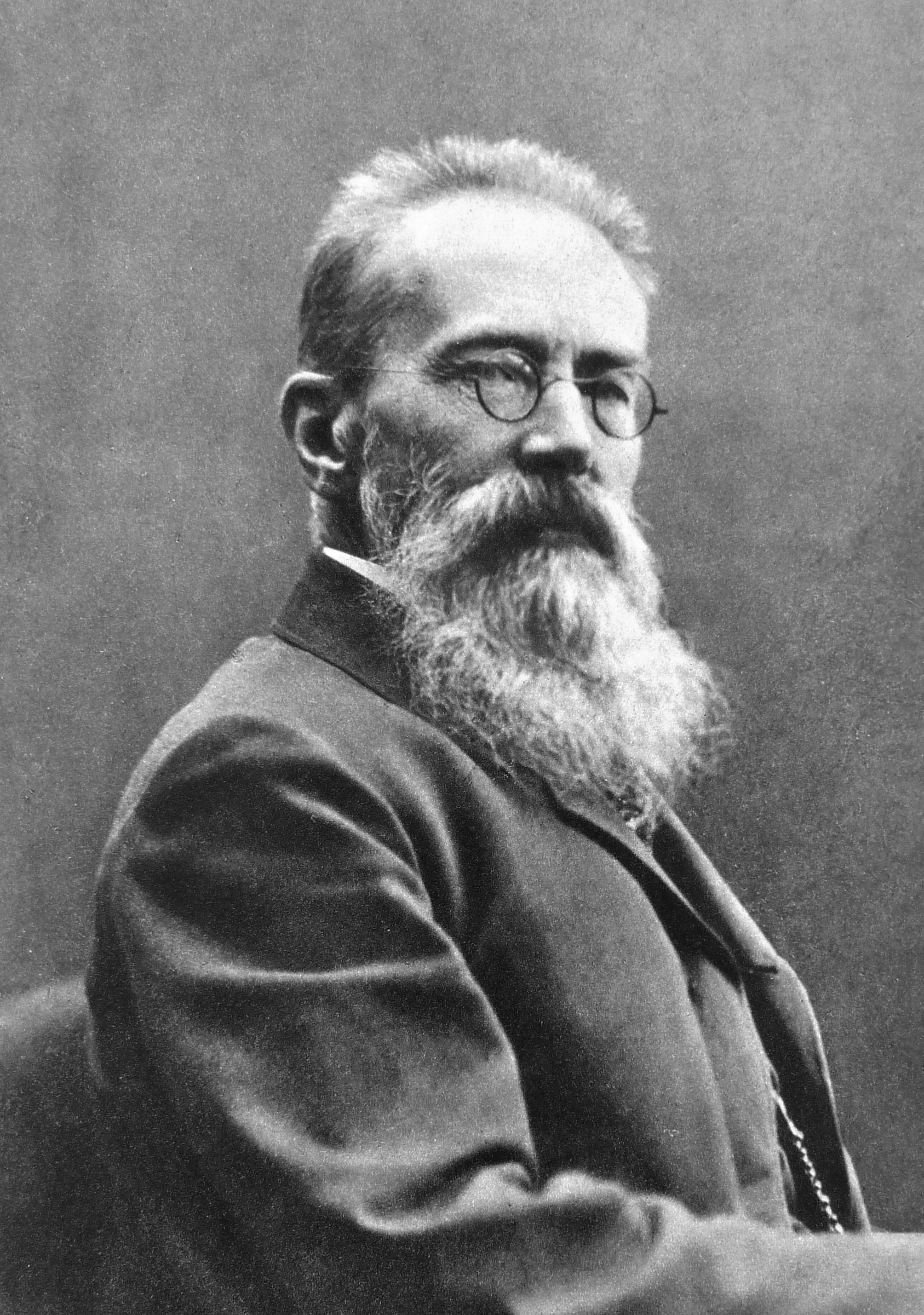
Николай Римский-Корсаков
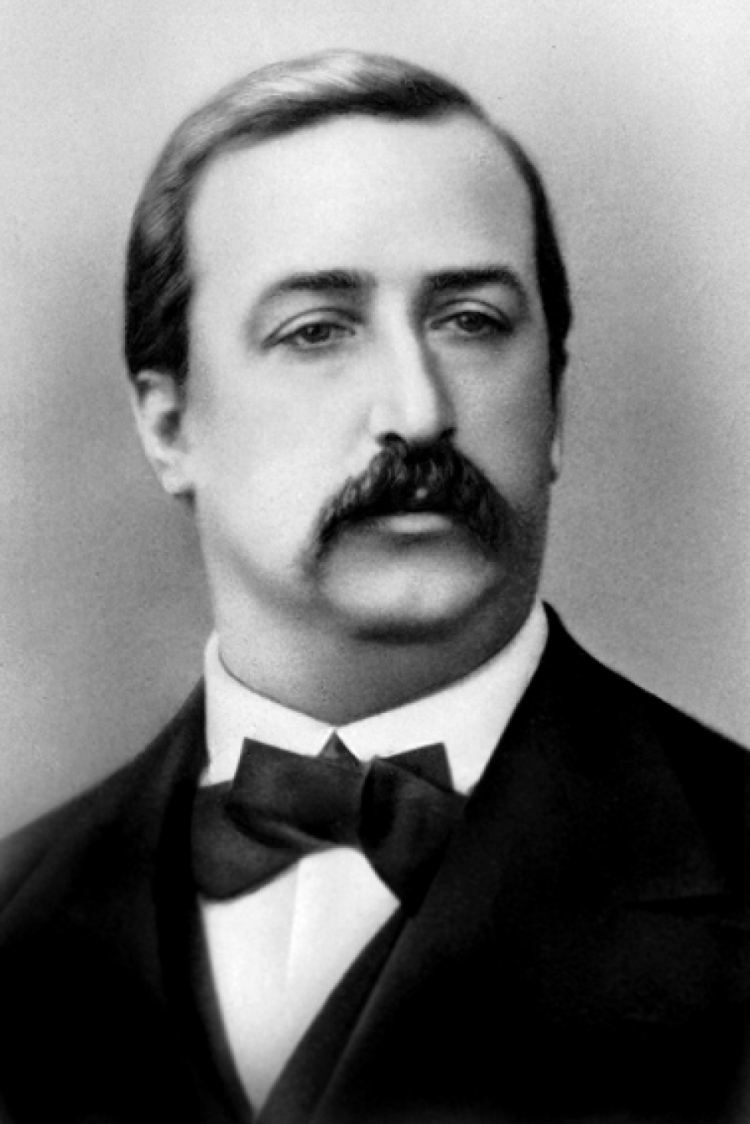
Александр Бородин
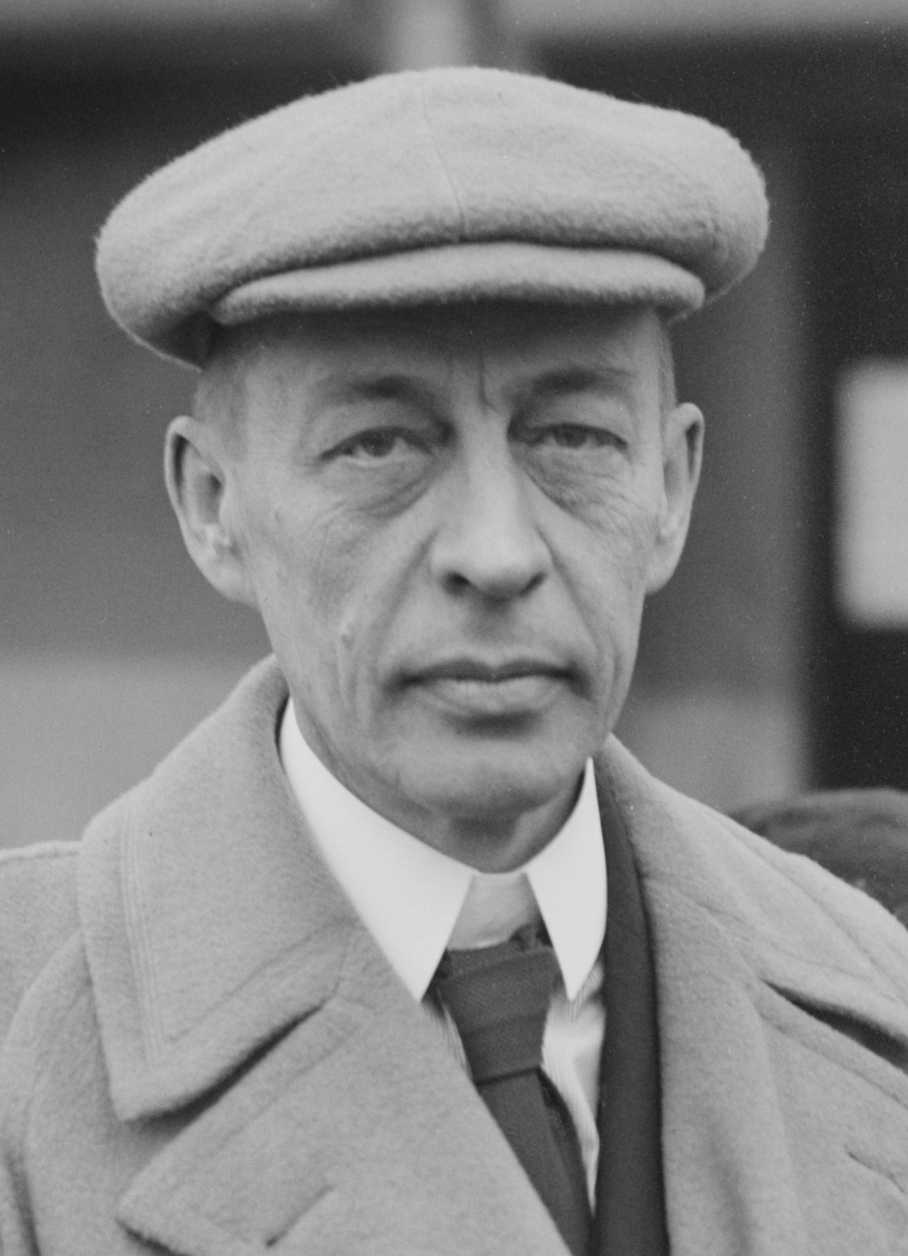
Сергей Рахманинов
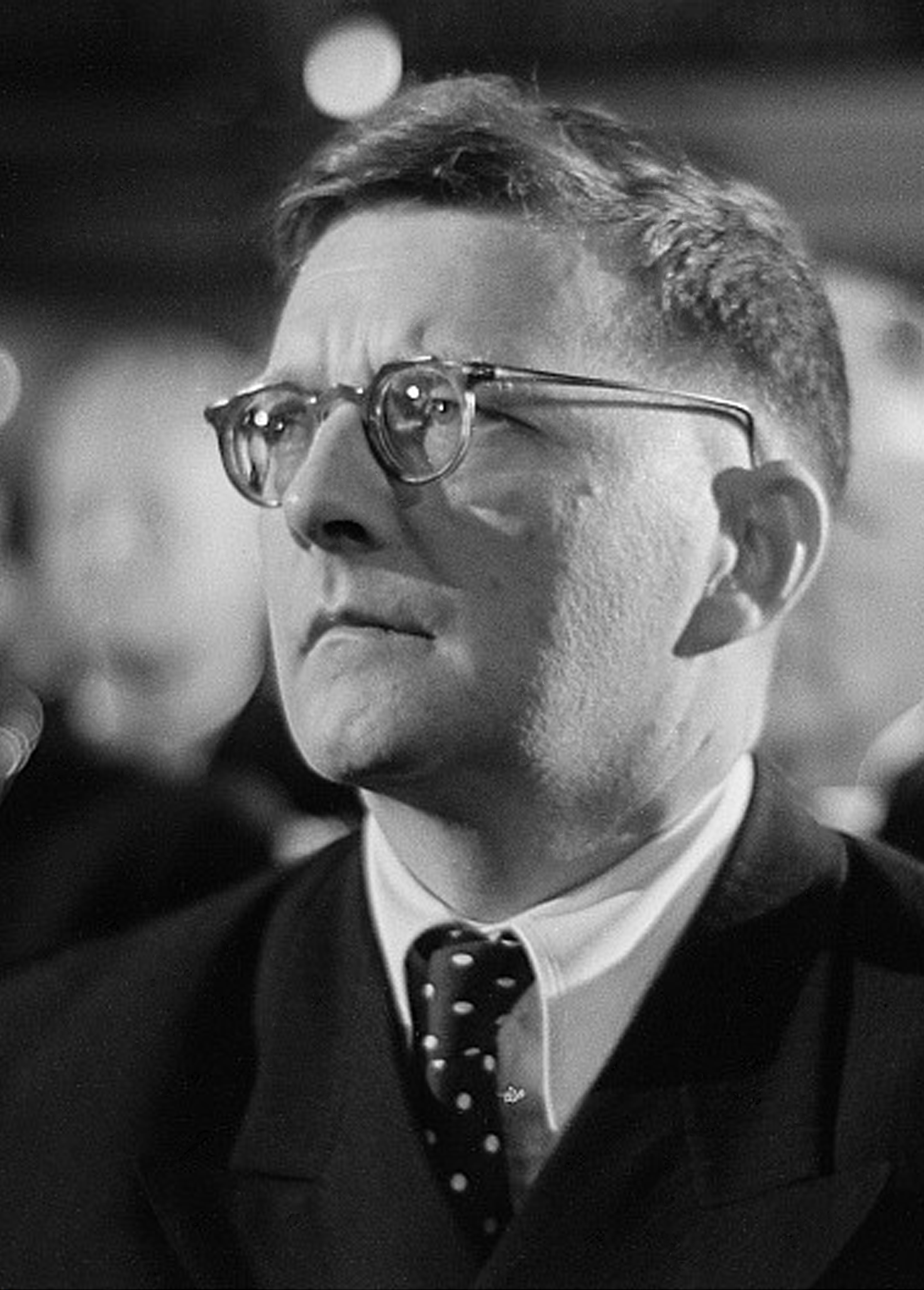
Дмитрий Шостакович

### Театр и кинематограф

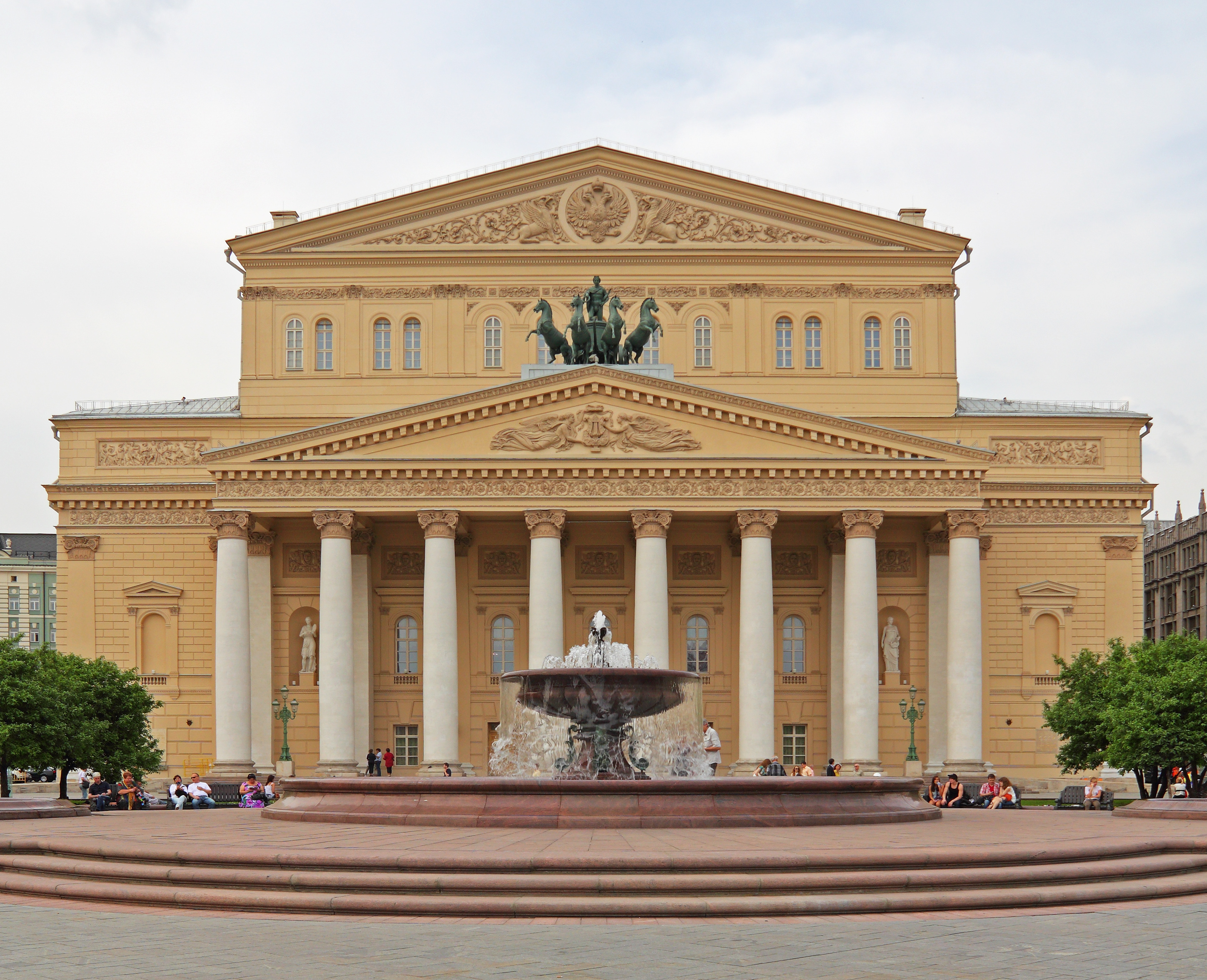
Большой театр

Русские средневековые актёры скоморохи известны с XI века. Среди них были музыканты, певцы, танцоры, шутники, дрессировщики диких животных.
Театр в современном понимании появился в России благодаря иностранцам. Развитием театрального дела занимались царь Алексей Михайлович, император Пётр I. После смерти Петра Первого театральное искусство в России начало приходить в упадок. Но в царствование императрицы Елизаветы Петровны музыкальное и театральное дело возродилось: 30 августа 1756 года учреждён театр в Санкт-Петербурге (ныне Александринский театр). Императрица Екатерина II придавала театру высокое воспитательно-образовательное значение, но по большей части русский театр того времени оставался великосветским развлечением.

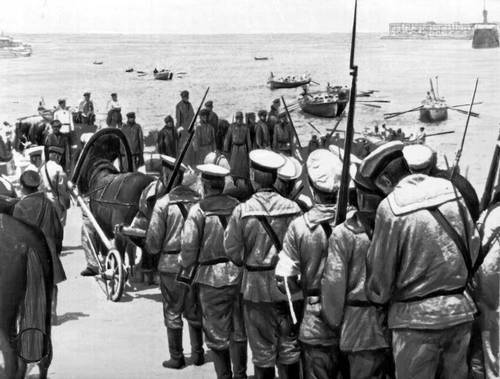
Кадр из фильма «Оборона Севастополя»

Уже в апреле 1896 года, через 4 месяца после первых парижских кинематографических сеансов, в России появляются первые кинематографические аппараты. В мае того же года Камилл Серф осуществил первые в России документальные кинематографические съёмки торжеств в честь коронации императора Николая II. Кинопоказы быстро стали модным развлечением, первый постоянный кинотеатр открылся в Санкт-Петербурге в мае 1896 года на Невском проспекте.
Первые российские художественные ленты представляли собой экранизации фрагментов классических произведений русской литературы («Песнь про купца Калашникова», «Идиот», «Бахчисарайский фонтан»), народных песен («Ухарь-купец») или иллюстрировали эпизоды из российской истории («Смерть Иоанна Грозного», «Пётр Великий»). В 1911 году на экраны выходит первый в России полнометражный фильм «Оборона Севастополя».
В 1925 году режиссёром Сергеем Эйзенштейном был создан фильм «Броненосец „Потёмкин“», признанный художественными критиками одним из лучших фильмов всех времён и народов.
Три советских и один российский фильм получили премию «Оскар» в категории «Лучший фильм на иностранном языке» (в скобках — год получения премии «Оскар»):
- «Война и мир» Сергея Бондарчука (1969 год);
- «Дерсу Узала» Акиры Куросавы (совместное производство СССР и Японии) (1976 год);
- «Москва слезам не верит» Владимира Меньшова (1981 год);
- «Утомлённые солнцем» Никиты Михалкова (1995 год).

В советские годы успешно развивалась мультипликация. Мультфильм «Ёжик в тумане» Юрия Норштейна в 2003 году в Токио был признан лучшим мультфильмом всех времён и народов по результатам опроса 140 кинокритиков и мультипликаторов разных стран.

### Балет
Представителями русского балета, достигшими мировой славы, были такие выдающиеся танцовщики как Матильда Кшесинская, Ольга Спесивцева, Вацлав Нижинский, Анна Павлова, Тамара Карсавина, Джордж Баланчин (положил начало американскому балету и современному неоклассическому балетному искусству в целом), Марис Лиепа, Рудольф Нуреев, Галина Уланова, Константин Сергеев, Майя Плисецкая и многие другие.

### Музеи
Россия обладает одним из крупнейших в мире музейных фондов культурного наследия. Российские музеи находятся в первой десятке наиболее посещаемых музеев мира.

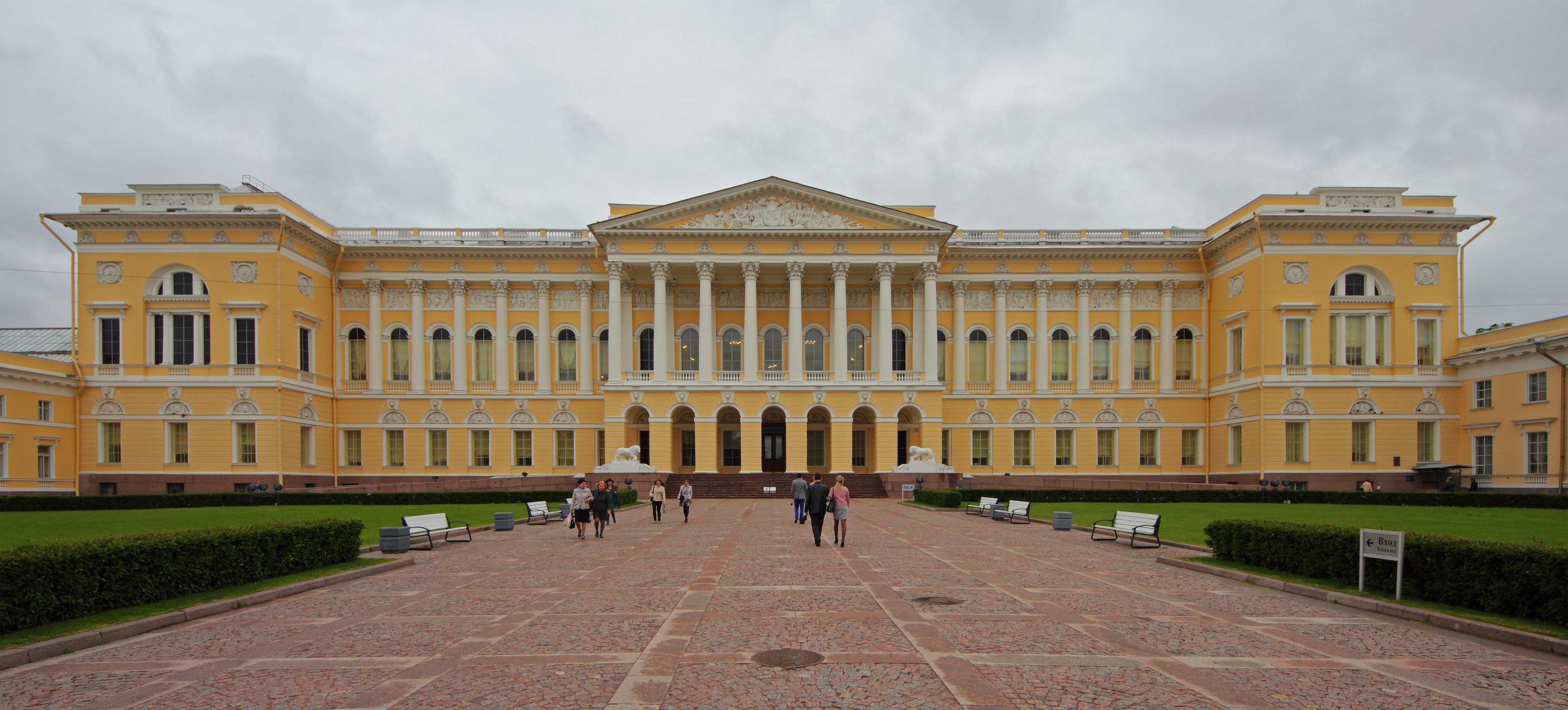
Государственный Русский музей

Основу современного музейного мира России составляет 2027 музеев системы Министерства культуры России, в которых сосредоточено около 60 млн единиц хранения и которые ежегодно посещают около 70 млн человек. Россия является мировым лидером по количеству музеев, вошедших в список крупнейших музеев мира: Кунсткамера в Санкт-Петербурге, Музей изобразительных искусств имени А. С. Пушкина, Третьяковская галерея, Оружейная палата, Русский музей (крупнейший музей русского искусства в мире). Государственный Эрмитаж входит в список 10 лучших музеев мира, по мнению журнала National Geographic, Государственный исторический музей — крупнейший национальный исторический музей России.

### Библиотеки и архивы
Россия является одним из мировых лидеров по размеру библиотечного фонда: в стране функционирует около 39 тыс. библиотек, которые посещают примерно 30 % населения страны. В стране действует несколько библиотек мирового уровня, Российская национальная библиотека, по мнению аналитической компании World atlas, занимает пятое место в мире величине своего библиотечного фонда.
Российские архивы входят в число крупнейших архивов мира.

### Декоративно-прикладное искусство
Народные былины, сказки, характерные для народов, населяющих Россию, донесли до нас народную мудрость из глубин веков.
Художественные промыслы в России формировались на основе народного творчества, которое, благодаря профессиональным художникам и купечеству в начале XX века трансформировалось в профессиональное декоративное искусство: дымковская игрушка, филимоновская игрушка, оренбургский пуховый платок, палехская миниатюра, абашевская игрушка, хохлома, гжель, хлудневская игрушка, городецкая роспись, богородская резьба.

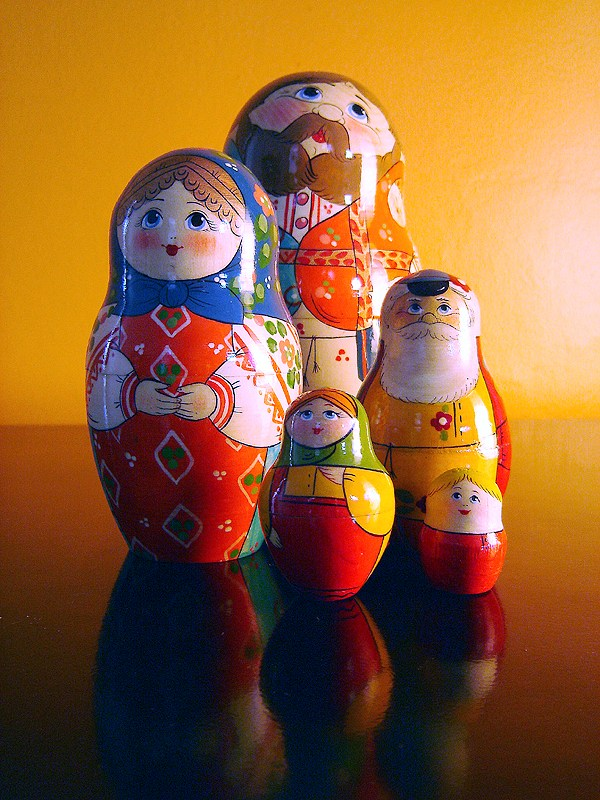
Матрёшка
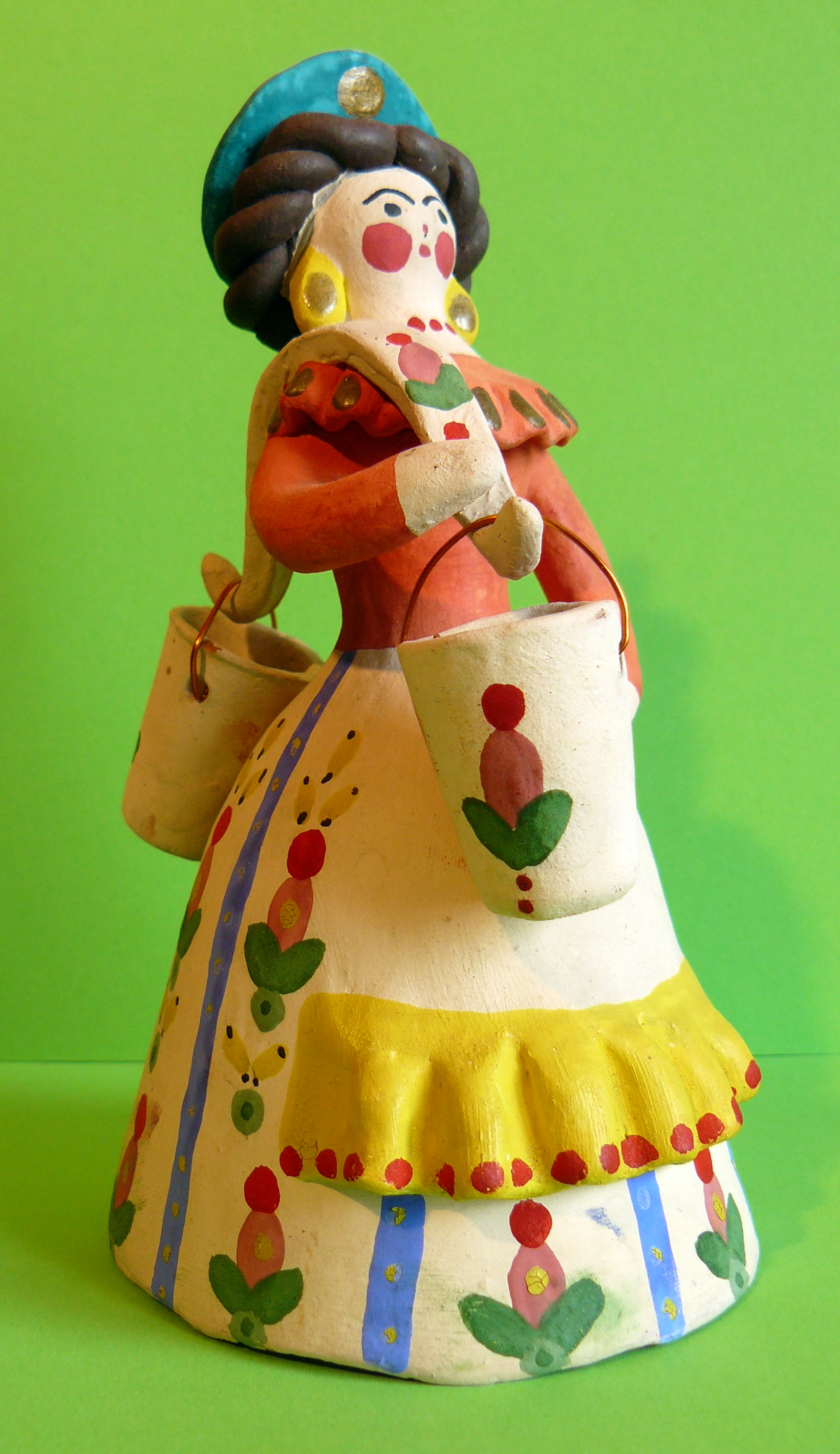
Дымковская игрушка
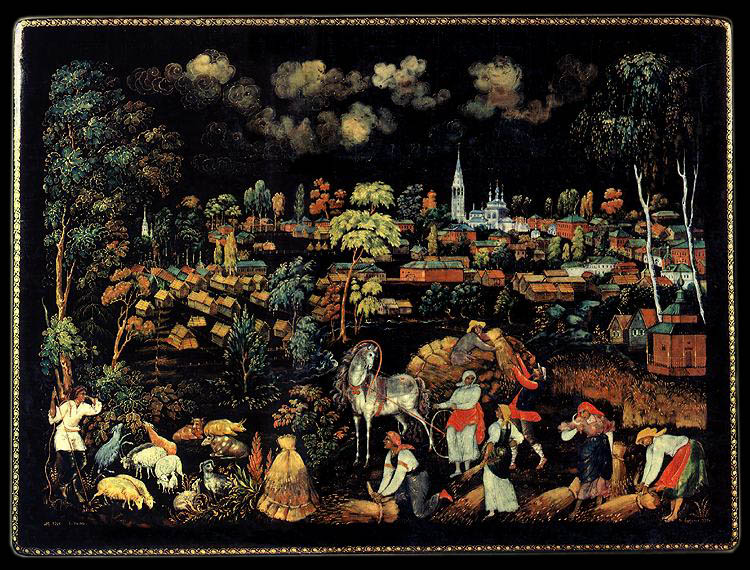
Палехская миниатюра
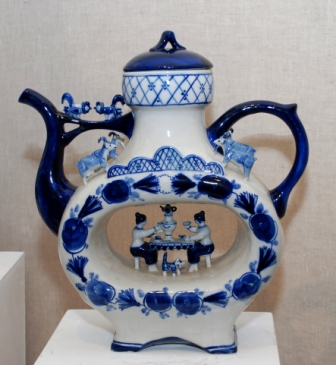
Гжель
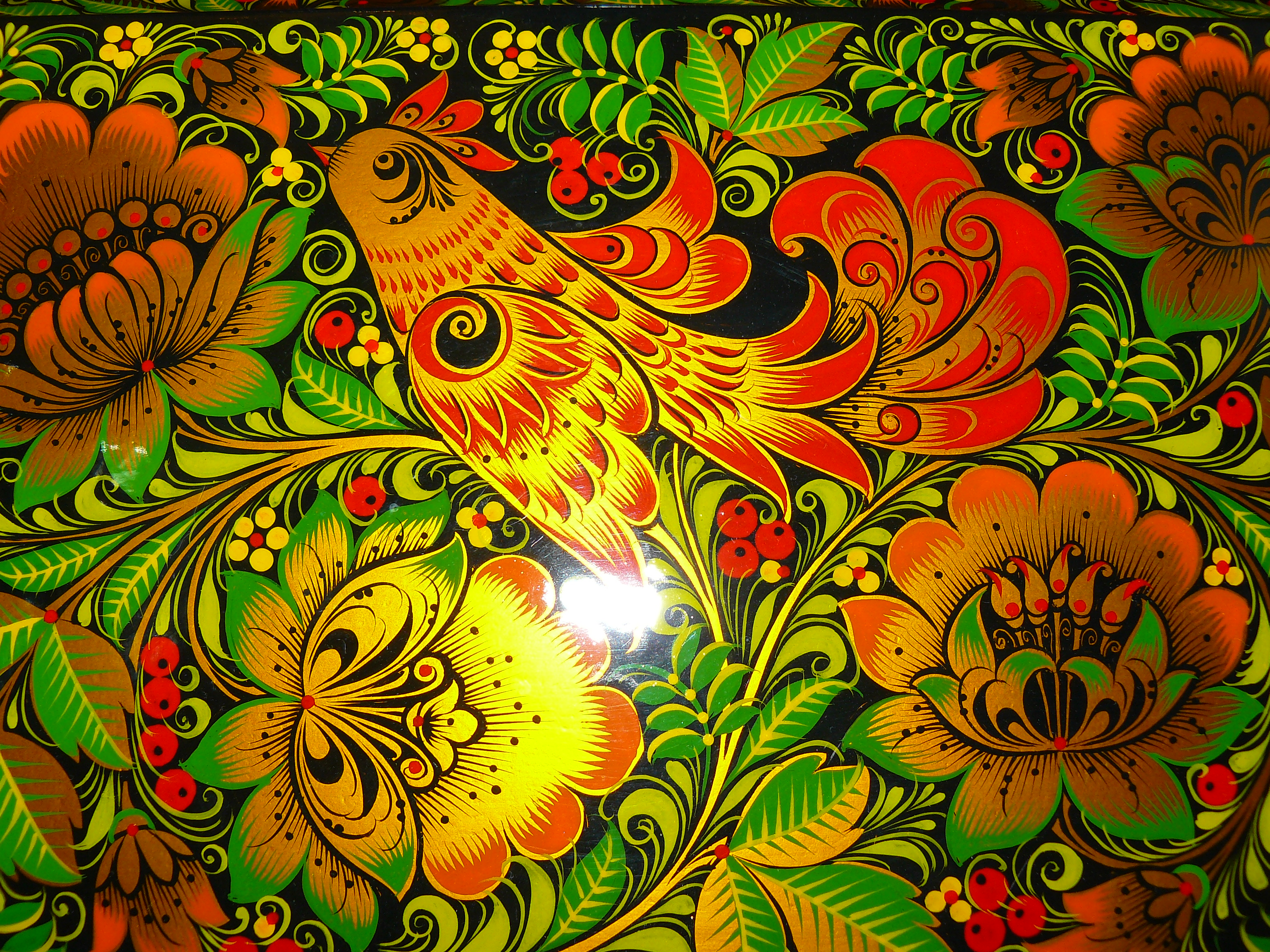
Хохлома

## Средства массовой информации

### Печать
Первые периодические издания появились в России в начале XVIII века, однако широкое развитие печатные средства массовой информации получили только в конце XIX века.
По состоянию на конец 2000-х годов в России издаётся более 170 ежедневных газет — как центральных, так и местных — общим тиражом около 4,8 млн экземпляров, а также более 425 неежедневных газет и журналов общим тиражом около 7,8 млн экземпляров. Ведущие национальные газеты (разовые тиражи, тыс. экз.):
«Известия» (150 тыс. экз.), основана в 1917 году, бывший орган руководящих учреждений Советской власти;
«Коммерсантъ» (125 тыс. экз.), основана в 1989 году;
«Комсомольская правда» (955 тыс. экз.), основана в 1925 году, бывший орган Центрального комитета ВЛКСМ;
«Московский комсомолец» (700 тыс. экз.), основана в 1919 году, бывший орган Московского горкома ВЛКСМ;
«Независимая газета» (40 тыс. экз.), основана в 1990 году;
«Новая газета» (284 тыс. экз.), основана в 1993 году;
«Новый взгляд» (307 тыс. экз.), основана в 1992 году;
«Парламентская газета» (56,5 тыс. экз.), основана в 1996 году, орган Федерального собрания России;
«Правда» (100 тыс. экз.), основана в 1912 году, орган Центрального комитета КПРФ;
«Российская газета» (166 тыс. экз.), основана в 1990 году, орган Правительства Российской Федерации;
«Советский спорт» (180 тыс. экз.), основана в 1924 году.
Ведущие информационные агентства России: ТАСС (основано в 1904 году); «Россия сегодня» (основано в 2013 году); «Интерфакс» (основано в 1989 году).
Центром государственной библиографии и статистики российской печати является Российская книжная палата. Будучи филиалом ТАСС, палата систематически выпускает библиографические указатели. Итоговые данные о выпуске печатной продукции публикуются в статистическом ежегоднике «Ежегодный библиографический указатель книг России» (с 1954). Республиканские книжные палаты имеются в Башкортостане, Чувашии и Татарстане.

### Телевидение и радиовещание
Российский учёный А. С. Попов является одним из изобретателей радио, впервые в России осуществивший передачу электромагнитных волн на расстоянии. Радиовещание ведётся в России с 1924 года, телевизионное вещание — с 1931 года.
До 1991 года руководство телевидением и радиовещанием осуществляло Гостелерадио, передачи велись по трём всесоюзным радио- и двум всесоюзным телевизионным программам. Местные телевизионные передачи велись местными студиями телевидения по 2-й программе, кроме Ленинградской студии телевидения и Главной редакции передач для Москвы и Московской области Центрального телевидения, передававшие собственные «третьи» программы, местные радиопередачи — местными комитетами по телевидению и радиовещанию по 1-й программе. Существовала сеть проводного радиовещания: 1-я программа являлась смешанной и состояла из местных передач и передач Первой всесоюзной программы, по 2-й программе передавалась Вторая всесоюзная программа, по 3-й — Третья всесоюзная программа.
В 1992—1995 годах руководство вещанием по 1-му федеральному телеканалу, 1-му (заголовок «Радио 1») и 2-му (заголовок «Маяк») федеральным радиоканалам осуществлялось Российской государственной телерадиокомпанией «Останкино» (РГТРК «Останкино»), вещание по 2-му федеральному телеканалу (заголовки «Российское телевидение», «РТР», «Россия») и 3-му федеральному радиоканалу (заголовок «Радио России») — Всероссийской государственной телерадиокомпанией (ВГТРК). Местные радио- и телевизионные передачи велись по 2-му теле- и 3-му радиоканалу местными государственными телерадиокомпаниями (с 2004 года — филиалы ВГТРК), кроме Московской и Санкт-Петербургской которые передавали собственные «третьи» телевизионные каналы. Продолжало существование проводное радиовещание: первый канал оставался смешанным и состоял из местных передач и передач третьего федерального радиоканала, по второму каналу передавалась второй федеральный радиоканал, по третьему — первый федеральный радиоканал.
В 1995 году РГТРК «Останкино» была упразднена, вместо неё было создано акционерное общество с участием государства «Общественное российское телевидение», Общероссийская государственная радиокомпания «Маяк» (в 1998 году передана под управление ВГТРК, с 2004 года — её филиал) и Общероссийская радиостанция «Радио 1» (в 1997 году упразднена, а вещание первого радиоканала и третьего канала проводного вещания было передано различным коммерческим радиостанциям). На зарубежье вещает Российская государственная радиокомпания «Голос России», с 2014 года — Международное информационное агентство «Россия сегодня». Одновременно широкое распространение получило коммерческое телевидение, представленное такими компаниями как «Телекомпания НТВ» (в 2001 году перешла под контроль акционерного общества «Газпром», контролируемого в свою очередь государством), «Московская независимая вещательная корпорация» (в 2002 году прекратила вещание), «Телекомпания REN TV» и др., а также коммерческое радиовещание. Существует несколько сетей проводного (кабельного) телевидения.

## Государственные праздники

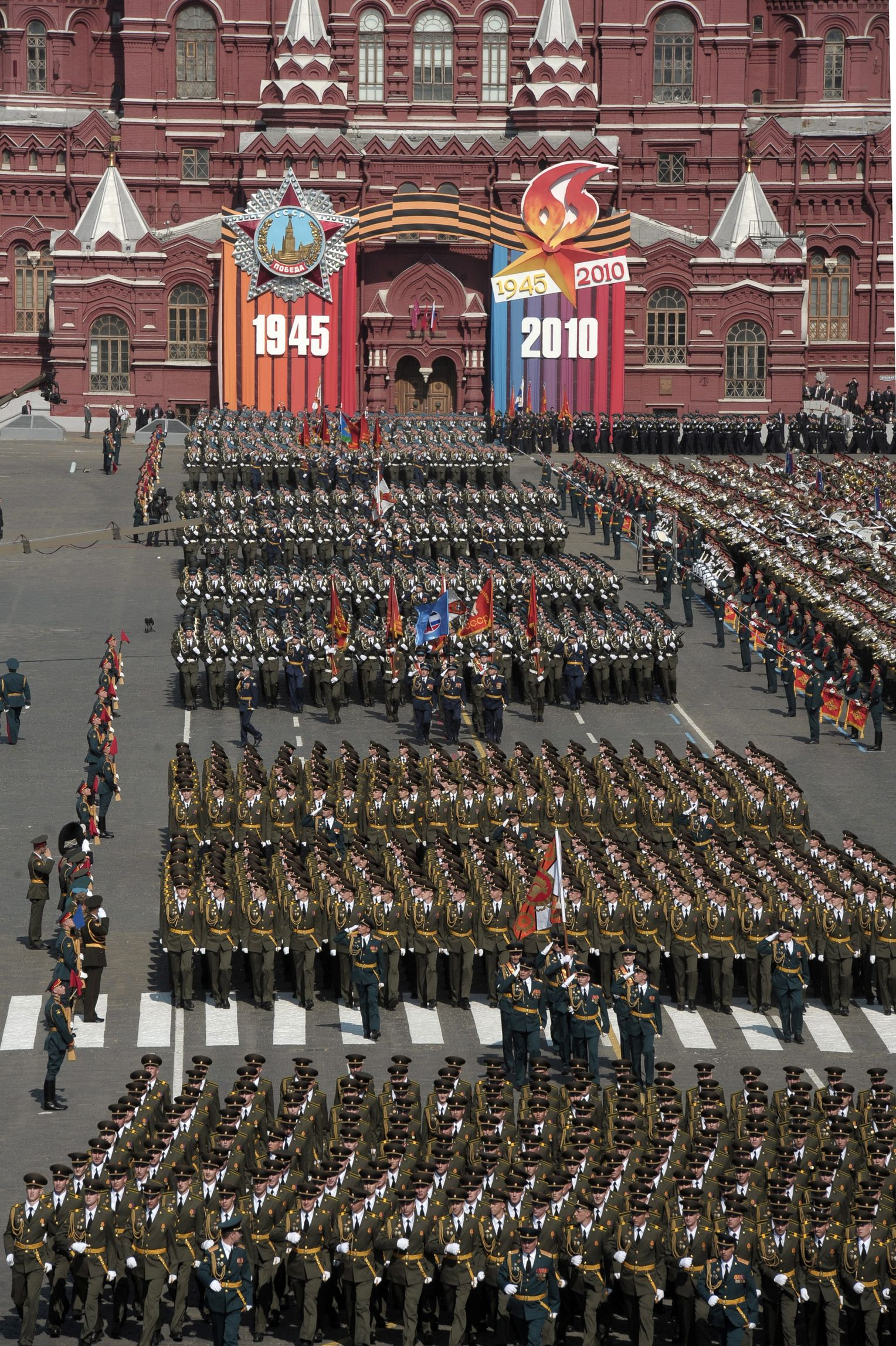
День Победы на Красной площади, 2010 год

Нерабочими праздничными днями в Российской Федерации являются:
- 1, 2, 3, 4, 5, 6 и 8 января — Новогодние каникулы;
- 7 января — Рождество Христово;
- 23 февраля — День защитника Отечества;
- 8 марта — Международный женский день;
- 1 мая — Праздник весны и труда;
- 9 мая — День Победы;
- 12 июня — День России;
- 4 ноября — День народного единства.

В нерабочие праздничные дни допускаются работы, приостановить которые невозможно по производственно-техническим условиям (непрерывно действующие организации), работы, вызываемые необходимостью обслуживания населения, а также неотложные ремонтные и погрузочно-разгрузочные работы.

## Спорт

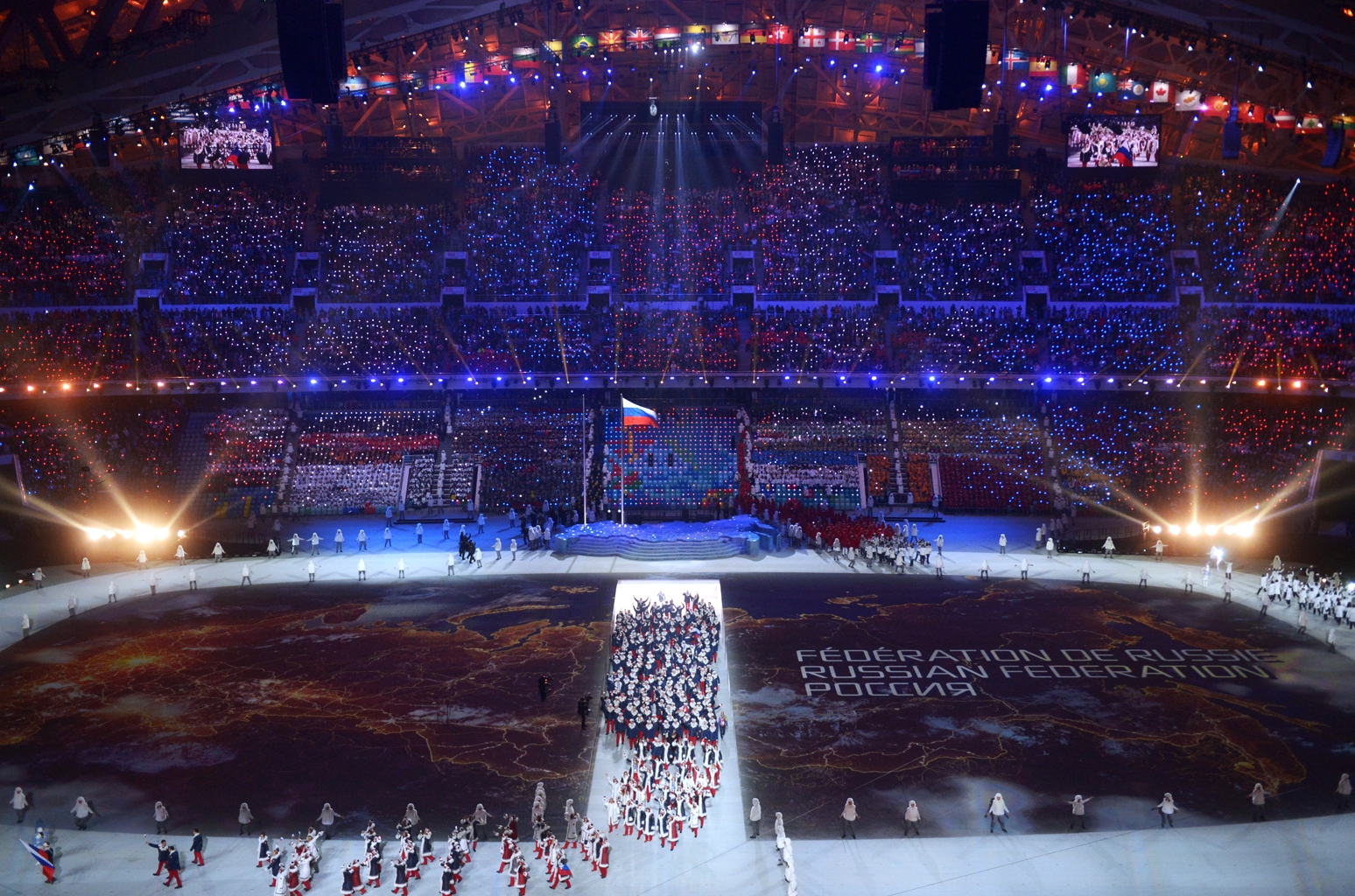
Церемония открытия зимней Олимпиады в Сочи

Начиная с Олимпийских игр в Хельсинки 1952 года и до Олимпийских игр в Лондоне 2012 года советские, а позже российские, спортсмены никогда не опускались ниже третьего места в общем медальном зачёте среди всех стран мира на летних Олимпийских играх. В общем медальном зачёте на всех Олимпийских играх сборная СССР/России занимает 2-е место, уступая только сборной США.
В 1980 году Москва принимала XXII летние Олимпийские игры, в 2014 году в Сочи прошли XXII зимние Олимпийские игры. Также в России прошло несколько Универсиад: летняя Универсиада 1973 года — в Москве, летняя Универсиада 2013 года — в Казани, а в 2019 году Красноярск принял зимнюю Универсиаду.
Богатую победами историю имеют советские и российские хоккеисты, которые неоднократно становились победителями чемпионатов мира и зимних Олимпийских игр.
В России сильны традиции футбола. Советские, а позже российские, футбольные клубы достигали высоких результатов на европейских турнирах. Сборная СССР становилась чемпионом Европы в 1960 году, а также дважды, в 1956 и 1988 годах, выигрывала олимпийское золото в футбольном турнире. В новую эпоху сборная России заняла 3-е место на чемпионате Европы 2008 года. В 2017 году в России прошёл Кубок конфедераций, а в 2018 году Россия впервые приняла чемпионат мира по футболу, который прошёл в 11 городах страны. В 2021 году часть матчей чемпионата Европы-2020 прошла в Санкт-Петербурге.
Российские спортсмены традиционно сильны в фигурном катании, биатлоне, лыжных гонках, мини-футболе, пляжном футболе, хоккее с мячом, хоккее с шайбой, спортивной и художественной гимнастике, лёгкой атлетике, синхронном плавании, а также в различных видах единоборств, особенно в вольной борьбе и боксе.
Среди чемпионов мира по шашкам, призёров и победителей европейских турниров по го и рэндзю много советских и российских спортсменов. Уникальны по успешности советские и российские шахматы: с 1946 по 1990 годы чемпионами мира по шахматам становились только советские шахматисты, за исключением 1972—1975 годов, когда им был Роберт Фишер. Большинство командных чемпионатов мира, как в мужской, так и в женской группе, равно как и турниры «СССР против сборной мира» были выиграны советскими шахматистами. В постсоветский период безраздельное доминирование российских шахматистов прекратилось, но они продолжают занимать одно из лидирующих мест в мировых шахматах. В период с 1991 года и по настоящее время три чемпиона мира по шахматам — россияне.
В 2015 году российских спортсменов обвинили в массовом применении допинга. В декабре 2019 года было принято решение об отстранении российских спортсменов от международных соревнований на четыре года. Всё это время российские спортсмены будут вынуждены выступать под нейтральным флагом.
В 2022 году после вторжения российских войск на Украину МОК призвал международные спортивные федерации либо перенести, либо отменить любые спортивные мероприятия, запланированные в России или Беларуси. Также он рекомендовал разрешить белорусским и российским спортсменам и командам соревноваться только в нейтральном статусе. В результате российских спортсменов отстранили от ряда международных спортивных соревнований, в том числе и от Лиги чемпионов УЕФА.

### Комментарии
1. ↑  В 24 субъектах Федерации наряду с русским используются другие 68 государственных языков.
2. 1 2 3 4 5 6  Включая Республику Крым и город федерального значения Севастополь, аннексия которых Россией не получила международной поддержки
3. ↑  Не включая Республику Крым и город федерального значения Севастополь, аннексия которых Россией не получила международной поддержки
4. ↑  Кириллический, введён 12 мая 2010 года[18]
5. ↑  «Наименования Российская Федерация и Россия равнозначны» // Конституция Российской Федерации, ст. 1, часть 2
6. ↑  Аббревиатура РФ не является нормативно установленной, но широко используется, в том числе в подзаконных нормативно-правовых актах, судебных решениях и официальной документации.
7. 1 2 3 4  Территории Украины в пределах российских субъектов Республики Крым и города федерального значения Севастополя, аннексированные в 2014 году, полностью оккупированы Россией. Территории Донецкой, Луганской, Запорожской и Херсонской областей Украины, которые аннексированы Россией в 2022 году в ходе вторжения в Украину (и рассматриваются ею как ДНР, ЛНР, Запорожская и Херсонская области соответственно), являются ареной военных действий и не полностью оккупированы Россией.
8. ↑  В международно признанных границах, де-факто морские границы России и Грузии контролирует частично признанная Абхазия.
9. 1 2  В пределах международно-признанных границ Грузии.
10. ↑  Закон РСФСР от 25 декабря 1991 года № 2094-I «Об изменении наименования государства Российская Советская Федеративная Социалистическая Республика».
11. ↑  25 декабря 1991 года Верховный Совет РСФСР принял закон о переименовании РСФСР в Российскую Федерацию (Россию).
12. ↑  Термин «государство-правопреемник Союза ССР» применительно к России был закреплён в пункте 3 статьи 1 и пункте 7 статьи 37 федерального закона «О международных договорах Российской Федерации» от 15 июля 1995 года № 101-ФЗ (принят Государственной думой России 16 июня 1995 года). — См. Федеральный закон от 15 июля 1995 г. № 101-ФЗ «О международных договорах Российской Федерации»
13. ↑  13 января 1992 года МИД России разослал главам дипломатических представительств в Москве ноту, в которой заявлялось, что Россия продолжает осуществлять права и выполнять обязательства по всем договорам, заключённым СССР. На основании указанной ноты мировое сообщество признало за Россий статус государства-правопреемника СССР. — См. Международные договоры в правовой системе Российской Федерации

### Энциклопедии и справочники
На русском языке
- 5548014 Россия // Большая российская энциклопедия [Электронный ресурс]. — 2004. — (Большая российская энциклопедия : [в 35 т.] / гл. ред. Ю. С. Осипов ; 2004—2017).
- Российская Федерация : [арх. 6 декабря 2022] // Пустырник — Румчерод [Электронный ресурс]. — 2015. — С. 672—675. — (Большая российская энциклопедия : [в 35 т.] / гл. ред. Ю. С. Осипов ; 2004—2017, т. 28). — ISBN 978-5-85270-365-1.
- Россия // Ремень — Сафи. — М. : Советская энциклопедия, 1975. — С. 539—556. — (Большая советская энциклопедия : [в 30 т.] / гл. ред.  А. М. Прохоров ; 1969—1978, т. 22).
- Россияне : [арх. 6 ноября 2022] / В. А. Тишков // Пустырник — Румчерод [Электронный ресурс]. — 2015. — С. 685—686. — (Большая российская энциклопедия : [в 35 т.] / гл. ред. Ю. С. Осипов ; 2004—2017, т. 28). — ISBN 978-5-85270-365-1.

На других языках
- Borrero M. Russia: A Reference Guide from the Renaissance to the Present (англ.). — New York: Facts on File, 2004. — xiv, 497 p. — (European Nations). — ISBN 978-0-8160-4454-2.
- Dewdney J. C., Hellie R., Hosking G. A., Keenan E. L., Lieven D., McCauley M.[англ.], Medvedkov Y. V., Raeff M. I., Riasanovsky N. V., Seton-Watson H.[англ.], Taruskin R., Vodovozov S. A., Wachtel A. B. Russia // Encyclopædia Britannica  (англ.)
- Encyclopedia of Russian History (англ.) / Ed.-in-Chief J. R. Millar. — New York: Macmillan Reference USA, 2004. — xcvii, 1828 p. — ISBN 0-02-865907-4.
- Russia: A Country Study (англ.) / Ed. by G. E. Curtis; Library of Congress, Federal Research Division. — Washington, DC: U.S. Government Printing Office, 1998. — cviii, 731 p. — (Area handbook series). — ISBN 0-8444-0866-2. Архивировано 11 июня 2021 года. | также на Archive.org

### Историографические монографии, сборники и учебные пособия
На русском языке
- Анисимов Е. В. История России от Рюрика до Путина: Люди. События. Даты. — 4-е изд., доп. — СПб..—…: Питер, 2013. — 592 с. — ISBN 978-5-496-00068-0.
- Анисимов Е. В. Хронология российской истории. Россия и мир. — СПб.: Питер, 2013. — 464 с. — ISBN 978-5-459-01650-5.
- Российская государственность: опыт 1150-летней истории: Материалы Международной научной конференции (Москва, 4—5 декабря 2012 г.) / ред. кол.: Ю. А. Петров (отв. ред.), С. В. Журавлёв (зам. отв. ред.), А. В. Юрасов (зам. отв. ред.), А. П. Корелин, В. А. Кучкин, Р. Г. Пихоя, Н. М. Рогожин, В. В. Шелохаев; науч. ред.: И. А. Христофоров, Е. В. Добычина. — ИРИ РАН; РАНХиГС. — М., 2013. — 591, [1] с. — ISBN 978-5-8055-0255-3. Архивировано 8 июня 2022 года.
- Сапожникова Н. Д. История России с древнейших времён до наших дней. — Министерство образования и науки РФ. — Екатеринбург: РГППУ, 2013. — 500 с.
- Сахаров А. Н., Боханов А. Н., Шестаков В. А. История России с древнейших времён до наших дней / под ред. А. Н. Сахарова. — М.: Проспект, 2011. — 768 с. — ISBN 978-5-392-01828-4.

На других языках
- Нариси історії Росії (укр.) / Б. В. Ананьїч, І. Л. Андреєв, Є. В. Анісімов, І. М. Данилевський, В. Д. Назаров, О. В. Шубін; за заг. ред. О. О. Чубар’яна; пер.: А. В. Блануца, Д. П. Ващук, Г. Г. Єфіменко[укр.], В. О. Крупина, В. М. Матях, О. В. Орлова, Н. В. Пазюра, Б. В. Черкас, Н. М. Юсова[укр.]; наук. ред. укр. пер. С. В. Кульчицький. — Киев: Ніка-Центр, 2007. — 800 с. — ISBN 978-966-521-466-3.
- Ascher A. Russia: A Short History (англ.). — Revised 3th ed. — London: Oneworld, 2017. — 336 p. — ISBN 978-1-78607-143-9.
- Bartlett R. A History of Russia (англ.). — Basingstoke; New York: Palgrave Macmillan, 2005. — xii, 321 p. — (Macmillan Essential Histories). — ISBN 1-4039-3812-1.
- Bazylow L.[пол.], Wieczorkiewicz P.[пол.]. Historia Rosji (пол.). — Wyd. 4., popraw. i uzupeł. — Wrocław—Warszawa—Kraków: Zakład Narodowy im. Ossolińskich, 2005. — 632 S. — ISBN 83-04-04641-5.
- Bushkovitch P. A Concise History of Russia (англ.). — Cambridge; …: Cambridge University Press, 2012. — xxiv, 491 p. — (Cambridge Concise Histories). — ISBN 978-0-521-54323-1.
- The Cambridge History of Russia: in 3 Vol (англ.) / Ed. by M. Perrie, D. Lieven, R. G. Suny. — Cambridge: Cambridge University Press, 2006. — 750+765+800 p. — ISBN 978-0-521-81227-6 (1), ISBN 978-0-521-81529-1 (2), ISBN 978-0-521-81144-6 (3).
- A Companion to Russian History (англ.) / Ed. by A. Gleason. — Hoboken, NJ: Wiley-Blackwell, 2009. — xi, 554 p. — (Wiley-Blackwell Companions to World History). — ISBN 978-1-4051-3560-3.
- Companion to Russian Studies: in 3 Vol. (англ.) / Ed. by R. Auty, D. D. Obolensky; Ed. assist. A. Kingsford. — Cambridge—…: Cambridge University Press, 1980—1981. — 403+307+212 p. — ISBN 0-521-28038-9 (1), ISBN 0-521-28039-6 (2), ISBN 0-521-28384-7 (3).
- Dukes P. A History of Russia: Medieval, Modern, Contemporary: c. 882—1996 (англ.). — 3rd Ed. — London — New York: Macmillan Education, 1998. — xiv, 430 p. — ISBN 978-1-349-26080-5.
- Engel B. A., Матрин, Дж. Л. Б.[англ.]. Russia in World History (англ.) / Gen. ed. B. G. Smith[англ.], Ананд А. Ян. — Oxford—…: Oxford University Press, 2015. — xv, 156 p. — (The New Oxford World History). — ISBN 978-0-19-994789-8.
- Russia: A History (англ.) / Ed. by G. L. Freeze. — 3th ed. — Oxford — New York: Oxford University Press, 2009. — ISBN 978-0-19-956041-7.
- Hosking G. A. Russian History: A Very Short Introduction (англ.). — Oxford — New York: Oxford University Press, 2012. — xvi, 154 p. — (A Very Short Introduction). — ISBN 978-0-19-958098-9.
- Kort M.[англ.]. A Brief History of Russia (англ.). — New York: Facts on File[англ.], 2008. — xxiii, 310 p. — ISBN 978-0-8160-7112-8.
- Kurat A. N. Rusya Tarihi: Başlangıçtan 1917'ye Kadar (тур.). — Ankara: Türk Tarih Kurumu Başkanlığı, 1987. — 537 S. — (Dünya tarihi).
- Riasanovsky N. V. A History of Russia (англ.). — 6th Ed. — Oxford: Oxford University Press, 2000. — xx, 726 p. — ISBN 978-0-19-512179-7.
- Poe M. T. The Russian Moment in World History (англ.). — Princeton—Oxford: Princeton University Press, 2003. — xv, 116 p. — ISBN 0-691-11612-1.
- Rusya tarihi (тур.) / Ed. N. Devlet, N. Sarıahmetoğlu. — Eskişehir: Anadolu Üniversitesi, 2013. — 254 S. — ISBN 978-975-06-1522-1.
- Thompson J. M. Russia and the Soviet Union: An Historical Introduction from the Kievan State to the Present (англ.). — 6th ed. — Boulder: Westview Press, 2009. — xvi, 415 p. — ISBN 978-08133-4395-2.
- Ziegler C. E. The History of Russia (англ.). — 2nd Ed. — Santa Barbara — Denver — Oxford: Greenwood Press, 2009. — xxvi, 252 p. — (The Greenwood Histories of the Modern Nations). — ISBN 978-0-313-36308-5.